# Vouvant
Vouvant (prononcé [vu.vɑ̃]) est une commune française située dans le département de la Vendée en région Pays de la Loire.
Ancienne place forte médiévale d'importance, elle possède encore une grande partie de ses fortifications. Ses habitants sont appelés les Vouvantaises et Vouvantais.
Le village est classé parmi Les Plus Beaux Villages de France depuis 1988,.

## Géographie

### Localisation

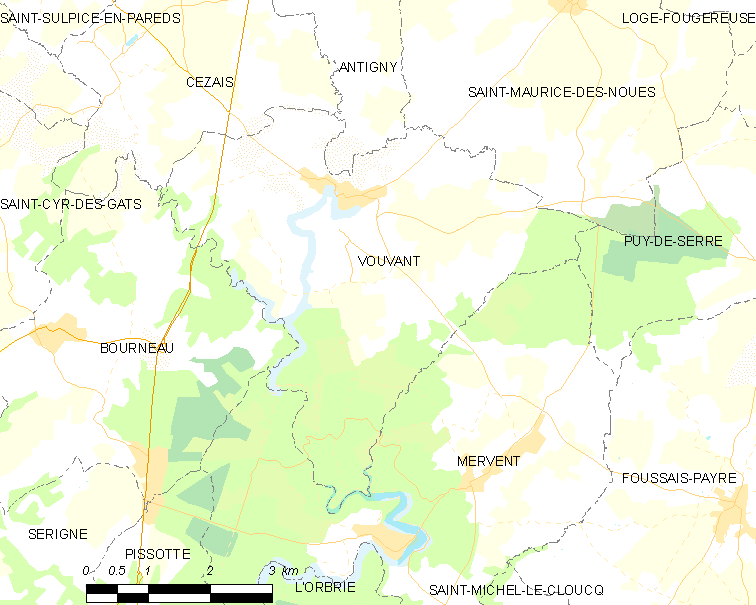
Carte de la commune.

Le bourg de Vouvant est implanté sur une colline entourée sur trois côtés par la rivière Mère. La commune se situe au sud-est du département de la Vendée, entre Fontenay-le-Comte et La Châtaigneraie, dans le sud du Bocage vendéen, à proximité du marais poitevin et à une quarantaine de kilomètres des côtes.
La commune comprend une partie du massif forestier de Mervent-Vouvant, plus grande forêt du département de la Vendée.
| Cezais   | Antigny | Saint-Maurice-des-Noues |
| Bourneau | Vouvant | Puy-de-Serre            |
|          | Mervent |                         |

### Géologie et relief, hydrographie
La superficie de la commune est de 2 020 hectares ; son altitude varie entre 35 et 110 mètres.
La commune est localisée dans le Bas-Bocage vendéen. Les paysages sont moyennement vallonnés et sont traversés par une multitude de cours d'eau. Le sol se compose de terrains schisteux, excepté au lieu-dit de la Grande Rhée où un îlot calcaire est présent.
Le bourg de Vouvant est situé dans un des méandres de la rivière Mère, qui prend, au nord du bourg, les eaux du Vend (appelé aussi ruisseau de Chambron ou ruisseau de Broue) en provenance de Saint-Maurice-des-Noues. La Mère se jette plus au sud dans la Vendée, à Mervent.
Le territoire communal est délimité par plusieurs cours d'eau : le Petit Fougerais au sud-ouest, le ruisseau des Verreries au sud-est ainsi que la Mère et le ruisseau de Chambron au nord.
La commune repose sur le bassin houiller de Vendée.

La rivière Mère
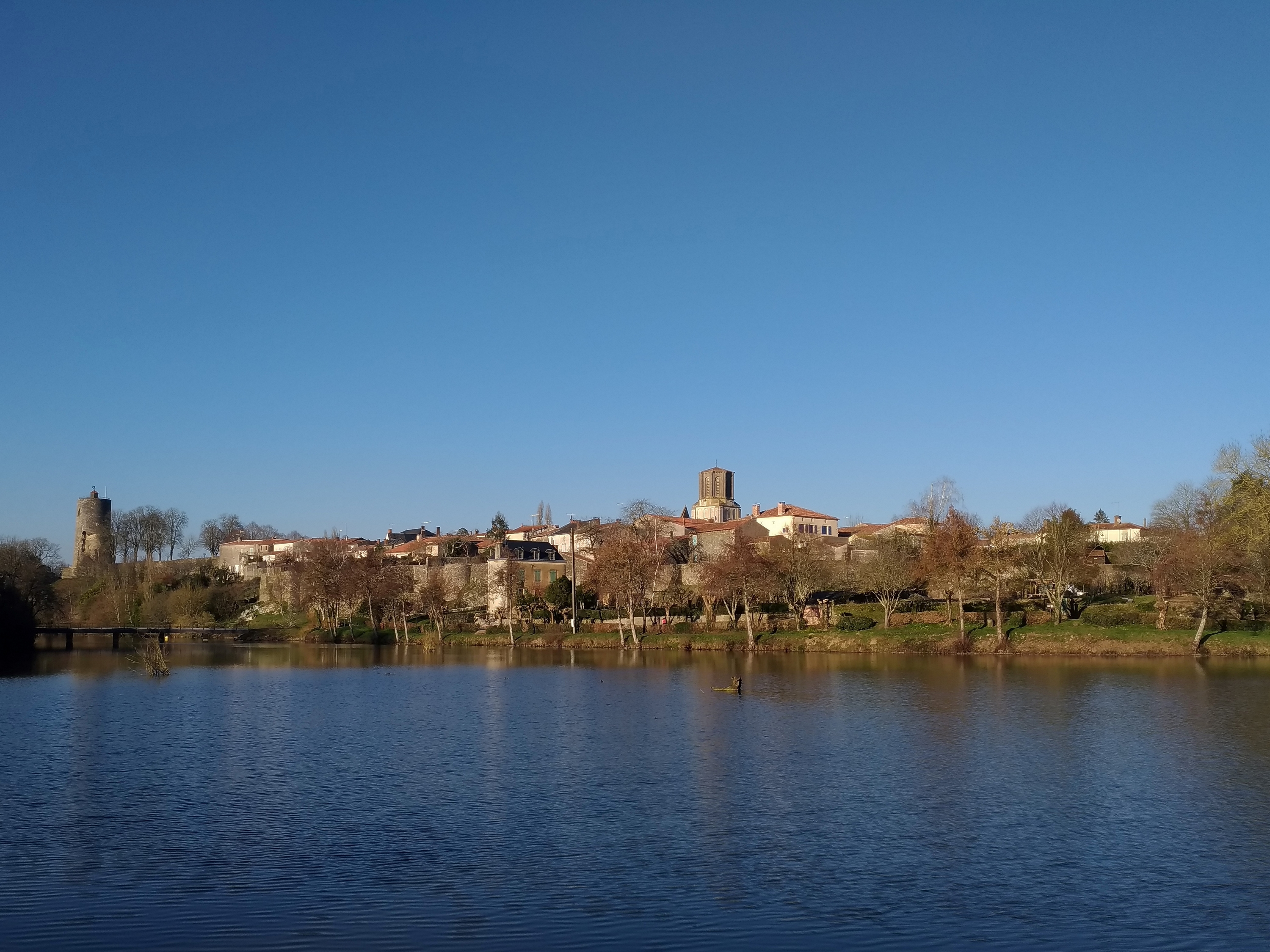
Vue d'ensemble du méandre sur lequel est implanté le village.
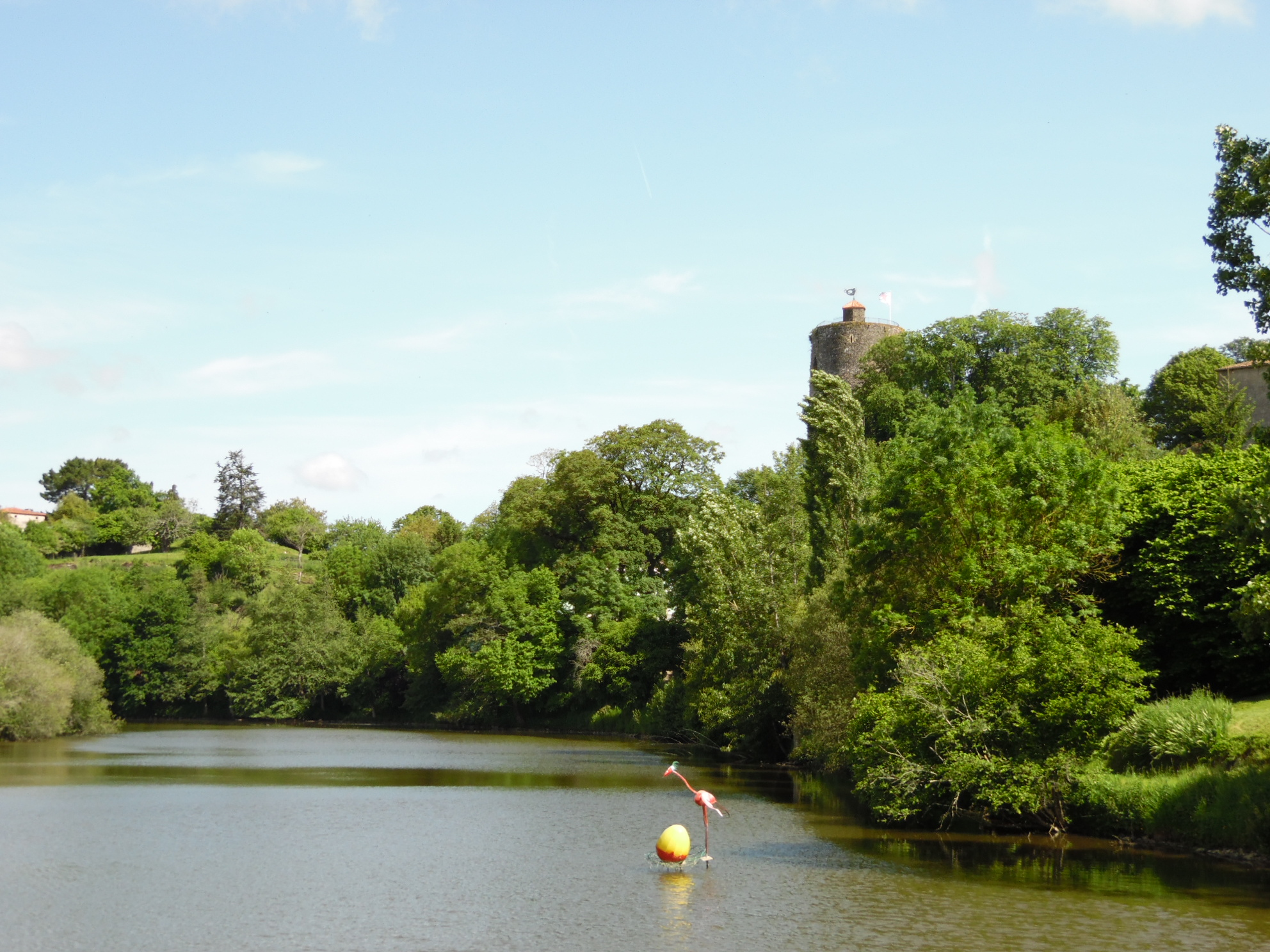
Vue du pont en direction de la Poterne.
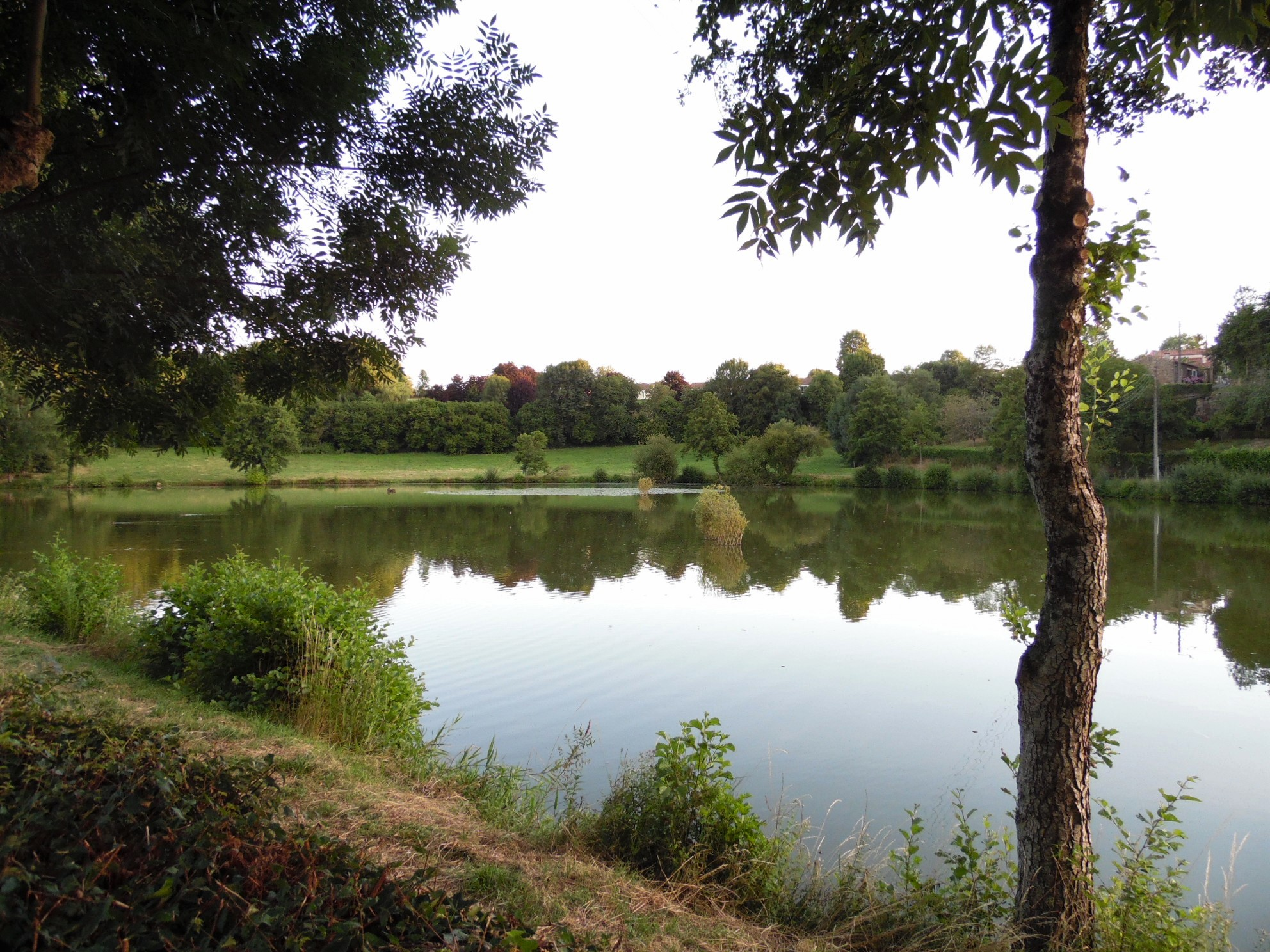
La rivière, au sud de la cité médiévale.
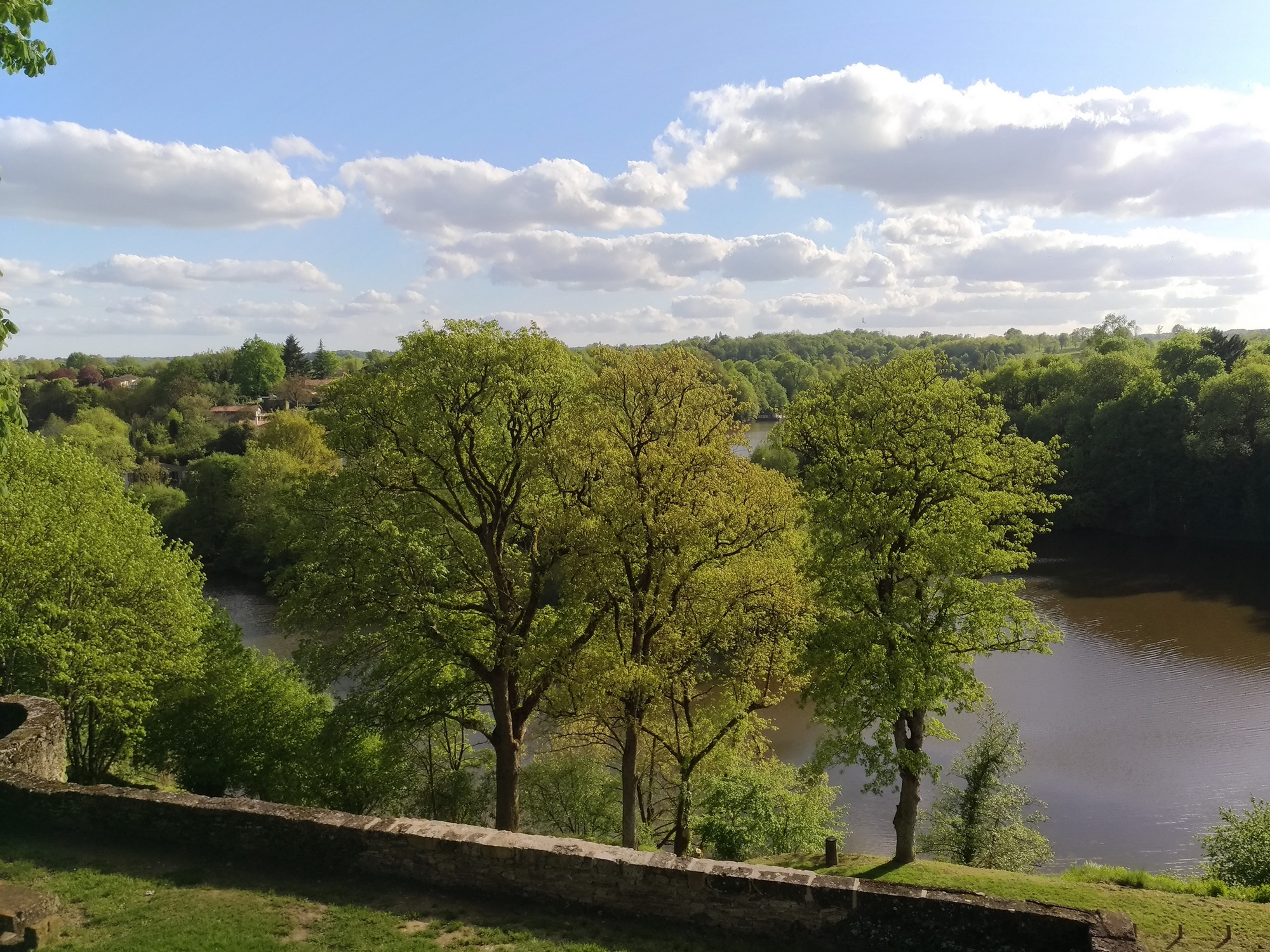
La Mère vue du premier étage de la tour Mélusine.

### Unités paysagères
Le territoire communal de Vouvant fait partie de deux unités paysagères du département de la Vendée : « Les marches du Bas-Poitou » (unité paysagère no 45) et « Le bocage du Lay et de la Vendée » (unité paysagère no 46).

### Climat
Pour des articles plus généraux, voir Climat des Pays de la Loire et Climat de la Vendée.
En 2010, le climat de la commune est de type climat océanique altéré, selon une étude du CNRS s'appuyant sur une série de données couvrant la période 1971-2000. En 2020, Météo-France publie une typologie des climats de la France métropolitaine dans laquelle la commune est exposée à un climat océanique et est dans une zone de transition entre les régions climatiques « Bretagne orientale et méridionale, Pays nantais, Vendée » et « Poitou-Charentes ». 
Pour la période 1971-2000, la température annuelle moyenne est de 11,9 °C, avec une amplitude thermique annuelle de 14,4 °C. Le cumul annuel moyen de précipitations est de 874 mm, avec 12,4 jours de précipitations en janvier et 7 jours en juillet. Pour la période 1991-2020, la température moyenne annuelle observée sur la station météorologique de Météo-France la plus proche, sur la commune de Scillé à 16 km à vol d'oiseau, est de 12,1 °C et le cumul annuel moyen de précipitations est de 954,6 mm,. Pour l'avenir, les paramètres climatiques de la commune estimés pour 2050 selon différents scénarios d'émission de gaz à effet de serre sont consultables sur un site dédié publié par Météo-France en novembre 2022.

### Voies de communication
La commune de Vouvant est traversée du sud-est au nord-ouest par une route départementale, la RD31, allant de Saint-Hilaire-des-Loges à Chantonnay. Cette dernière porte plusieurs noms lors de son passage dans le bourg : rue de la Filée, rue de la Visitation, place de l'Église, rue du Duc d'Aquitaine et rue du Château Neuf.
Deux autres routes départementales desservent Vouvant avant de rejoindre la RD31 au niveau du bourg : la RD89 en provenance de Puy-de-Serre et la RD30 traversant la commune d'est en ouest (et qui se confond avec la RD31 lors de la traversée du village).
À deux kilomètres du centre-bourg, le territoire communal est traversé par la RD938T reliant les villes de La Châtaigneraie et Fontenay-le-Comte.

## Urbanisme

### Typologie
Au 1er janvier 2024, Vouvant est catégorisée commune rurale à habitat dispersé, selon la nouvelle grille communale de densité à sept niveaux définie par l'Insee en 2022.
Elle est située hors unité urbaine et hors attraction des villes,.

### Occupation des sols
L'occupation des sols de la commune, telle qu'elle ressort de la base de données européenne d’occupation biophysique des sols Corine Land Cover (CLC), est marquée par l'importance des territoires agricoles (66,6 % en 2018), en diminution par rapport à 1990 (67,6 %). La répartition détaillée en 2018 est la suivante : 
prairies (34,1 %), forêts (23,8 %), terres arables (18,6 %), zones agricoles hétérogènes (13,9 %), milieux à végétation arbustive et/ou herbacée (3,5 %), eaux continentales (3,2 %), zones urbanisées (2,8 %). L'évolution de l’occupation des sols de la commune et de ses infrastructures peut être observée sur les différentes représentations cartographiques du territoire : la carte de Cassini (XVIIIe siècle), la carte d'état-major (1820-1866) et les cartes ou photos aériennes de l'IGN pour la période actuelle (1950 à aujourd'hui).

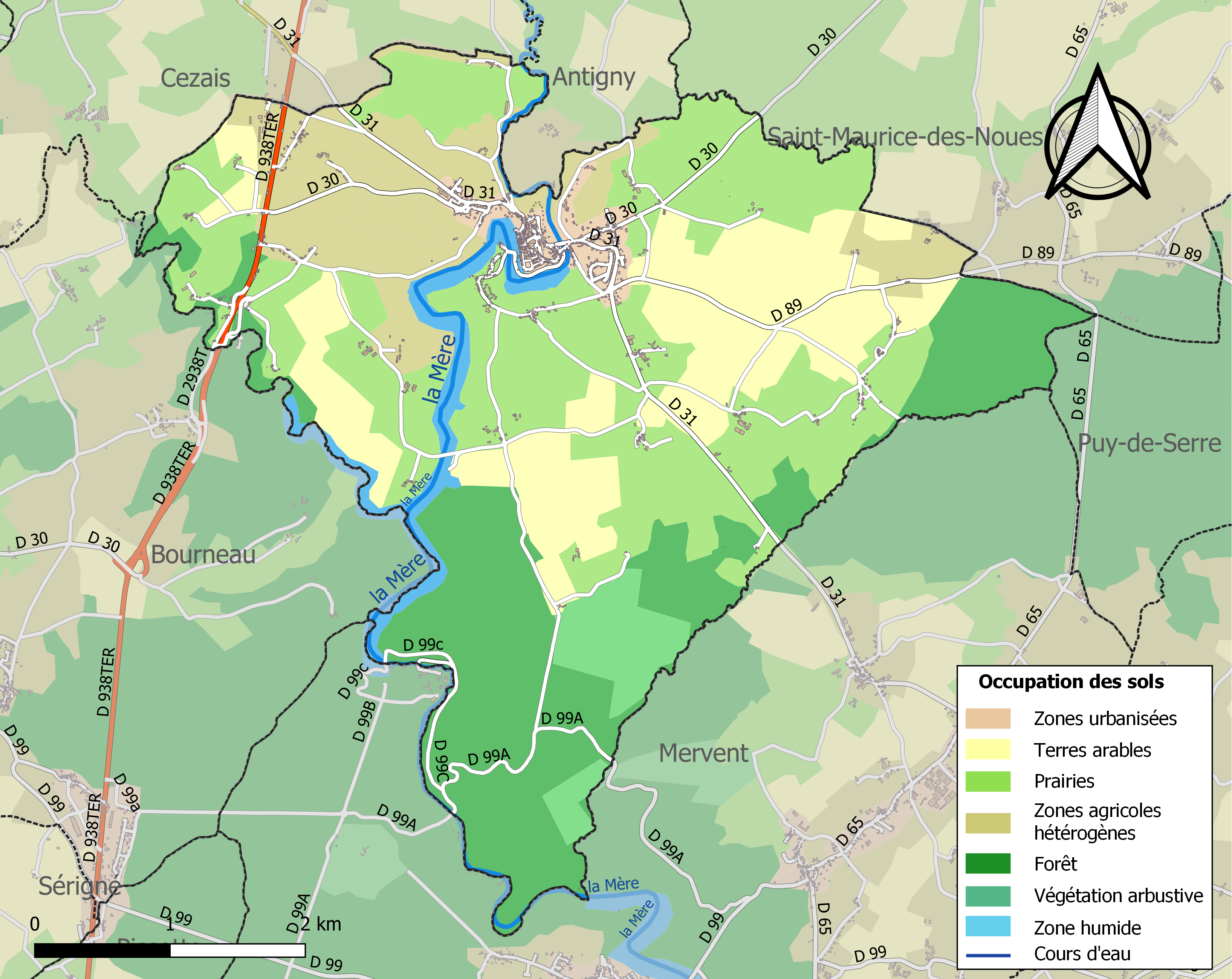
Carte des infrastructures et de l'occupation des sols de la commune en 2018 (CLC).

## Toponymie
Le nom de la localité est attesté sous différentes formes au fil des siècles,,,,,,, :
- Vulventus, Vulvencio, Volventum castrum[31], Vulvent et Volventus au XIe siècle ;
- Vulvento, Volvento, Volventum, Vulvent, Volvensis[32], De Volventio[32] et Voventium au XIIe siècle ;
- Vovent[32], Vovant, Volvent[32], Volventis et Volventi au XIIIe siècle ;
- Volvento au XIVe siècle ;
- Voulvent au XVe siècle ;
- Voulvent, Vouvent et Vouvant au XVIIe siècle ;
- Vouvent et Vouvant au XIXe siècle[32].

Dans de nombreux écrits historiques, le nom de la commune est orthographié Vouvent au lieu de Vouvant,.
L'étymologie de ce toponyme reste incertaine. Plusieurs explications paraissent possibles :
1. Vouvant (Vulventus, du latin Volvere signifiant « onduler » ou « coulant »[34]) étant situé à la confluence de deux cours d'eau, la Mère et le Vend[8], son origine étymologique pourrait tout simplement provenir du fait que le lieu soit entouré d'eau sur trois côtés. En effet, cette étymologie apparaît dans l'acte de donation portant création de la ville daté des premières années du XIe siècle (entre 1016 et mars 1019)[23],[7] : « [...] loco qui propter influentem aquam Vulventus dicitur fecique [...] », ce qui signifie « [...] un lieu qu'on appelle Vouvant à cause de l'eau qui s'y insinue [...] »[35],[36] ;
2. malgré sa large adoption par la documentation historique du fait de sa grande intuitivité, la première étymologie ci-dessus est probablement fausse[25],[37]. En effet, les philologues de l'époque moderne s'accordent à penser que le toponyme du village serait plutôt issu de la racine indo-européenne wulf (signifiant « loup ») accompagnée du suffixe -ingus. Cette étymologie ferait alors de Vouvant un repaire de loups ;
3. selon Ernest Nègre, l'étymologie est peut-être à rapprocher du nom germanique d'une personne Wolvingus[25],[26] ;
4. l'étymologie fait peut-être référence au nom latin d'une personne, Volventius, d'après Dauzat et Rostaing[38] ;
5. Xavier Delamarre identifie un radical celtique -venta, -venton, présent dans plusieurs noms de localités en France et en Europe, et désignant un lieu d'abattage (abattoir ou aire de sacrifice). Avec le préfixe volo-, signifiant « en bas, inférieur », il propose un composé Volo-vento signifiant « l'abattoir d'en bas » ou « l'aire de sacrifice inférieure »[39].

Remarque : dans le sud du domaine d'oïl, l'élément germanique Wulf- / Wolf- aurait dû aboutir à *Gouvant et non pas à *Vouvant comme wulpiculu > goupil ou Wurm-hari > Gourmier.

## Histoire

### Moyen Âge

#### Création de Vouvant par Guillaume le Grand d'Aquitaine (av. 1016-1019)
Vers l'an Mil, Guillaume le Grand, comte de Poitiers et duc d'Aquitaine, fait construire un château et une église à Vouvant, promontoire rocheux situé dans un méandre cerné par la rivière Mère. Selon la légende, il aurait découvert ce site lors d'une chasse tumultueuse. C'est également à cette époque que le comte-duc entame la fortification des marges nord-ouest de l'Aquitaine afin de contenir les incursions Normandes remontant les vallées des rivières de la Vendée et de la Mère. En effet, ces terres situées au nord du territoire dirigé par le comte-duc sont peu occupées. Guillaume le Grand et l'abbé Théodelin de Maillezais entreprennent alors la construction de châteaux et d'églises afin d'y contrôler la grande barrière forestière de Vouvant et Mervent. Concernant Vouvant, le comte-duc y fait bâtir un château fort (à l'emplacement actuel du Château Neuf ou du Petit-Château) ainsi qu'un ensemble monastique lui permettant d'asseoir son autorité sur le Bas-Poitou. La construction de ce château semble également avoir vocation à remplacer le castrum de Maillezais détruit entre 1007 et 1011.

La première mention de Vouvant se trouve dans un acte écrit de donation à destination de la communauté monastique de Maillezais. Cet acte est daté entre 1016 et après mars 1019. C'est donc en 1019 au plus tard que semble se situer la fondation du bourg castral de Vouvant.

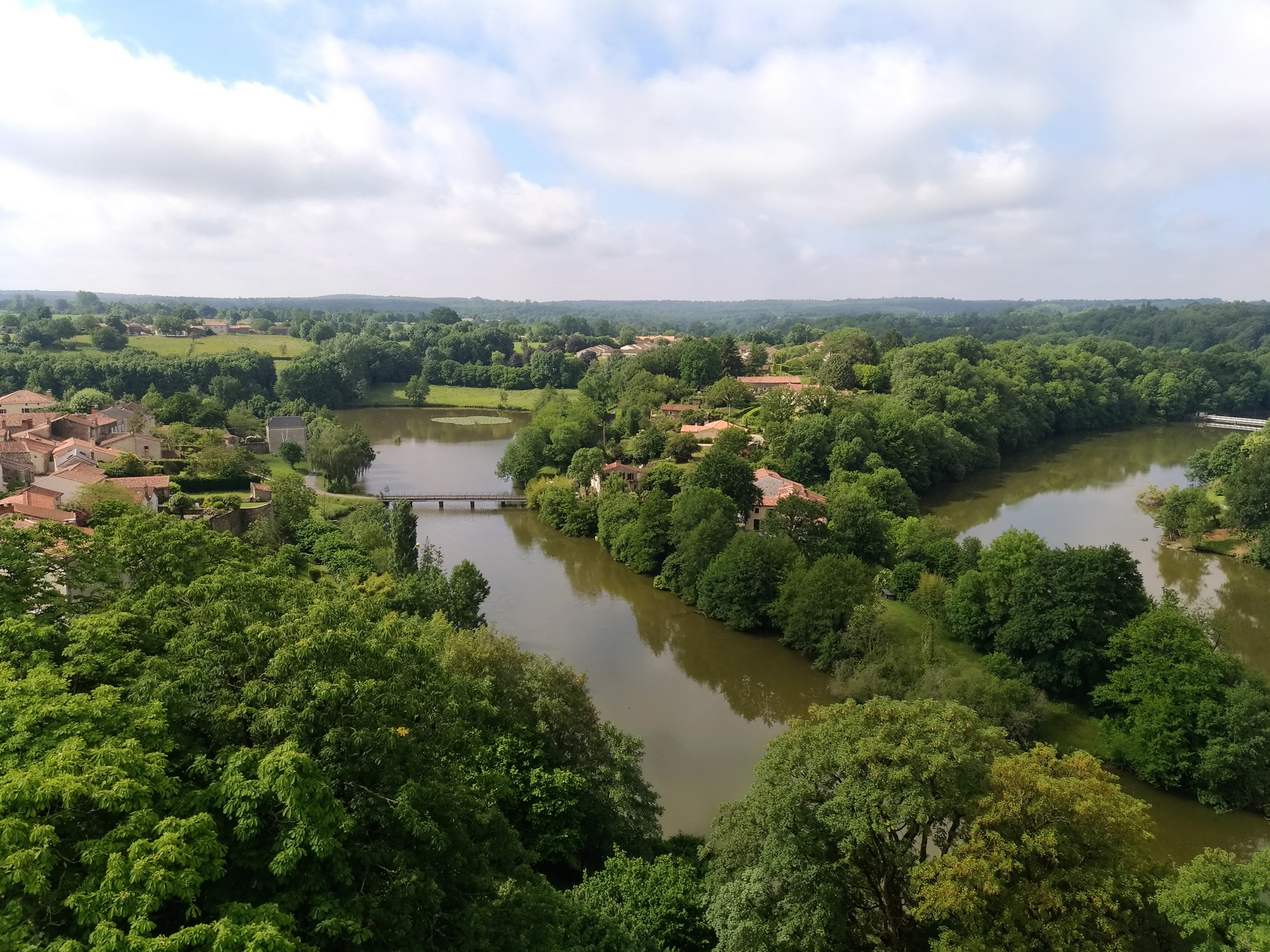
Vue sur le site du Petit-Château - au centre - séparé par la Mère du site de Vouvant-Bourg (à gauche) où se situe l'église.

Extrait de l'acte écrit de donation rédigé par Guillaume le Grand d'Aquitaine entre l'année 1016 et le mois de mars 1019,,,,, :
« [...]. Placuit etiam mihi Willelmo construendi castrum in loco qui propter influentem aquam Vulventus dicitur fecique, divino nutu tactus, cogitavi aliquando ut quemadmodum erigebam illud castrum ad mei nomen honoris, ita ad nomen honoris Christi construerem inibi monasterium in honorem Dei Genitricis, quatenus ipsa pro me et pro cuncto genere meo ad pium Dominum Filiumque suum interpellatrix esse dignetur. Erat enim juxta illud castrum mons qui ex omni parte claudebatur aqua, nisi ex parte modica. Advocavi ergo abbatem præfati monasterii Malliacensis nomine Tedelinum rogavique eum ut de loco illo sylvam abscinderet, et ecclesiam fabricaret, quod ipse libenti animo adimplevit ; disposuisque ipsam ecclesiam cum omnibus ecclesiis et rebus ad eam pertinentibus S. Petro Malliacensi esse subjectam [...]. Hoc testamentum suprascripti cœnobii Malleacensis ego, Willelmus Aquitanorum dux et comes Pictavæ  civitatis manu propria firmavi, et loco sancto superius denominato contradidi omnia quæ hic sunt prænotata, et filiis etiam meis jussi firmare Willelmo et Odoni cum uxore Agnete et domno Gisleberto episcopo cum suo nepote Isemberto, fidelibus etiam quamplurimis meis quorum nomina hic sunt denotata.
S. domini Willelmi + Aquitanorum ducis.
S. Gisleberti + episcopi Pictavensis.
S. Willelmi filii ejus.
S. Odonis filii ejus.
S. Agnetis uxoris ipsius.
S. Fulconis comitis Andegavis.
S. Guillelmi comitis Angolismæ.
S. filiorum ejus Alduini et Gosfridi.
S. Acfredi vicecomitis.
S. Widonis inclyti vicecomitis Lemovicæ et filiorum ejus.
S. etiam domni Tedelini abbatis.
S. Isemberti ejusdem episcopi nepotis.
Actum ........ »
— Guillaume le Grand, IIIe comte de Poitou et Ve duc d'Aquitaine (entre l'année 1016 et le mois de mars 1019)
        
« [...]. Il m'a plu aussi, à moi Guillaume, de construire un château, situé en un lieu qu'on appelle Vouvant à cause de l'eau qui s'y insinue, et je l'ai fait par la volonté de Dieu : j'ai pensé un jour que, tandis que j'érigeais ce château pour la dignité de mon honneur, de même, je devais, en ce qui me concerne, pour la dignité de l'honneur du Christ, construire un monastère en l'honneur de la Mère de Dieu, afin qu'elle juge digne d'être celle qui interpelle pour moi et pour toute ma lignée Dieu le Père et son Fils ; il y avait en effet près de ce château un mont qui, était presque entièrement entouré d'eau ; j'ai donc fait venir l'abbé Théodelin du susdit monastère de Maillezais et je lui ai demandé d'y défricher la forêt et d'y bâtir une église, ce qu'il a volontiers accompli ; j'ai décidé que cette église, avec toutes les églises et biens qui en relèvent, soit sujette de Saint-Pierre de Maillezais [...]. Cet acte écrit de donation en faveur du susdit monastère de Maillezais, moi, Guillaume, duc des Aquitains et de la cité de Poitiers, je l'ai confirmé de ma propre main et j'ai remis au saint monastère tout ce qui a été noté ci-dessus et j'ai ordonné aussi à mes fils Guillaume et Eude, en même temps qu'à mon épouse Agnès et au seigneur évêque Gilbert et à son neveu Isembert ainsi qu'à un grand nombre de fidèles dont les noms sont indiqués, de le confirmer.
Seing de Guillaume + duc des Aquitains.
Seing de Gislebert + évêque de Poitiers.
Seing de Guillaume, son fils [du duc].
Seing d'Eude, son fils [du duc].
Seing d'Agnès, son épouse [du duc].
Seing de Foulque, comte d'Anjou.
Seing de Guillaume, comte d'Angoulême.
Seing de ses fils Audoin et Geoffroi [du comte d'Angoulême].
Seing du vicomte [de Châtellerault] Acfred.
Seing de Gui, illustre vicomte de Limoges et de ses fils.
Seing du seigneur Théodelin, abbé [de Maillezais].
Seing d'Isembert, neveu de l'évêque [de Poitiers] susdit.
Fait [lacune]. »

##### Édification de l'église priorale Notre-Dame (av. 1050)
L'église priorale est édifiée dans la première moitié du XIe siècle en granit et en schiste : c'est une vaste construction de trois vaisseaux et peut-être neuf travées. L'édifice possède une architecture typique des églises du début du XIe siècle, c'est-à-dire austère, qui ne comporte aucun décor sculpté, et qui donne « une impression de rigueur et de solidité ».

Éléments de l'église datant du XIe siècle
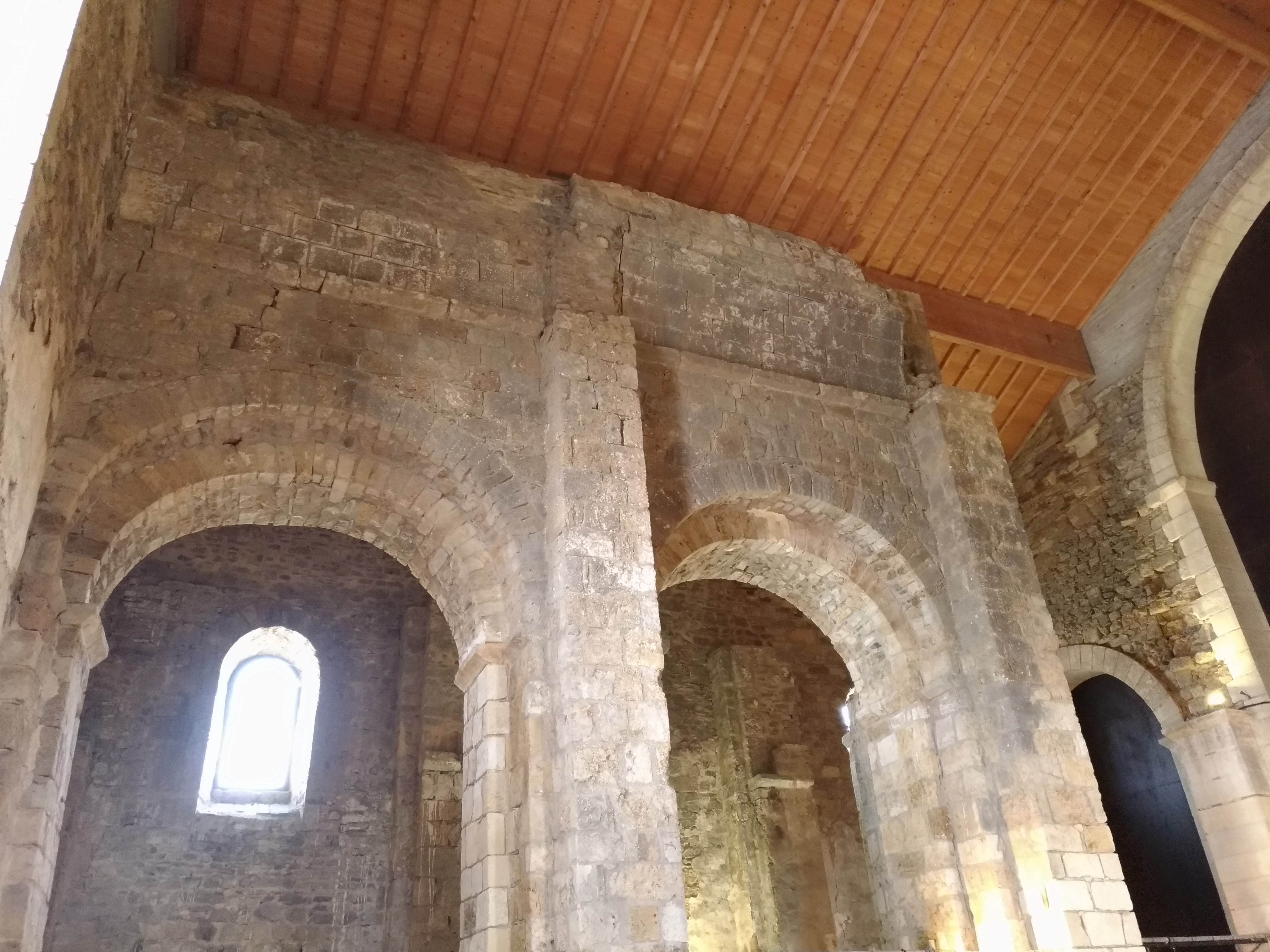
Vue de l'ensemble nord.
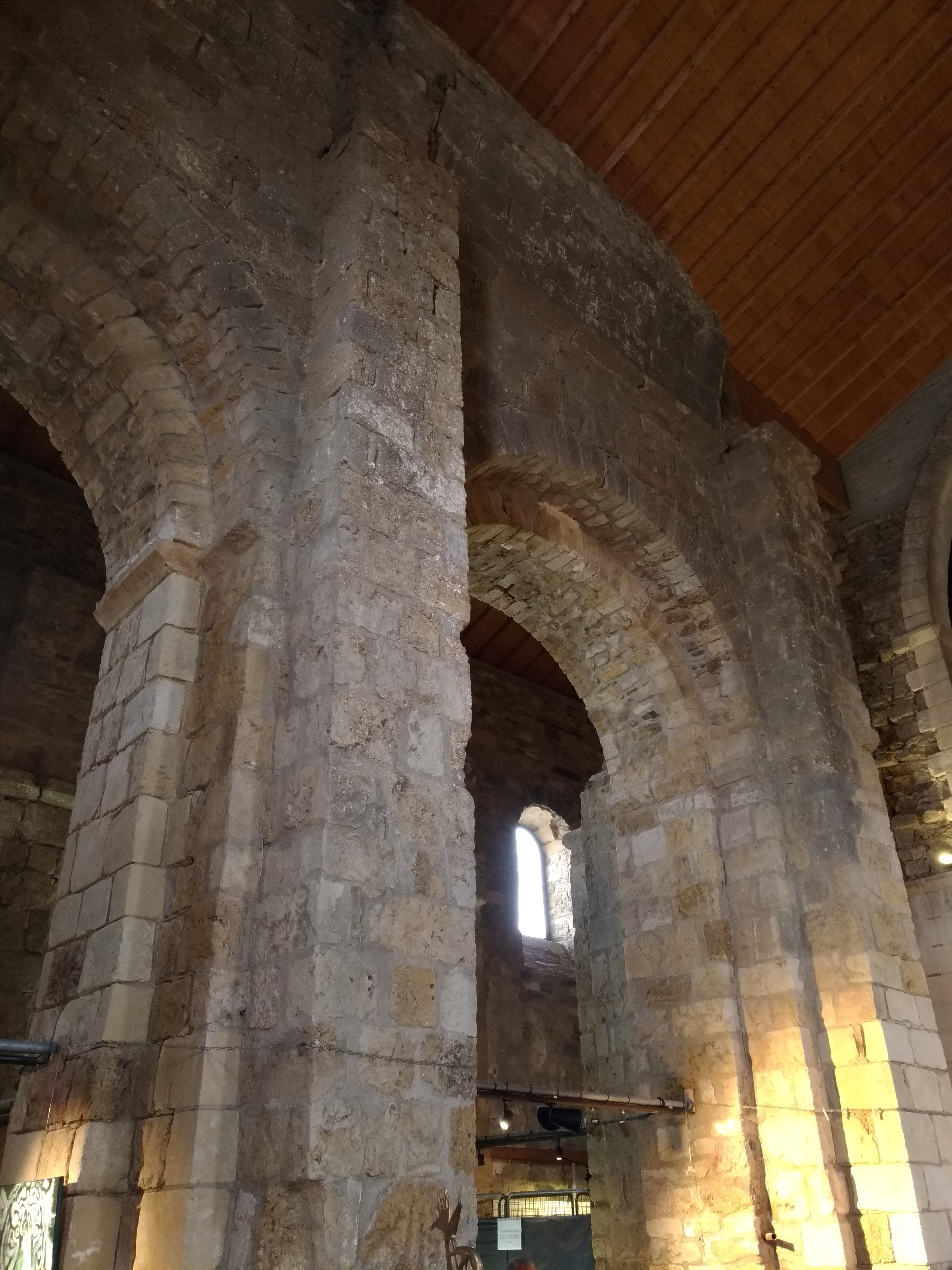
Arcs et piliers séparant le vaisseau central du bas-côté nord.
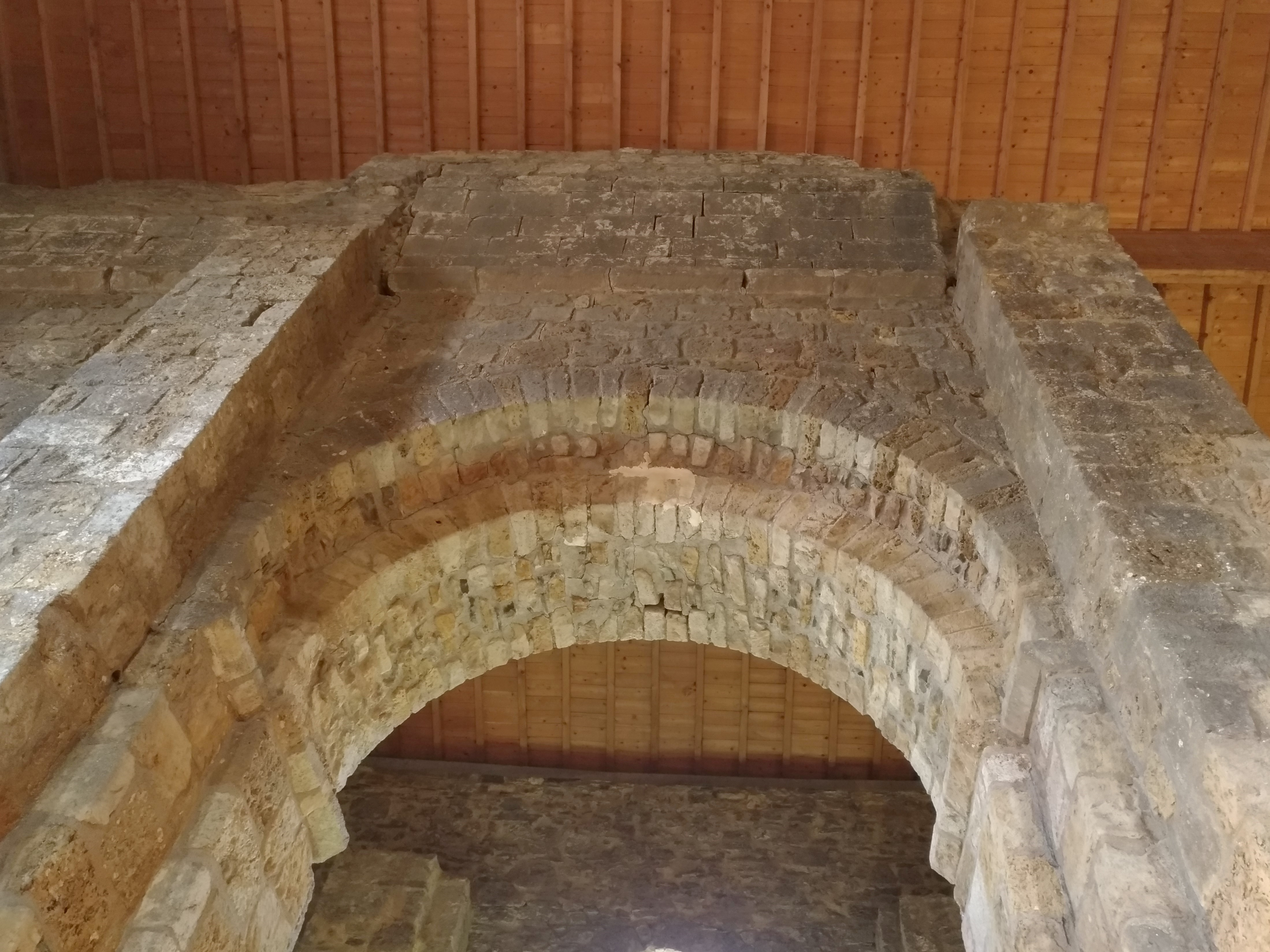
Détail d'un arc en plein cintre.
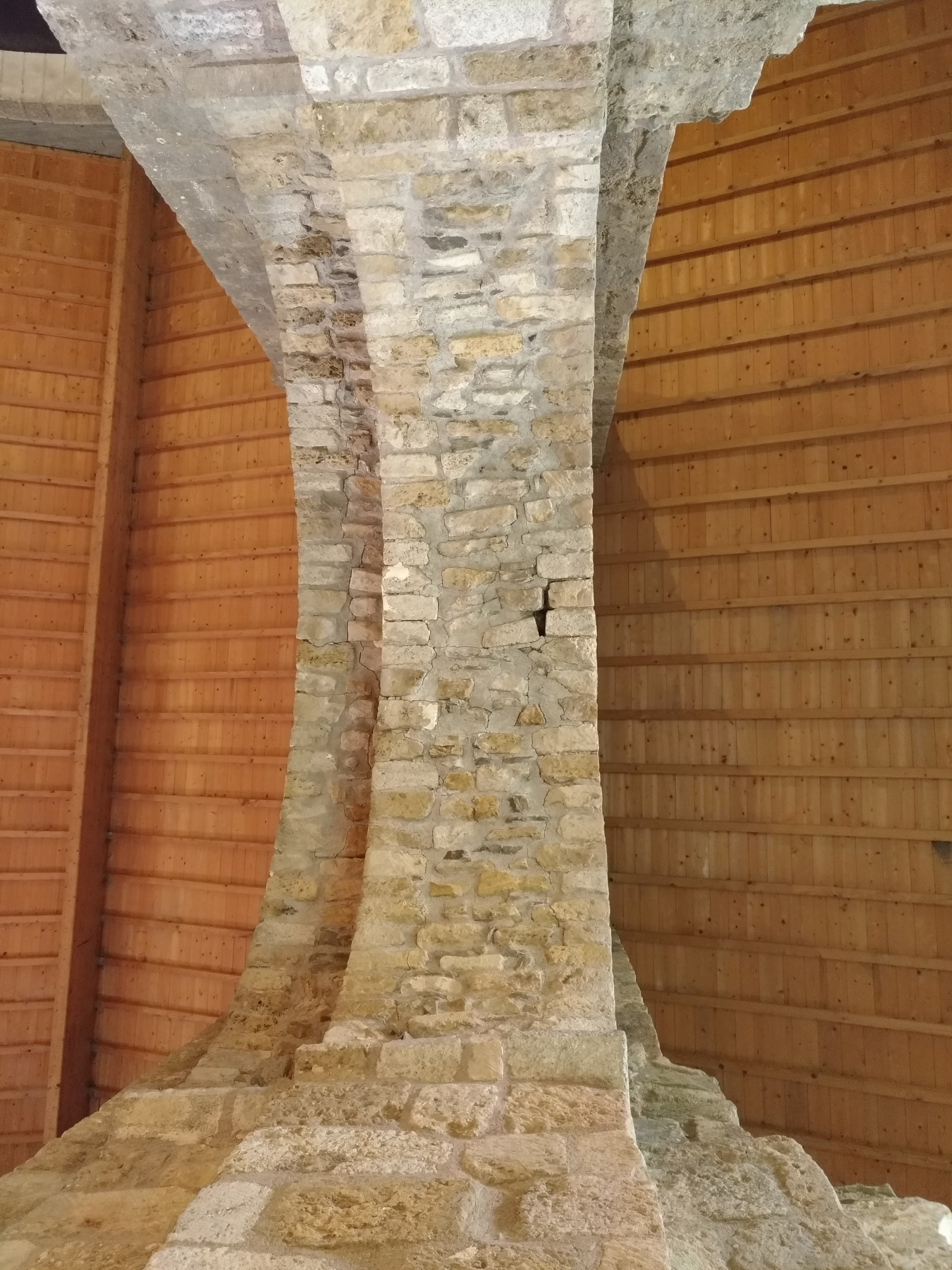
Détail de l'appareillage d'un arc en plein cintre (cinquième travée).
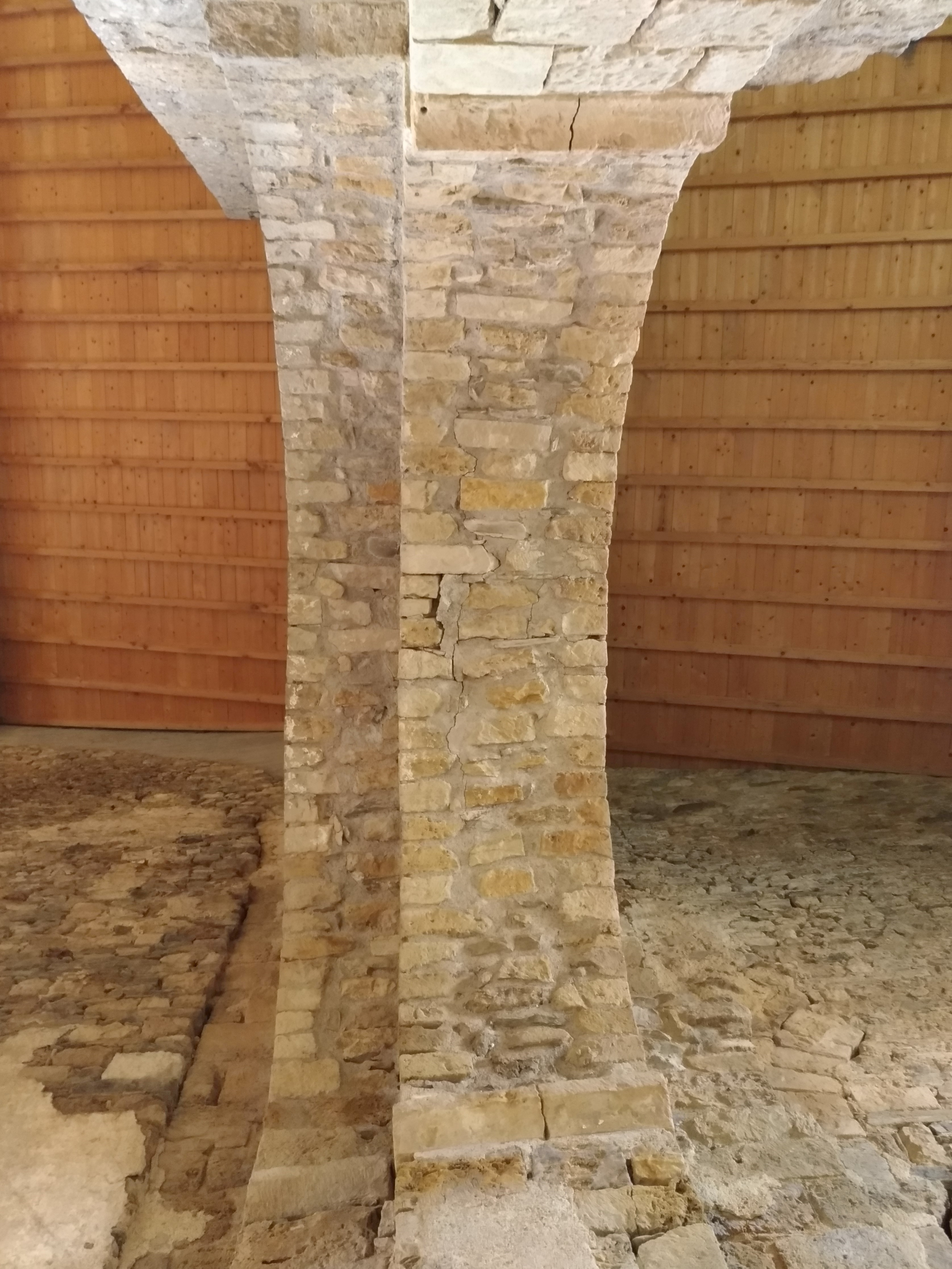
Détail de l'appareillage d'un arc en plein cintre (sixième travée).
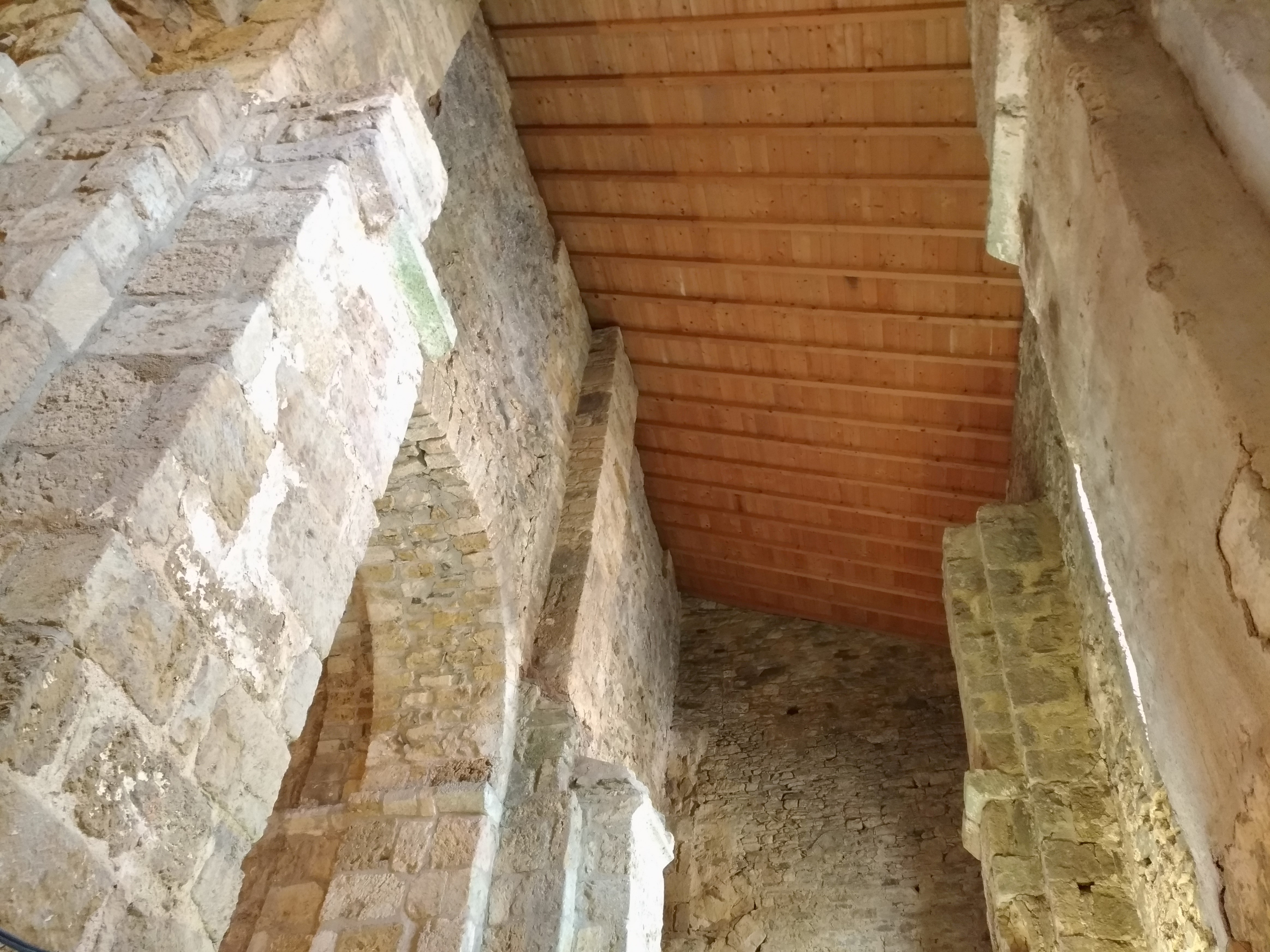
Bas-côté nord.
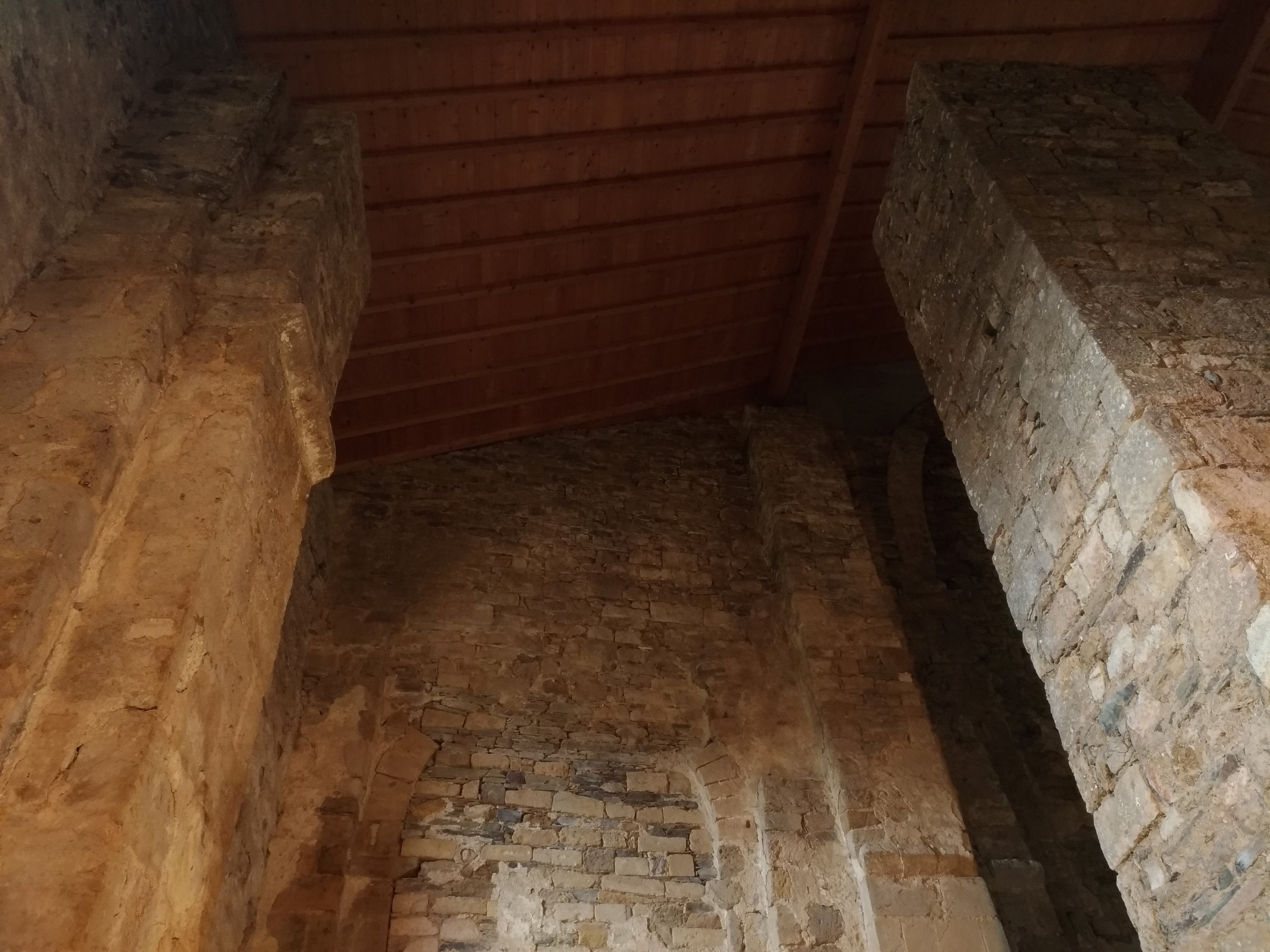
Bas-côté sud.
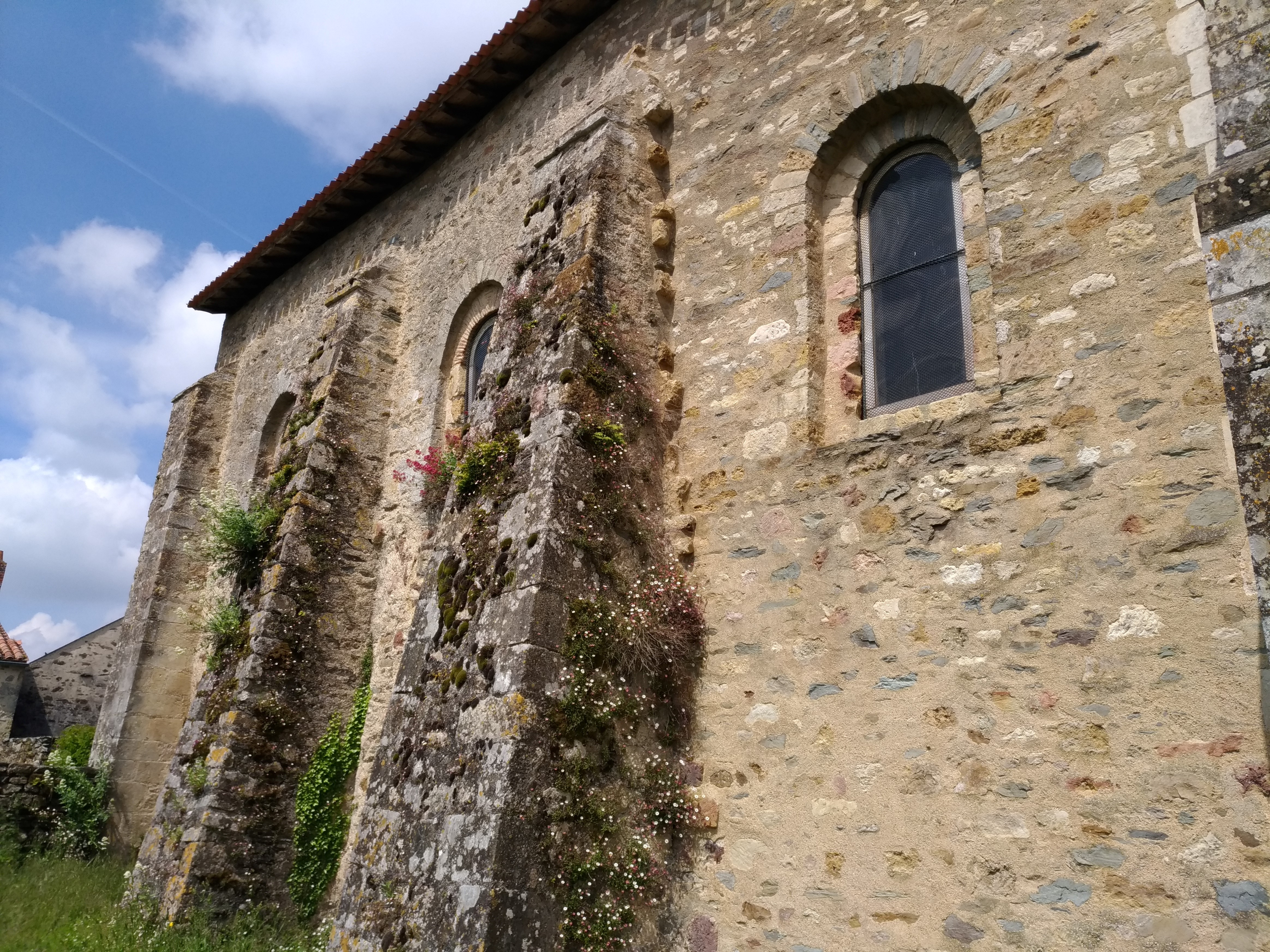
Mur gouttereau sud.

#### Une seigneurie châtelaine (av. 1040-av. 1076)
Vers 1040, la construction du château et du bourg de Vouvant semble s'achever. C'est vers cette date que le chevalier Hélie de Vouvant est nommé par le comte-duc pour diriger la forteresse. Hélie est cité à plusieurs reprises : le 31 mai 1040 lors de la dédicace de l'abbaye de la Sainte-Trinité de Vendôme et vers le mois de décembre 1045. Le château-fort comtal se présente probablement sous la forme d'un château en bois sur motte. Aussi, il est envisageable qu'une première muraille, peut-être en bois et terre, soit érigée autour du bourg castral où est implantée l'église dans le courant de la première moitié du XIe siècle,.
L'identité des châtelains qui tiennent le château de Vouvant pour les comtes-ducs au cours de la seconde moitié du XIe siècle est peu connue. Il y aurait eu, dans l'ordre chronologique, : Raymond, Gérard ou Géraud (fils de Raymond), Guillaume, Bouchard, Raoul et Vossard.
Le 7 avril 1074, Guillaume VIII d'Aquitaine, comte de Poitou et duc d'Aquitaine, séjourne au château de Vouvant lors de sa visite dans le Bas-Poitou.

#### L'ère de Robert Bourgoin (av. 1076)
Avant 1076, le comte de Poitou et duc d'Aquitaine aurait transmis la forteresse de Vouvant à Robert Bourgoin (né vers 1035 et décédé en 1098).

#### L'ère des Rancon (v. 1076-v. 1140/50)
Vers 1076, Vouvant passe dans les possessions de la maison de Rancon. En effet, c'est Bourgogne de Craon (fille de Robert Bourgoin) qui aurait reçu Vouvant en dot lors de son mariage avec Aimery III de Rancon.
En 1076, la fondation de l'abbaye Saint-Vincent de Nieul-sur-l'Autise est confirmée par le comte-duc dans la résidence du chevalier Airaud Gassedenier, à Vouvant,.

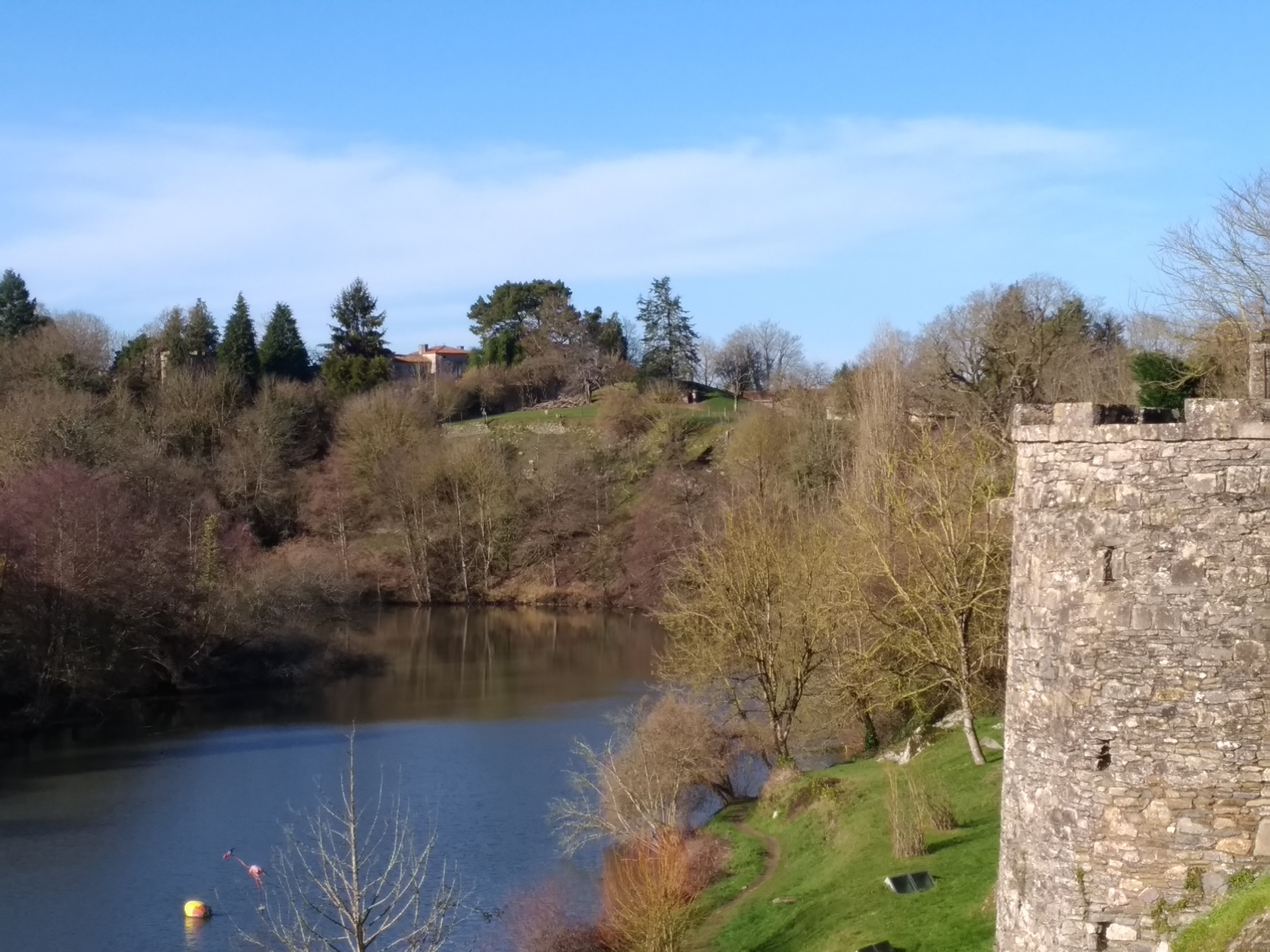
Vue sur la motte castrale du Château Neuf depuis le sommet de la Porte de la Poterne. La motte, d'une hauteur d'un peu plus de 2 m, est très facilement distinguable au centre de la photographie.

Deux mottes castrales sont présentes autour du castrum de Vouvant, une située au lieu-dit du Petit-Château et une localisée au lieu-dit du Château Neuf. Cependant, la date de construction et la fonction précise de celles-ci nous sont, pour le moment, encore inconnues.

##### Construction possible d'un véritable château en pierre
En 1110, les seigneurs de Parthenay s'allient avec ceux de Lusignan et font la guerre contre Guillaume IX d'Aquitaine, comte de Poitou et duc d'Aquitaine. Après deux ans de lutte, c'est le comte-duc qui triomphe face à ses vassaux. Il décide alors de renforcer les défenses de ses seigneuries afin de ré-asseoir et de maintenir son autorité de façon durable. Il fait ainsi peut-être construire un authentique château en pierre sur le site de Vouvant-Bourg (actuelle place du Bail) vers le milieu du XIIe siècle.
Au début du XIIe siècle, dans les années 1120, c'est Geoffroy de Rancon (né vers 1085), fils de Bourgogne de Craon et de Aimery III de Rancon, qui tient la forteresse de Vouvant.

#### L'ère des Lusignan (v. 1140/50-1247/48)

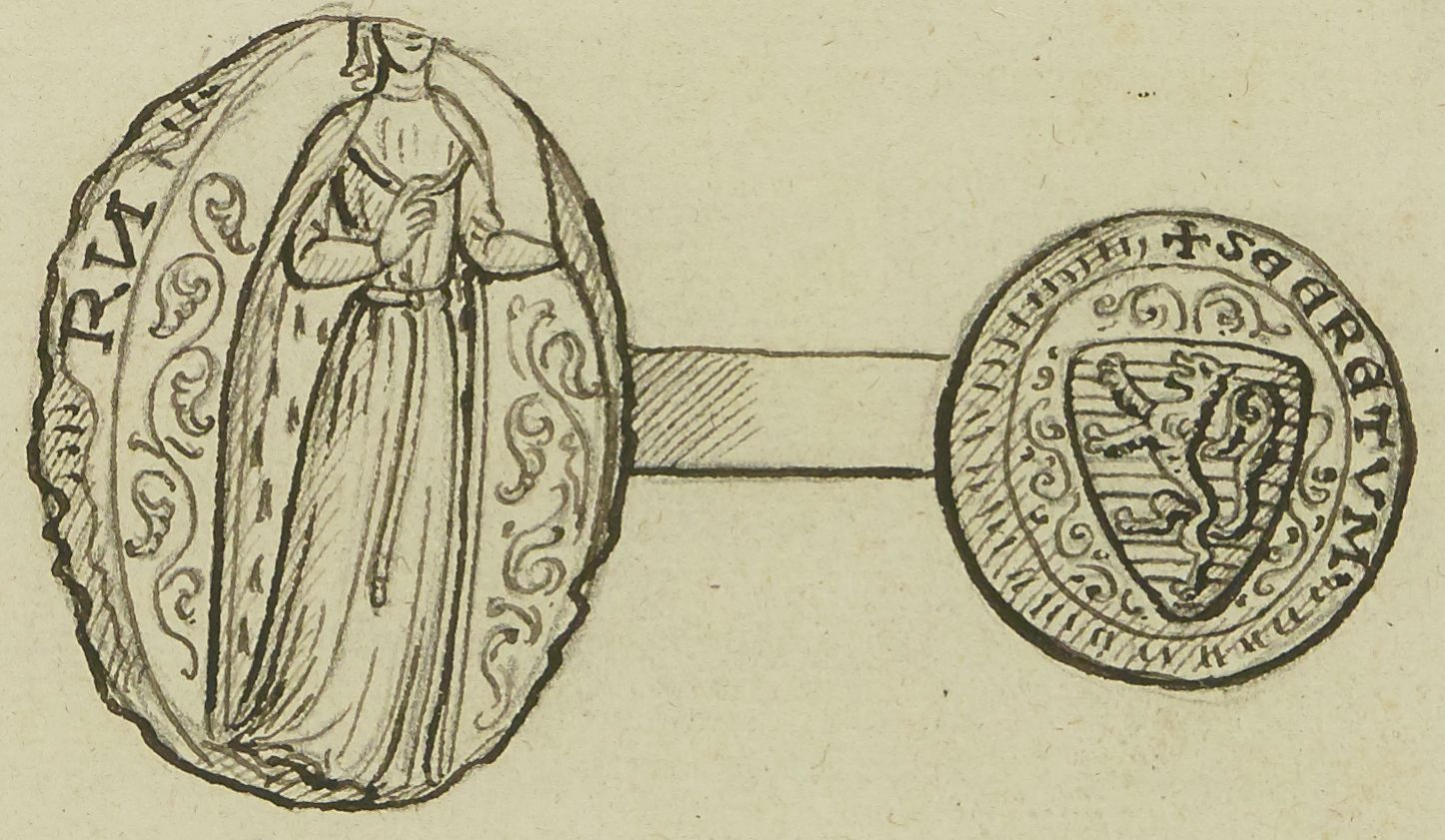
Sceau et sceau du secret de Bourgogne de Rancon, dame de Lusignan et de Vouvant.

Entre 1140 et 1150, la seigneurie de Vouvant-Bourg passe aux mains de la famille de Lusignan. En effet, Bourgogne de Rancon (née vers 1120 et décédée après 1169), fille de Fossifia de Moncontour et de Geoffroy de Rancon, épouse Hugues VIII de Lusignan (1106-1173),. La dot associée à ce mariage serait le château de Vouvant,. Ce dernier entre donc dans la famille de Lusignan, qui sera opposée tantôt au roi de France, tantôt au roi d'Angleterre (conséquence des deux mariages d'Aliénor d'Aquitaine). Malgré ce passage du contrôle de Vouvant aux Lusignan, Bourgogne de Rancon reste la propriétaire légitime de la forteresse.

##### Remaniements de l'église priorale Notre-Dame (XIIesiècle)
Au cours du XIIe siècle, la partie orientale de l'église du prieuré Notre-Dame est remaniée. En effet, un transept peu saillant est érigé et flanqué d'absidioles à chacun de ses bras. La crypte fait également l'objet de modifications à cette période. Cette dernière sert de lieu de prière aux moines et est utilisée comme pièce de sépulture pour les seigneurs locaux.
C'est au milieu du XIIe siècle que la partie basse du portail nord est érigée. Il s'agit d'un portail imposant orné de nombreuses sculptures romanes et encadré de deux contreforts-colonnes. L'entrée nord de l'église se présente sous la forme de deux portes jumelles chacune encadrée par deux voussures. Un tympan est présent entre ces voussures et le grand arc de décharge sculpté. Ce tympan est occupé par deux bas-reliefs datant de l'époque romane : Dalila coupant les cheveux de Samson à gauche et Samson terrassant le lion à droite.

Une baie aveugle, présentant une descente de croix, est visible à l'est du portail nord de l'église.

Éléments de l'église datant du XIIe siècle
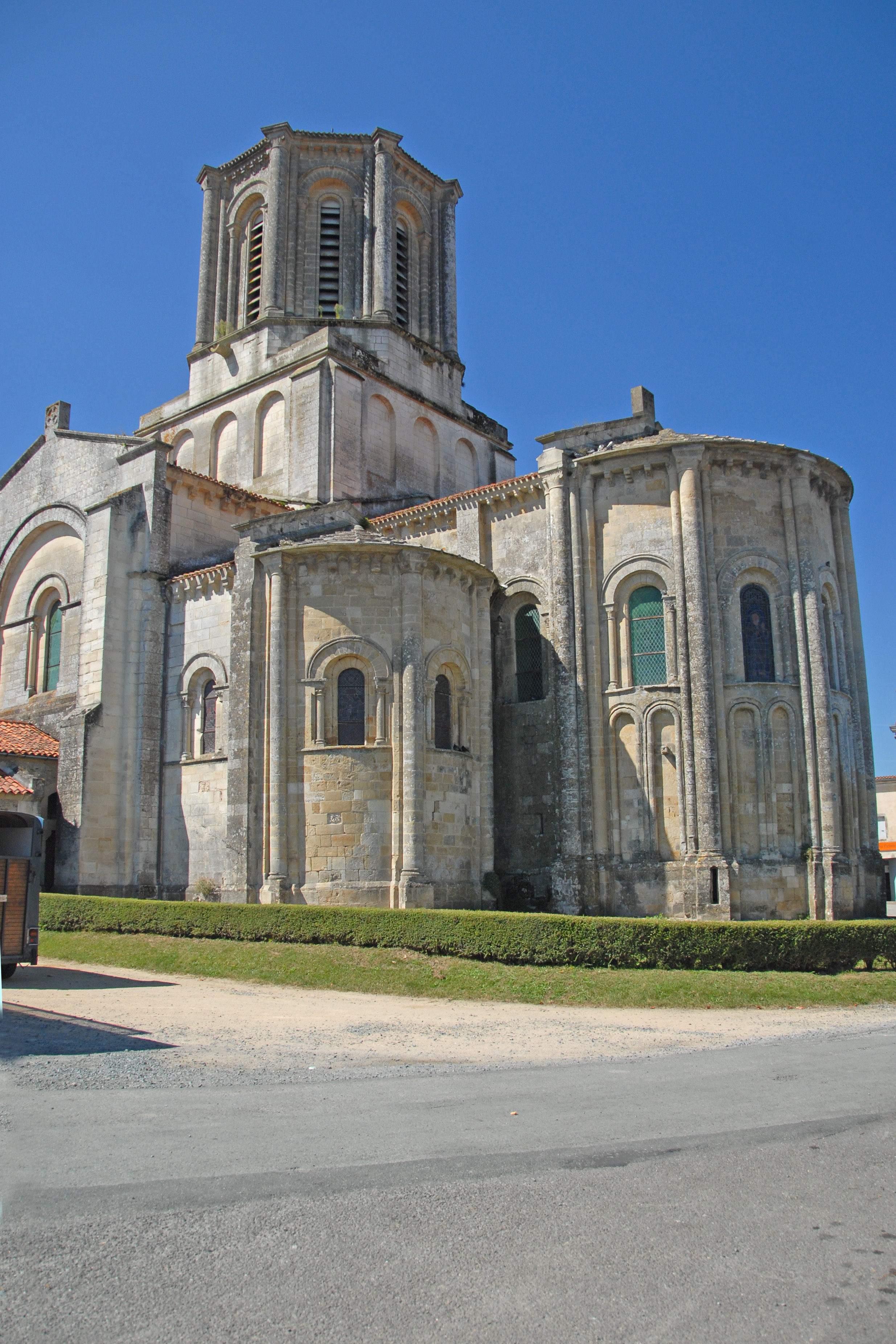
Chevet.
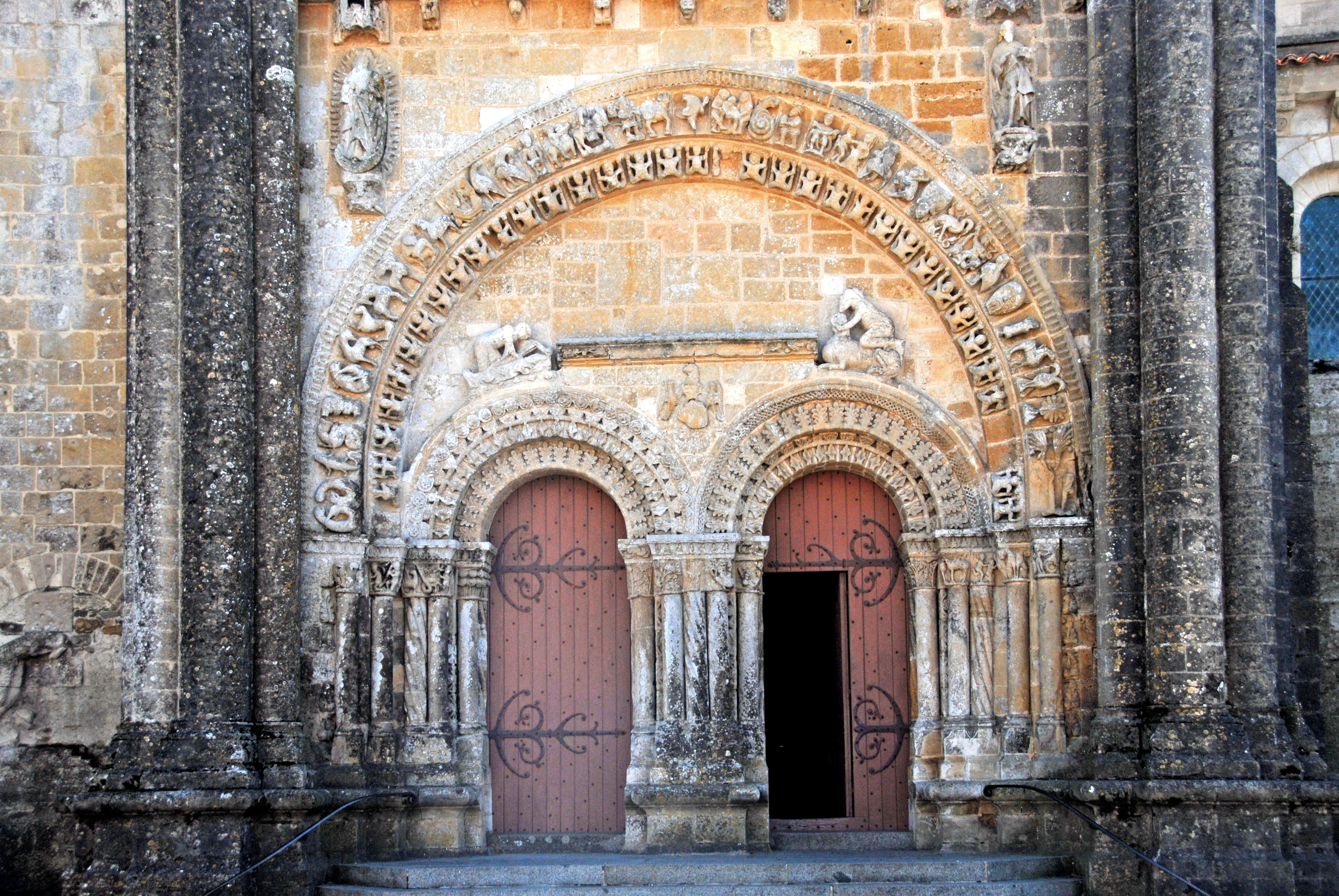
Partie basse du portail.
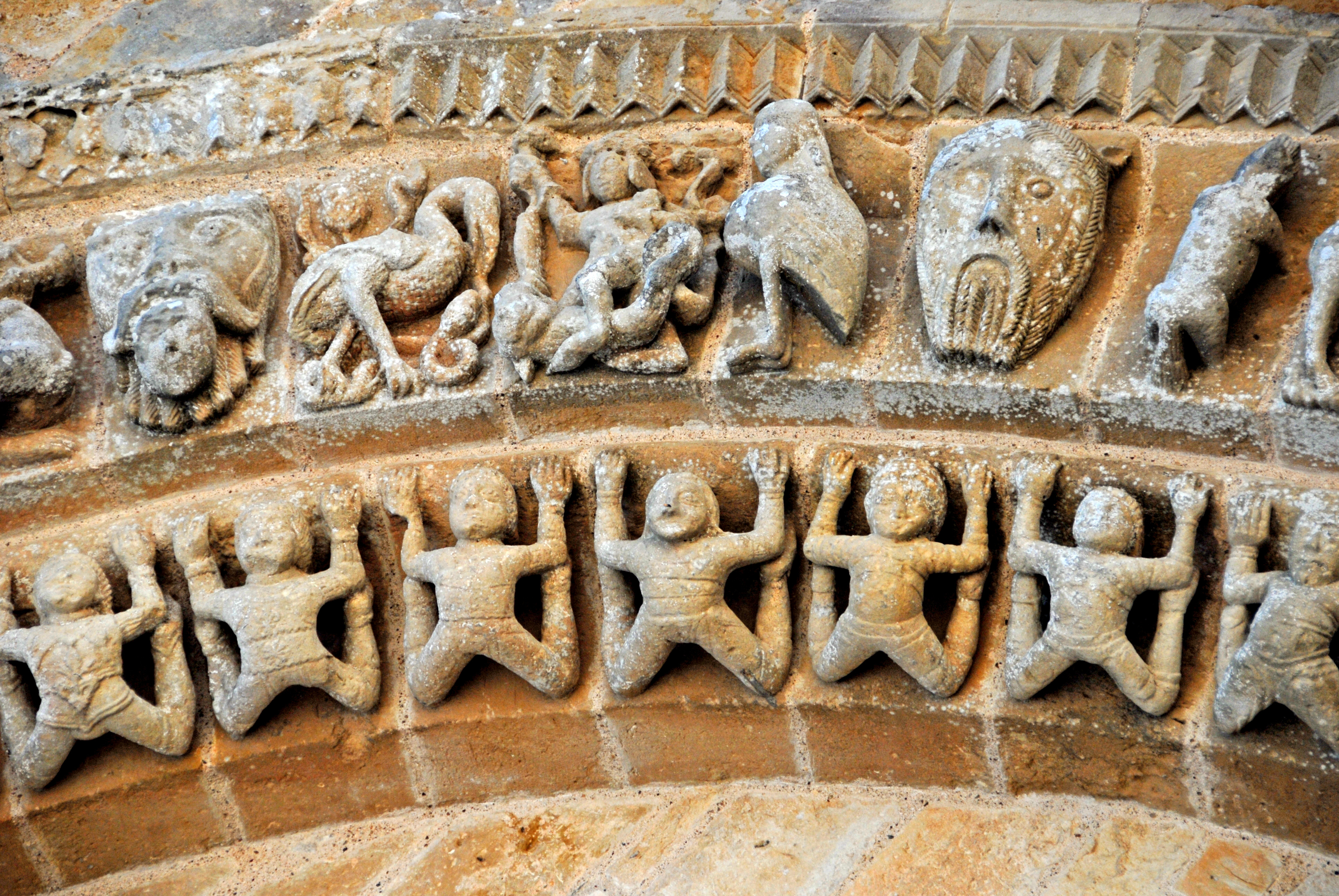
Arc de décharge du portail.
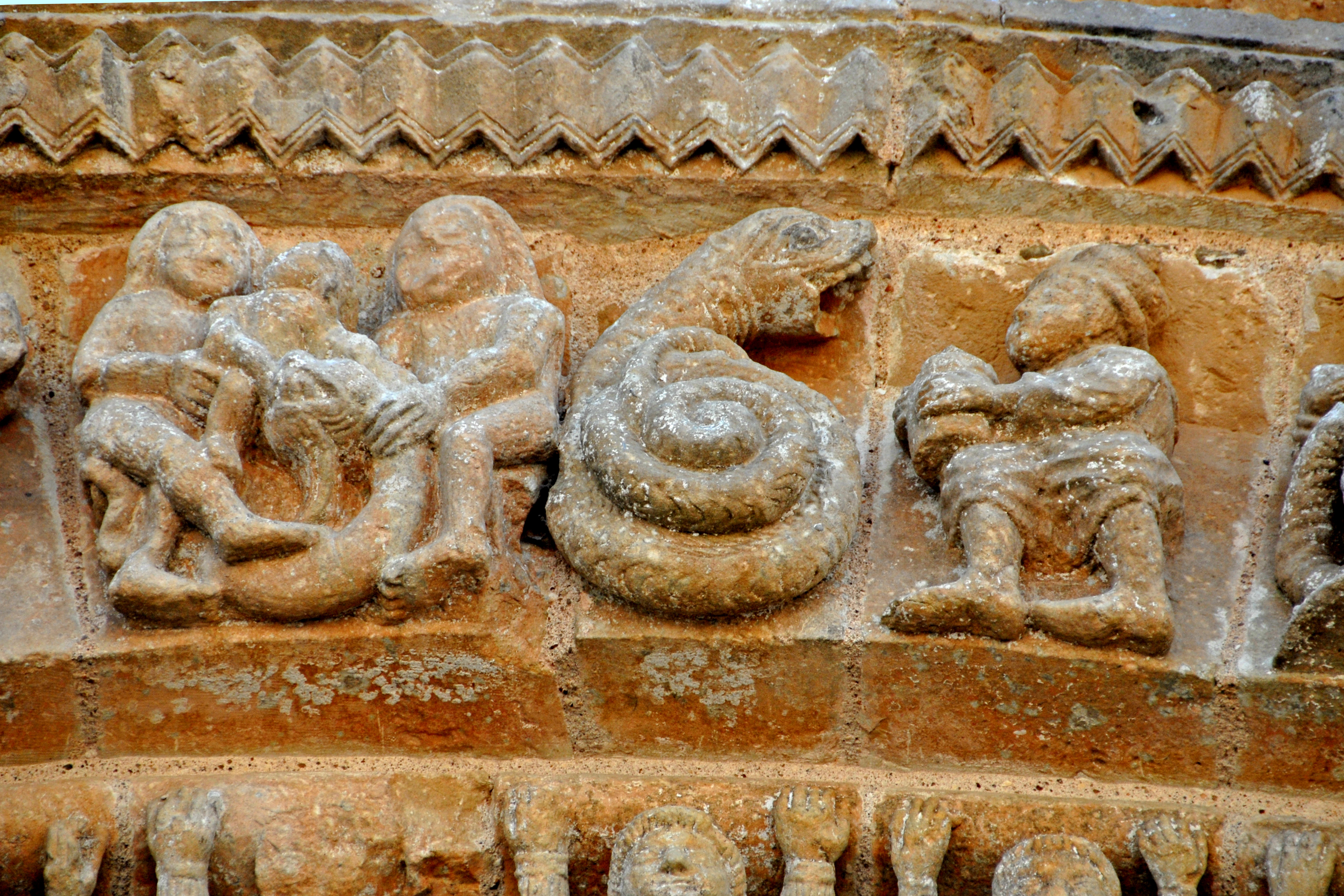
Arc de décharge du portail.
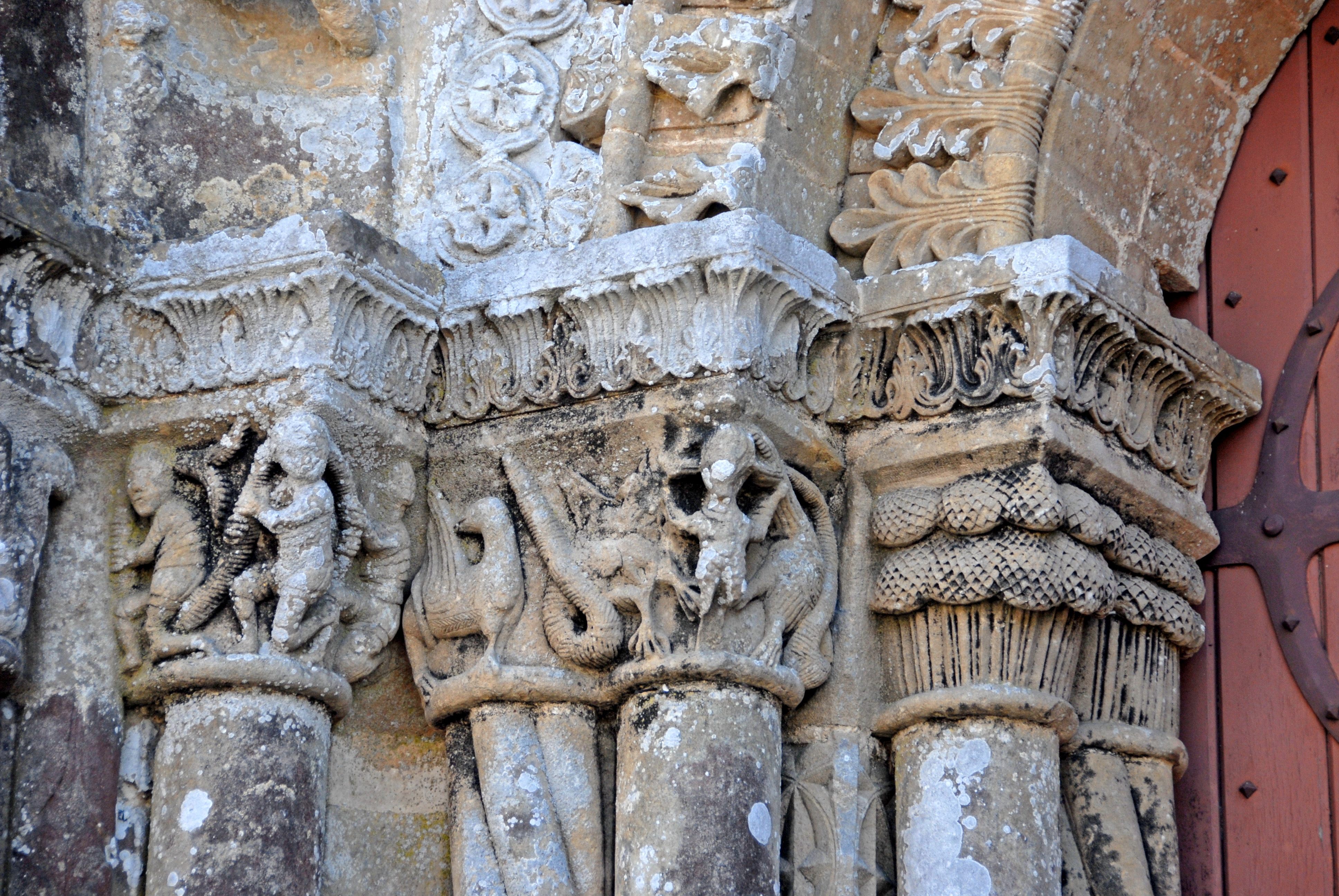
Chapiteaux est du portail.
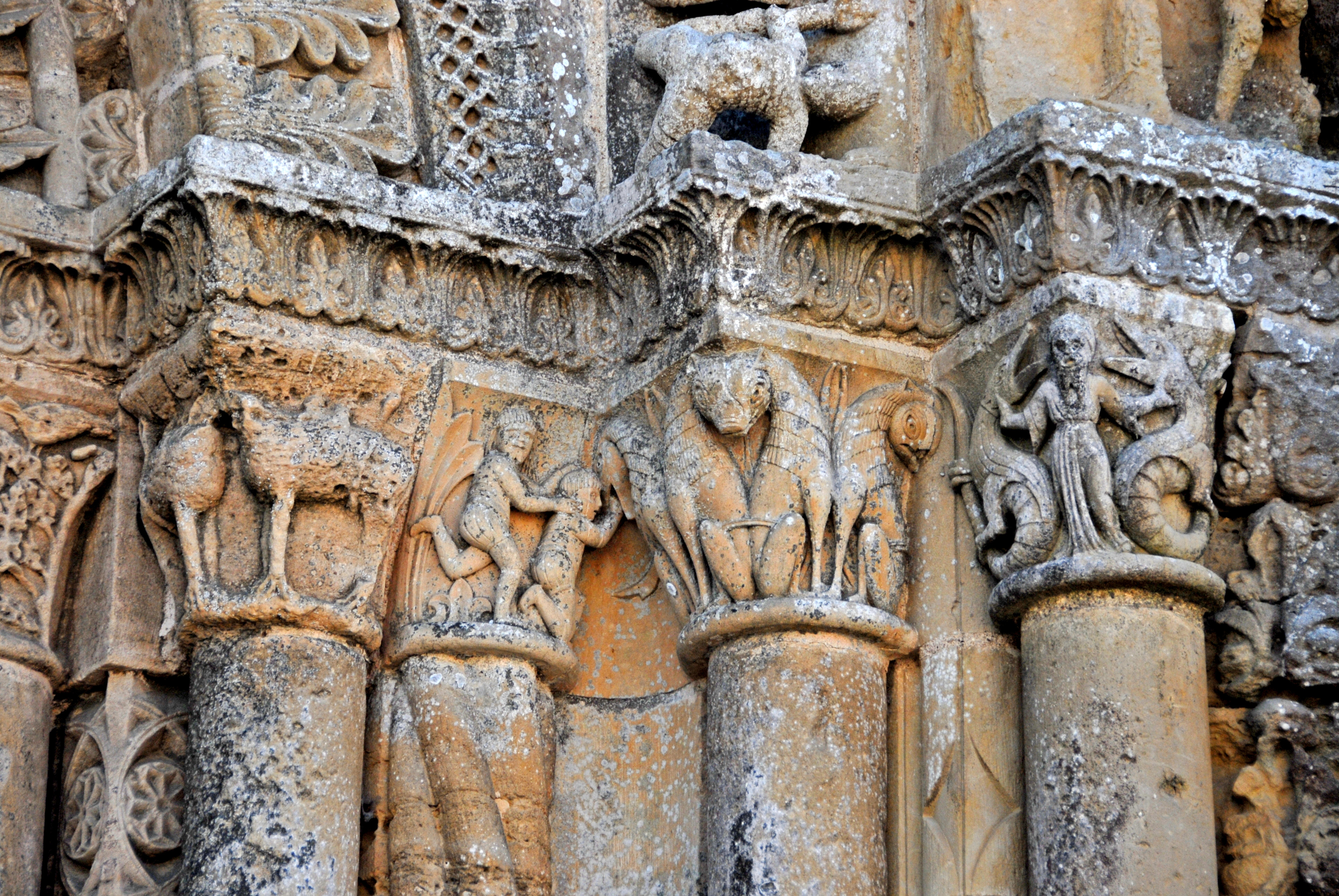
Chapiteaux ouest du portail.
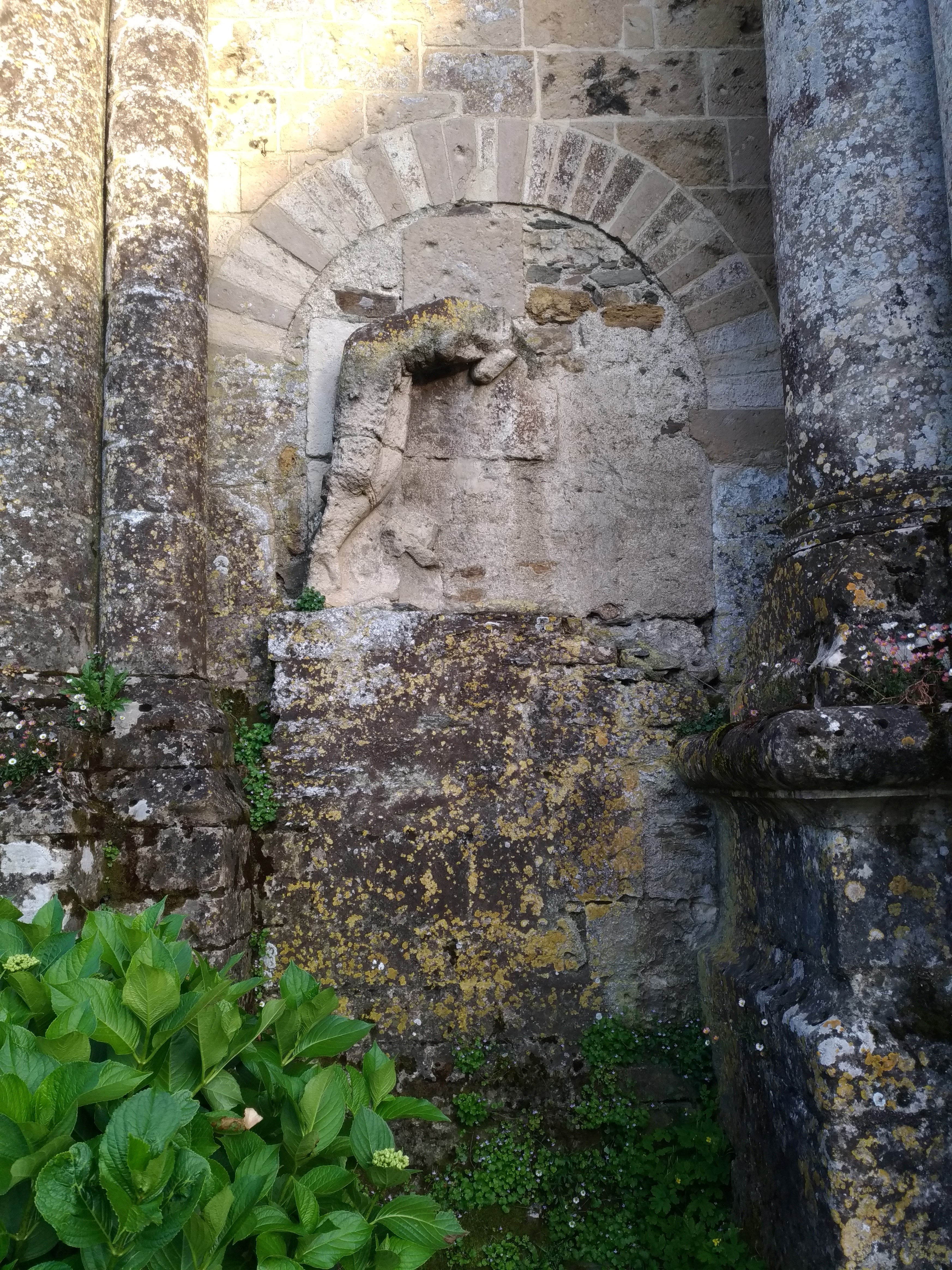
Baie aveugle située à gauche du portail.
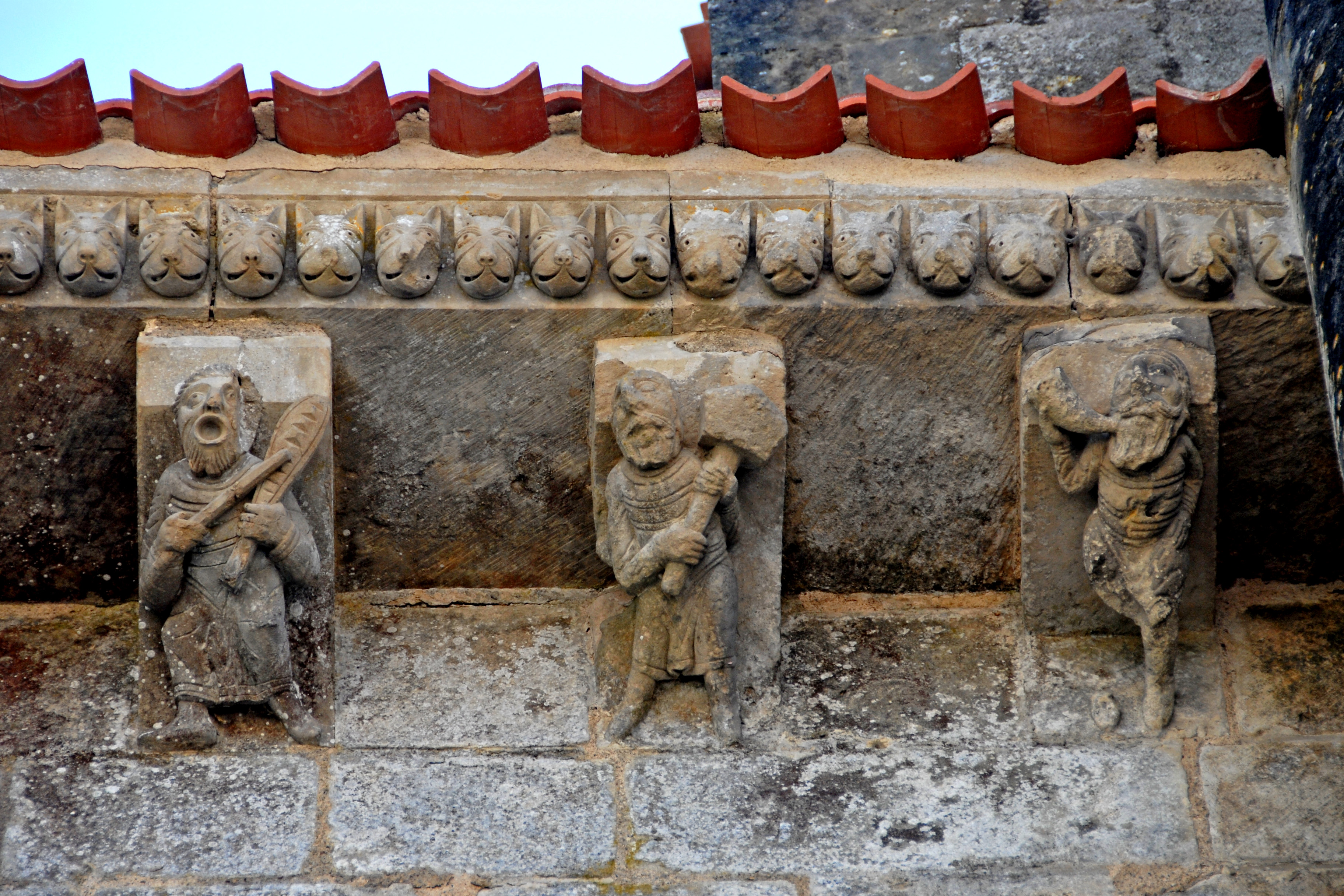
Modillons et corniche de l'absidiole nord.
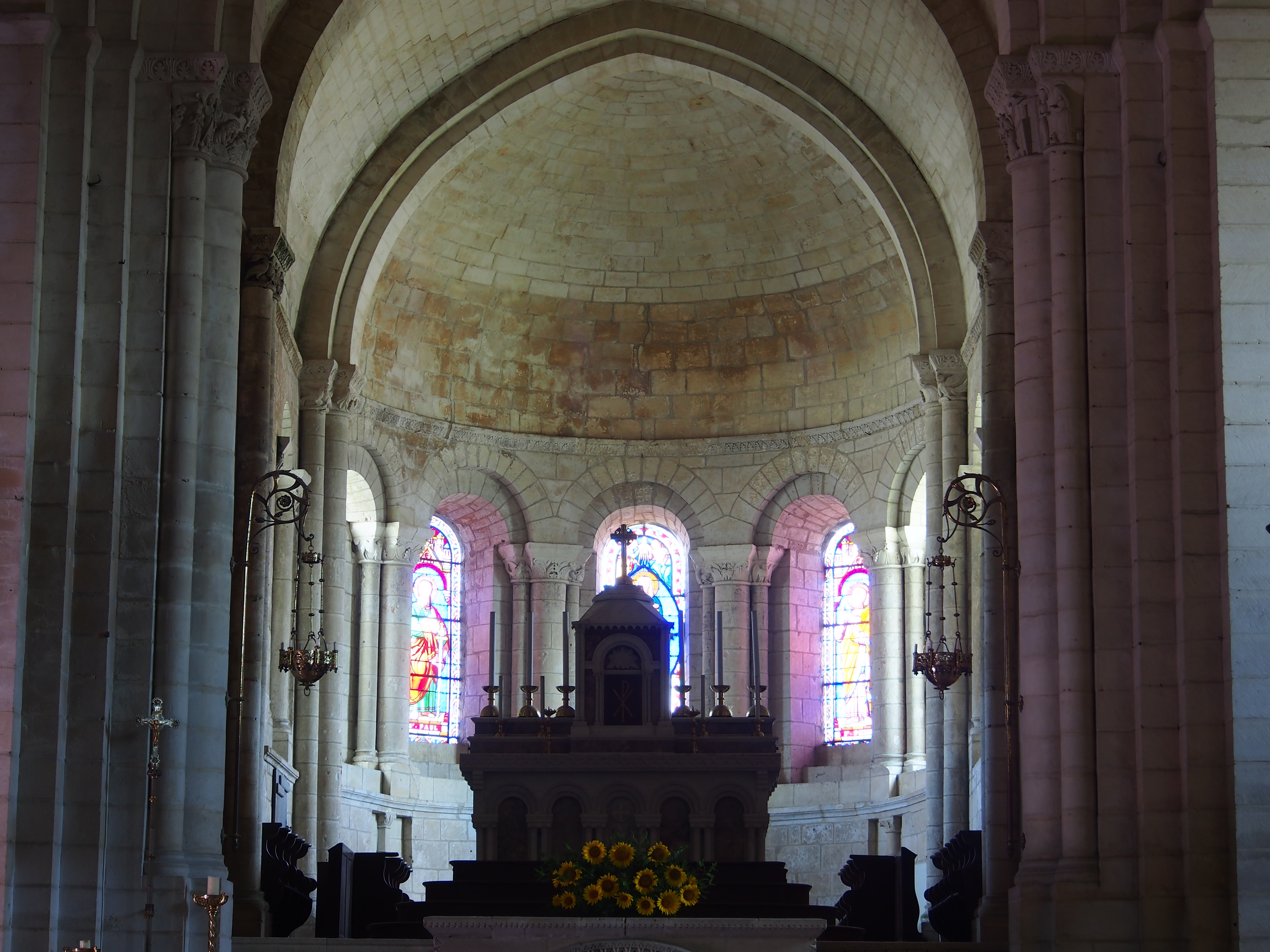
Abside.
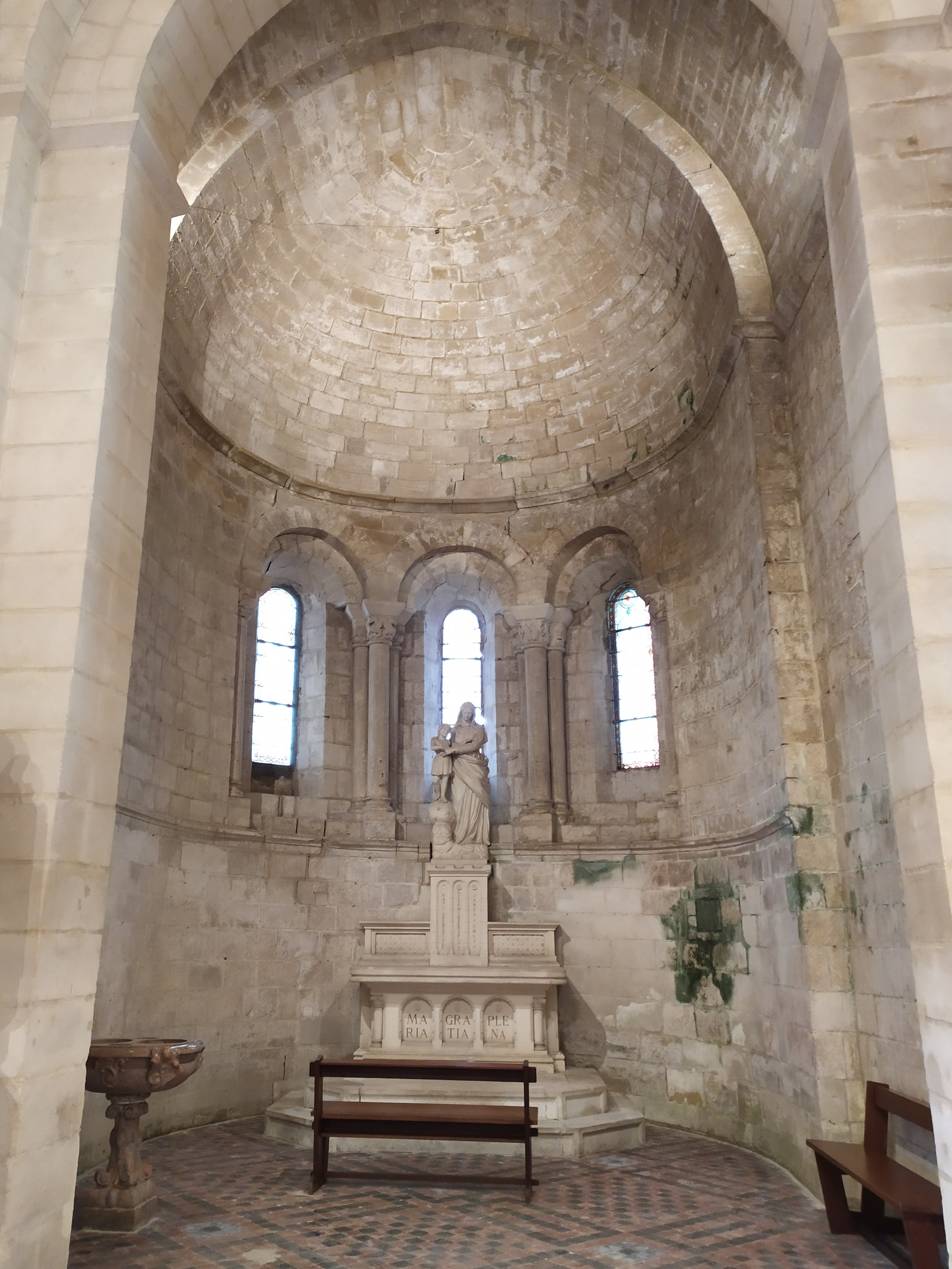
Absidiole nord.
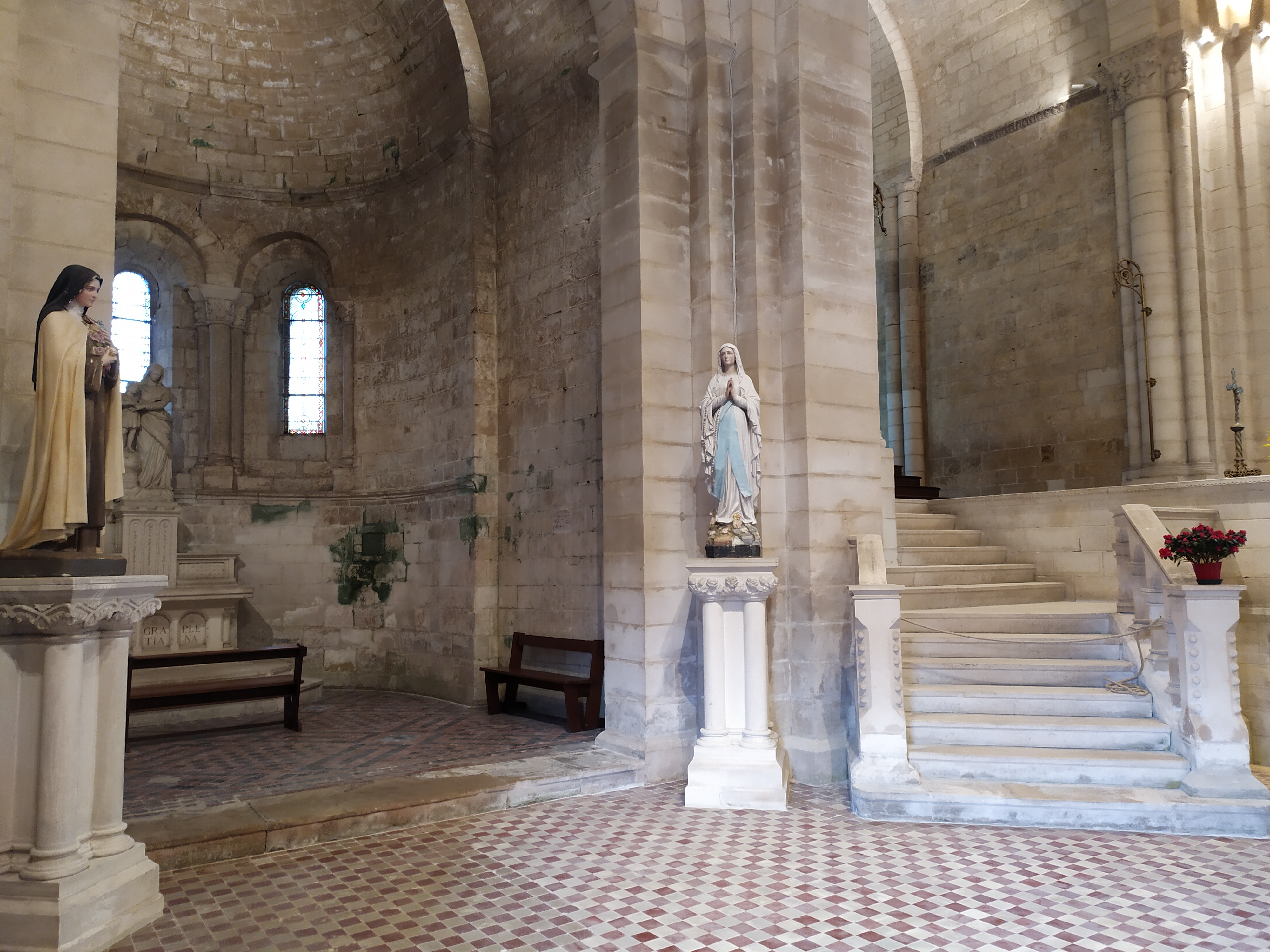
Absidiole nord et bras nord du transept.
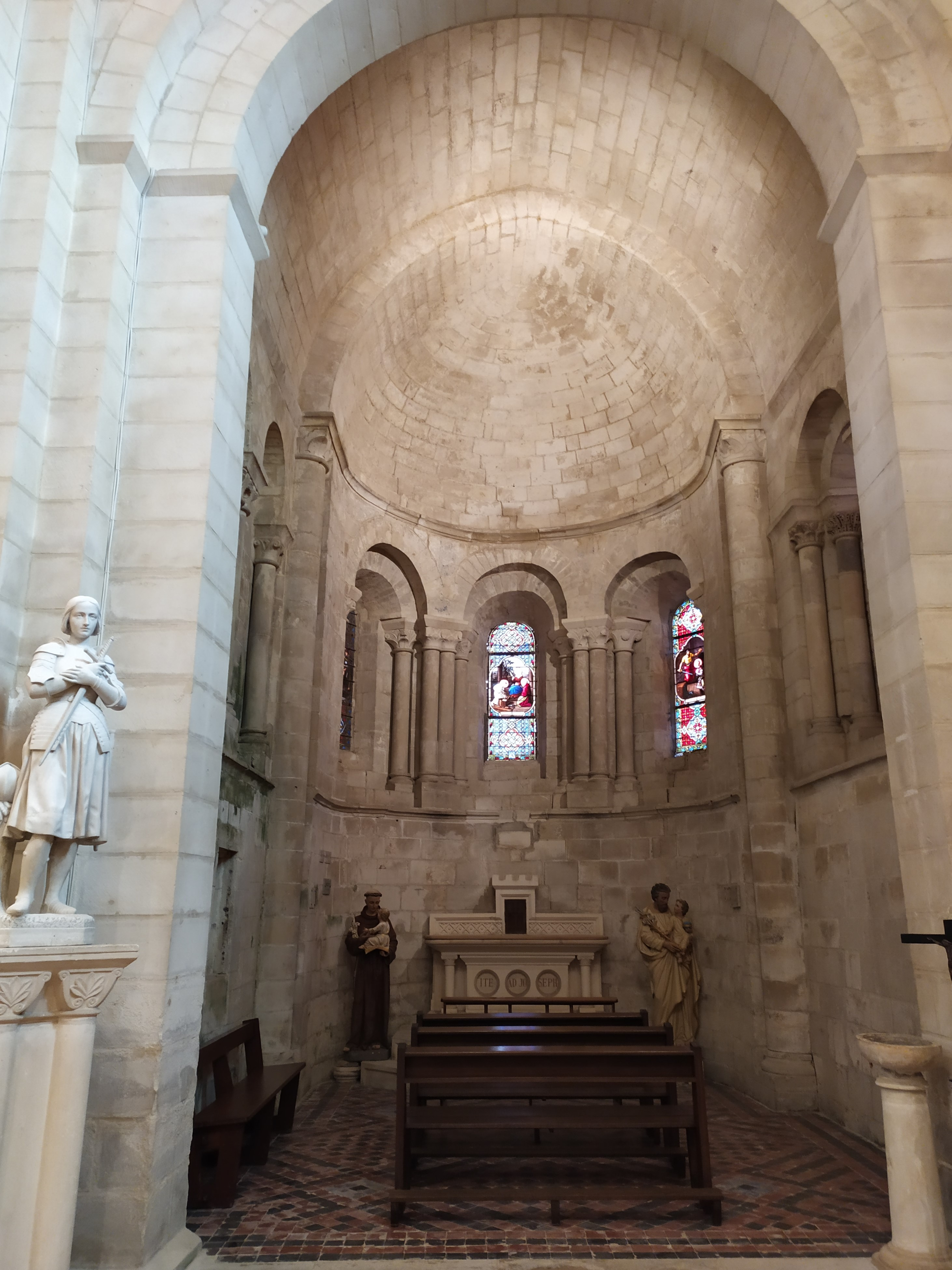
Absidiole sud.
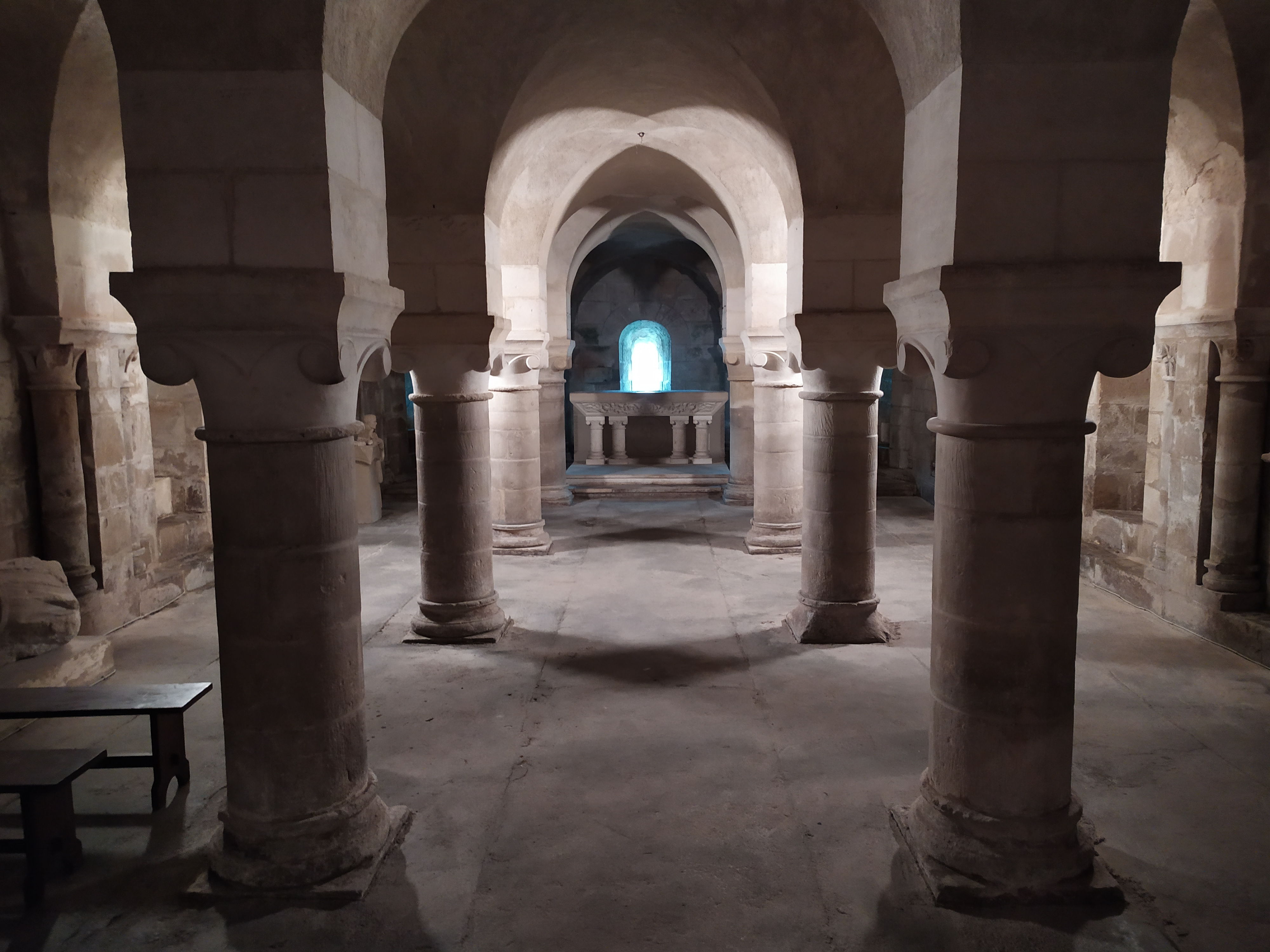
Crypte (parties hautes restaurées au XIXe siècle).
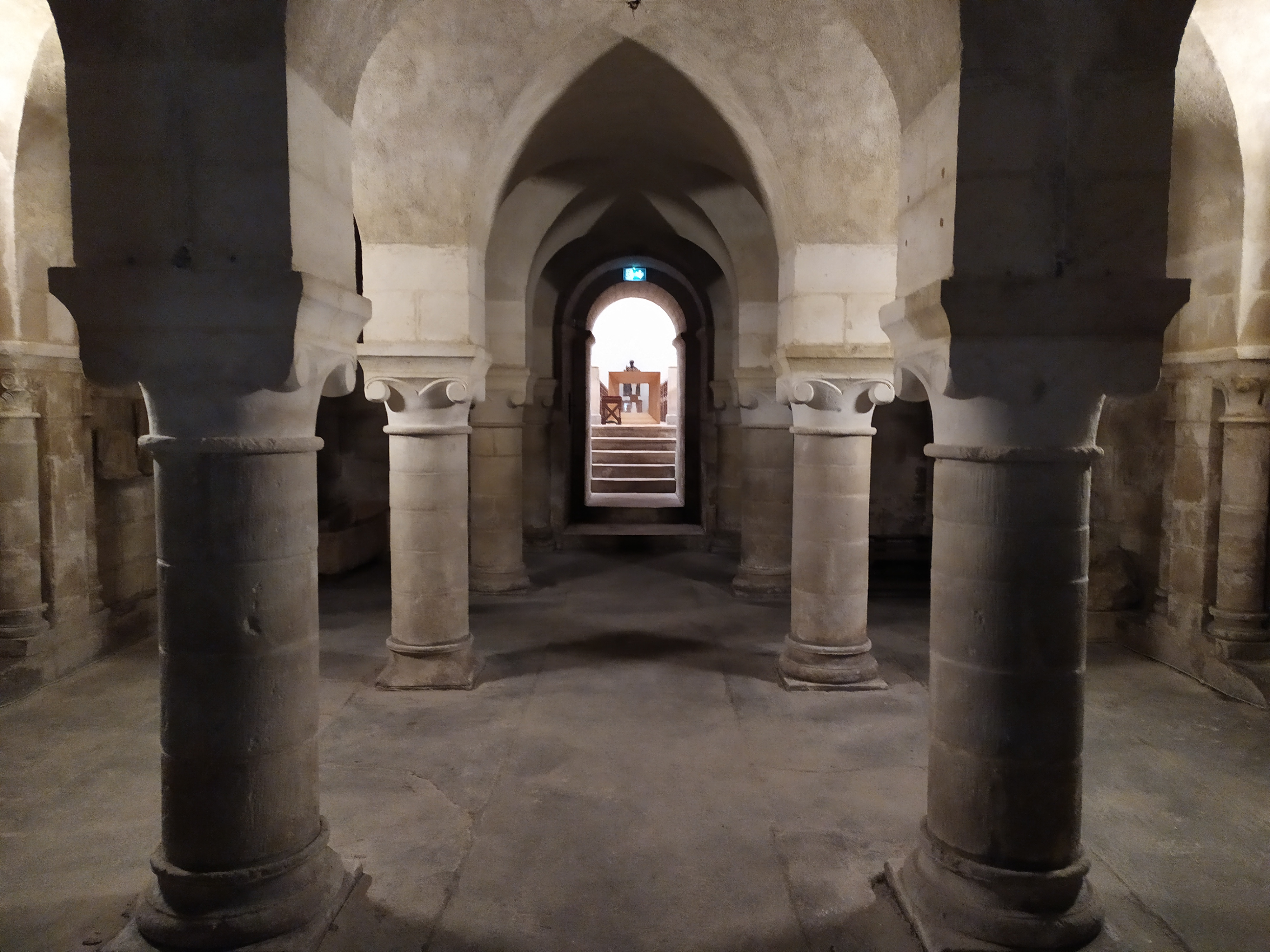
Crypte.

Dès 1147, Sébrand Ier Chabot, seigneur du Petit-Château de Vouvant, participe à la deuxième croisade sous le pontificat d'Eugène III.
En 1169, avec le consentement de sa mère Bourgogne, Geoffroy fonde un anniversaire à la mémoire de son frère Hugues et donne des droits à l'abbaye de L'Absie sur le territoire de Vouvant « dans le fief de Thibaud Chabot ». La famille Chabot tient donc des droits sur Vouvant à cette époque. Il s'agirait probablement de la seigneurie du Petit-Château de Vouvant,.
En juillet 1190, Geoffroy Ier de Lusignan part pour la troisième croisade sur ordre de Richard Cœur de Lion qui souhaite éviter de nouvelles rébellions de ce seigneur. Les Lusignan s'illustrent lors cette croisade puisque Guy de Lusignan devient roi de Jérusalem (1186-1192) tandis que son frère Geoffroy Ier est nommé comte de Jaffa et d'Ascalon (1191-1193),,.
Le 13 mai 1197, une bulle rédigée par le pape Célestin III confirme que l'abbaye de Maillezais possède le prieuré Notre-Dame et l'église Saint-Nicolas de Vouvant.
Vers 1180 ou après son retour des croisades vers 1194, Geoffroy Ier de Lusignan épouse Eustachie Chabot,,. En effet, Richard Cœur de Lion aurait donné la main de la riche héritière Eustach(i)e Chabot à Geoffroy Ier en récompense de son courage en Terre-Sainte. C'est à la suite de ce mariage que les deux seigneuries voisines de Vouvant et de Mervent ont des destinées identiques en étant possédées par les mêmes seigneurs.

##### Prise de Vouvant par Jean sans Terre (août 1202-février 1203)
Au tout début du XIIIe siècle, les Lusignan refusent de reconnaître la suzeraineté du roi d'Angleterre et nouveau comte du Poitou Jean sans Terre (fils du roi d'Angleterre Henri II et d'Aliénor d'Aquitaine, dont le mariage fait passer le Poitou aux mains des Anglais),.
Au cours du mois d'août 1200, le mariage de Jean sans Terre avec Isabelle d'Angoulême provoque la remise en cause des alliances du roi d'Angleterre avec les seigneurs du Poitou. En effet, Isabelle d'Angoulême était à l'origine promise à Hugues X de Lusignan, fils de Hugues IX. La famille de Lusignan s'allie alors avec le roi de France Philippe Auguste pour mener un siège au château de Mirebeau dans lequel Aliénor d'Aquitaine s'était réfugiée. Lorsque Jean sans Terre apprend cela, il décide de se rendre à Mirebeau pour sauver la forteresse. De nombreux seigneurs qui ont pris part à ce siège sont alors emprisonnés par le roi d'Angleterre. C'est ainsi que Jean ordonne la saisie des châteaux de Geoffroy Ier et de Hugues IX de Lusignan le 11 août 1202 au maire de Poitiers. Une garnison royale est par la suite envoyée dans chacun des châteaux saisis, dont celui de Vouvant. Ainsi, ce dernier est contrôlé pendant 6 mois par une garnison du roi d'Angleterre, ce qui suggère alors que le site est un haut lieu stratégique et possède une importance militaire considérable. Le 28 février 1203, Jean sans Terre demande à l'arbalétrier Lupillin de libérer le château de Vouvant dont il avait la garde,.

##### Prise de Vouvant par Jean sans Terre (mai 1214)
En mai 1214, le château de Vouvant est assiégé pendant trois jours par Jean sans Terre,. Il débarque à La Rochelle avec une armée et part en direction du Poitou. Après avoir assiégé et remporté Mervent le 17 mai, il se rend à Vouvant dès le lendemain. Ce dernier, alors défendu par Geoffroy Ier et ses deux fils, est assiégé pendant trois jours par des pierriers anglais. Le troisième jour, Hugues IX de Lusignan ménage la reddition de Vouvant. Après avoir séjourné au château de Vouvant pendant plusieurs jours, Jean sans Terre quitte la ville le 23 mai. Les jours suivants, Jean sans Terre entre en paix définitive avec la famille de Lusignan lorsque ses membres reconnaissent sa suzeraineté,.
Le contre-sceau de Geoffroy Ier de Lusignan, permet de savoir qu'il possède les armoiries suivantes : burelées de dix pièces et chargées d'un lion sur le tout qui n'est pas couronné. Le sceau se compose quant à lui d'un « homme à cheval, armé de toutes pièces ».

Armoiries de Geoffroy Ier de Lusignan, puis de son fils Geoffroy II de Lusignan.

En 1223, Geoffroy II de Lusignan, seigneur de Vouvant depuis 1216, épouse Clémence de Châtellerault et devient donc vicomte de Châtellerault.

##### Soumission de Geoffroy II à Louis VIII (mai 1224)
Après avoir été nommé roi de France en 1223, Louis VIII entreprend de s'emparer des dernières possessions acquises par les Anglais en France. En mai 1224, Geoffroy II de Lusignan se rend à Bourges, sur la volonté de son épouse, pour se soumettre à Louis. Le roi accepte son hommage à une seule condition : lui livrer le château de Vouvant à chacun de ses passages en Poitou pour lui permettre d'y entretenir une garnison durant toute la période de ses voyages.
Le sceau Geoffroy II de Lusignan est décrit par Jean Besly, Louis Douët d'Arcq et François Eygun. Il présente un homme « à cheval marchant à gauche, tête nue, en cotte hardie, sonnant du cor, et tenant de la main droite un chien posé sur la croupe du cheval ». Le contre-sceau se compose :
- des armoiries de Geoffroy II : burelé, au lion rampant contourné brochant sur le tout[71]
- et de sa devise : « + QVI · PLVS · MORTIS · CONPTEMTOR · QVAM · LEO · FORTIS »[70],[71] (« Qui craint moins la mort que la force des lions »).

Les armoiries de Geoffroy II sont donc identiques à celles de son père Geoffroy Ier,. Le sceau de Geoffroy II de Lusignan est attribué à tort à Geoffroy III de Lusignan (fils d'Hugues X de Lusignan) dans l'ouvrage Statistique monumentale de la Charente : son sceau possède une personne à cheval dirigée vers la droite et non vers la gauche ; son contre-sceau présente un lion rampant (tourné vers la droite) tandis que celui de Geoffroy II comporte un lion rampant contourné (tourné vers la gauche),.

Sceau et contre-sceau de Geoffroy II de Lusignan (appendu en décembre 1225)
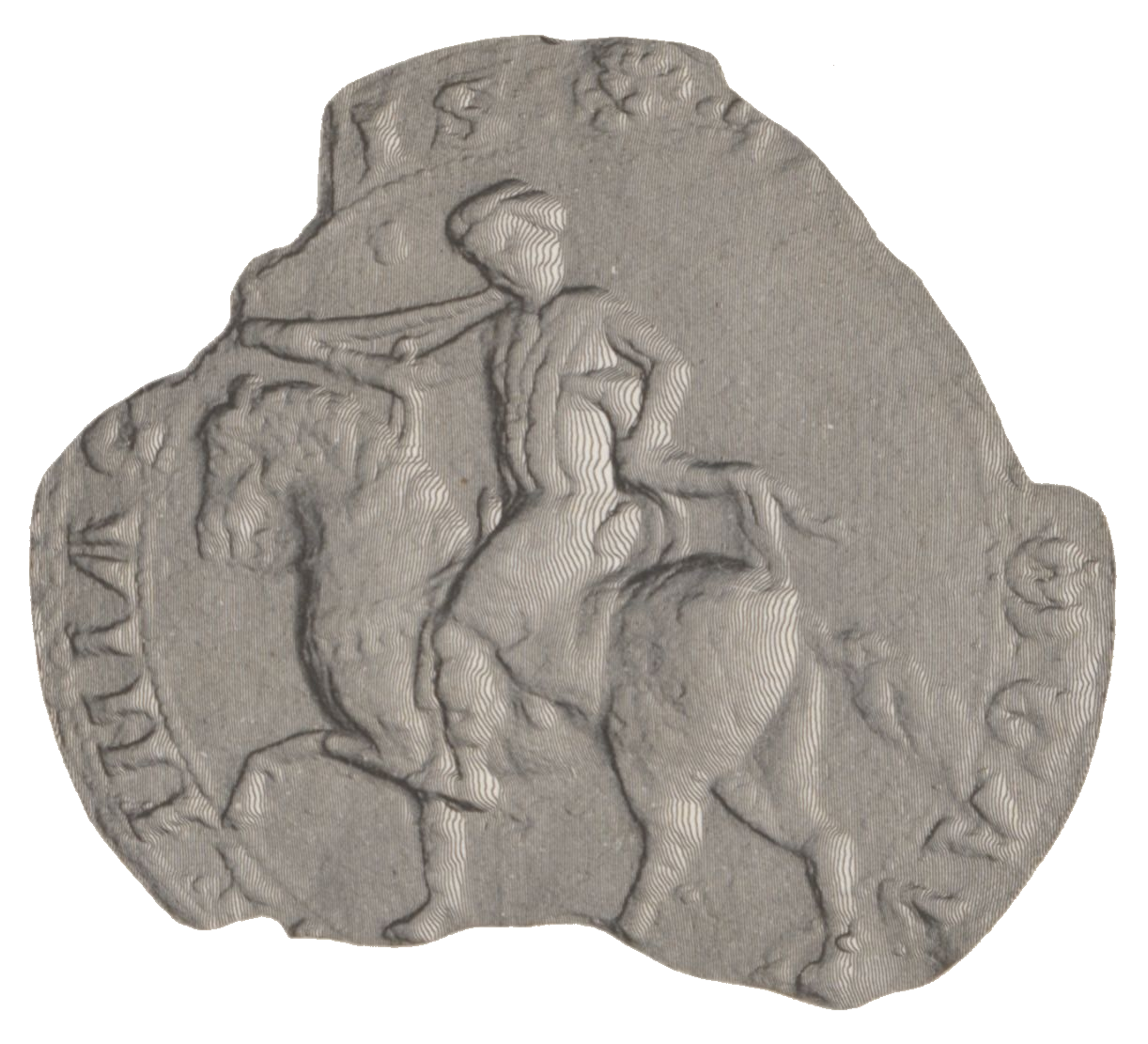
Sceau.
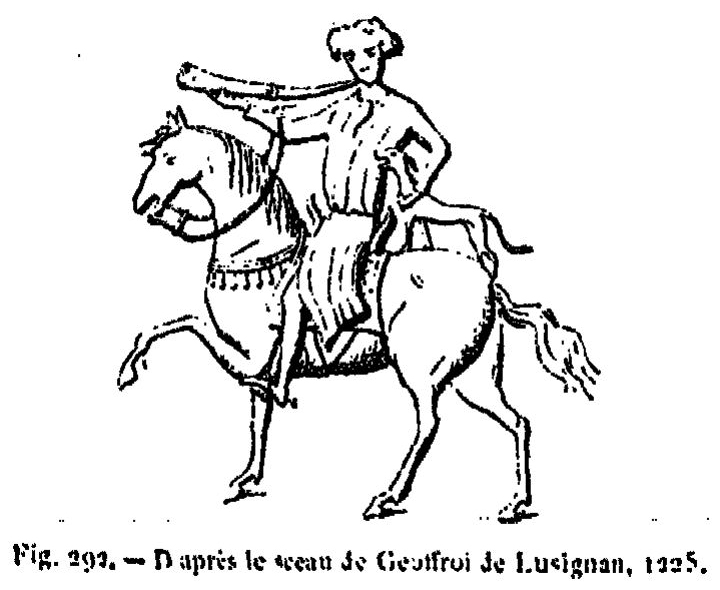
Reproduction de la scène équestre du sceau.
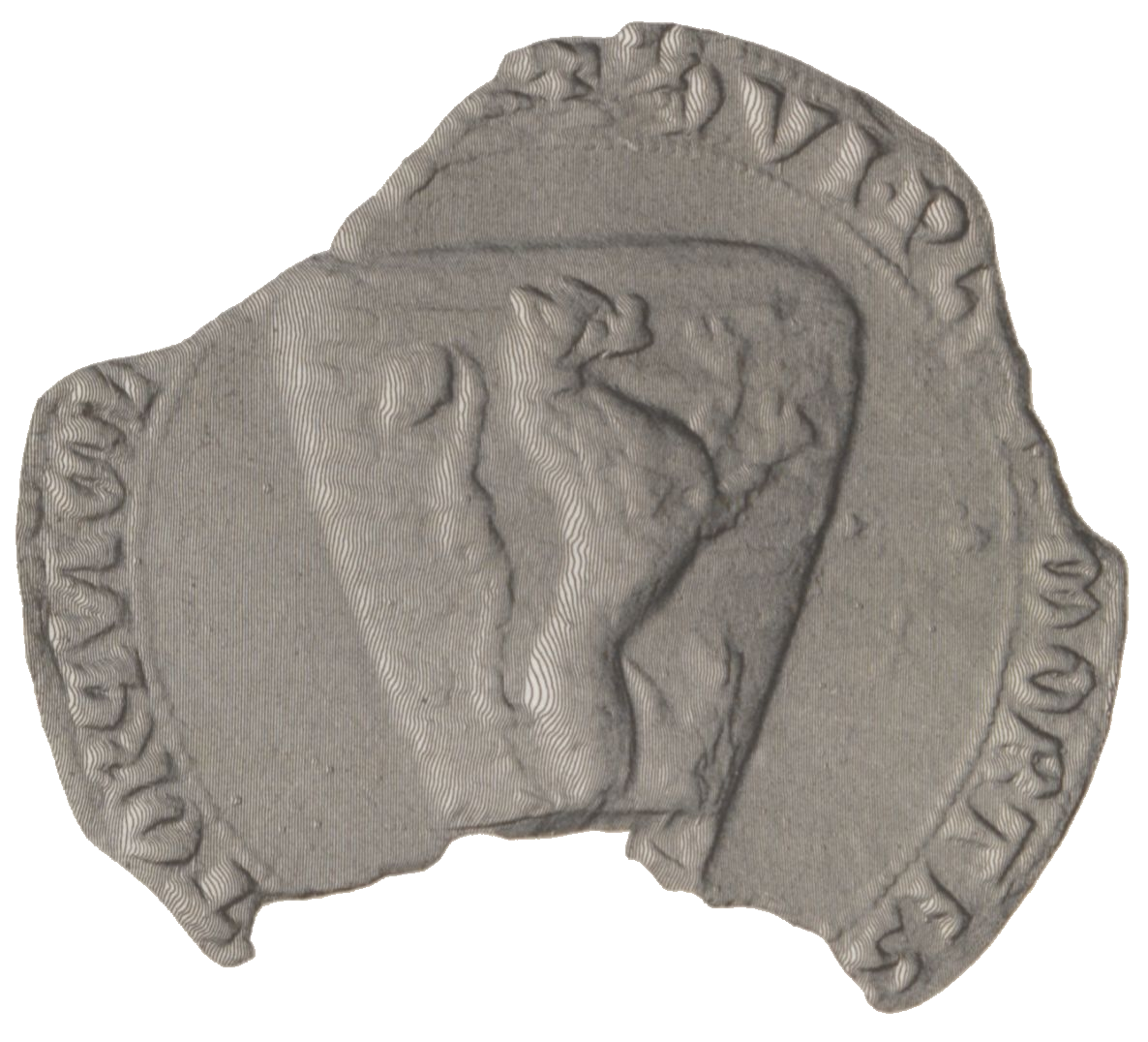
Contre-sceau.

##### Accord de Geoffroy II avec Henri III Plantagenêt (1230)
Vers 1230-1240, les rois de France et d'Angleterre cherchent le soutien de la famille de Lusignan. Tandis que Henri III Plantagenêt débarque en Bretagne en mai 1230, la vicomté de Châtellerault est prise par Pierre Ier de Bretagne, duc de Bretagne. Trahissant le roi de France Louis IX, le duc de Bretagne livre par la même occasion Geoffroy II de Lusignan au roi d'Angleterre. Ce dernier le tient donc prisonnier mais accepte de le libérer à une seule condition : le 6 juin 1230, Henri III exige que Geoffroy II s'engage à lui remettre ses châteaux de Vouvant et Mervent afin de lui assurer sa fidélité,,. À la suite de cela, Guillaume de Bueles est nommé connétable de ces deux châteaux par le roi d'Angleterre. Geoffroy II de Lusignan accepte la demande de Henri III en juillet 1230 avant de lui rendre hommage en septembre de la même année. Le seigneur de Vouvant est dès lors libéré par le roi d'Angleterre. Face à cet accord, le roi de France Louis IX confisque la vicomté de Châtellerault entre 1230 et 1233. Le seigneur de Vouvant et de Mervent décide donc de renforcer le contrôle de ses forteresses localisées en Bas-Poitou : Vouvant, Mervent et Fontenay.

##### Prise de Vouvant par Louis IX (1242)
En 1241, les Lusignan ne veulent pas se soumettre au roi de France Louis IX. En effet, Hugues X de Lusignan refuse l'hommage à Alphonse de Poitiers (nouveau comte de Poitiers et frère du roi) durant les fêtes de Noël 1241 à Poitiers. Louis IX assiège alors Vouvant en mai 1242 avant de prendre possession de la cité le vendredi 6 juin, à la suite de la reddition de Geoffroy II de Lusignan. Le château, certainement endommagé, est peut-être réparé et modifié sur ordre du roi,.
Après la victoire de Louis IX en juin 1242, Geoffroy II de Lusignan rend hommage lige auprès d'Alphonse de Poitiers à Vincennes en avril 1243. Par cet hommage au comte de Poitiers, Geoffroy se voit remettre le contrôle de la place de Vouvant.

##### Construction d'une nouvelle forteresse (finXIIesiècle-débutXIIIesiècle)

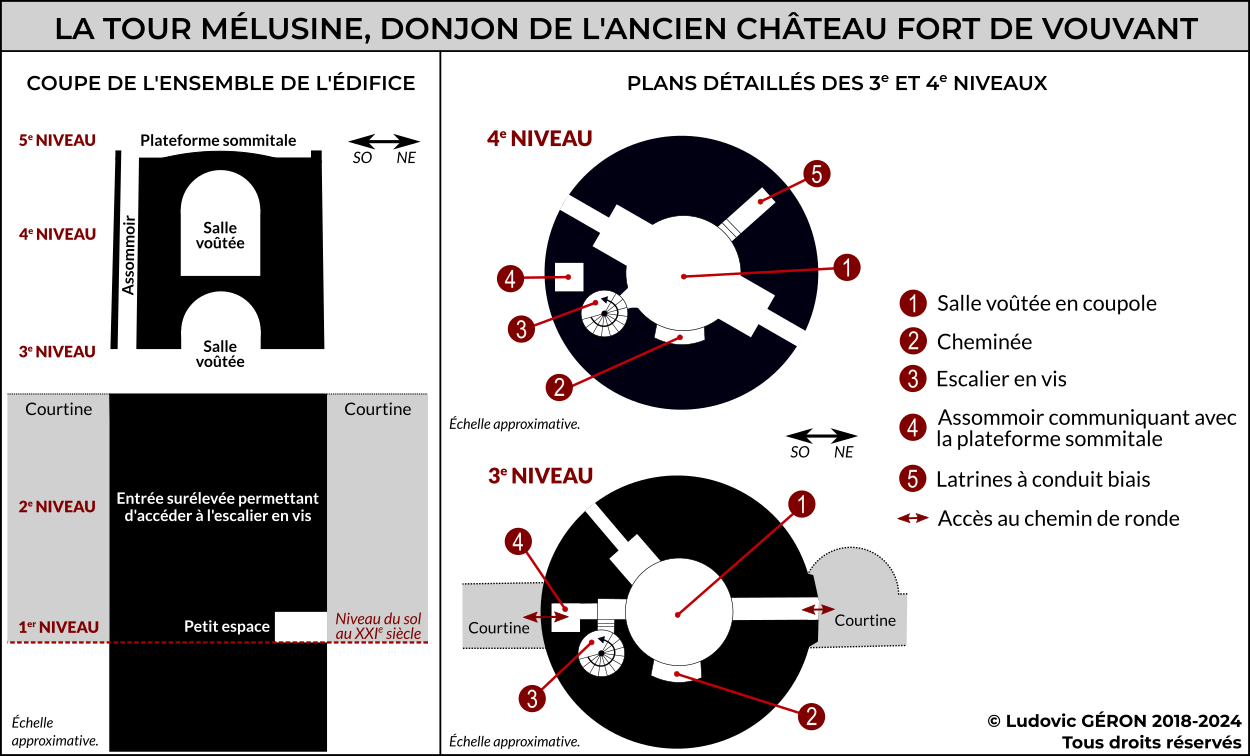
Plans de la tour Mélusine, donjon circulaire de la fin du XIIe siècle ou du début du XIIIe siècle.

C'est très probablement entre la fin du XIIe siècle et le début du XIIIe siècle,,,,,, que de nouvelles fortifications sont construites et que la tour Mélusine est élevée. Il est parfois indiqué que cette tour est érigée en 1242, cependant il paraît peu probable que ce soit le cas au regard des techniques de construction employées et des éléments architecturaux conservés. Symbole du désir d'ostentation de l'époque, cette haute tour ronde permet la défense du nord-ouest de l'éperon. Elle se compose de cinq niveaux et possède deux fonctions : résidentielle et défensive.
Les nouvelles fortifications du bourg, d'une longueur d'environ 1,3 km, sont flanquées d'une trentaine de tours. Les plus imposantes sont localisées au nord-est du bourg et se présentent sous la forme de tours demi-circulaires d'une hauteur d'une dizaine de mètres renfermant chacune une salle voûtée. Ce sont dans ces tours situées au nord-est que se situe la perception (Recepte) de la seigneurie de Vouvant où les habitants viennent payer les divers impôts seigneuriaux.
De plus, une large fausse-braie (ligne de défense basse) semble être contemporaine de la construction de l'enceinte fortifiée de la fin du XIIe siècle ou du début du XIIIe siècle. Cet élément défensif supplémentaire longe les remparts situés au nord-est et à l'est de Vouvant et permet ainsi de créer une sorte de douve surplombant la rivière Mère. Enfin, une levée de terre est présente au devant de la pointe nord-est de l'enceinte. Elle pourrait correspondre à une motte sur laquelle est édifiée une tour de guet ou une motte sur laquelle repose un pont-levis permettant un accès à la ville par le nord-est des fortifications.
Les fortifications de Vouvant sont à rapprocher d'autres constructions de la famille de Lusignan comme le château de Villebois bâti après 1220. Le financement par le dégagement de moyens financiers importants par les Lusignan avant 1225, au plus tard, semble donc privilégié pour l'édification des éléments fortifiés situés en Poitou.

Fortifications de la fin du XIIe siècle-début XIIIe siècle - Château-fort
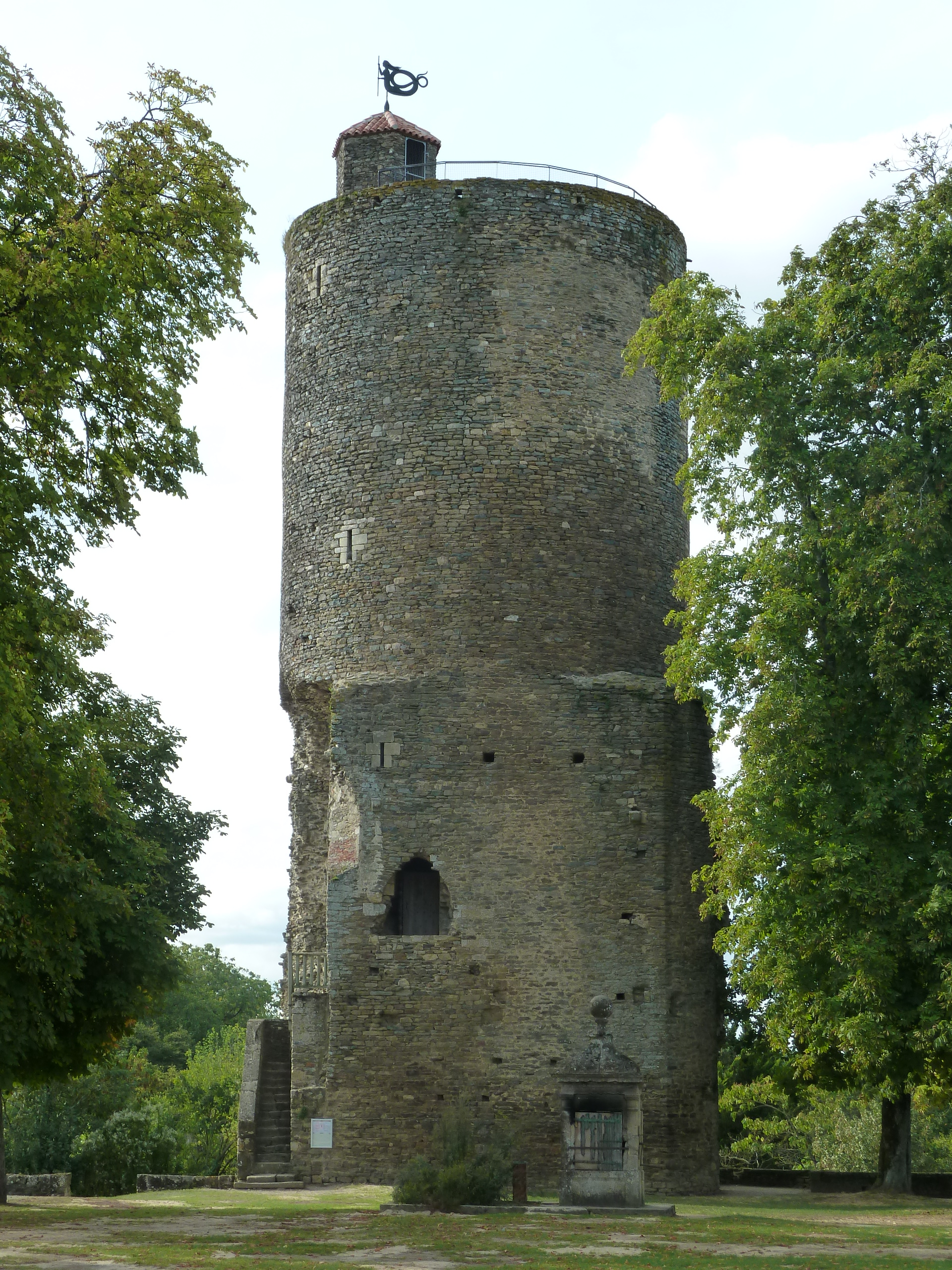
Donjon (tour Mélusine).
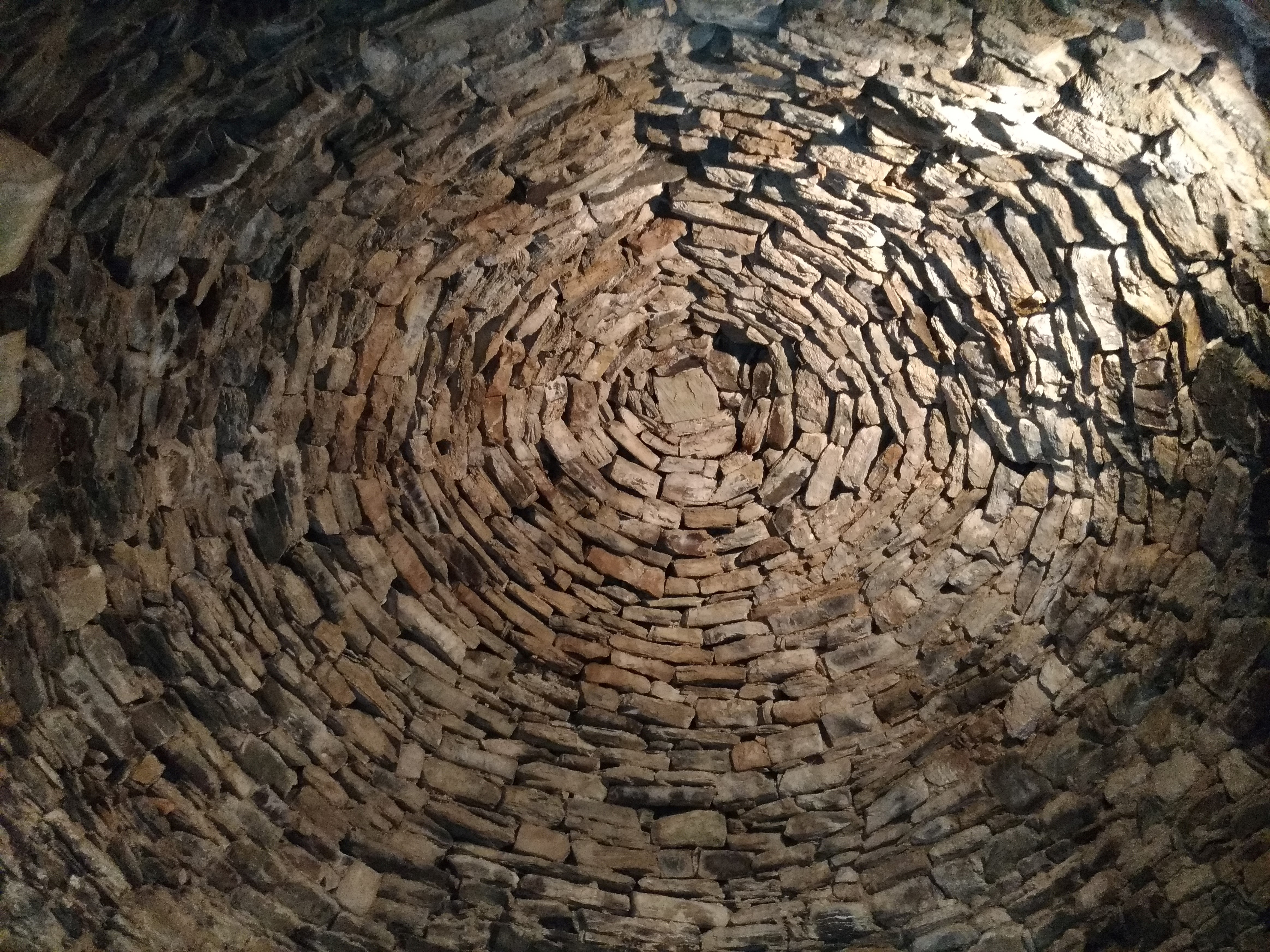
Voûte de la deuxième salle du donjon (tour Mélusine).
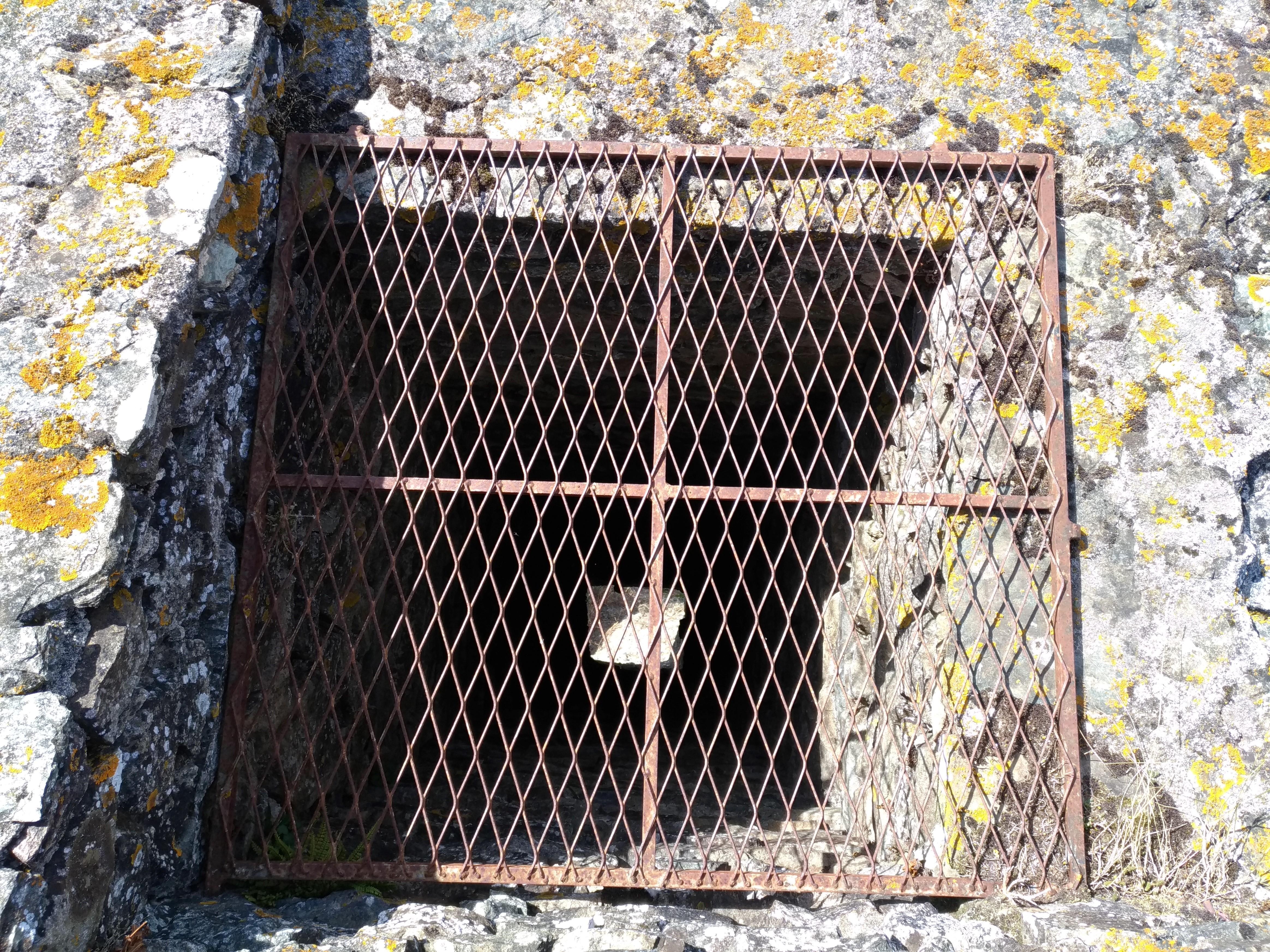
Assommoir du donjon (vu depuis le sommet de la tour).
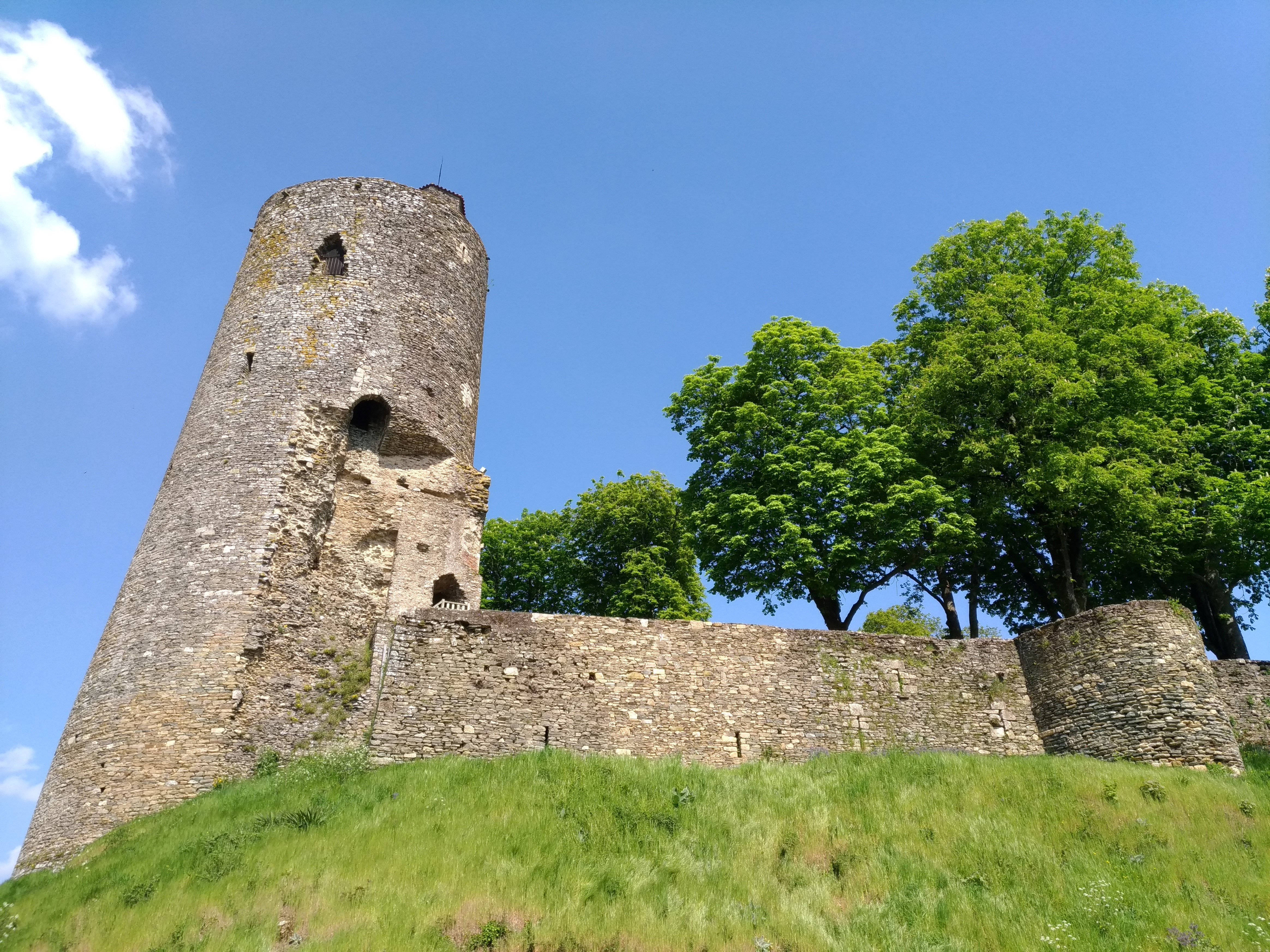
Donjon et remparts ouest du château.
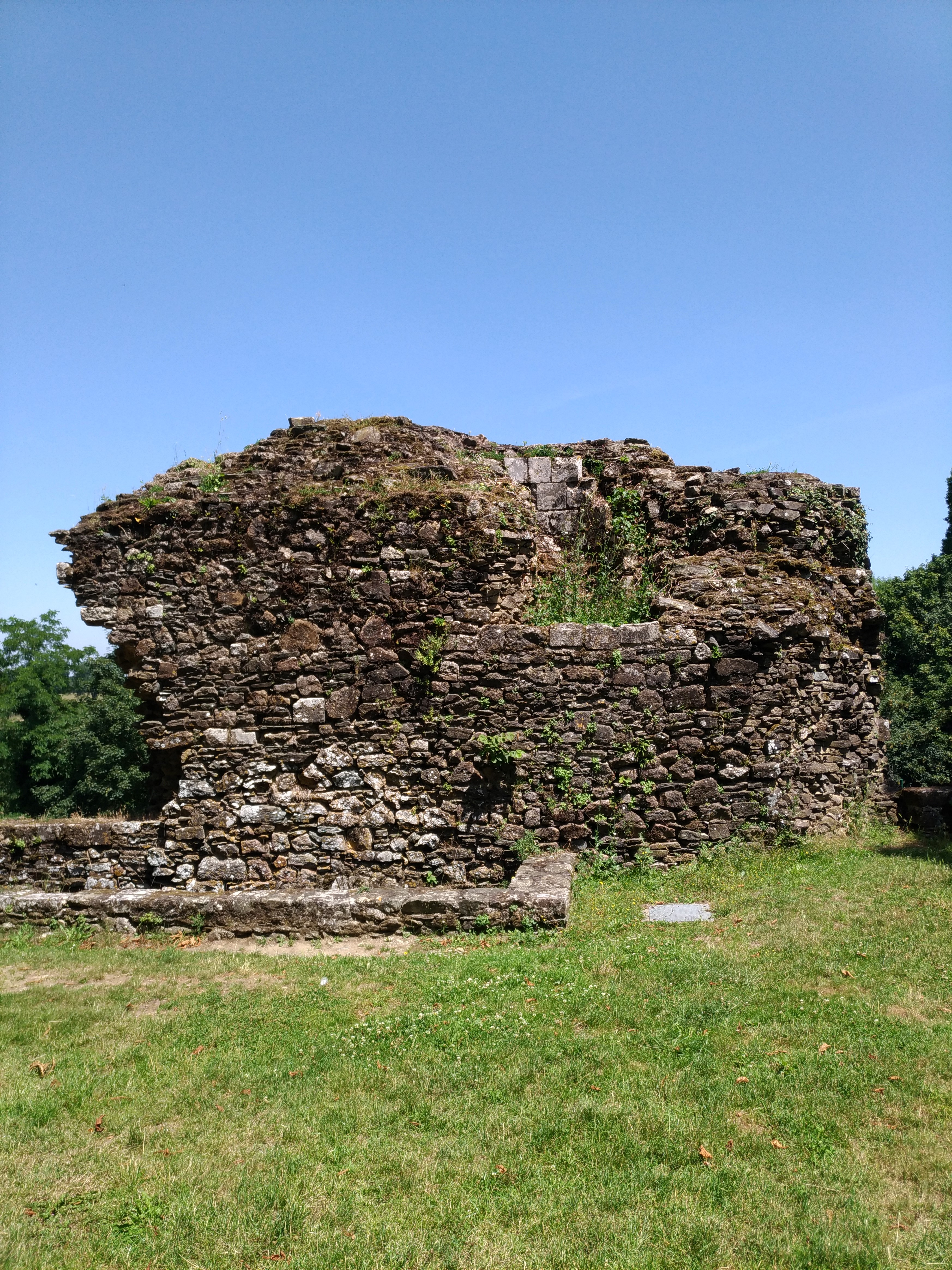
Tour des Gardes.
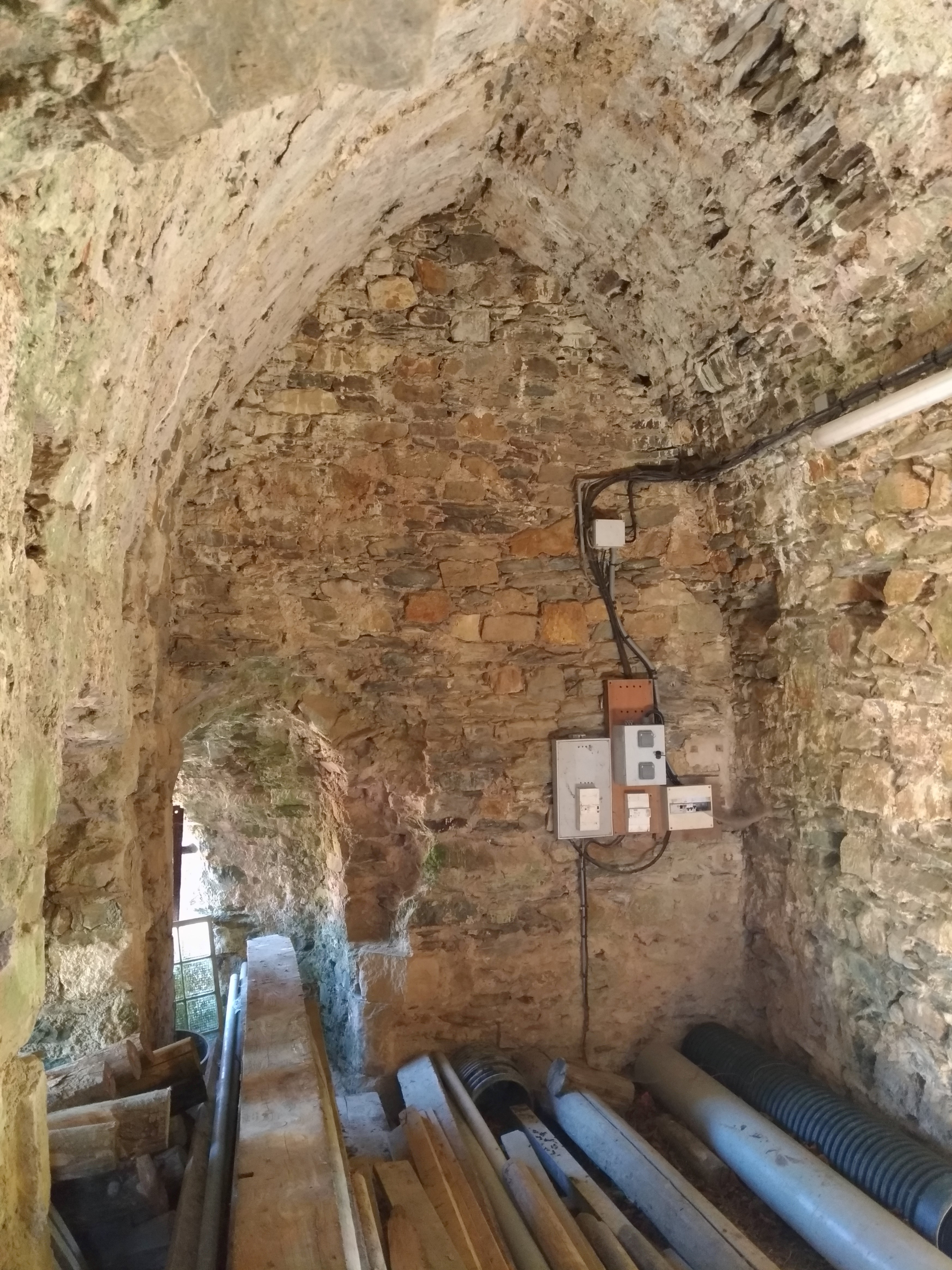
Salle voûtée en berceau brisé de la tour des Gardes.
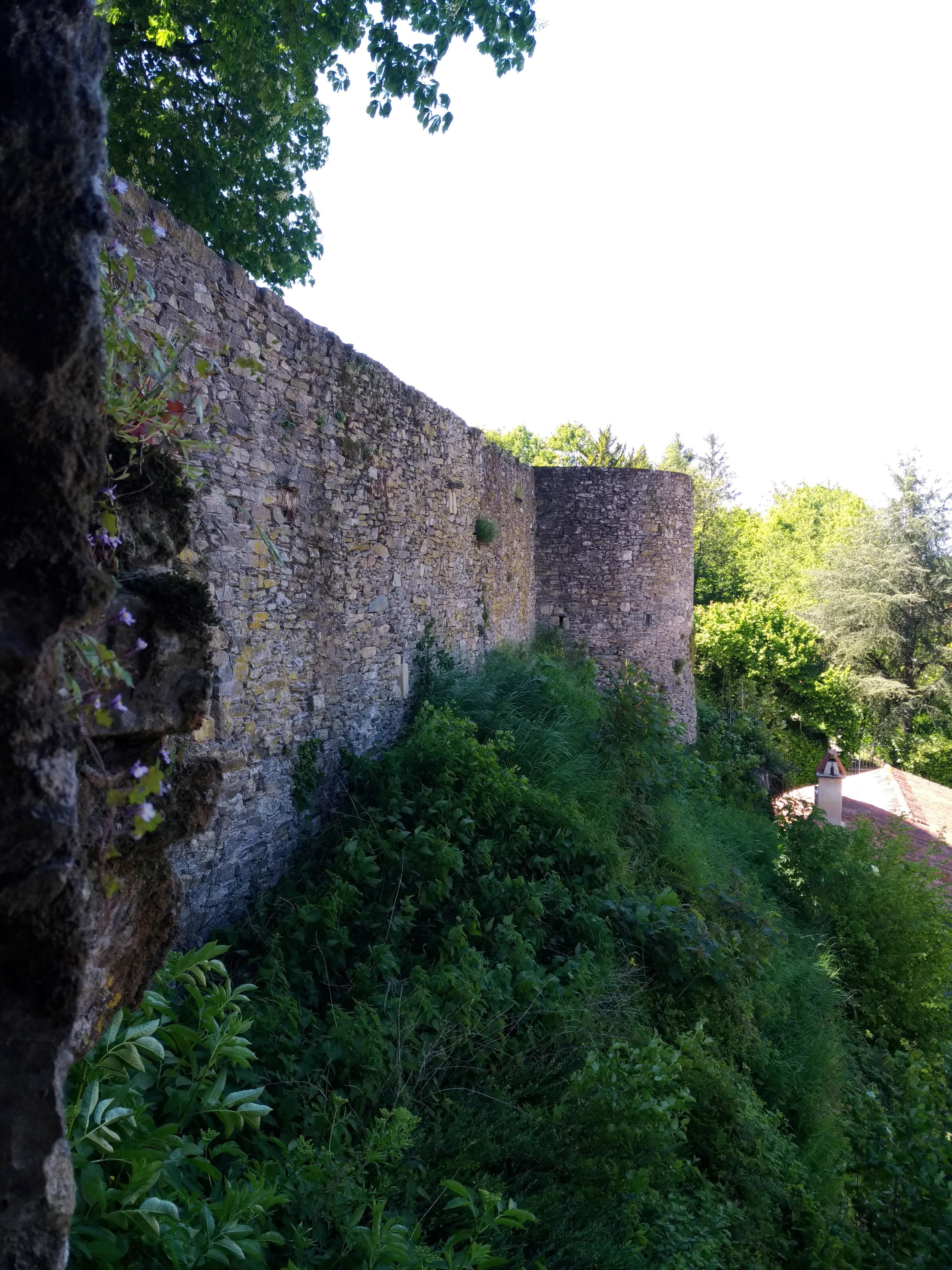
Remparts nord-est du château depuis la tour des Gardes.

Fortifications de la fin du XIIe siècle-début XIIIe siècle - Enceinte de ville
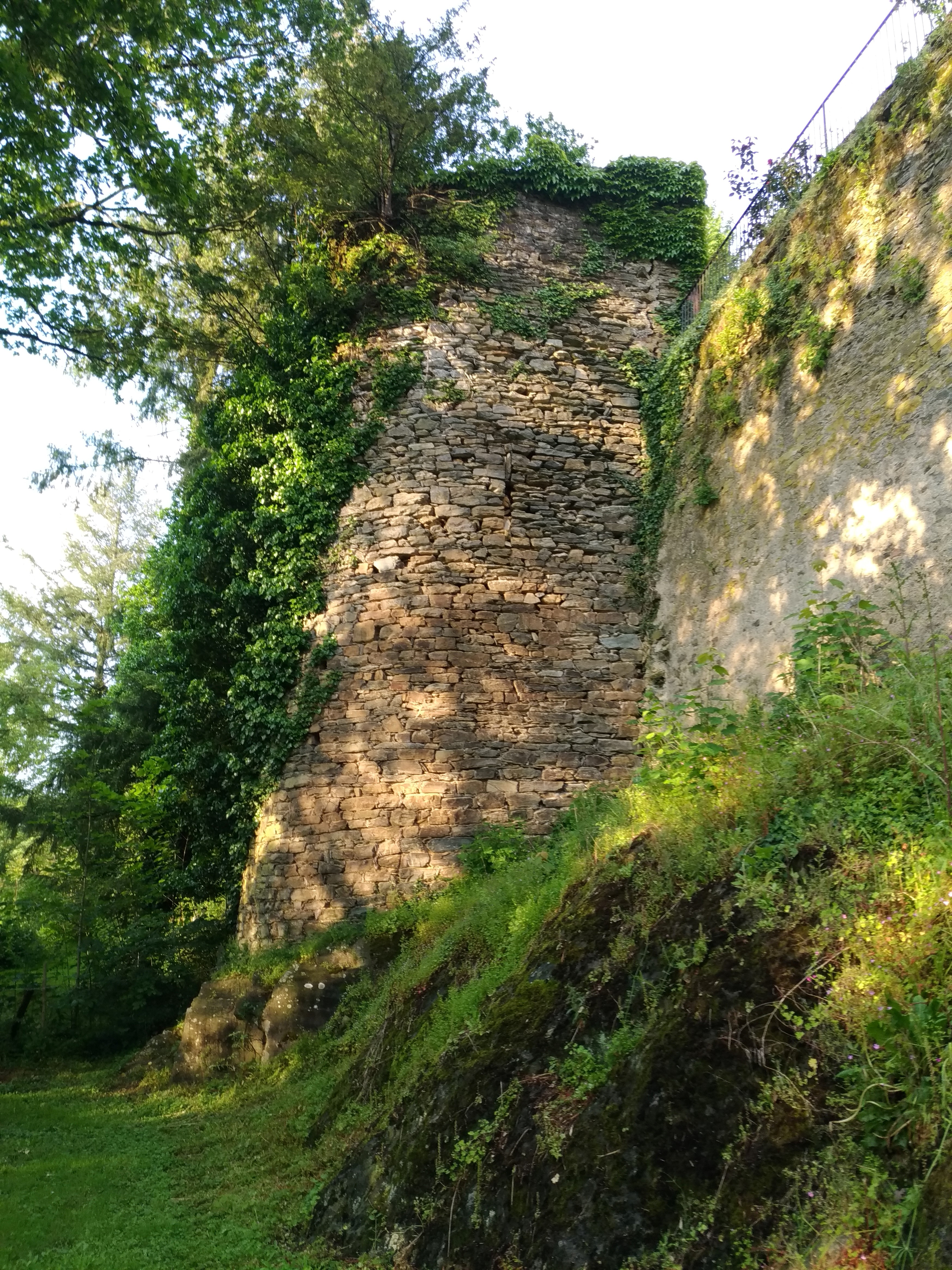
Tour no 2 de la Recepte vue de la fausse-braie.
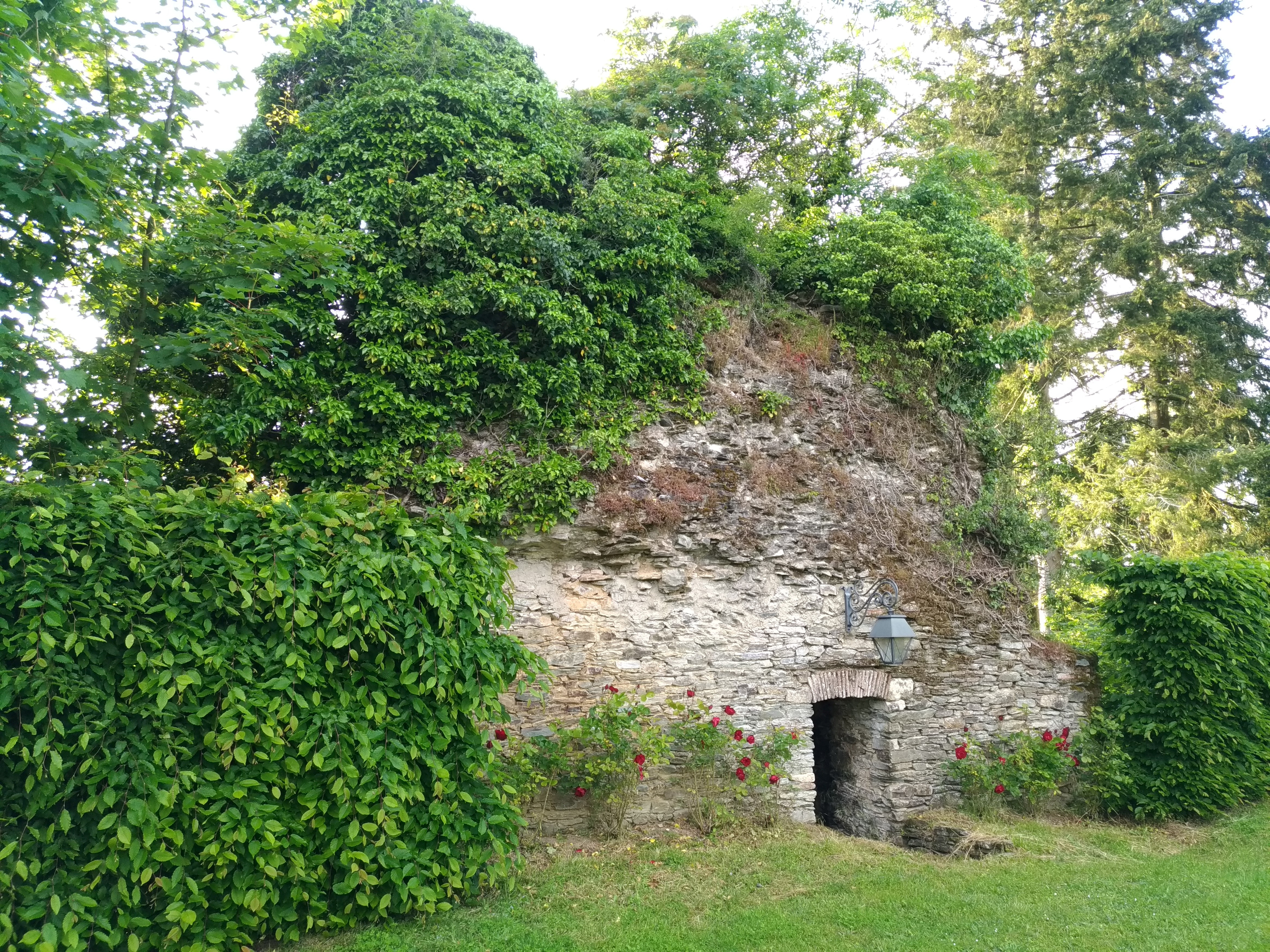
Tour no 3 de la Recepte.
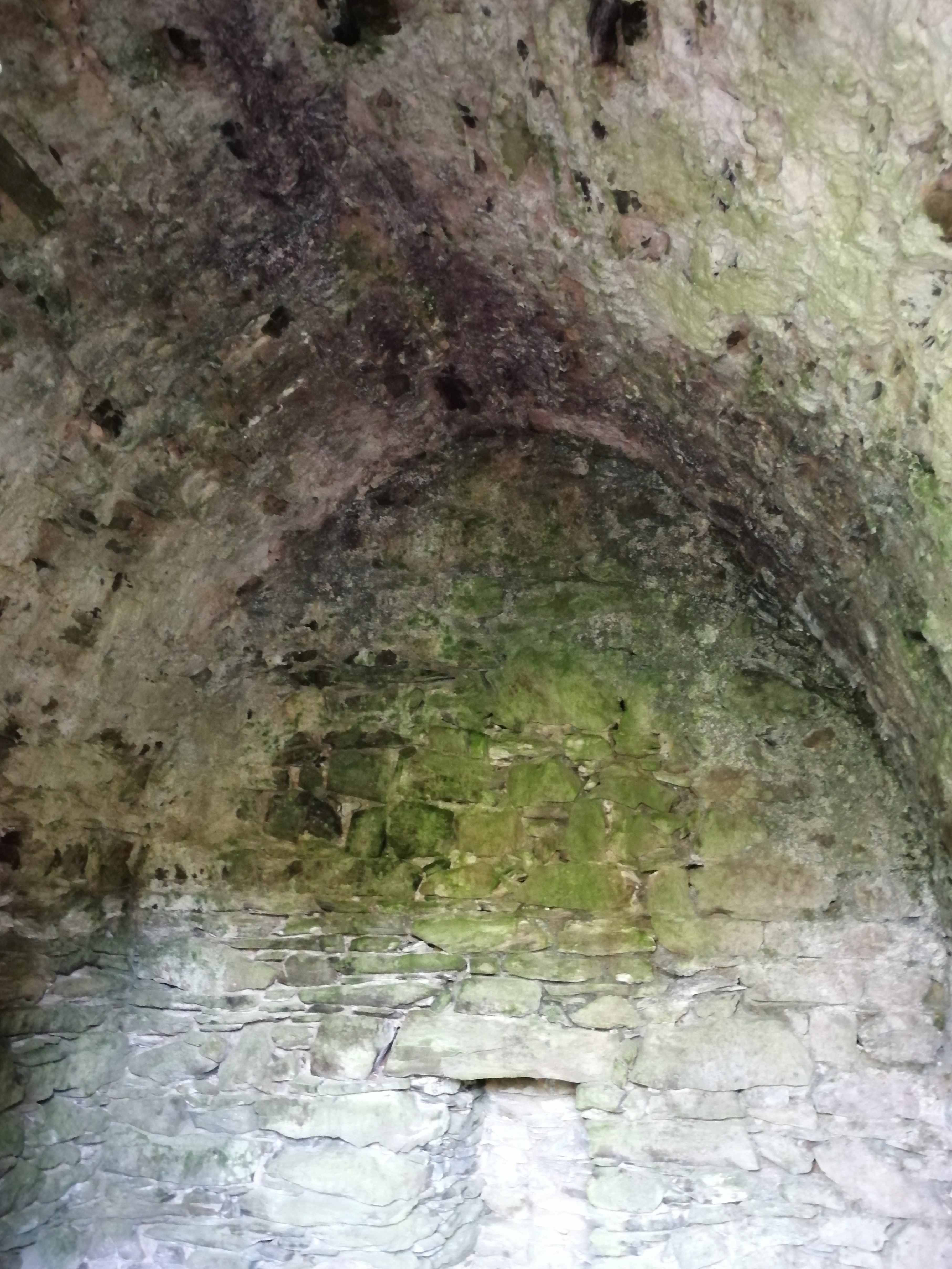
Salle voûtée de la tour no 3 de la Recepte.
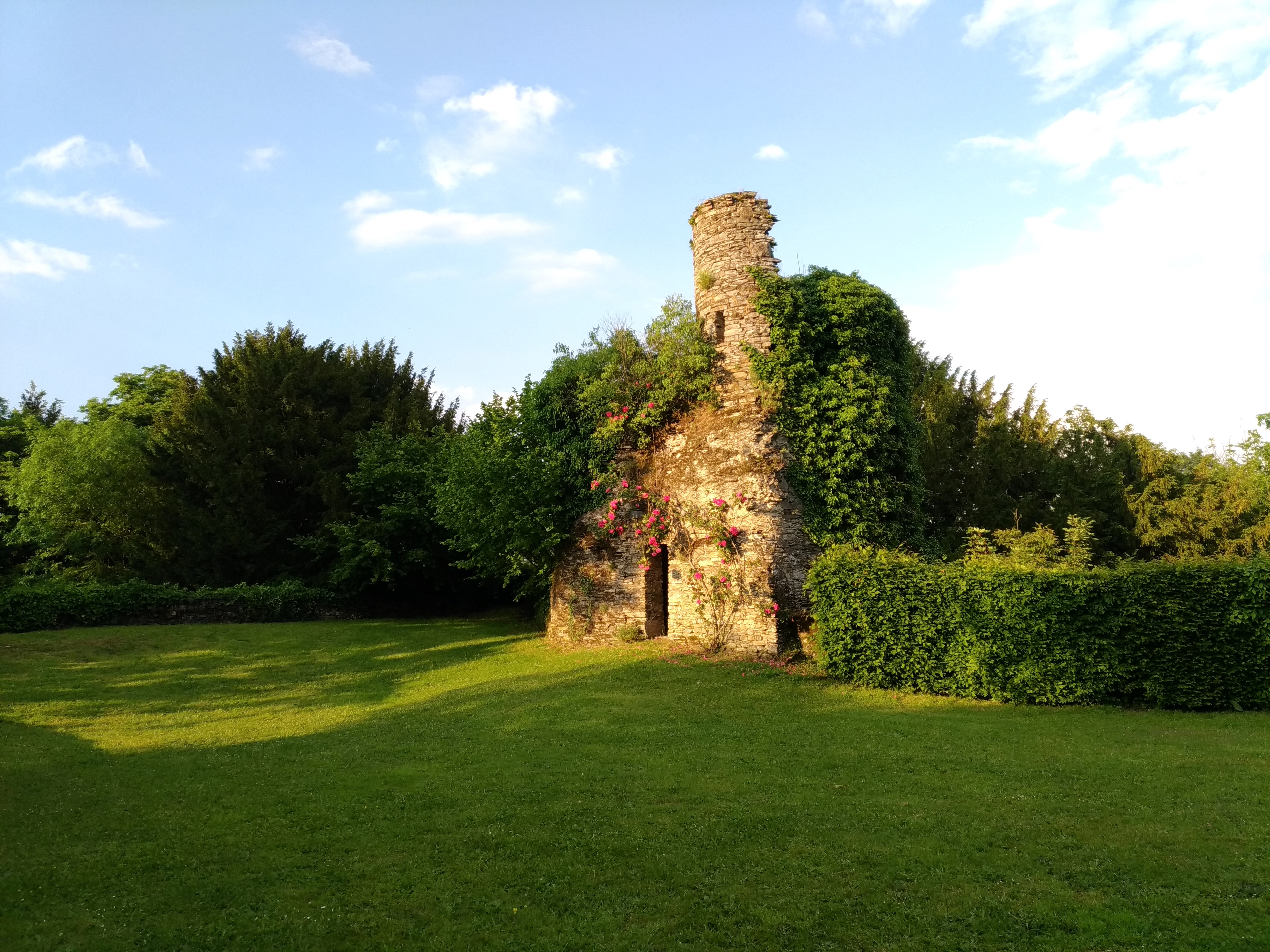
Tour no 6 de la Recepte.
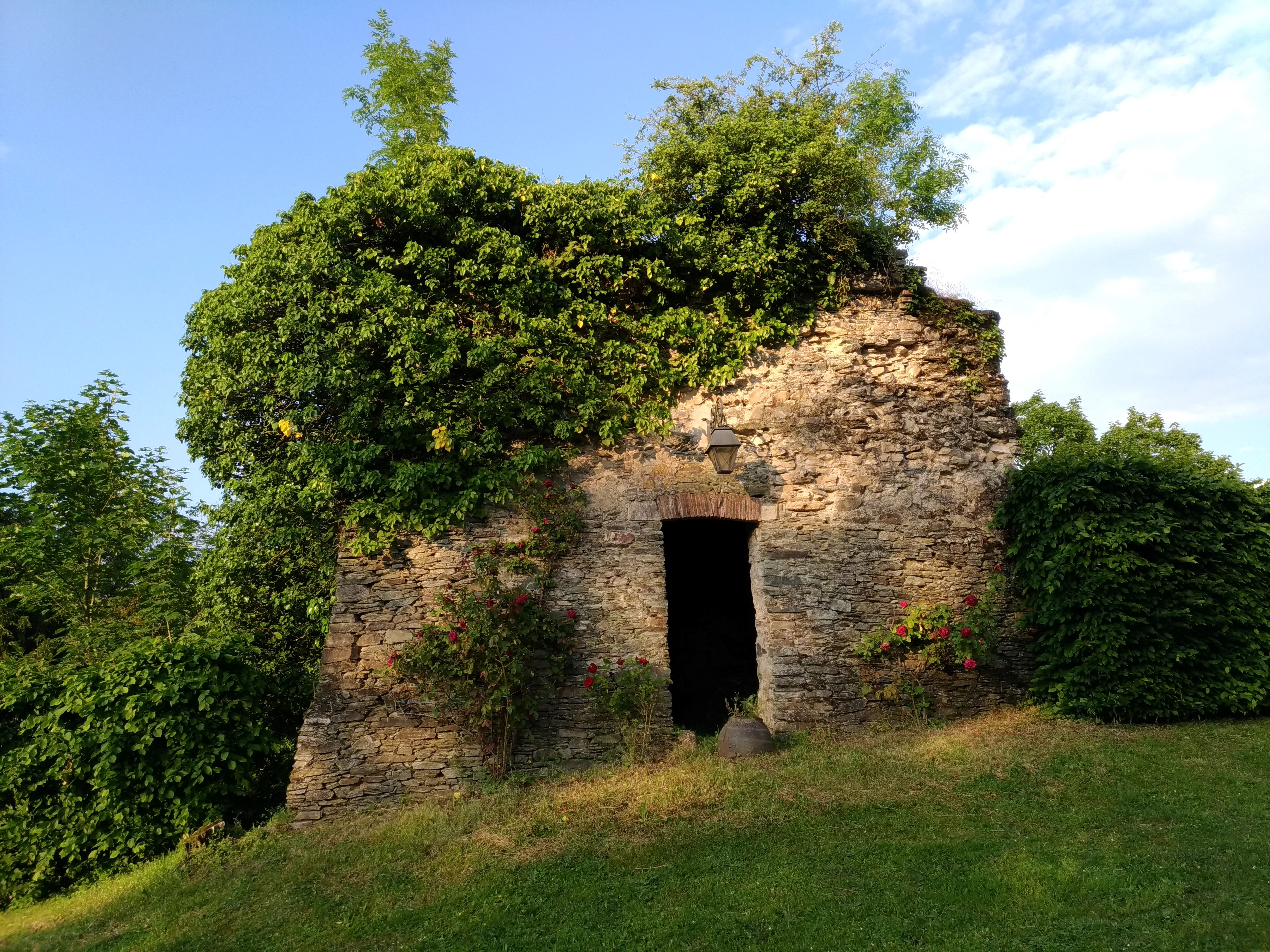
Tour no 7 de la Recepte.
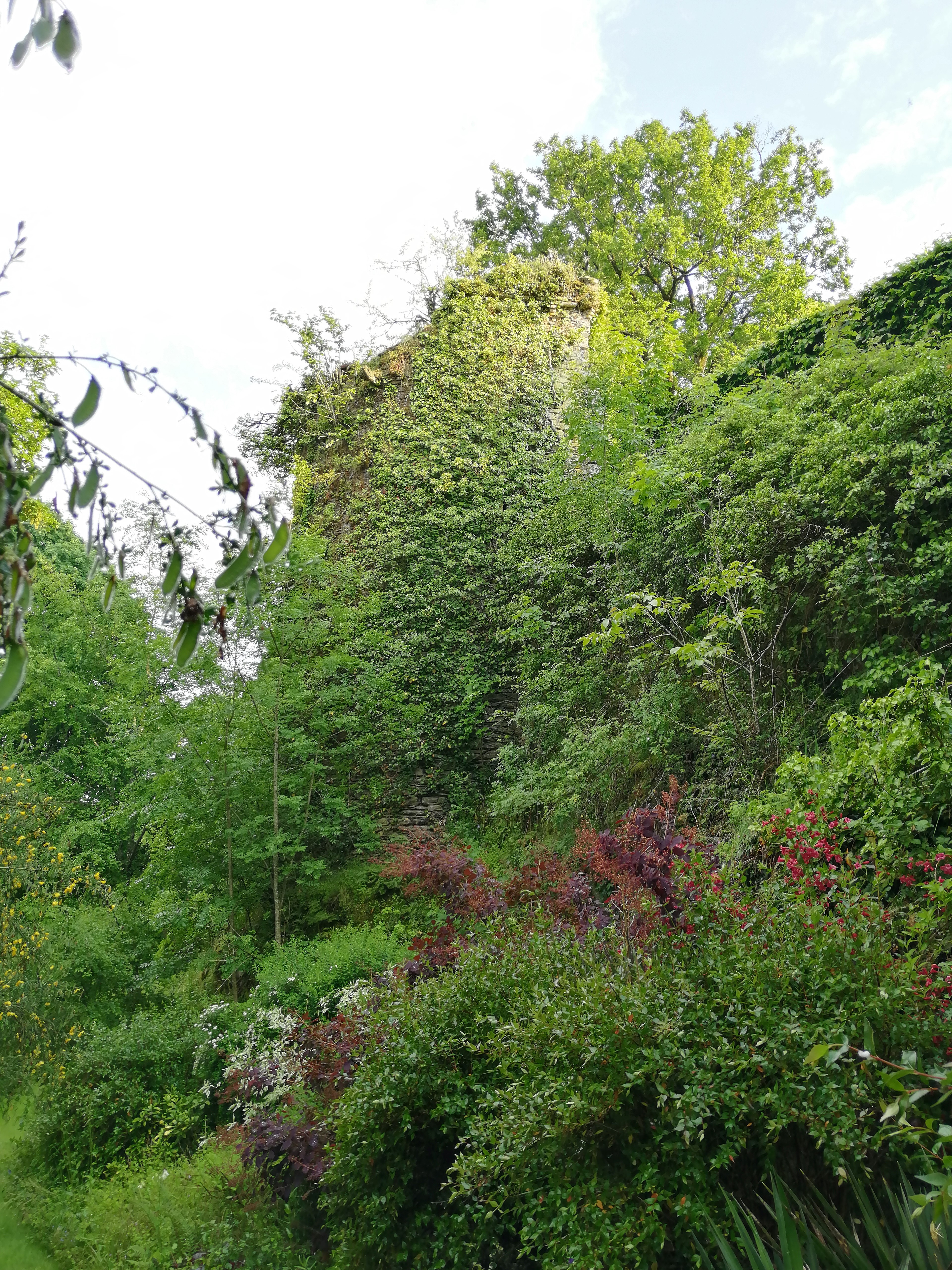
Tour no 8 de la Recepte vue de la fausse-braie.
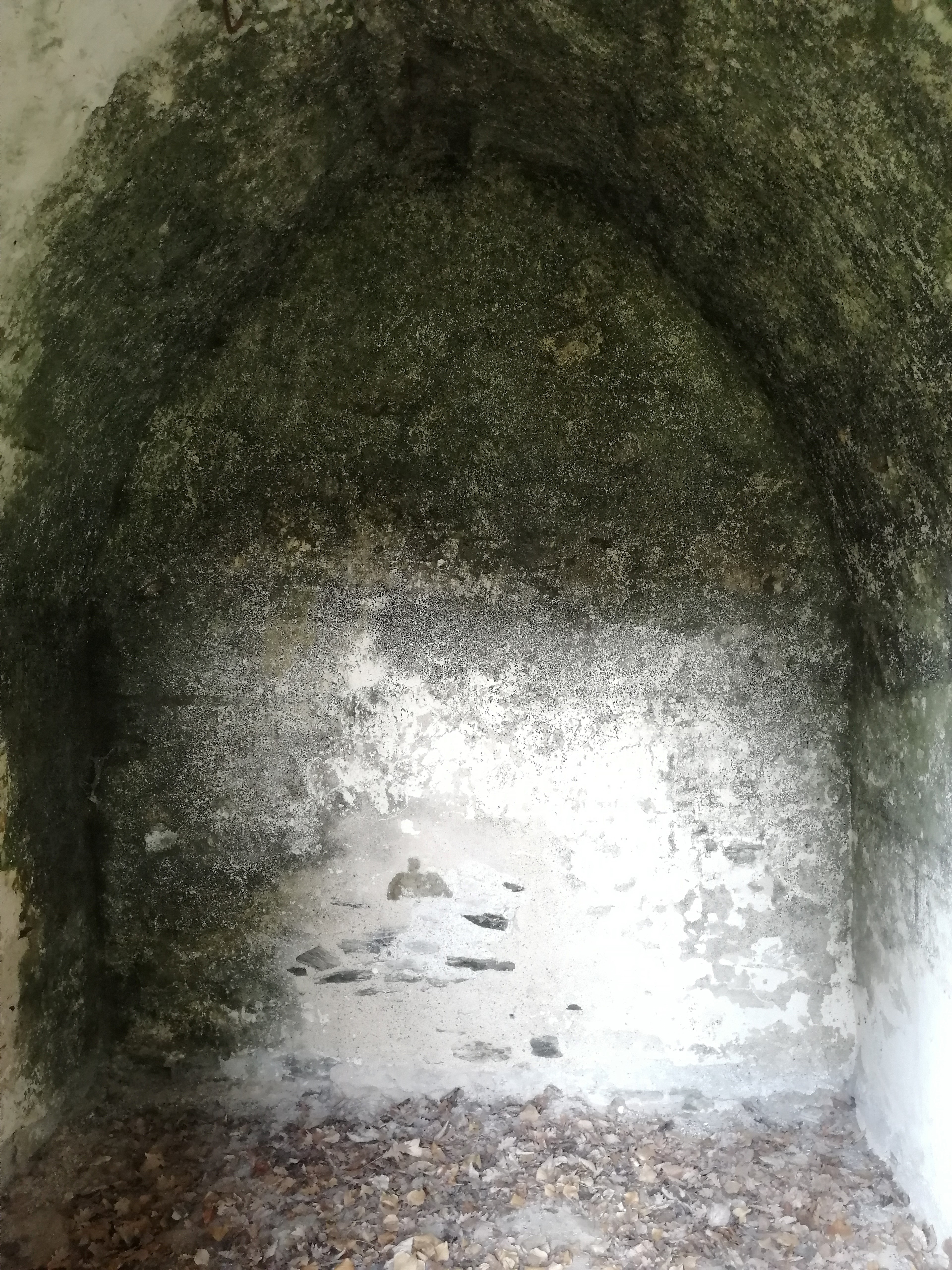
Salle voûtée de la tour no 8 de la Recepte.
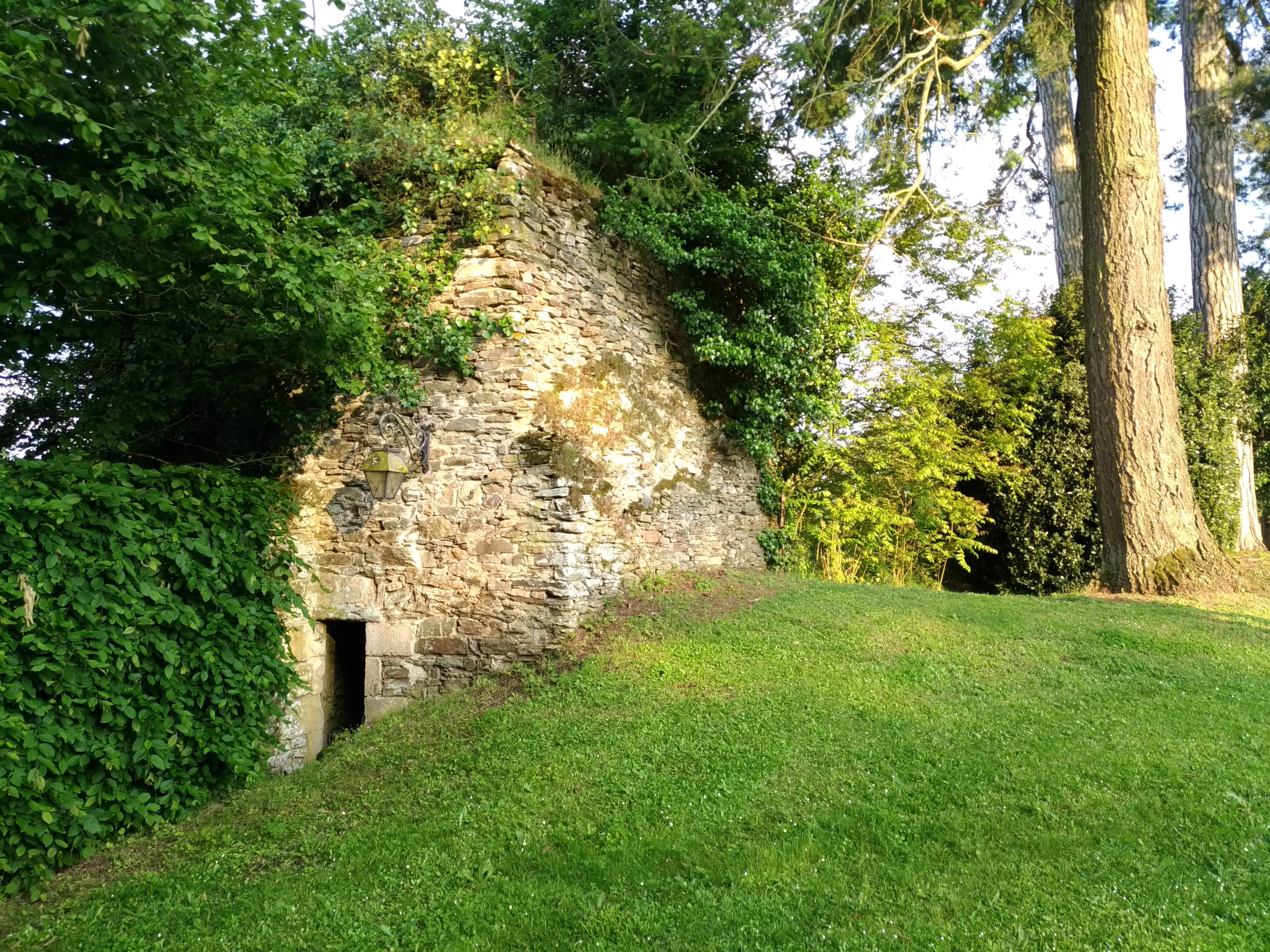
Tour no 9 de la Recepte.
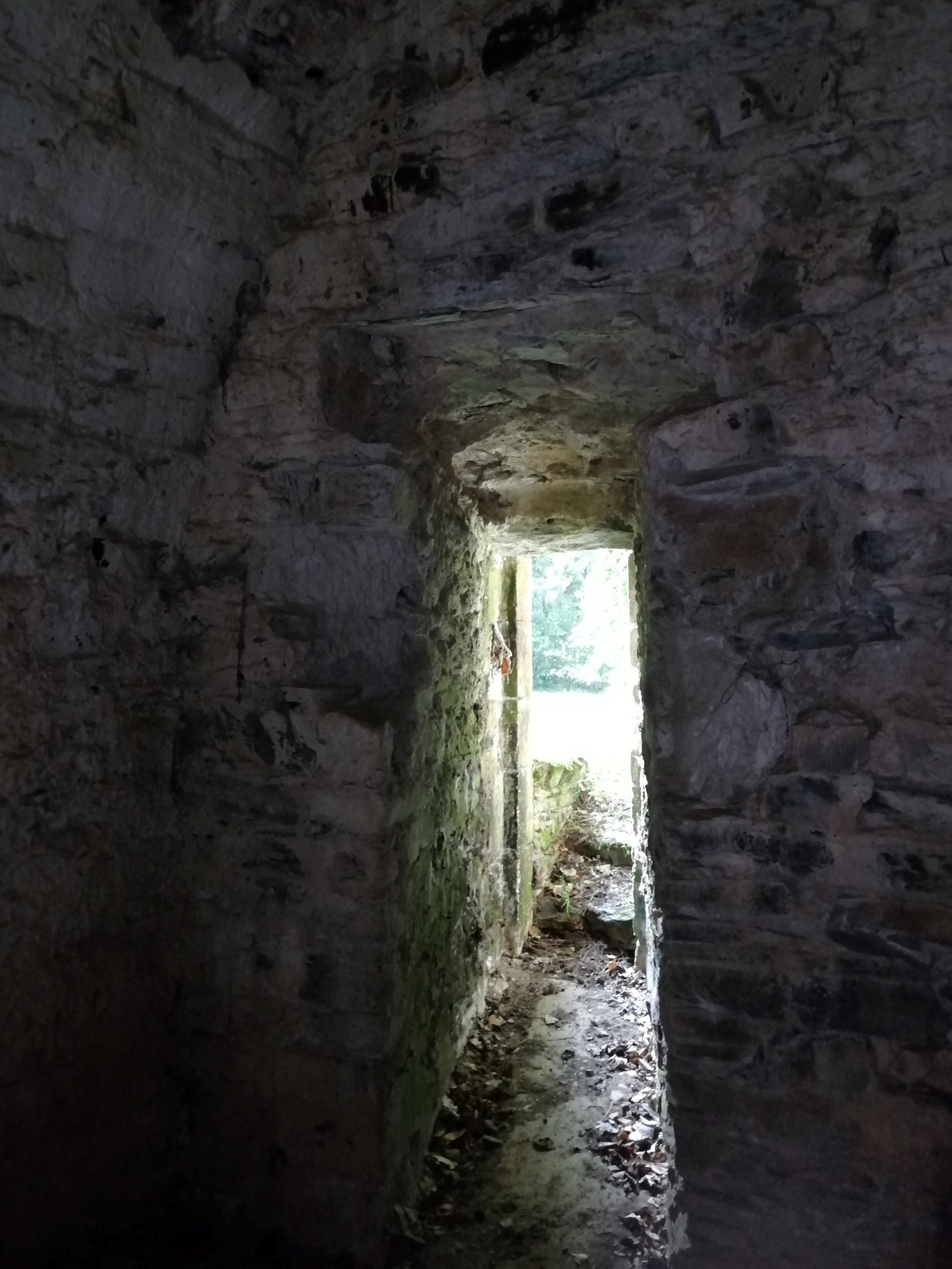
Intérieur de la tour no 9 de la Recepte.
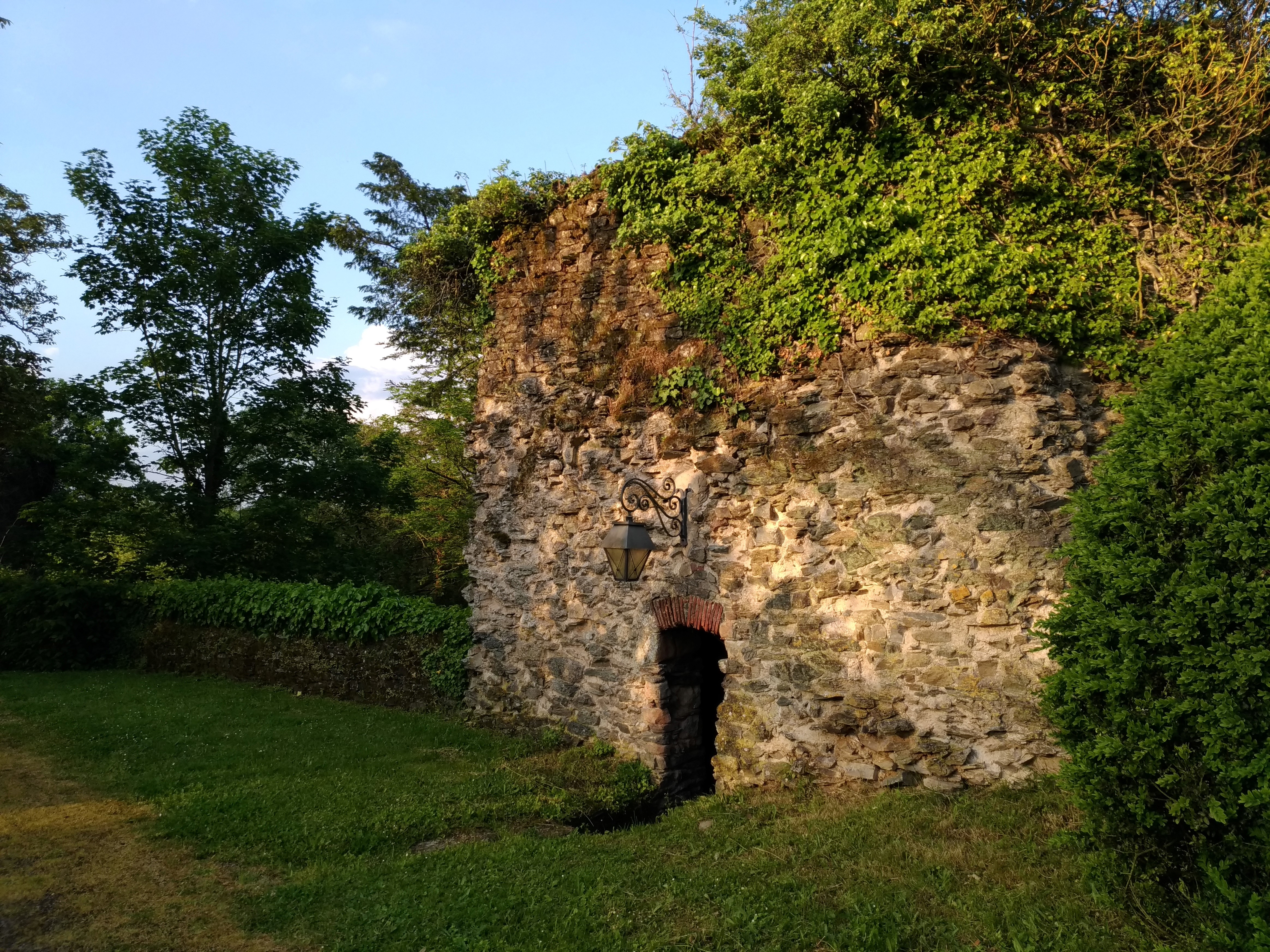
Tour no 11 de la Recepte.
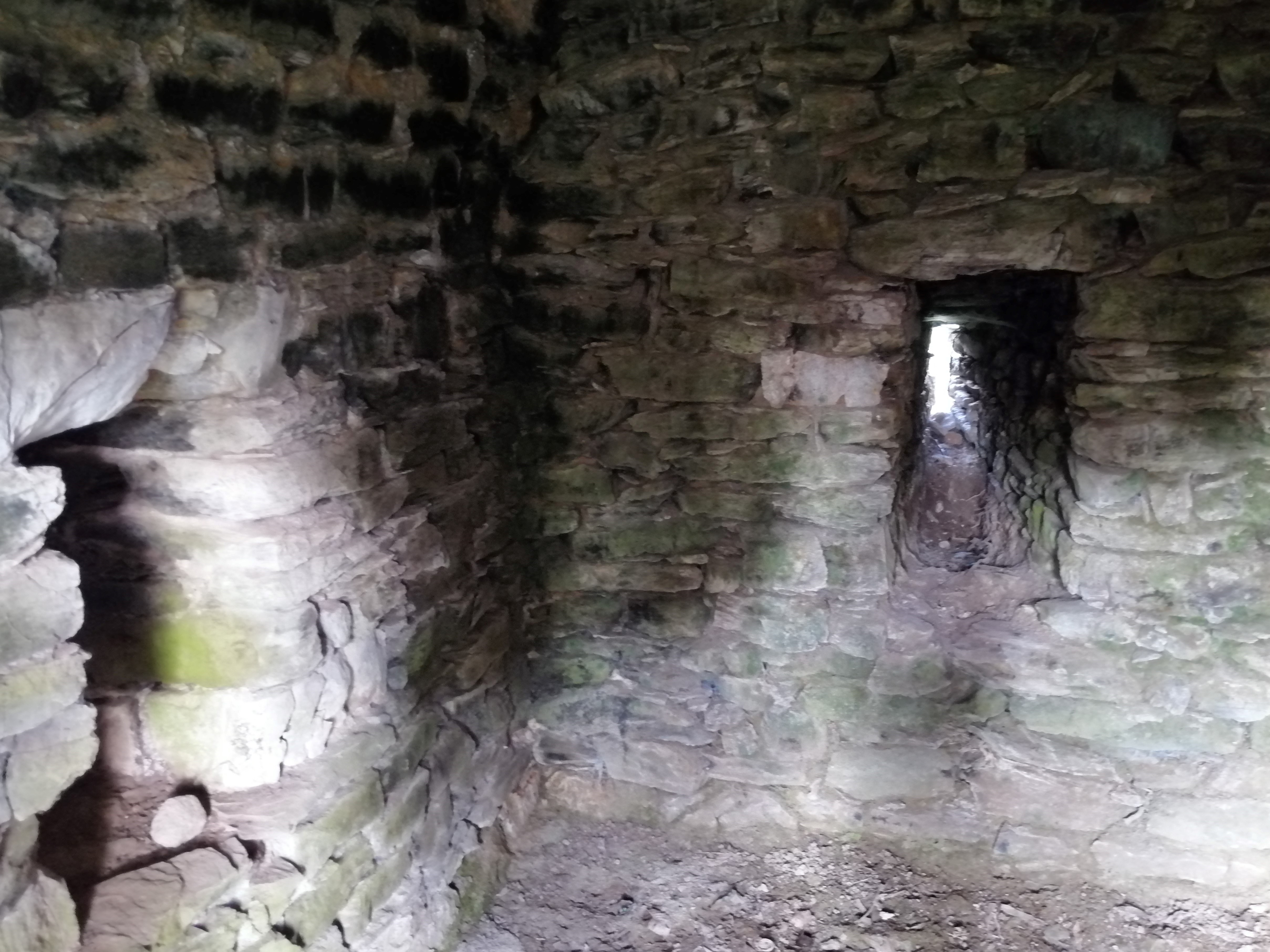
Intérieur de la tour no 11 de la Recepte.

#### L'ère des Parthenay-l'Archevêque (1247/48-1419)
En 1247 ou vers juillet/août 1248, Geoffroy II de Lusignan meurt et est mis en terre dans l'église Notre-Dame de Vouvant comme il l'avait souhaité lors de la rédaction de son testament en janvier/juin 1247, ou janvier 1248. Il est alors probablement inhumé dans la chapelle nord de Notre-Dame où il avait fondé une chapellenie,.
« Item volo et præcipio quod de terra mea de Subizia, cum omnibus fructibus et pertinentiis, usque ad duos annos continuos et completos, de consensu et voluntate Hugonis Archiepiscopi domini Partiniaci, qui de hoc tenendo spontaneus fidem dedit, et de Mairevento et Volvento et Muncantorio cum omnibus pertinentiis, redditibus, proventibus et alus rebus quas ibi habere debeo, usque ad quatuor annos fiant elemosinæ meæ et emendæ et debita mea persolventur ; salva tamen dote Audæ, uxoris meæ, quæ est C. marcarum annui redditus sicut in carta sua, sibi data et tradita, continetur.
Item lego C. libras Arpino, filio meo ; et similiter C. libras Aaliz, filiæ mæe ; et similiter Borgoigne C. libr. in pecunia numerata.
Eligit sepulturam in ecclesia B. Mariæ de Volvento, coram altare Capellaniæ et instituit ibi unam capellaniam cum quodam Presbitero. »
— Geoffroy II de Lusignan (extrait du testament de 1247 ou 1248 donné par une copie de Jean Besly), Charles Farcinet, Les anciens sires de Lusignan, 1897, p. 30 et 31

« Item, je veux et ordonne que de ma terre de Soubise avec tous ses revenus et dépendances, pendant deux années continues et complètes, du consentement et de la volonté de Hugues II de Parthenay-l'Archevêque, seigneur de Parthenay, qui a promis sous la foi du serment et de sa libre volonté de donner son consentement ; et aussi de mes terres de Mervent, Vouvant et Moncontour, avec toutes leurs appartenances et revenus et des autres choses que je dois y avoir, pendant quatre ans, — soient faites mes aumônes et amendes, et que mes dettes soient payées ; réserve faite de la dot de Aude, ma femme, qui est de cent marcs [d'argent], de revenu annuel, comme il est contenu dans la charte à elle donnée et livrée.
Item, je lègue cent livres à Arpin, mon fils, et aussi cent 
livres à Aelis, ma fille et aussi cent livres à ma fille Bourgogne, en argent comptant.
Je choisis de me faire inhumer dans l'église Notre-Dame de Vouvant, devant l'autel de la chapellenie que j'ai fondée et qui est desservie par un prêtre. »
— Charles Farcinet, Les anciens sires de Lusignan, 1897, p. 30 et 31

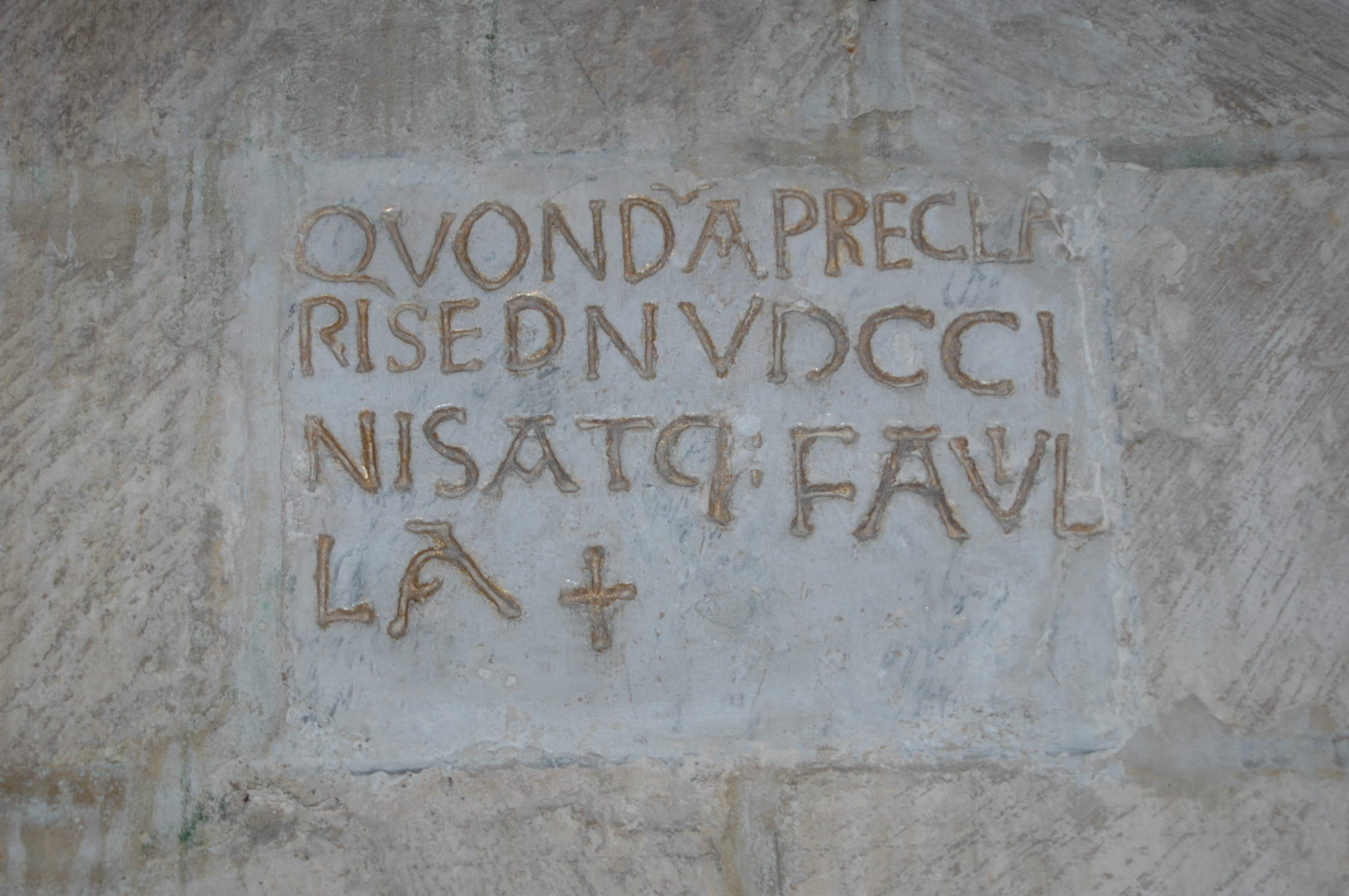
L'inscription présente dans l'absidiole nord et attribuée à tort au seigneur de Vouvant Geoffroy II de Lusignan.

Une inscription présente sur le mur sud de l'absidiole nord lui est traditionnellement attribuée : « QVONDA(M) PRECLARI SED NVNC CINIS ATQ(VE) FAVILLA † », signifiant « autrefois célèbres, maintenant cendre et poussière »,. Cependant, il paraît très peu probable que cette inscription concerne ce seigneur puisque l'étude paléographique réalisée en 2008 indique une datation du XIe siècle.
Geoffroy II étant décédé sans donner en héritage ses fiefs à sa femme Aude et ses trois enfants, la seigneurie de Vouvant passe aux mains de sa nièce Valence de Lusignan († après février 1262),. Cette dernière les transmet à son époux Hugues II de Parthenay-l'Archevêque avec qui elle s'était mariée avant le mois de septembre 1248.
Au mois de septembre 1248, Hugues II l'Archevêque rend hommage de ses seigneuries de Parthenay, Vouvant, Mervent et Soubise à Alphonse de Poitiers, comte de Poitiers et frère du roi de France Louis IX.

En juin 1250, un accord concernant l'exécution du testament de Geoffroy II de Lusignan est conclu entre Valence et Hugues II, d'une part, et les exécuteurs testamentaires, Guillaume Fort et Foucque Petit, d'autre part,.

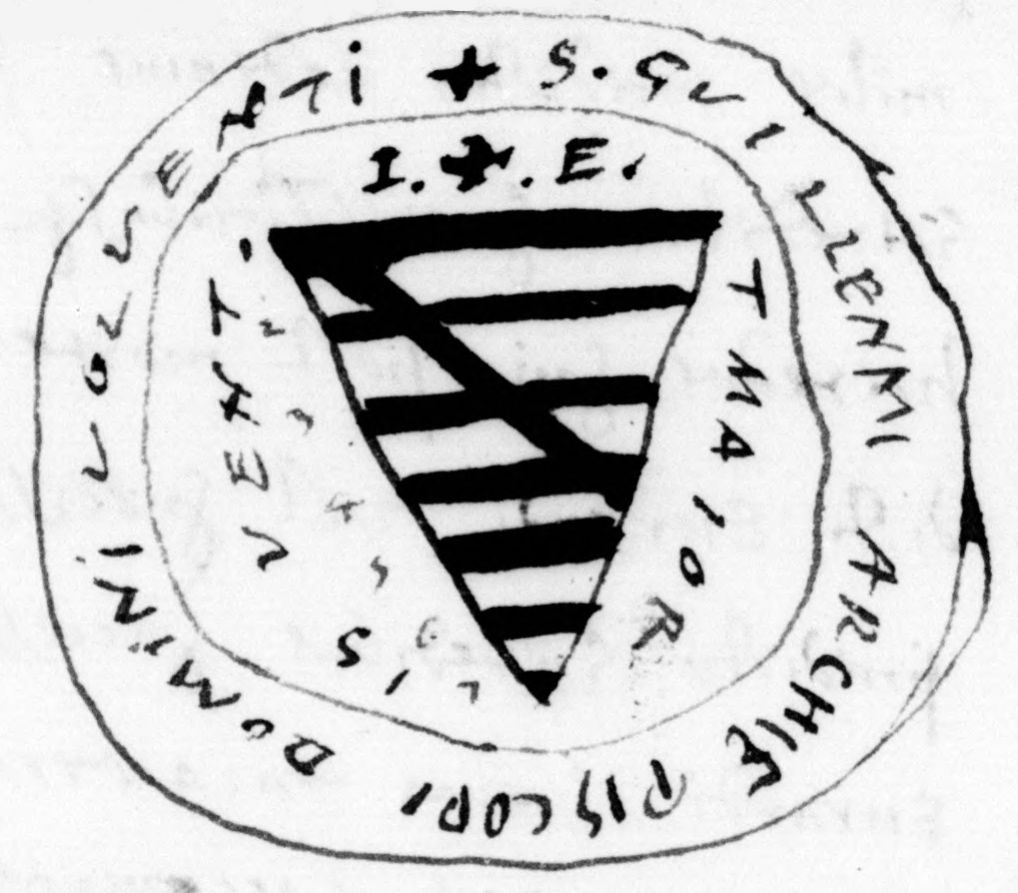
Sceau de Guillaume VI de Parthenay-l'Archevêque, seigneur de Parthenay et de Vouvant (« Volventi »), apposé sur une lettre de 1275 (sceau reproduit par Jean Besly au XVIIe siècle).

Au cours du XIIIe siècle ou avant la Guerre de Cent Ans au XIVe siècle, le château de Vouvant subit des modifications. Au XIVe siècle, les l'Archevêque réparent les fortifications de leurs possessions situées en Poitou, Saintonge et Aunis et y installent des garnisons afin d'en assurer la défense.
À la fin du mois de mars 1305, l'archevêque de Bordeaux et futur pape Bertrand de Got entame une visite des abbayes et églises de son archidiocèse et se rend notamment à Vouvant.
En 1349, les châtellenies de Parthenay, Vouvant et Mervent sont réunies en un seul fief par le roi de France à la demande de Jean Ier de Parthenay-l'Archevêque, seigneur de Parthenay,. Le 1er novembre 1361, les ressorts de Vouvant et Mervent, qui dépendaient jusqu'alors de la juridiction de Fontenay-le-Comte sont transférés à Saint-Maixent à la suite du traité de Brétigny.
Un acte daté du 15 février 1400 comprend le sceau de la châtellenie de Vouvant. Le sceau comporte les armoiries de la famille l'Archevêque qui possède le château de Vouvant à cette période : un « écu d'un burelé, à la bande »,,.
Le 7 avril 1406, Jean II l'Archevêque nomme Guillaume de la Court en tant que capitaine de Vouvant. Celui-ci avait déjà été nommé capitaine de la ville et du château de Parthenay le 19 novembre 1401.
En 1411, Brunissande de Périgord (décédée en 1424), femme de Jean II, demande aux moines du prieuré de Vouvant de lui réaliser un psautier. Ce dernier, qui comporte de nombreux décors (lettrines notamment), est actuellement conservé à la British Library de Londres.

##### Prise de Vouvant par Arthur de Richemont (1415)
Par lettre du 6 mai 1415, le roi de France retire le statut de sénéchal de Poitou à Jean II l'Archevêque et lui confisque ses terres de Parthenay, Secondigny, Béceleuf, Coudray-Salbart, Vouvant, Mervent, Châtelaillon, etc.. En effet, après avoir pris parti pour le duc de Berry et le duc d'Orléans en 1410, Jean II les abandonne dès 1413 pour servir les Bourguignons (alliés des Anglais). Les biens de Jean II sont tout d'abord donnés à Louis de Guyenne, duc de Guyenne, avant que ce dernier décide de les confier à son favori Arthur de Richemont. En 1415, Arthur de Richemont combat donc Jean II l'Archevêque et investit Vouvant après s'être emparé de Parthenay,. Il est précisé que la place forte de Vouvant est livrée par Brunissande de Périgord, dame de Parthenay et femme de Jean II,,. Avant la prise de Vouvant en 1415, Brunissande de Périgord avait été enfermée dans le château de Vouvant par son mari Jean II.
Le 19 novembre 1419, Jean II l'Archevêque vend ses baronnies de Vouvant et de Mervent au dauphin régent Charles VII pour 141 000 écus d'or,.

#### L'ère d'Arthur de Richemont (1427-1458)
En 1424, Charles VII, devenu roi de France, dispose les seigneuries de Vouvant et Mervent en faveur d'Arthur de Richemont, dont ce dernier prend possession en 1427 et les conserve jusqu'à sa mort, en 1458,.

##### Réparations du château (1444-1446)

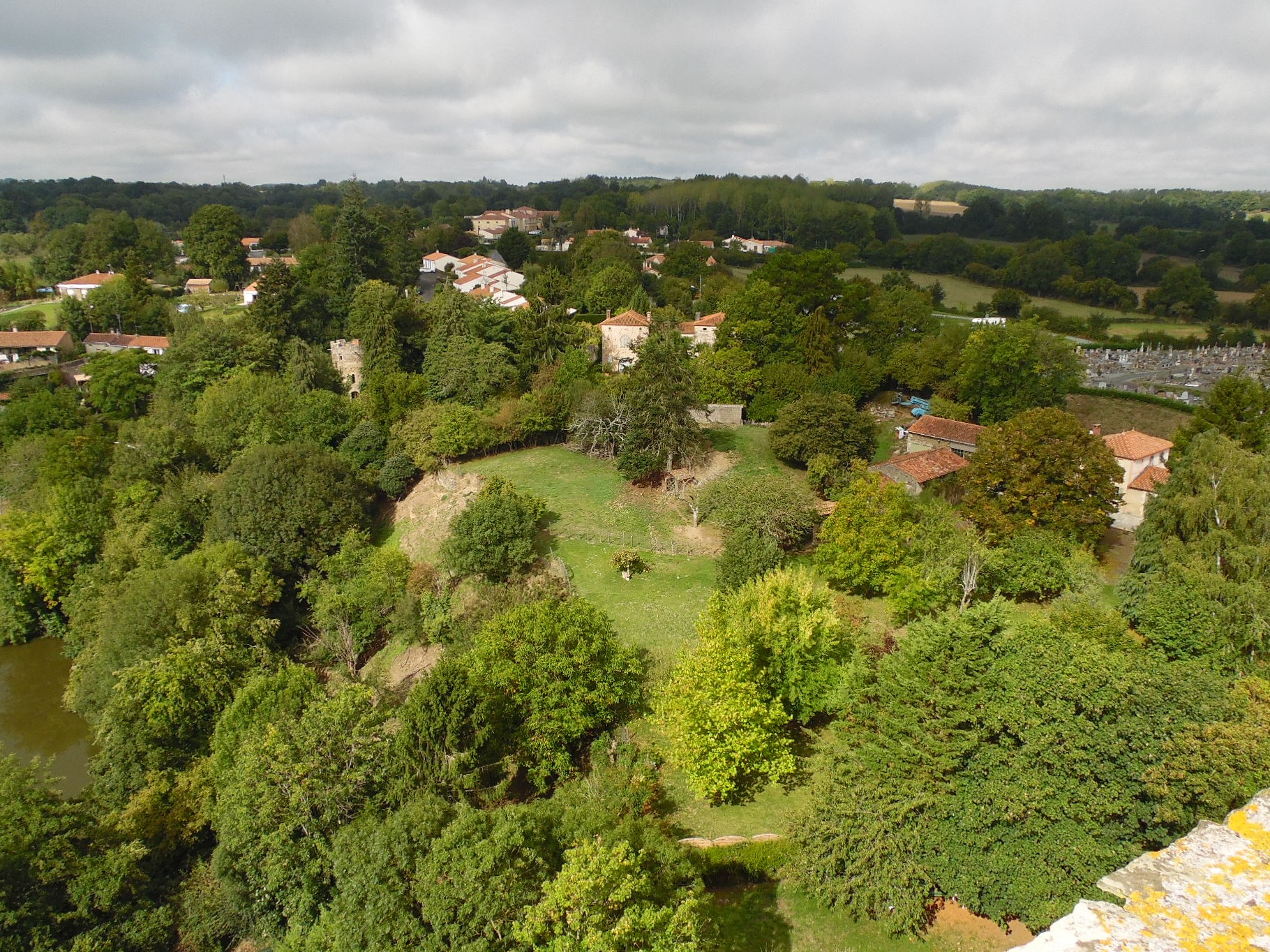
Motte castrale du Château Neuf probablement fortifiée au XVe siècle (photographiée depuis le haut de la tour Mélusine).

Au milieu du XVe siècle, Arthur de Richemont entreprend des travaux de remise en état et d'aménagements au château de Vouvant,,. Il fait aussi probablement construire une nouvelle enceinte fortifiée au nord-ouest du château baronnial, l'enceinte du Château Neuf, incluant l'ancienne motte castrale. Il fait également appel à Jean Vayron (maître-maçon) pour réparer des bâtiments, dont les logis et la chapelle du château et construire ou améliorer une tour d'artillerie, la tour Baboin, dont la localisation est inconnue,.
Une lettre datée du 19 octobre 1448 indique que les fortifications de Parthenay, Vouvant et Fontenay sont en cours de réparation.

#### L'ère des d'Orléans-Longueville (1458-1694)
En 1458, la seigneurie de Vouvant échoit à Jean de Dunois, bâtard d'Orléans. En effet, avec la mort d'Arthur de Richemont le 26 décembre 1458, le domaine de Vouvant et Mervent entre dans le domaine royal. Le roi de France Charles VII en fait par la suite don à Jean de Dunois (petit-neveu de Jean II de Parthenay-l'Archevêque par le biais de sa deuxième femme Marie d'Harcourt, dame de Parthenay),,.
Il semblerait que Jehanne, fille de Jean de Dunois décédée vers l'âge de 9 ans, soit inhumée dans l'église Notre-Dame de Vouvant ou Saint-Médard de Mervent. La localisation de la sépulture de Jehanne diffère en fonction des transcriptions de ce testament,,.

##### Grand programme sculpté du portail nord de l'église Notre-Dame (v. 1458/1464)
C'est vraisemblablement entre 1458 et 1464 que le portail nord de Notre-Dame est surmonté d'une partie triangulaire ornée de sculptures gothiques. En effet, celle-ci aurait été édifiée entre l'arrivée de Jean de Dunois en tant que seigneur de Vouvant en 1458 et le décès de sa femme Marie d'Harcourt en 1464. Trois éléments sculptés sont rajoutés :
- Un premier ensemble surmonte la partie romane du portail nord. Il s'agit de la Cène où les Douze Apôtres sont représentés autour de Jésus.
- Un deuxième élément sculpté surplombe la Cène et s'étend jusqu'à l'extrémité du pignon triangulaire. Il s'agit de l’Ascension du Christ. Deux personnages agenouillés sur un décor végétal sont présents au centre de la scène. Sylviane Van de Moortele[32] suggère qu'il s'agit de deux donateurs. Les deux personnages représentés correspondent donc certainement à Jean de Dunois et son épouse Marie d'Harcourt. De plus, cette hypothèse semble confirmée par la présence d'un écu sur le tympan du portail nord. Celui-ci correspond avec certitude aux armes de Jean, comte de Dunois et de Longueville, dont la description est : « D'azur à trois fleurs de lys d'or, au lambel à trois pendants d'argent, à la traverse d'argent. L'écu (penché) timbré d'un heaume couvert de lambrequins et cimé d'une tête de bélier, supporté par deux aigles essorants »[32],[71].
- Enfin, un dernier ensemble est ajouté au milieu du XVe siècle : il s'agit de la corniche surplombant les deux portes de l'église et des deux sculptures situées de part et d'autre du portail roman. Ces dernières représentent une Vierge à l'Enfant à gauche et saint Jean-Baptiste à droite. L'ajout de ces personnages bibliques peut être rapproché du fait qu'ils sont les saints patrons de Jean de Dunois et de Marie d'Harcourt. Cela confirmerait donc la datation de ces éléments sculptés entre l'arrivée de Jean de Dunois en tant que seigneur de Vouvant et le décès de son épouse Marie d'Harcourt.

Selon Sylviane Van de Moortele, le grand ensemble sculpté datant du milieu du XVe siècle est à rapprocher des sculptures de la Sainte-Chapelle de Châteaudun érigée selon la volonté de Jean de Dunois entre 1460 et 1490. Les ornementations y possèdent les mêmes caractéristiques que la partie haute du portail nord de Notre-Dame de Vouvant : mouvements des drapés et détails des visages.

Sculptures gothiques datées entre 1458 et 1464
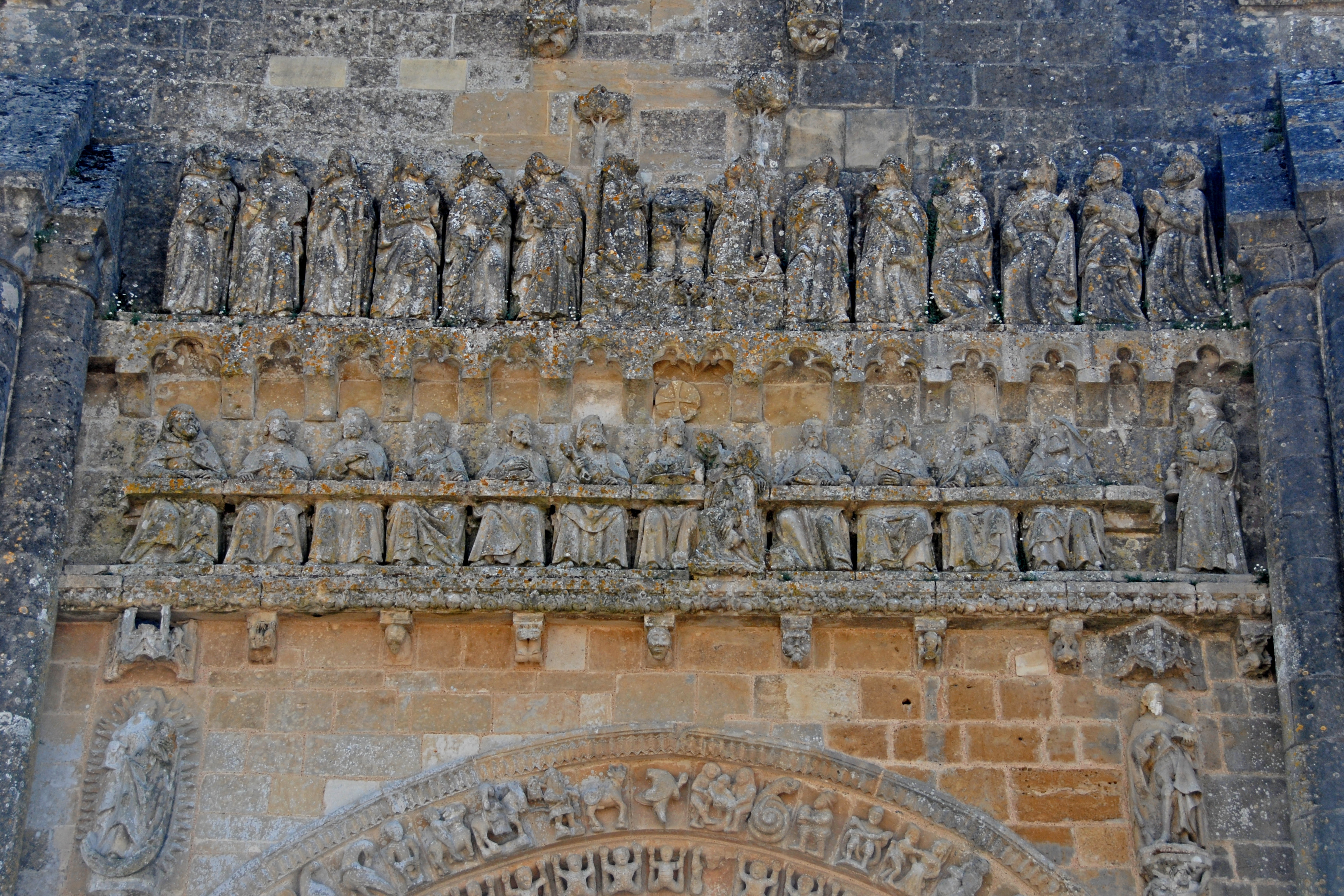
Zone du portail exhaussée au XVe.
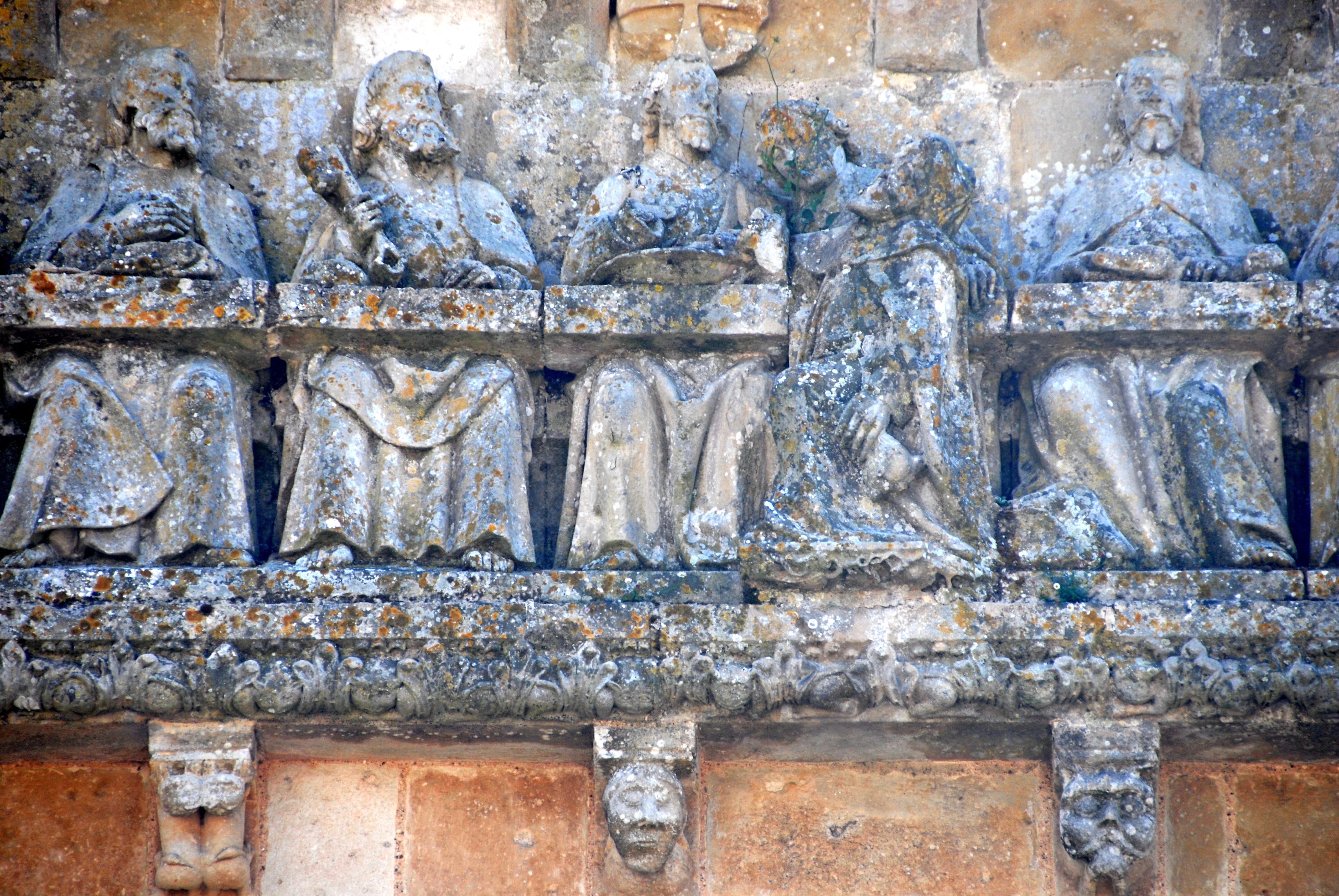
Détail de la Cène.
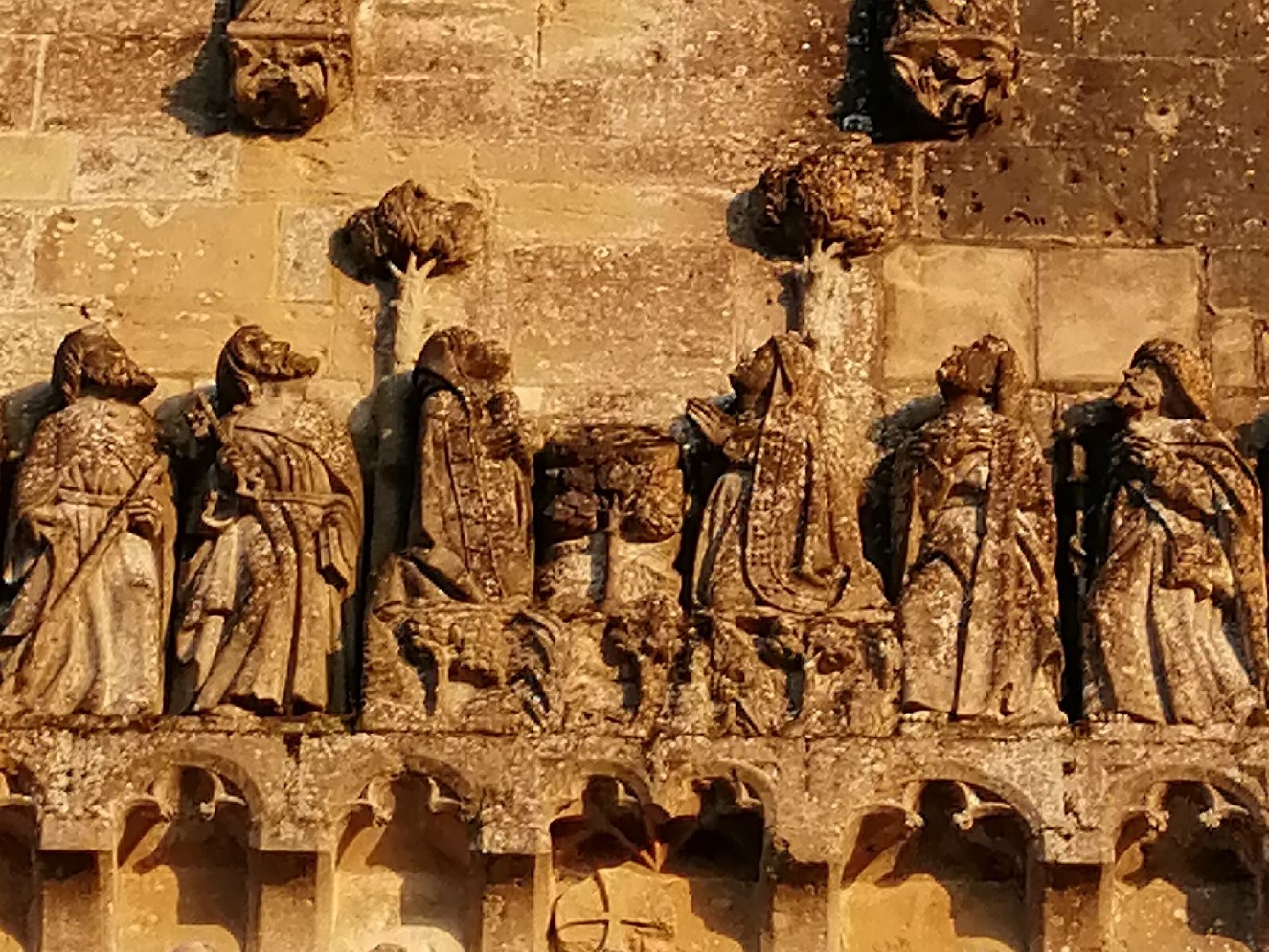
Marie d'Harcourt (à gauche) et Jean de Dunois (à droite).
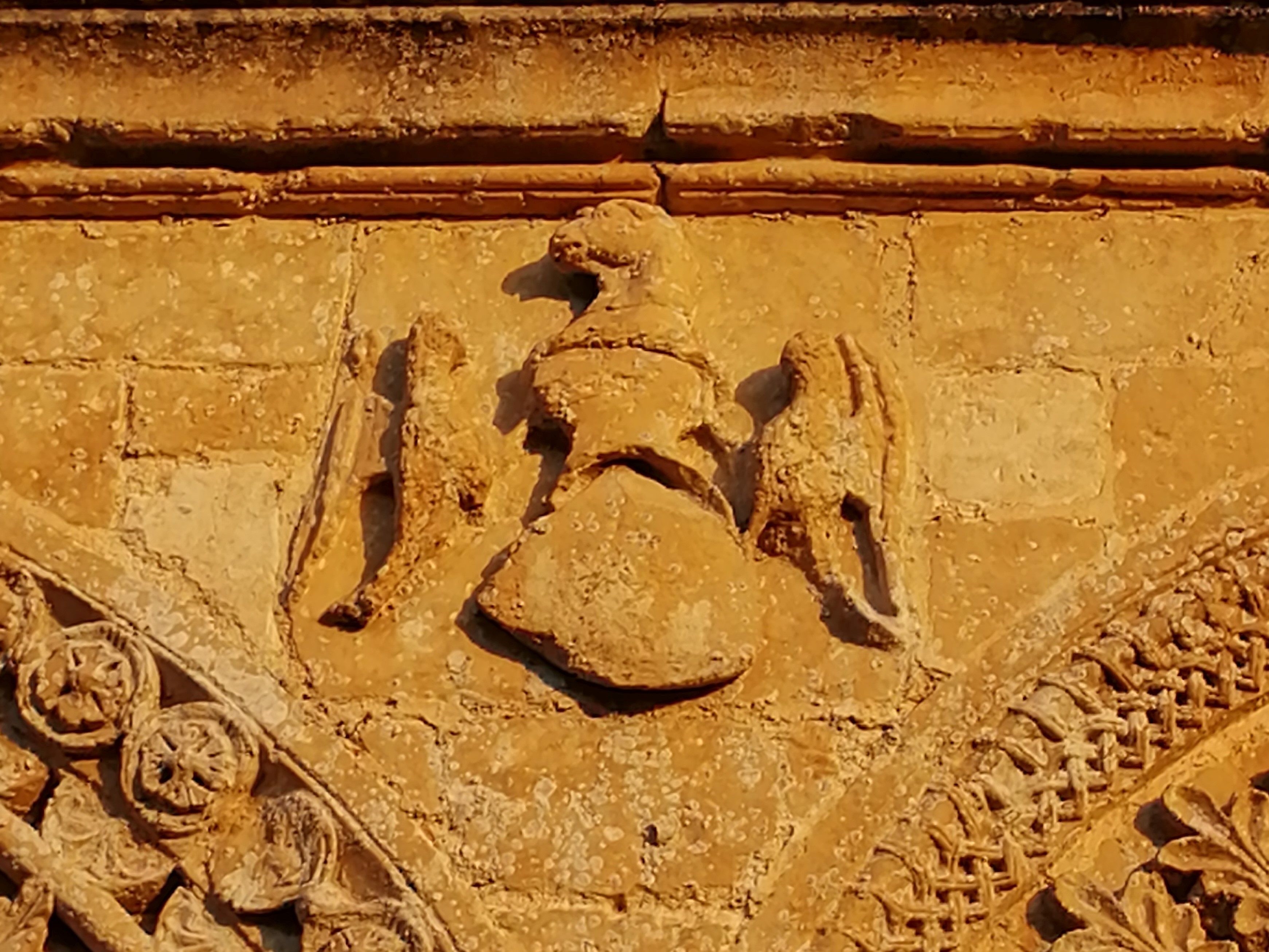
Armes de Jean de Dunois.
Représentation moderne des armoiries portées par Jean de Dunois après 1439.

C'est au moins à partir de 1468 que la seigneurie de Vouvant est érigée en baronnie.

### Temps Modernes
Des lettres de Louis XI, datant du 8 juillet 1482, indiquent que Vouvant et Mervent étaient du ressort de Saint-Maixent, et que, par une commission du 2 septembre 1505, donnée par André de Vivonne, sénéchal du Poitou, les ressorts et juridictions de Vouvant et Mervent restent au siège de Poitiers.
Le 7 avril 1487, le roi de France Charles VIII confie la garde de Parthenay, Vouvant, Mervent et Coudray-Salbart à Jacques de Beaumont, seigneur de Bressuire (le roi avait confisqué les domaines du comte de Dunois au cours de la Guerre folle).
Au plus tard au début du XVIe siècle, de nouvelles armes sont données aux seigneuries de Vouvant, Mervent et Mouilleron : « ung escu burelé d'argent et d'azur à deux serpents de gueulles ». Les armes attribuées à ces seigneuries sont visibles dans un ouvrage enluminé daté entre 1524 et 1534 présentant les différentes terres possédées par Louis II d'Orléans,. Les armoiries données à Vouvant, Mervent et Mouilleron semblent grandement inspirées de celles des précédents seigneurs de Vouvant, les familles de Lusignan et Parthenay-l'Archevêque, dont elles empruntent le fond burelé d'argent et d'azur. La présence de deux serpents est à rapprocher de la légende de Mélusine. Les armes sont restées par la suite le symbole de la commune de Vouvant, cette dernière les réutilisant pour ses armoiries.

Armoiries de la seigneurie, puis de la commune de Vouvant
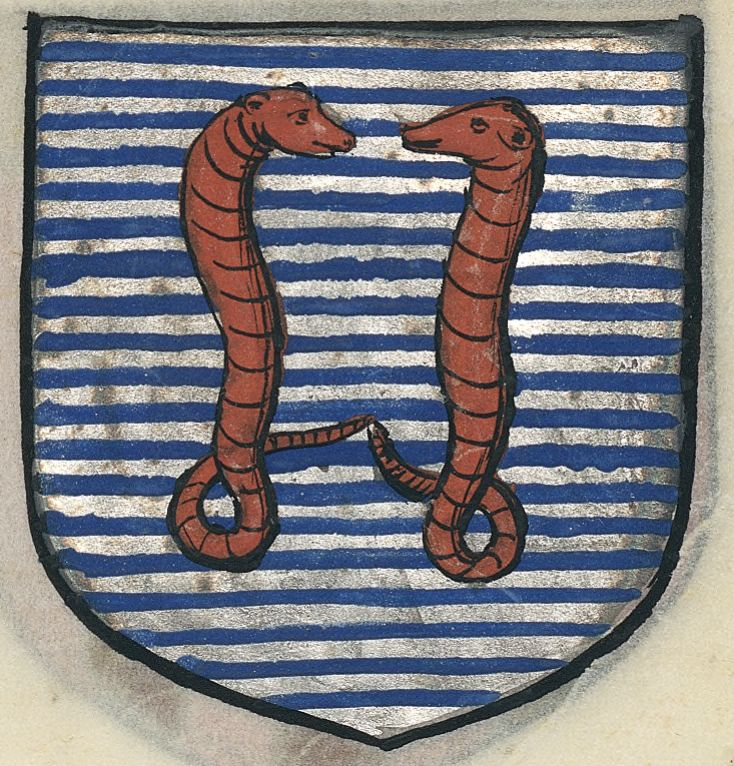
Armes de la seigneurie dessinées au XVIe siècle par Jean de Baudreuil (issues du premier exemplaire).
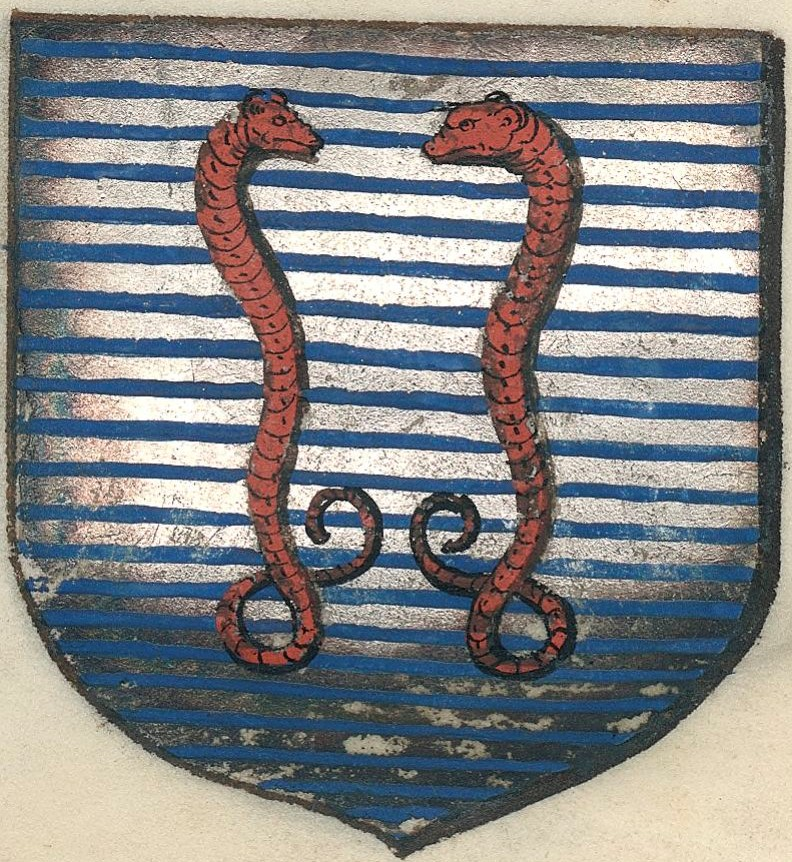
Armes de la seigneurie dessinées au XVIe siècle par Jean de Baudreuil (issues du second exemplaire).
Armoiries de la commune de Vouvant.
Armoiries erronées de la commune de Vouvant utilisées sur les plaques de rue (burelé inversé).
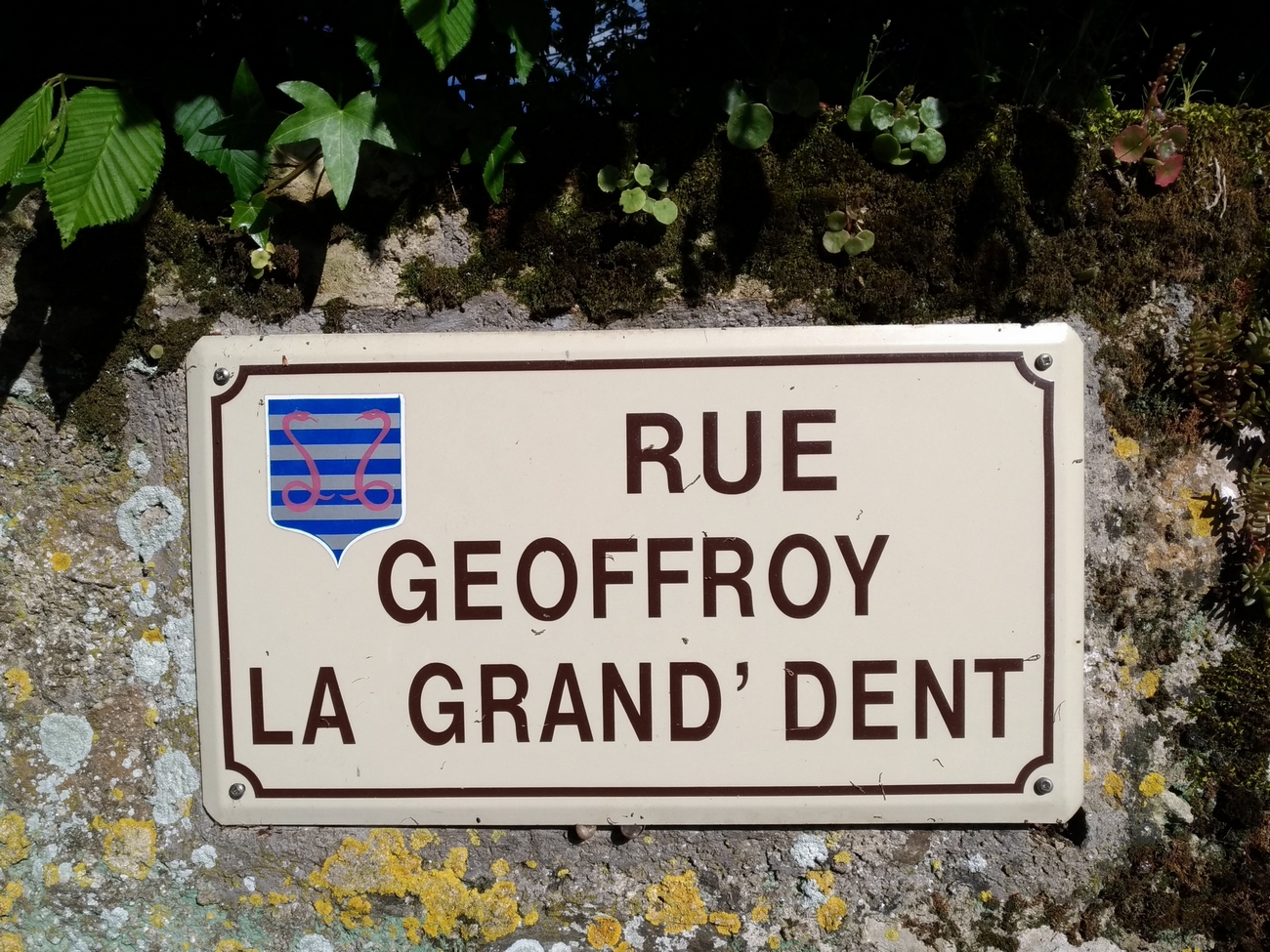
Armoiries de la commune de Vouvant présentes sur une plaque de rue (burelé inversé).

Au XVIe siècle, une fontaine monumentale aurait été érigée dans la cour principale du château-fort. Alimentée par l'eau de pluie, elle se serait constituée d'un bassin en granit supporté par quatre figures en calcaire à l’effigie de la fée Mélusine. Une seule des quatre figures de Mélusine est encore conservée au château privé de la Recepte,.
En 1526, les clôtures, murailles et fortifications de la ville de Vouvant font l'objet de réparations. La même année, une description de la cité fortifiée est effectuée à la suite de la réformation du livre terrier des baronnies de Vouvant et Mervent. Cette description de la ville de Vouvant indique qu'elle possède trois portes d'accès, :
- Au nord : la porte Bouguerin, tour carrée accessible par un pont-levis ;
- À l'est : la porte aux Moines, châtelet entouré de deux tours rondes accessible par le pont médiéval ;
- À l'ouest : la porte de la Poterne ou, plus simplement, la Poterne. Selon la tradition, c'est par cette porte que le roi Saint Louis entre dans la cité fortifiée en 1242 lors de sa victoire sur la famille de Lusignan[42]. Il s'agit d'une poterne dissimulée dans l'enceinte fortifiée et protégée par une tour carrée.

« La dicte ville est assise en une montaigne basse, circuye et environnée d'eau de toutes pars, sauf du cousté du château et devers la porte Bouguerin estant de lad. ville, et aussi environnée lad. ville de toutes pars de montaignes plus hautes que n'est lad. ville et est de mauvaise advenue. Laquelle ville a deux portes principalles, l'une appellée la porte aux moynnes, par davant laquelle a ung pont dormant soubz lequel passe la rivière appellée Mere, et lad. porte ou portal est à deux tours rondes et se fermet à porte frement sans pons levys touteffoys les habitants durant qu'ilz en voullant faire ung. Et par le dedans de lad. ville en tirant à main droicte on va dud. portal aux moynnes au portal et porte Bouguerin, entre les queulx deux portaux sont les murs de lad. ville garnyz de tours à chacun pan de mur, et par le dehors sont les d. murs garnyz de douhes, au long desquelles douhes est lad. rivière de la Mere. Et lequel portal Bouguerin est carré à quatre carrez et se fermet à pont leveiz et portes fermentes, et y souloit avoir ung ratteau que les habitants ont baillé à reffayre à Jehan Mayner ensemble celluy de la porte aux moynes. Et anprès lad. porte Bouguerin est la porte de lad. ville dud. portal Bouguerin, à laquelle un pan de mur qui se tousche aud. chasteau et est assis à travers la douhe dud. chasteau et de lad. porte aux moynnes en tirant aud. chasteau et l'autre partie de la muraille de lad. ville laquelle est garnie de tours à chascun pan de mur. Et par le dehors et autour desd. douhes est la rivière et jusques aud. chastel, léquel chastel fait la clousture par icelluy cousté des deux boutz de lad. ville. Auquel cousté senextre de lad. muraille a une pouterne fermante de porte pour aller de lad. ville à Fontenay-le-Compte. Et on mellieu d'icelle ville devant l'église dud. lieu sont les halles de lad. ville, du bout desquelles est l'auditoyre où se tient la jurisdiction, lesquelles halles et audictoire sont en bon estat et reparation. »

— Description de la ville effectuée par les maîtres Guillaume Rousselet (de Châteaudun), François du Doet (de Parthenay) et François Caillaud (de Vouvant) en 1526, Annuaire départemental de la Société d'émulation de la Vendée, L. Gasté, 1875, pp. 52-55
Dans cette même description, il est également indiqué que le château-fort se compose, :
- d'un pont-levis associé à une porte pour accéder au château ;
- d'une tour carrée à l'entrée du château, accolée à l'enceinte de celui-ci, et assortie, à l'avant, de deux tours rondes ;
- d'une chapelle ;
- de deux puits (un devant la chapelle et l'autre au milieu de la cour du château) ;
- d'une douve sèche séparant le château-fort du village fortifié ;
- d'une poterne permettant l'accès au Château Neuf.

« Aussi avons descript le chasteau dud. Vouvent, par davant lequel a une place et à l'entrée dud. chasteau ung pont levys et une porte, pour entrer une beste chargée et homme dessus à cheval, jougnant d'une grosse tour carrée dud. chastel. Et quant on est dedans à mains dextre est lad. tour carrée, laquelle tour est faicte par le devant à deux petites tours rondes maximes, et de la quelle grousse tour est cheut partie par le dedans du chastel. Aussi a certaines tours maximes et une autre grant tour entre laquelle a une cuisine, où a présent demouret le lieutenant du cappitaine, souloit avoir une salle basse et une salle haulte et par dessoubz lad. salle basse est la cave, et au bout de lad. salle haute est la chapelle dud. chasteau, laquelle est voultée, lesquelles chouses sont toutes tumbées en ruyne ; et de l'autre cousté a une pouterne ou yssue pour saillir en un jardin appelé Chasteauneuf, et on milieu du d. chasteau a une cour et en icelle un puys, en my le milieu, et ung autre puys devant la chapelle dud. chasteau. »

— Description de la ville effectuée par les maîtres Guillaume Rousselet (de Châteaudun), François du Doet (de Parthenay) et François Caillaud (de Vouvant) en 1526, Annuaire départemental de la Société d'émulation de la Vendée, L. Gasté, 1875, pp. 52-55

Restitution hypothétique du château de Vouvant
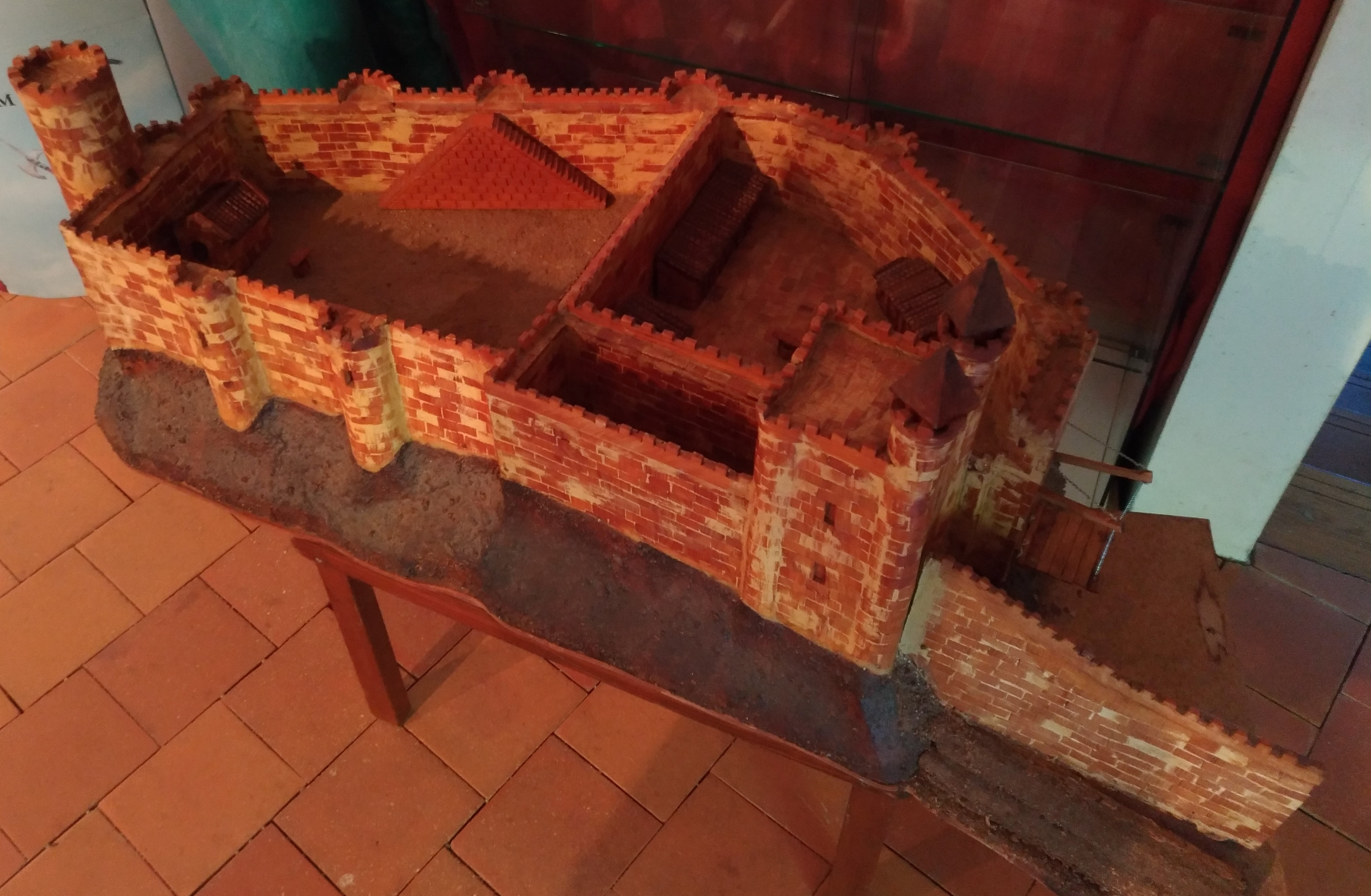
Maquette présente dans l'office de tourisme.
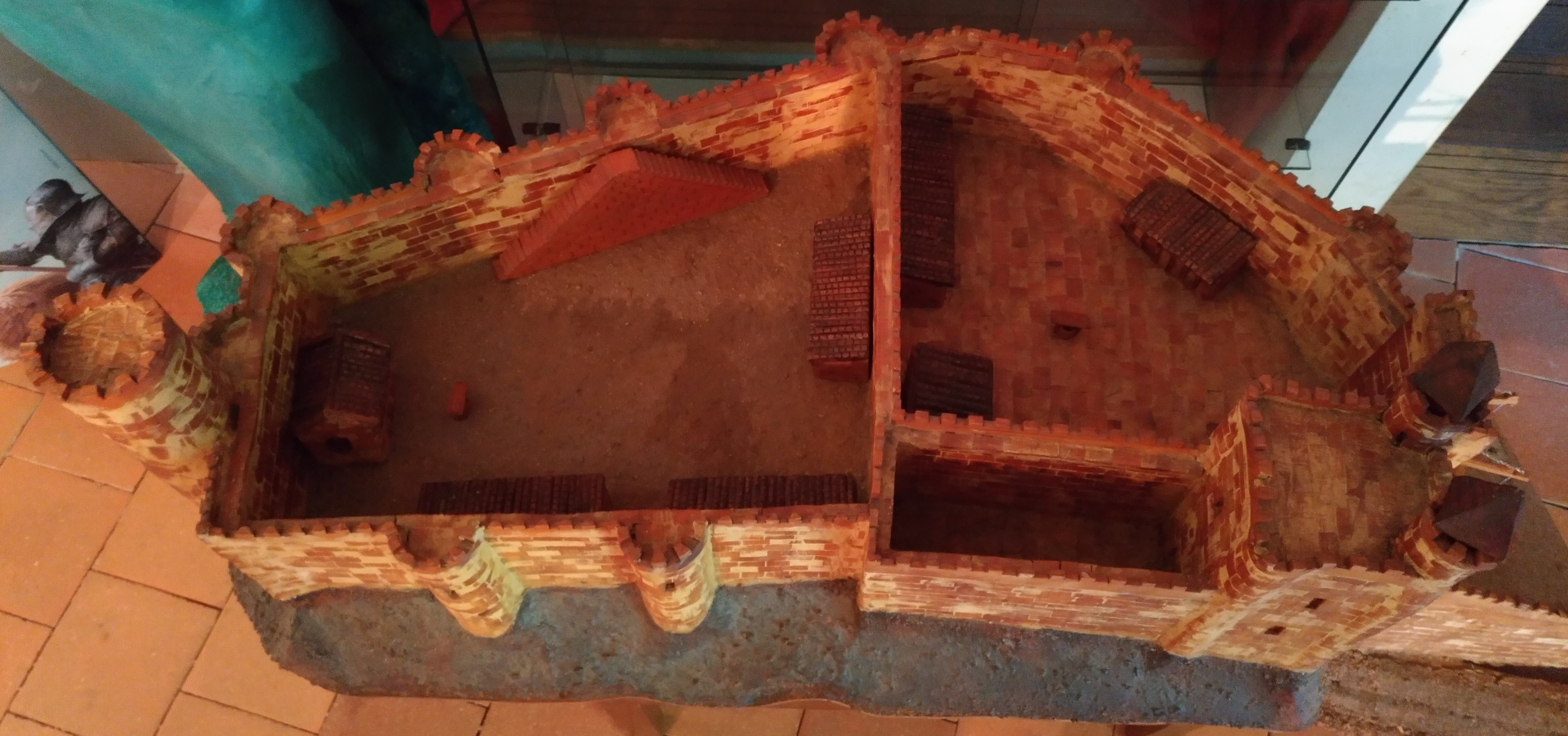
Vue détaillée de la maquette.

Dans les années 1570-1580, Adam Tiraqueau est nommé gouverneur de Parthenay et de Vouvant.
La ville fortifiée connaît son apogée au cours de la Renaissance. En effet, cité puissante et prospère, Vouvant règne alors sur de nombreux fiefs situés en Poitou et en Aunis.
Cependant, les guerres de Religion ont de lourds impacts sur sa puissance et sa beauté. Durant cette période de conflits religieux entre catholiques et protestants, la cité médiévale se range du côté des catholiques,. Malgré cela, le château de Vouvant héberge des membres du camp adverse. Ainsi, durant une trêve en 1586, Charles-Emmanuel de Savoie-Nemours est reçu au sein du château-fort. L'année suivante, le 12 septembre 1587, le roi de Navarre et futur roi de France Henri IV séjourne au château de Vouvant après le siège donné à Fontenay-le-Comte.
En 1588, les huguenots, sous l'ordre du duc de la Trémoille, attaquent la porte de la Poterne, sans succès, laissant 200 morts sur le terrain,. Ils essayent tout d'abord de mettre le feu, avant de tenter une escalade de plein jour des remparts mais sont chassés par Jean de Chourses (seigneur de Malicorne et gouverneur du Poitou de 1585 à 1603).
Tandis que Jean Collart, vicaire général de Maillezais, trouve que l'église de Vouvant est « fort bien voultée et couverte » en 1601, cette dernière est décrite comme « toute ruinée » en 1656. Jacques Raoul de La Guibourgère (évêque de La Rochelle) évoque dans le compte rendu de sa visite pastorale de 1656, que « l’église fort belle et fort vaste autrefois, par le malheur des guerres a été toute ruinée : il n’y a plus que le chœur et les deux chapelles aux deux côtés du chœur qui soient voûtés »,. La destruction partielle de l'église, et notamment celle de la façade occidentale, semble donc se situer au début du XVIIe siècle. La nouvelle façade occidentale, clôturant les six travées subsistantes de l'édifice, est érigée au cours du même siècle.

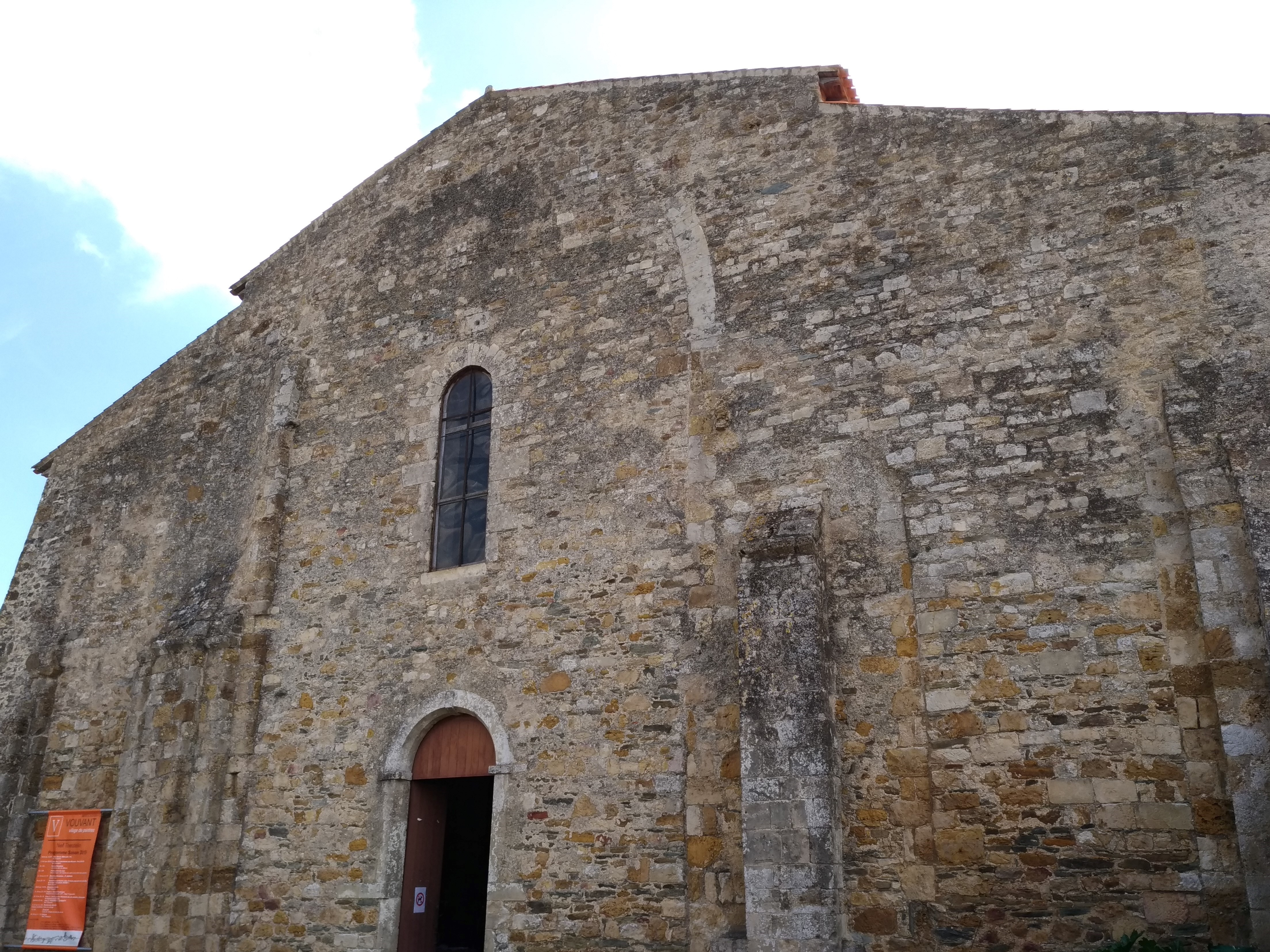
Le mur construit au XVIIe siècle après la destruction de la partie occidentale de l'église priorale.

Plusieurs comptes rendus de visites épiscopales permettent d'en savoir plus sur l'état inquiétant de l'église au XVIIe siècle :
- en 1636, seuls le chœur ainsi que le transept sont encore voûtés.
- en 1650, plusieurs prisons ont été aménagées à l'extrémité de la nef vers 1630 avec des pierres en provenance de la démolition de cette dernière[32].
- en 1656, l'entrée principale de l'église Notre-Dame est signalée comme condamnée par les prisons installées dans la nef[42].

En 1625 et 1648, les deux pouillés d'Alliot indiquent que le prieuré Notre-Dame de Vouvant relève de l'évêque de Maillezais,.
En 1636, les moines du prieuré de Vouvant s'intègrent à l'ordre monastique de la congrégation de Saint-Maur. La situation du prieuré Notre-Dame déclinant grandement au fil des années, seuls deux ou trois religieux y sont encore présents en 1664.
En 1638, Henri II d'Orléans-Longueville rend hommage de ses baronnies de Vouvant et Mervent.
Avant 1641, Henri II d'Orléans-Longueville vend ses terres de Vouvant et de Mervent au président de Lamoignon,. Elles sont donc détachées de la baronnie de Parthenay qui est vendue à Charles II de La Porte le 14 juin 1641.
Les lettres patentes du roi Louis XIV, datées du 6 décembre 1648, portant érection de la terre de Rohan en Duché Pairie en faveur de monsieur de Chabot, indiquent que « [...] toutes les maisons impériales, royales et souveraines de l'Europe d'où vient que les rois nos prédécesseurs, tant de la branche dite communément de Valois que celle de Bourbon, soit à cause de la dite alliance de Luxembourg, soit aussi parce qu'en effet tous les rois de France et toutes les branches royales, descendent médiatement d'une fille de Chabot qui fut dame Eustache, femme de Geoffroy Ier de Lusignan [...] ». Cela ferait alors de Vouvant, par Eustach(i)e Chabot, le berceau des familles royales Valois et Bourbon.
Au XVIIe siècle, les chapiteaux romans de l'église Notre-Dame sont remplacés par des chapiteaux ioniques. La voûte supportant le chœur ainsi que deux petites travées de ce dernier sont démolies. La crypte est alors comblée par des débris de toutes sortes. Un redallage complet du chœur est par la suite effectué provoquant un abaissement de son niveau et la disparition de la crypte.

#### Le retour définitif de la seigneurie-baronnie à la Couronne (1694-1788/89)
En 1694, Vouvant revient à la Couronne de France du fait de l'extinction de la lignée issue de la descendance de Jean de Dunois, par le décès de Jean-Louis d'Orléans-Longueville (abbé de Longueville),,. L'ancienne baronnie de Parthenay, à laquelle Vouvant était intégrée, est alors réunie au domaine de la Couronne.
Le 23 avril 1694, un procès-verbal, effectué par Charles Moriceau (seigneur de Cheusse et sénéchal de Fontenay) lors de la prise de possession de Vouvant par Louis XIV, décrit le château fort, indiquant qu'il mesure environ 270 m de périmètre (140 toizes) et qu'il se compose de quatre tours « presque ruinées », ainsi que du donjon (tour Mélusine) utilisé comme lieu de conservation des archives de la seigneurie,, :

« [...] nous nous sommes transportés [...] audit chasteau de Vouvant, quy nous a pareu estre un ancien chasteau basti sur la croupe d'un rocher environné de fossés secqs taillés dans le rocq, revesteus de mœurs et flanqué de quatre tours presque ruynées sur lesquelles nous avons trouvé six pièces de canons de fer de dix à douze livres de balles, et un fauconneau aussi de fer, et que dairière ledit chasteau, il y a un ancien donjon y joignant dans lequel est le trezor des tiltres et papiers de laditte seigneurie, et ayant fait toizer ledit chasteau pas lesdits experts en notre présence, il nous ont rapportés quil contient en son circuit cent quarante toizes [...] »

— Charles Moriceau, seigneur de Cheusse et sénéchal de Fontenay,, Annuaire départemental de la Société d'émulation de la Vendée, L. Gasté, 1875, pp. 52-55
En février 1698, une gruerie et un bailliage royal sont créés dans la ville de Vouvant,. La création de ce siège de bailliage permet à la cité de régner sur une quarantaine de paroisses détenues auparavant par la sénéchaussée de Fontenay-le-Comte,. À cette époque, une large partie du Bas-Poitou relève alors de deux juridictions royales secondaires que sont la sénéchaussée de Fontenay-le-Comte et le bailliage de Vouvant,. La cité médiévale vit, dès lors, une période faste, mais de très courte durée, puisque la Couronne royale, sous le règne de Louis XIV, s'en désintéresse. En effet, « comme la ville de Vouvant est très petite, mal peuplée et presque inaccessible par les roches qui l'environnent et des chemins impraticables, le siège a été transféré à la Châtaigneraie presque aussitôt sa création ». Le siège royal du bailliage de Vouvant est donc délocalisé par la suite dans la ville mieux desservie de La Châtaigneraie-sur-Vouvant,,. La gruerie de Vouvant est, quant à elle, supprimée dès le mois de juin 1698 sur ordre du roi.
C'est au cours du XVIIIe siècle que le prieuré Notre-Dame est vidé de ses derniers moines et que les bâtiments monastiques sont peu à peu vendus ou ruinés.
En 1706, la cité fortifiée est tenue par une garnison composée de sept archers ainsi que de trois officiers,.
En 1715, le Père de Montfort vient prêcher sa mission en l'église de Vouvant.
Les domaines de Vouvant sont mis en adjudication au château du Louvre le 24 novembre 1718,. Définitivement abandonné, le château-fort situé place du Bail est démantelé au cours du XVIIIe siècle.

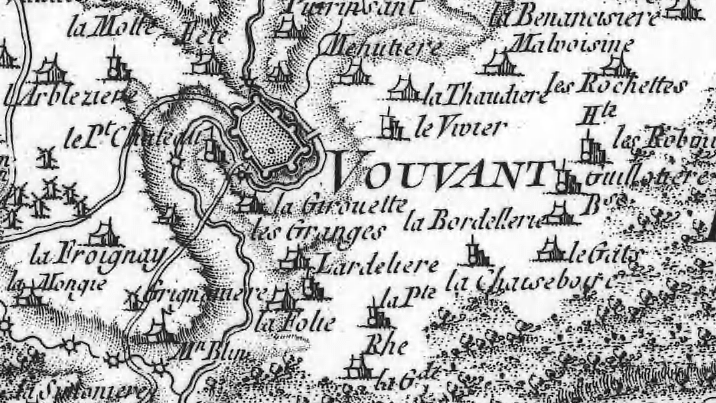
Le bourg fortifié de Vouvant sur la carte de Cassini.

Le 10 mai 1772, une assemblée constituée d'habitants de Vouvant « passe bail » avec Pierre Motard (sculpteur et entrepreneur) afin d'effectuer les réparations et décorations nécessaires à l'église Notre-Dame.
Vers 1772, la baronnie de Vouvant fait partie des 16 chefs-lieux ou principaux corps dépendant de la Couronne situés dans la généralité de Poitiers.
Au cours du mois d'août 1777, lors de la démolition du château-fort, « quatre à six pièces de canon de quatre livres de balles » sont retrouvées (elles étaient déjà répertoriées en 1694 lors de la prise de possession de la cité par Louis XIV). Le 26 septembre 1778, Savary de Calais demande alors que ces canons soient donnés à la ville de Fontenay qui en possède uniquement deux.
En 1778, la province du Poitou, et par conséquent la baronnie de Vouvant, est intégrée à l'apanage du comte d'Artois,.
En 1780, des travaux sont réalisés afin de consolider la coupole de la croisée du transept de l'église Notre-Dame.

### Temps révolutionnaires
Par la loi du 14 décembre 1789, la commune de Vouvant est créée en reprenant les limites de son ancien territoire paroissial. La baronnie de Vouvant est donc supprimée.
Durant la période révolutionnaire, un petit nombre d'habitants de la commune prend part à l'insurrection royaliste. L'armée vendéenne passe à deux reprises à Vouvant en mai 1793,,. Le 16 mai, l'armée assiste à une messe célébrée dans l’église Notre-Dame avant la bataille de Fontenay-le-Comte.
En janvier 1794, les colonnes infernales passent dans la ville de Vouvant désignée comme « [l']une des communes les plus patriotes du département ». Au cours de ce passage, la commune souffre de cinq à six incendies de métairies.
Une douzaine d'habitants de Vouvant sont arrêtés et emmenés à Fontenay le 10 février 1794 par le Comité de surveillance établi dans la commune.
Après la Révolution française, l'enceinte fortifiée de Vouvant est déclassée. À la suite de cela, les portions de la muraille sont peu à peu vendues à des particuliers.

### XIXesiècle
Au cours de la première moitié du XIXe siècle, les derniers vestiges de l'ancien château-fort des Lusignan sont détruits et enfouis sous l'actuelle place du Bail. La municipalité fait niveler la place dans les années 1820 et décide d'y planter des arbres, d'y installer 12 bancs en pierre de taille ainsi que de restaurer la base des remparts soutenant la place. Le site devient alors une grande esplanade et est utilisé en tant que champ de foire jusqu'au milieu du XXe siècle,. La commune vit dès lors une période assez active avec l'organisation de 12 foires annuelles très fréquentées et renommées où sont vendus chevaux, bêtes à cornes et porcs.

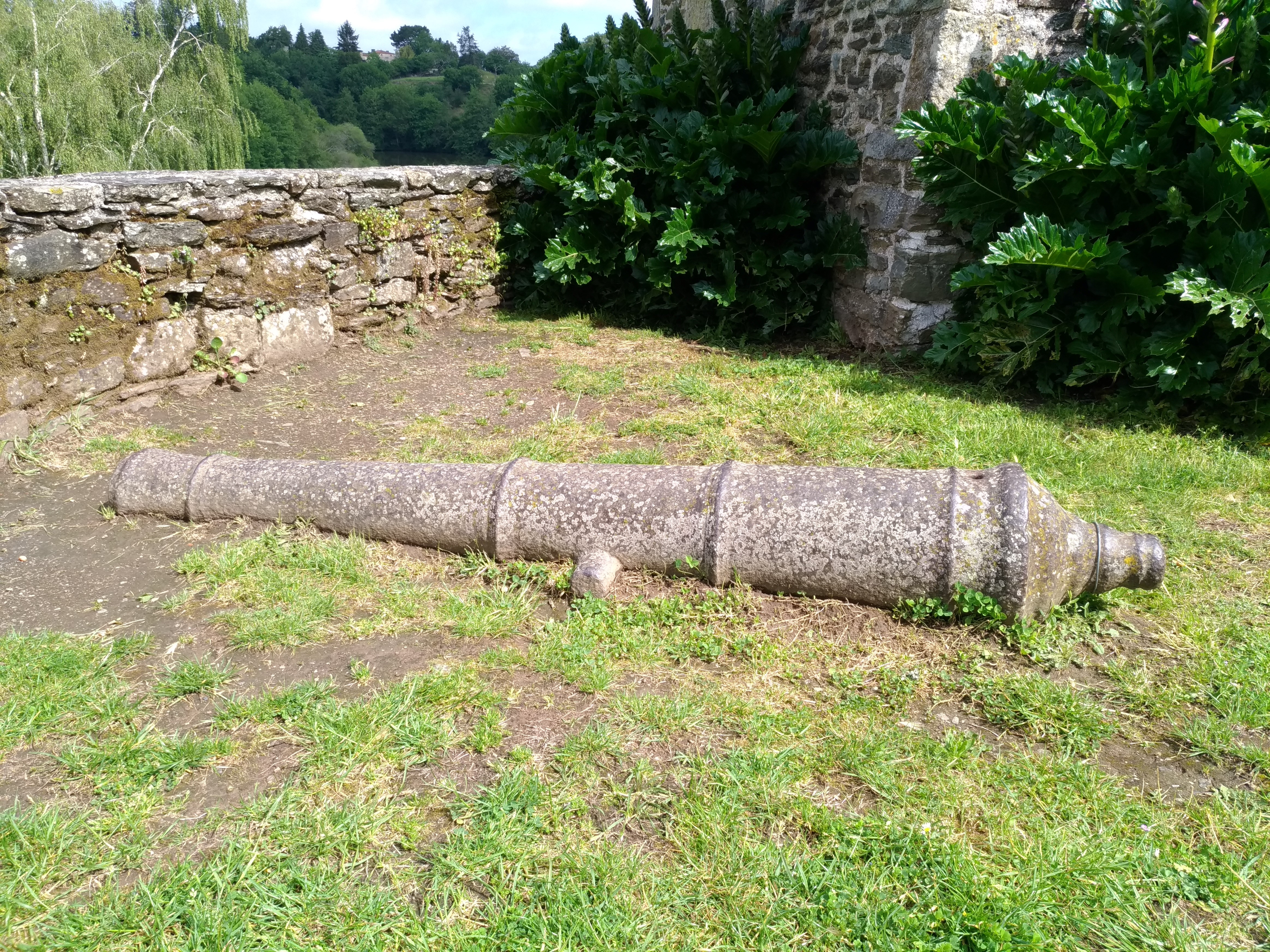
L'un des canons de Vouvant. Peut-être s'agit-il de l'un des deux canons trouvés dans le puits de l'ancien château en 1838.

En 1838, des habitants curent le puits de la place du Bail et y retrouvent un vieux canon sous 12 ou 15 m de décombres,. Ce canon date probablement du siège de Vouvant par Arthur de Richemont contre Jean II de Parthenay-l'Archevêque qui s'est tenu en 1415. Le canon en fer, considéré comme extraordinaire, est déposé dans les années 1840 aux Archives de la préfecture de Bourbon-Vendée. Un autre canon est retrouvé dans le puits de l'ancienne cour du château et est entreposé dans le bas de la tour Mélusine.
En 1840, l'église Notre-Dame de Vouvant est classée monument historique par Prosper Mérimée,.
En 1843, un rapport de la Société française d'archéologie demande le classement du château-fort de Vouvant au titre des monuments historiques.
Au XIXe siècle, la situation exceptionnelle de Vouvant devient petit à petit un frein à son développement. Cela s'accentue très fortement lorsque se pose la question de l'exploitation des mines de houilles sur le bassin de Vouvant. Dans un but d'exploitation de l'important bassin houiller de Vouvant, la municipalité essaye d'attirer l'attention des diverses administrations dès les années 1860 en demandant une desserte de la commune par l'installation d'une ligne de chemin de fer,. La ligne allant de Cholet à Fontenay-le-Comte, ainsi que la gare de Vouvant-Cezais sont mises en service le 18 mai 1890. La ligne de Breuil-Barret à Velluire desservant la gare de Vouvant-Cezais est par la suite fermée au cours du XXe siècle.
Lors de la séance du Congrès archéologique de France tenue à Fontenay le 16 juin 1864, Benjamin Fillon affirme que Vouvant est la seule ville murée du Moyen Âge en Vendée.
Le 17 juin 1864, les membres du Congrès archéologique de France se déplacent à Vouvant. Ils évoquent que l'église Notre-Dame est « excessivement remarquable du point de vue de l'art » et qu'il convient de conserver la nef qui est « certainement la plus ancienne de la contrée ». La nef de l'édifice est signalée comme plafonnée. Il est également précisé qu'une crypte est présente sous le chœur de l'église (Octave de Rochebrune raconte d'ailleurs qu'il a pu y pénétrer en rampant). Cette crypte est alors obstruée par de la terre et des pierres, les voûtes d'arêtes y sont effondrées et des vestiges de peintures murales y sont encore observables. Concernant le château-fort, il est indiqué qu'une tour « très élevée » (la tour Mélusine) est « ce qui reste de plus important de l'édifice ». Un petit réduit à « voûte cylindrique ogivale », renfermant un vieux canon, « existe dans le bas de cette tour ». L'accès au sommet de la tour se fait par le biais d'un escalier en pierre en « très-mauvais état ». Enfin, des ruines peu importantes du Petit-Château sont encore observables.

Vouvant en 1864, lors de la visite du Congrès archéologique de France
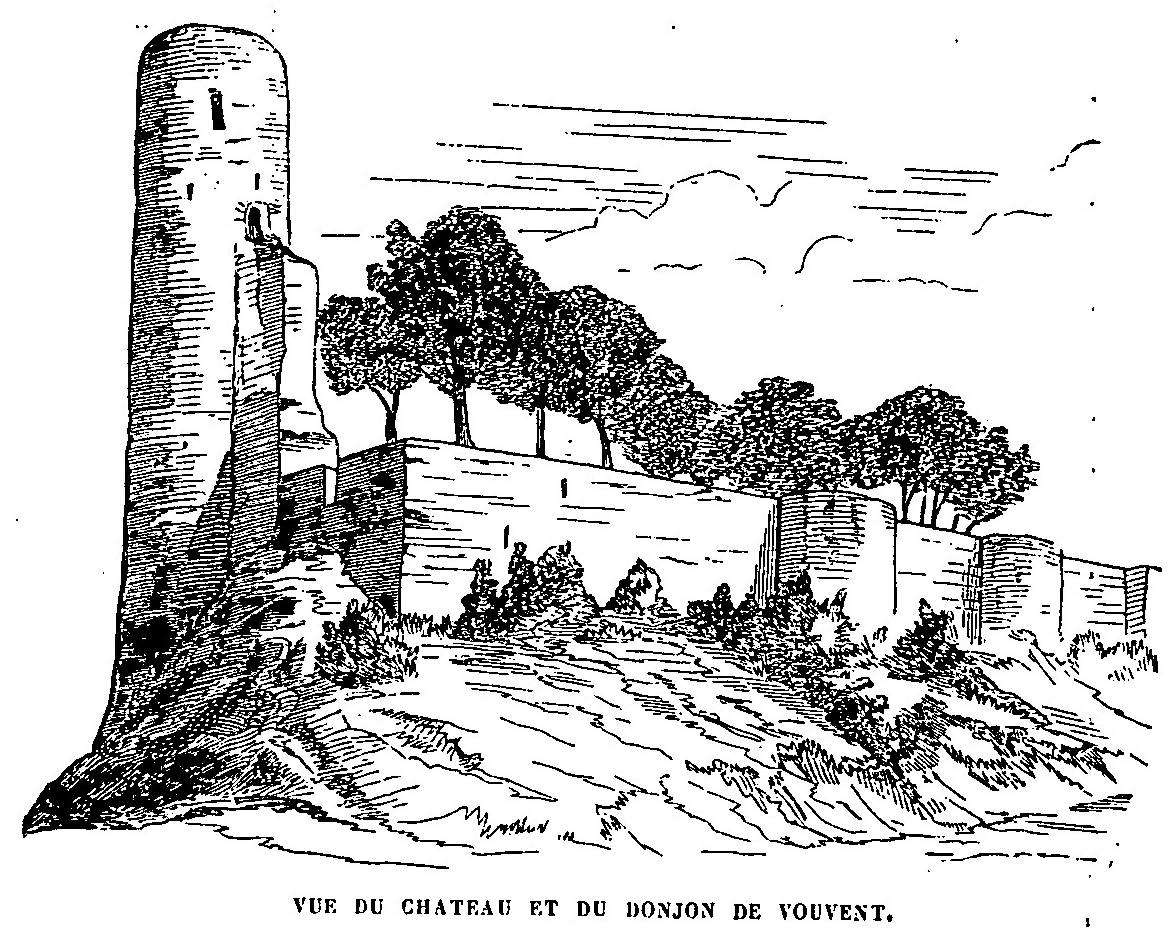
Vestiges du château-fort.
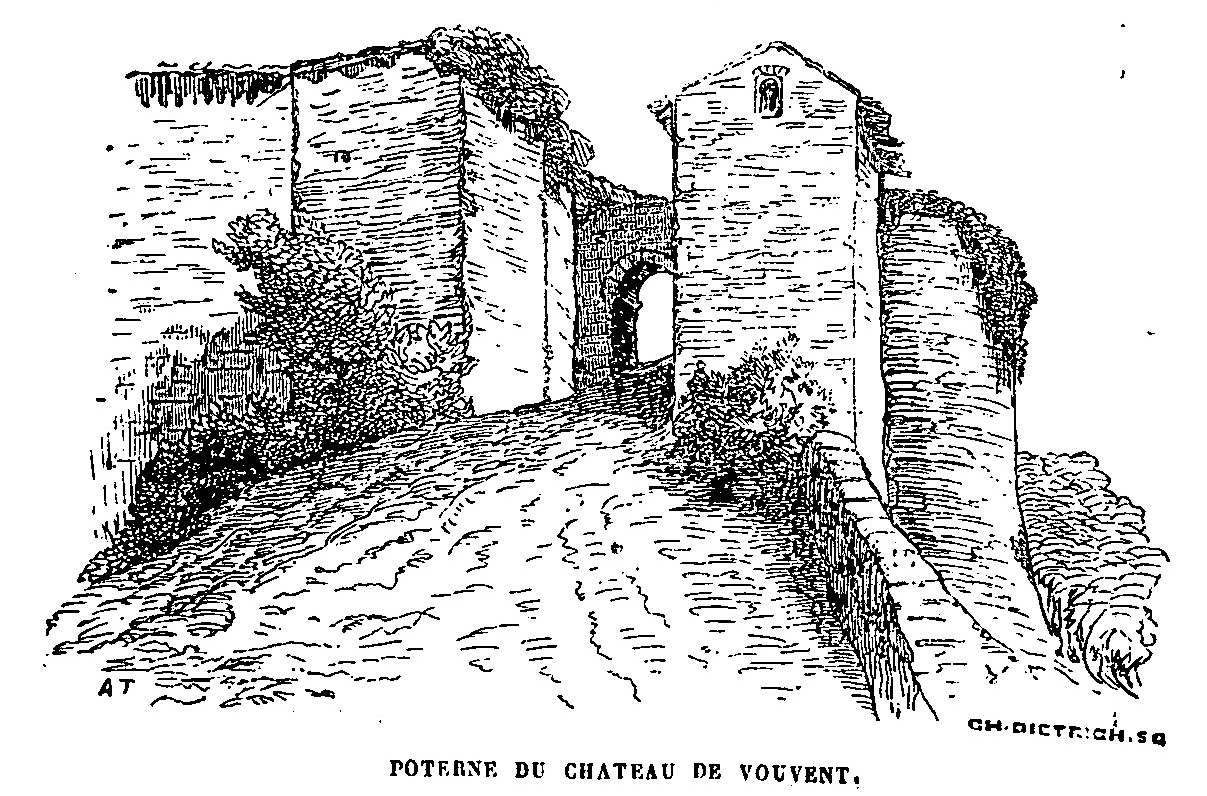
Porte de la Poterne.
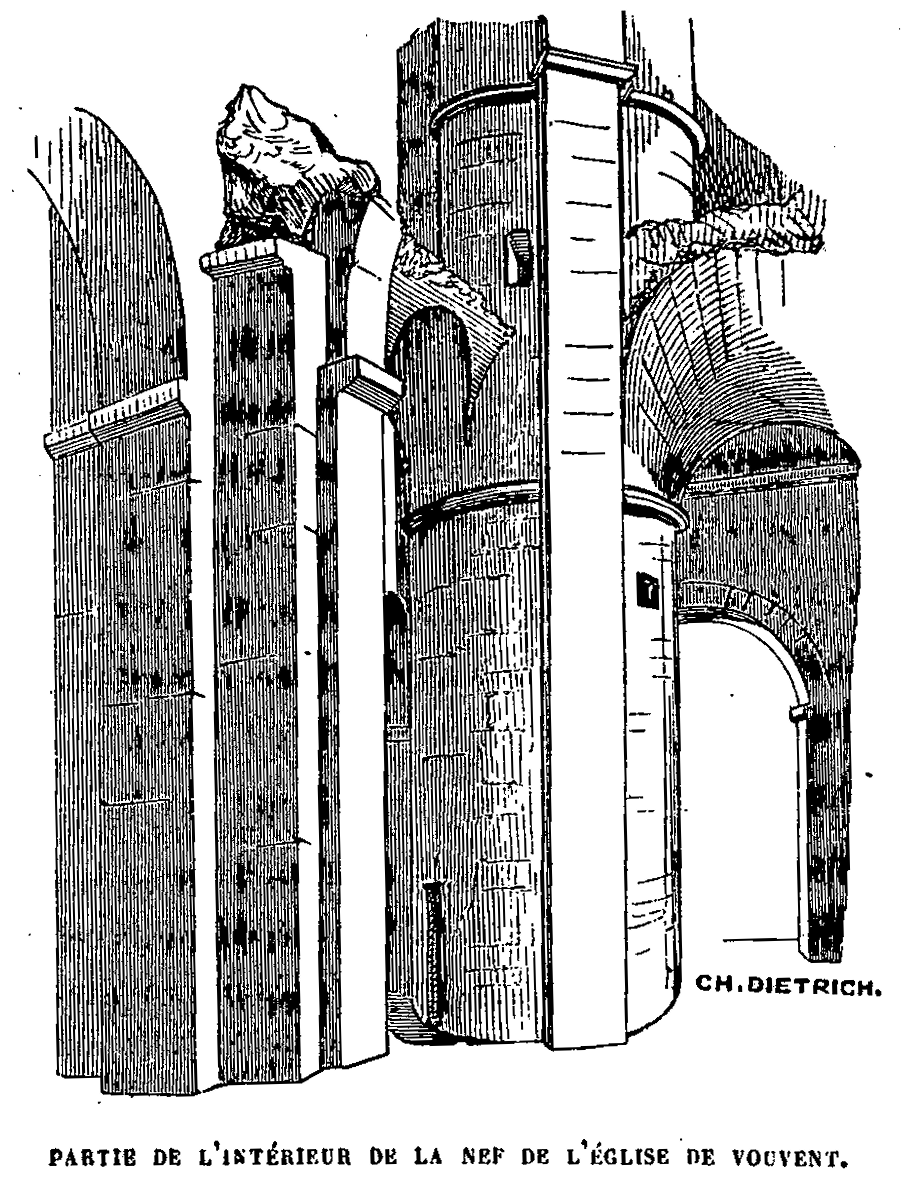
Intérieur de la nef de l'église Notre-Dame.

En 1864, l'architecte du gouvernement Victor Loué (1836-1890) propose un premier projet de restauration de l'église Notre-Dame. Celui-ci, trop cher, est abandonné.
En 1877, une description de la topographie de Vouvant est réalisée par la Société d'émulation de la Vendée. La commune possède alors trois moulins à eau sur la rivière Mère (le moulin Froment, le moulin à seigle et le Moulin-Neuf) ainsi que cinq moulins à vent situés à l'ouest du bourg (les moulins Genest, Ribreau, Brizard, du Petit-Colinaud et des Vignes).
Dès la seconde moitié du XIXe siècle, le centre-bourg de Vouvant est réaménagé : les rues et places sont aérées, de nouveaux bâtiments publics ainsi que de nouvelles habitations plus alignées et homogènes sont construites. La rue du Duc d'Aquitaine est par exemple élargie dès les années 1860 à la suite des nombreux accidents survenus dans cette rue étroite dont la largeur n’excède pas 3 à 4 mètres. Concernant les édifices publics, c'est à cette époque que sont érigées les deux écoles communales du village ainsi que la nouvelle mairie. Malgré ces nouveaux aménagements, la grande majorité des remparts de la commune sont conservés. Deux des trois portes fortifiées sont détruites au cours du XVIIIe siècle ou au début du XIXe siècle afin de permettre une circulation facilitée à travers le bourg.

#### Restaurations majeures de l'église Notre-Dame (1882-1890)
Dès les années 1880, en raison de l’état de l’église Notre-Dame-de-l’Assomption demandant de grands travaux de consolidations, un ambitieux projet de restauration voit le jour,,. Les plans effectués dès 1868 par l'architecte du gouvernement Victor Loué et les relevés réalisés avant les travaux révèlent notamment que les cinq dernières travées de la nef sont plafonnées puisque celles-ci ne sont plus voûtées,. Le 18 mai 1880, la commission des monuments historiques estime que les parties les plus intéressantes à restaurer sont le chœur et le transept, et demande une diminution des travaux prévus. Le projet initial de 200 000 francs est alors ramené à 150 000 francs. Le 12 juin 1880, le projet de 150 000 francs est approuvé par le ministère des Beaux-Arts. Son exécution est autorisée dès le 31 décembre 1881 par ce même ministère.
Malgré un projet encore très coûteux, son financement ne pose pas de problèmes particuliers. Face à l'ajout de dons d'habitants du village, le curé de Vouvant décide de procéder lui-même au financement du nouveau beffroi ainsi qu’à la réalisation d’un nouveau dallage, d’un perron monumental, des nouvelles portes et de nouveaux autels néo-gothiques. Les travaux de restauration débutent dès 1882. Durant la période des travaux, de nouvelles rentrées d’argent arrivent. L'architecte Loué intègre de nouveaux éléments à sa campagne de travaux. Il étend la reconstruction de la nef à trois travées alors que le projet initial prévoyait uniquement la réfection de la première travée jouxtant le transept.
Entre 1882 et 1884, plusieurs éléments de l'église sont restaurés ou reconstruits par Loué,, : la flèche surmontant le clocher est remplacée par un clocher octogonal de style néo-roman, la coupole sphérique de la croisée du transept est remplacée par une coupole octogonale sur trompes, le dallage du chœur et les trois premières travées de la nef sont reconstruites dans un style que le restaurateur juge « plus roman ». La seule travée encore voûtée de la nef qui a été épargnée par les destructions est donc détruite. La crypte, comblée au XVIIe siècle, est redécouverte en 1882 lors de la suppression du dallage existant au niveau du chœur,. Concernant cette dernière, la restauration dont elle a fait l'objet est extrêmement critiquée par les membres de la Société française d'archéologie. En effet, après le déblaiement de la crypte effectué en 1882, le style architectural de celle-ci évolue. La voûte d’arêtes d'origine était « formée par une série d'entrecroisements de berceaux brisés » comme l'indiquaient les amorces de la voûte visibles le long des murs (des indices évoquent aussi la probable présence de berceaux en plein cintre avant leurs remplacements par des berceaux brisés lors des remaniements effectués au XIIe siècle). L'architecte Loué a donc décidé de faire reconstruire la voûte dans un style XIe siècle tandis que la partie inférieure (colonnes et chapiteaux) conserve son style originel du XIIe siècle. La différence entre la crypte d'origine et la crypte restaurée est visible grâce à la photographie prise par Jules Robuchon juste après le déblaiement.
C'est en 1885 que l'inauguration de l'église restaurée a lieu. L'édifice est alors de nouveau béni le premier dimanche de l'Avent 1885.
Cependant, le curé du village et l'architecte Loué décèdent tous les deux entre 1889 et 1890 (en février 1889 pour le premier et en juillet 1890 pour le second). L'église n'est pas encore terminée à cette période puisqu'elle reste sans dallage ni mobilier et n'est pas fermée à l'ouest de la nef nouvellement reconstruite. Cette interruption des travaux permet alors aux dernières travées du XIe siècle de subsister dans leur état originel. Une cloison provisoire avec une tribune est alors construite les décennies suivantes par l'abbé de la paroisse entre la nef en ruine datant du XIe siècle et la partie de l'église servant au culte. Les quelques travaux restants sont réalisés par l’architecte Abel Filuzeau de Luçon. C’est à cette même période que l’architecte des monuments historiques, Chaine, chargé d’apurer les comptes découvre que la caisse de la fabrique est vide. Les aménagements supplémentaires voulus par le curé ne sont donc jamais réglés par la fabrique à l’entrepreneur. En 1898, un procès a lieu au cours duquel la fabrique est condamnée à payer. Finalement, c’est l’État qui régularise l’entrepreneur le 2 juillet 1907 à la suite de la séparation intervenue entre l’Église et l’État en 1905.

L'église Notre-Dame de Vouvant avant sa restauration
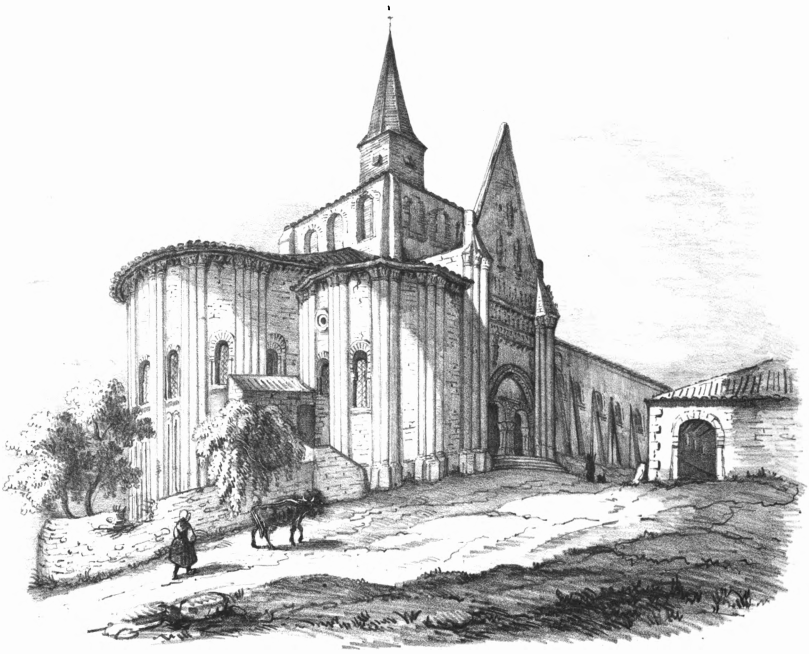
Vue d'ensemble avant 1843, par le Comte Émilien Rorthay de Monbail.
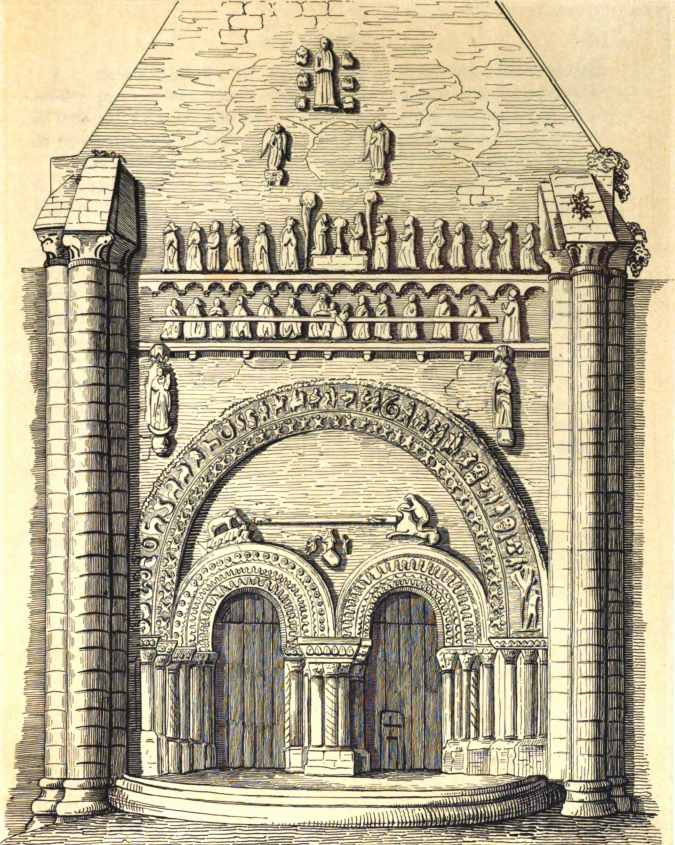
Portail nord avant 1843, par le Comte Émilien Rorthay de Monbail.
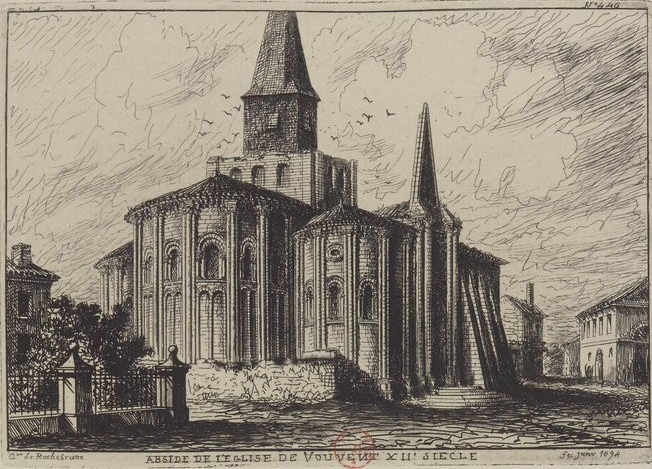
Vue d'ensemble, par Octave de Rochebrune.
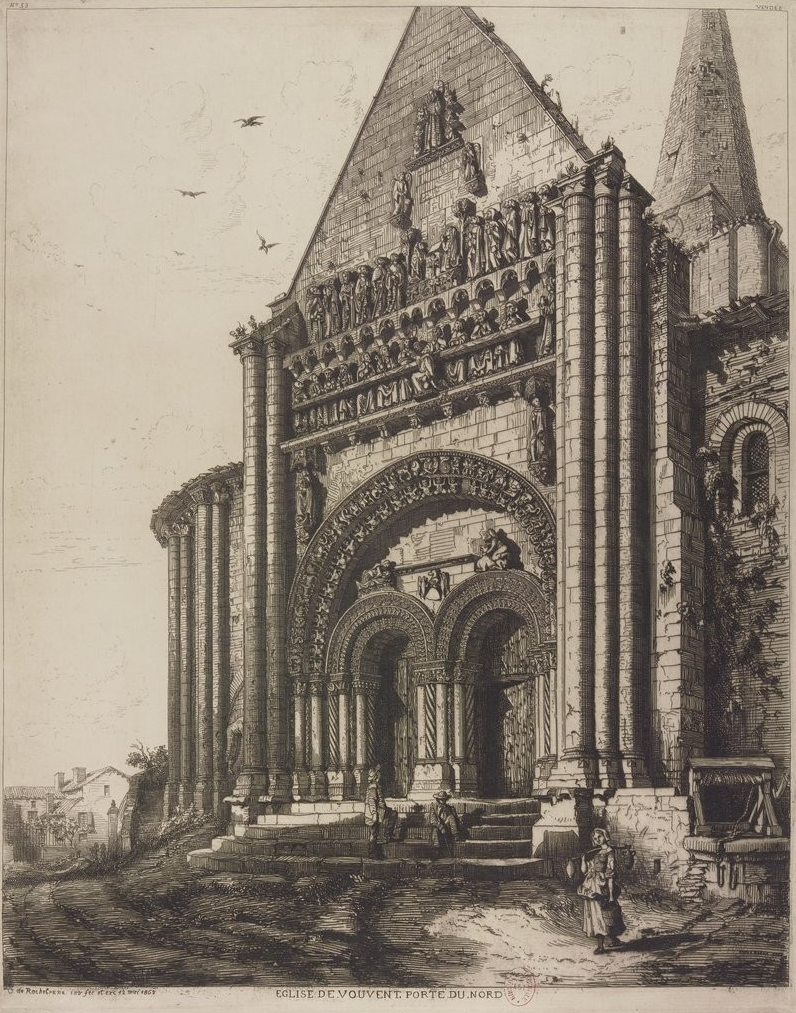
Portail nord, par Octave de Rochebrune.
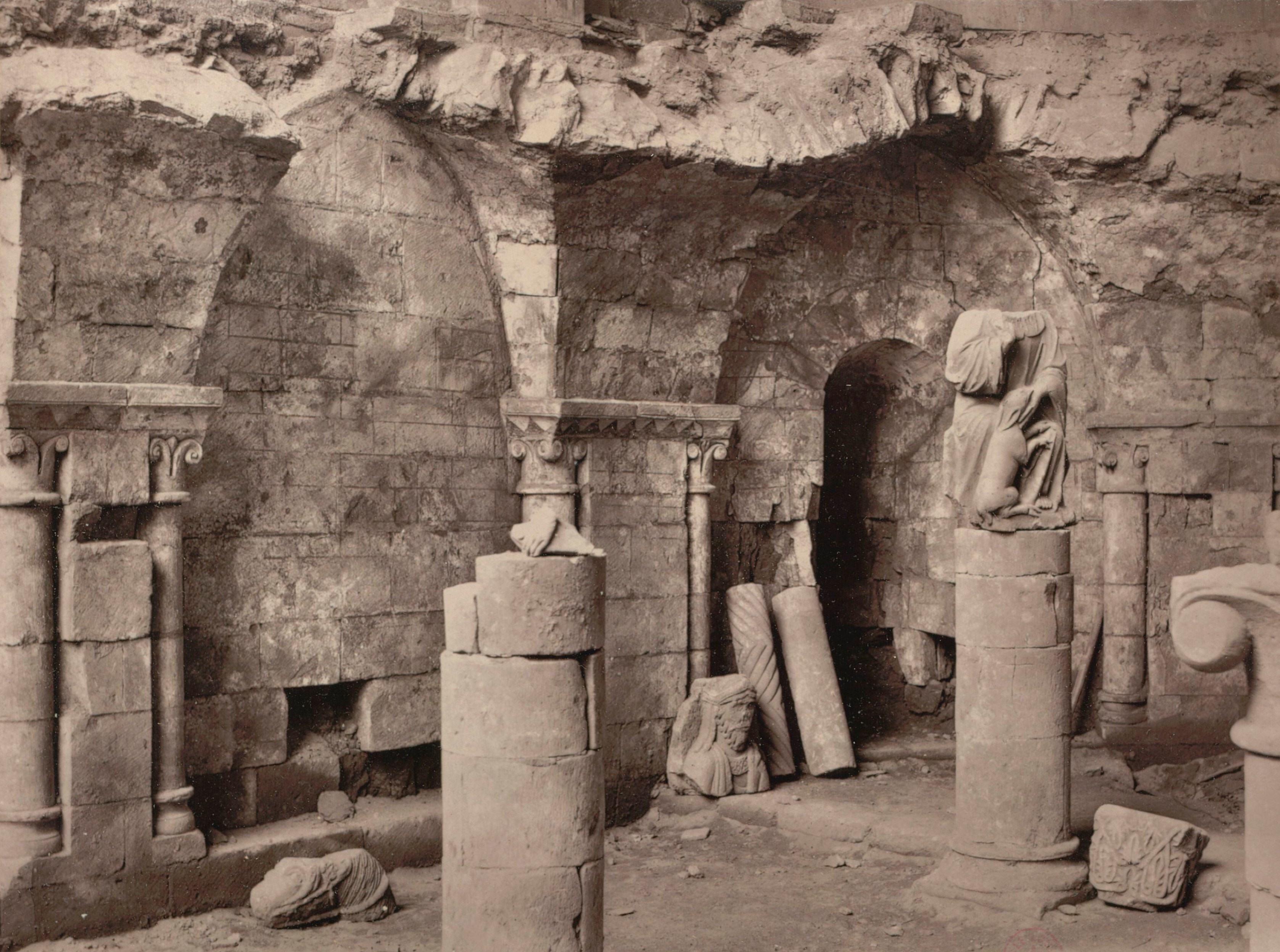
La crypte après son déblaiement, photographiée par Jules Robuchon.
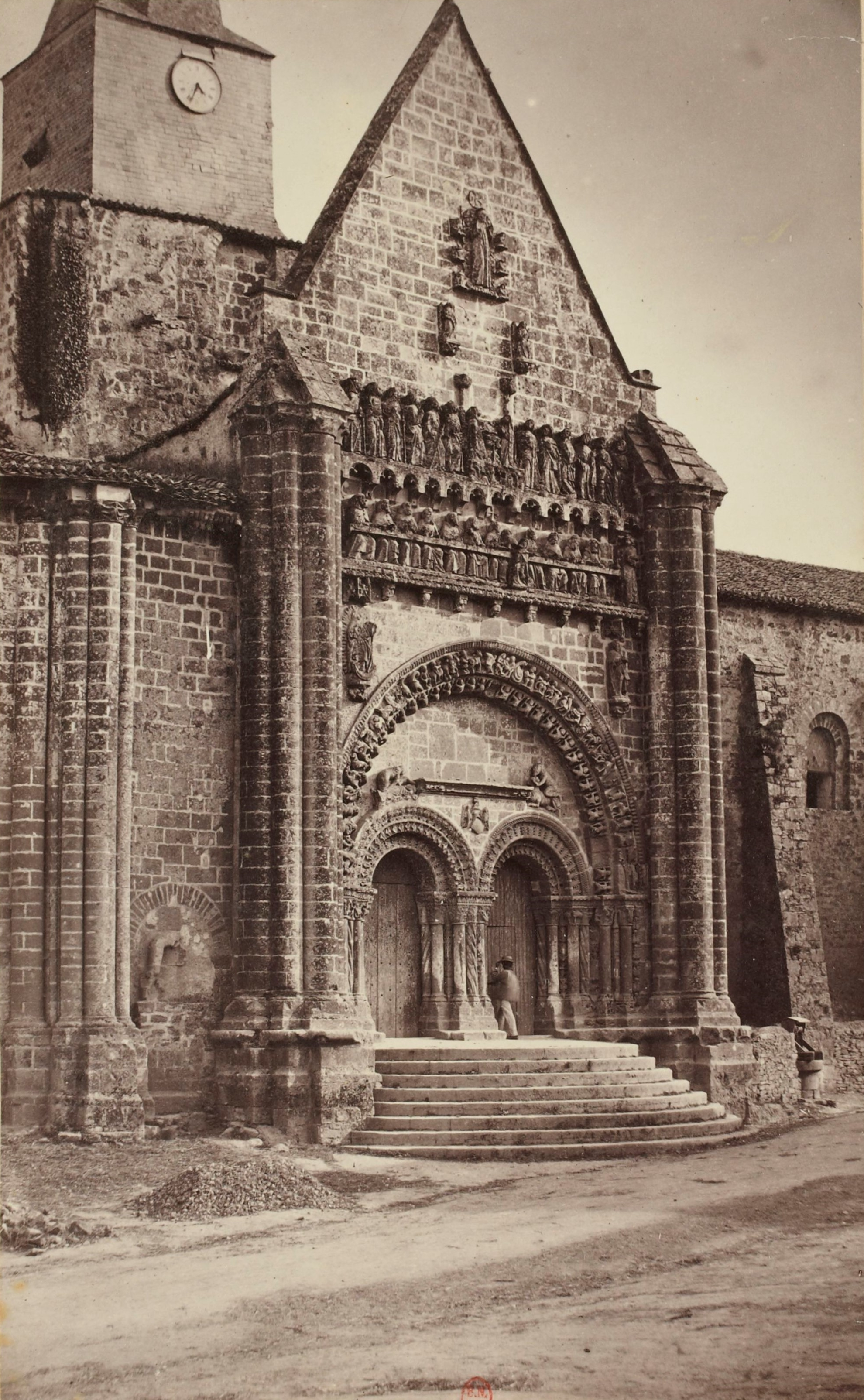
Ensemble nord vers 1860-70, par Jules Robuchon.
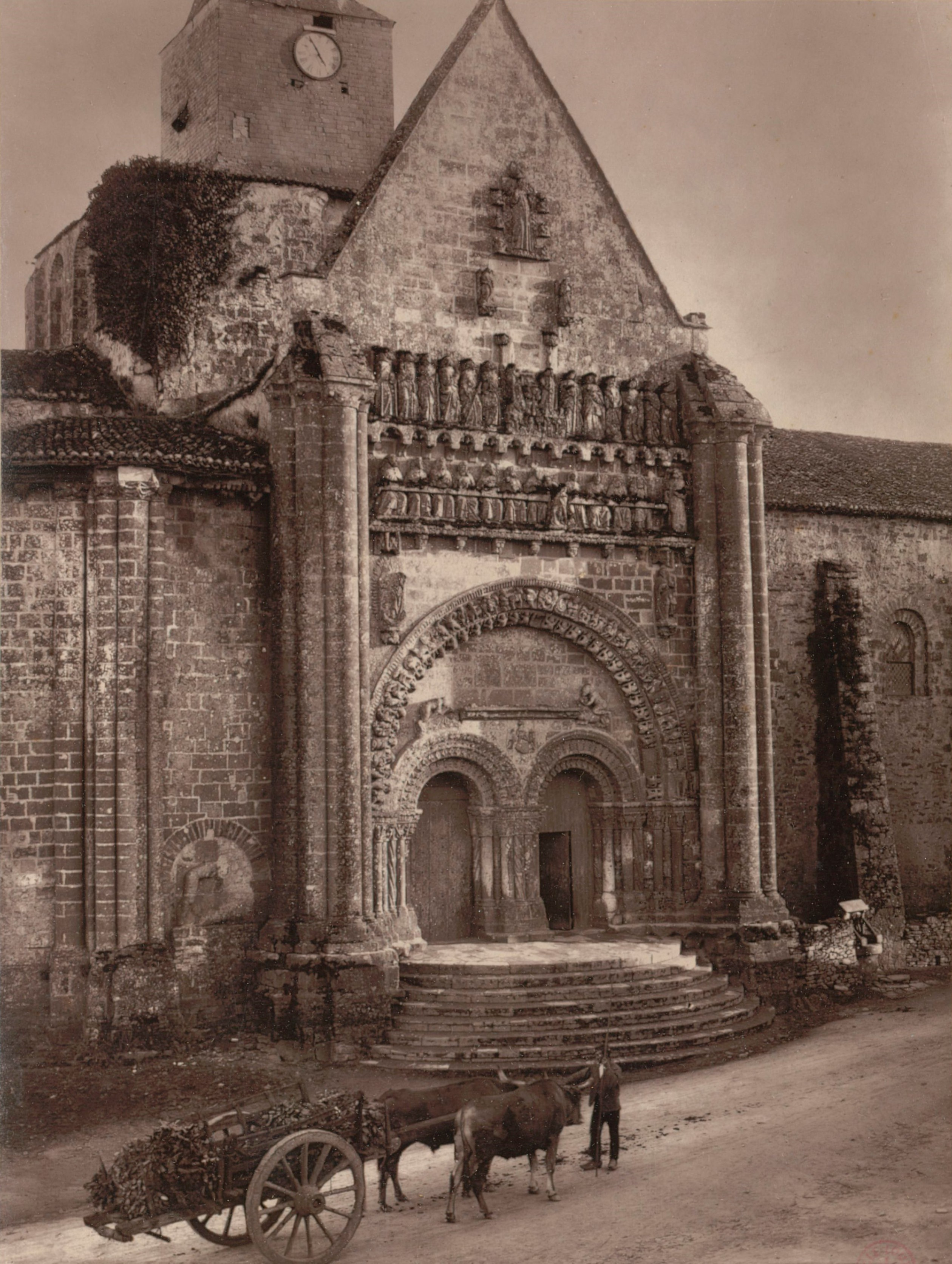
Le portail nord, par Jules Robuchon.

L'église Notre-Dame de Vouvant après sa restauration
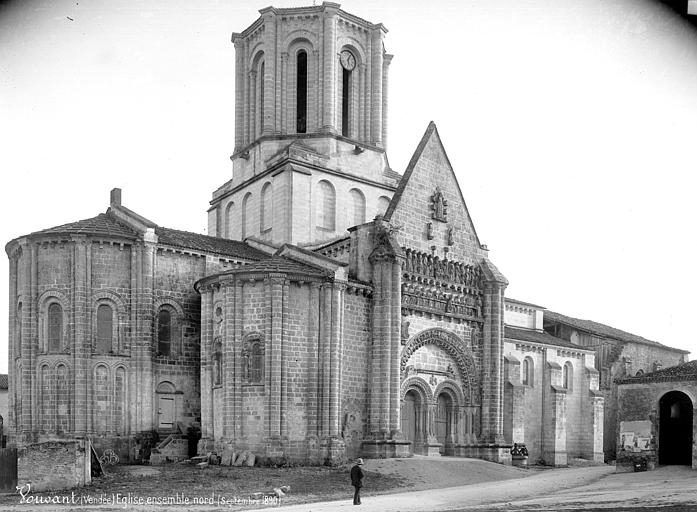
Ensemble nord en 1890.
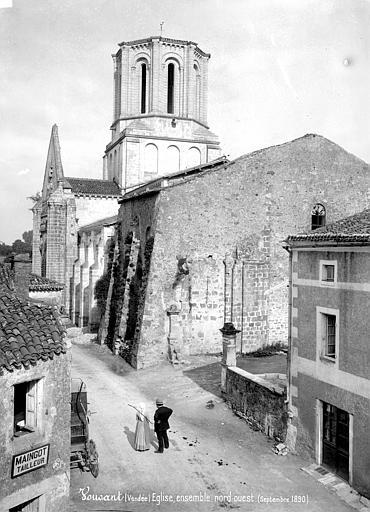
Ensemble nord-ouest en 1890.
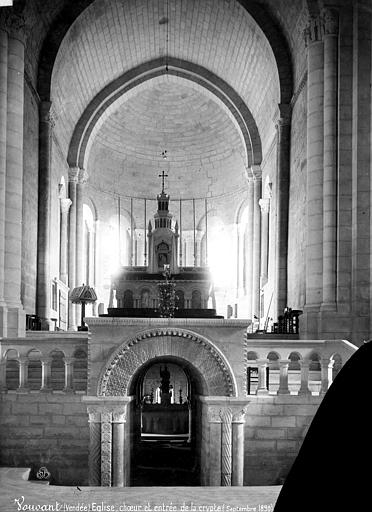
Le chœur et l'entrée de la crypte en 1890.
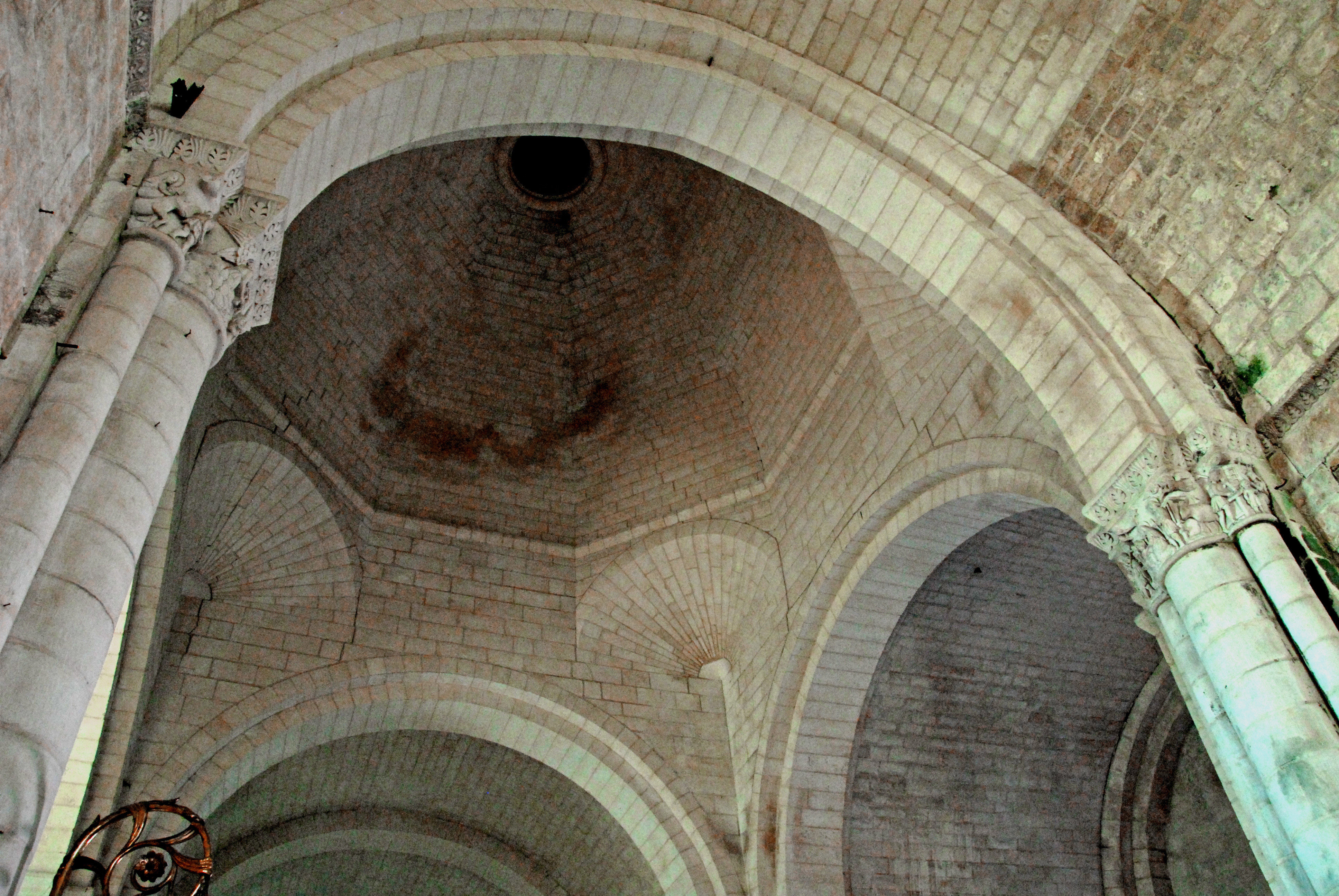
Coupole octogonale sur trompes supportant le clocher en 2007.
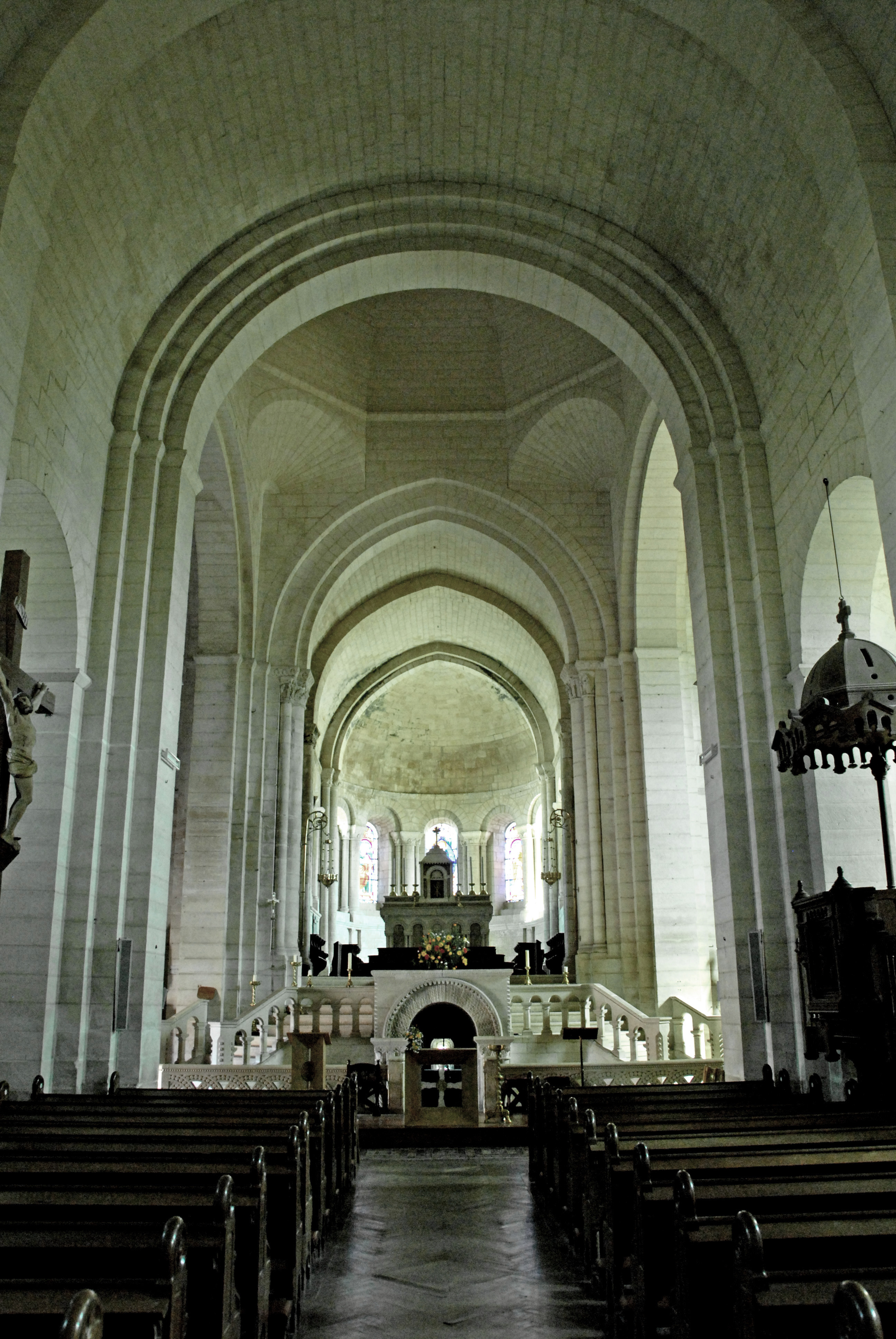
Nef, transept et dallage du chœur restaurés.
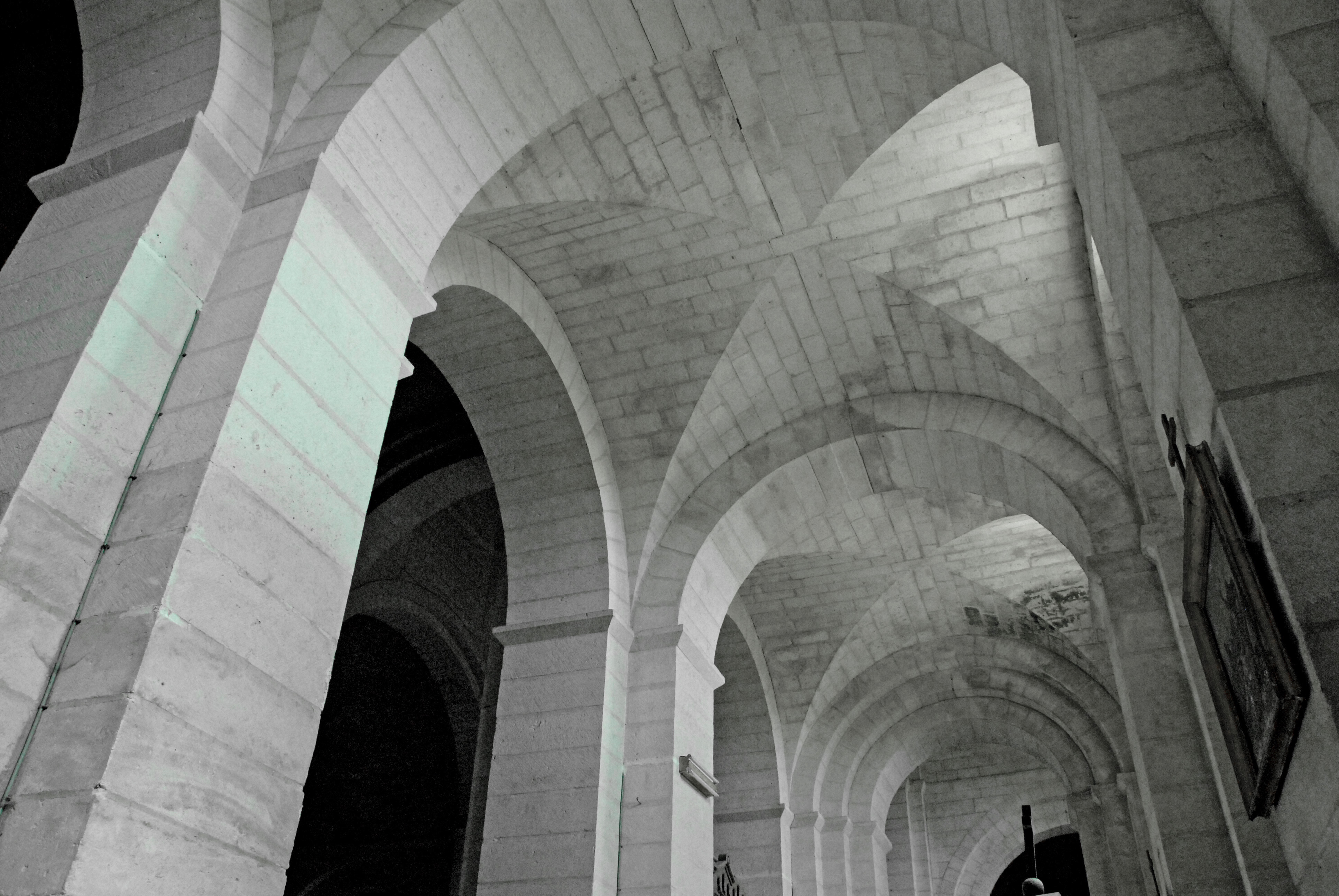
Bas-côté sud restauré.
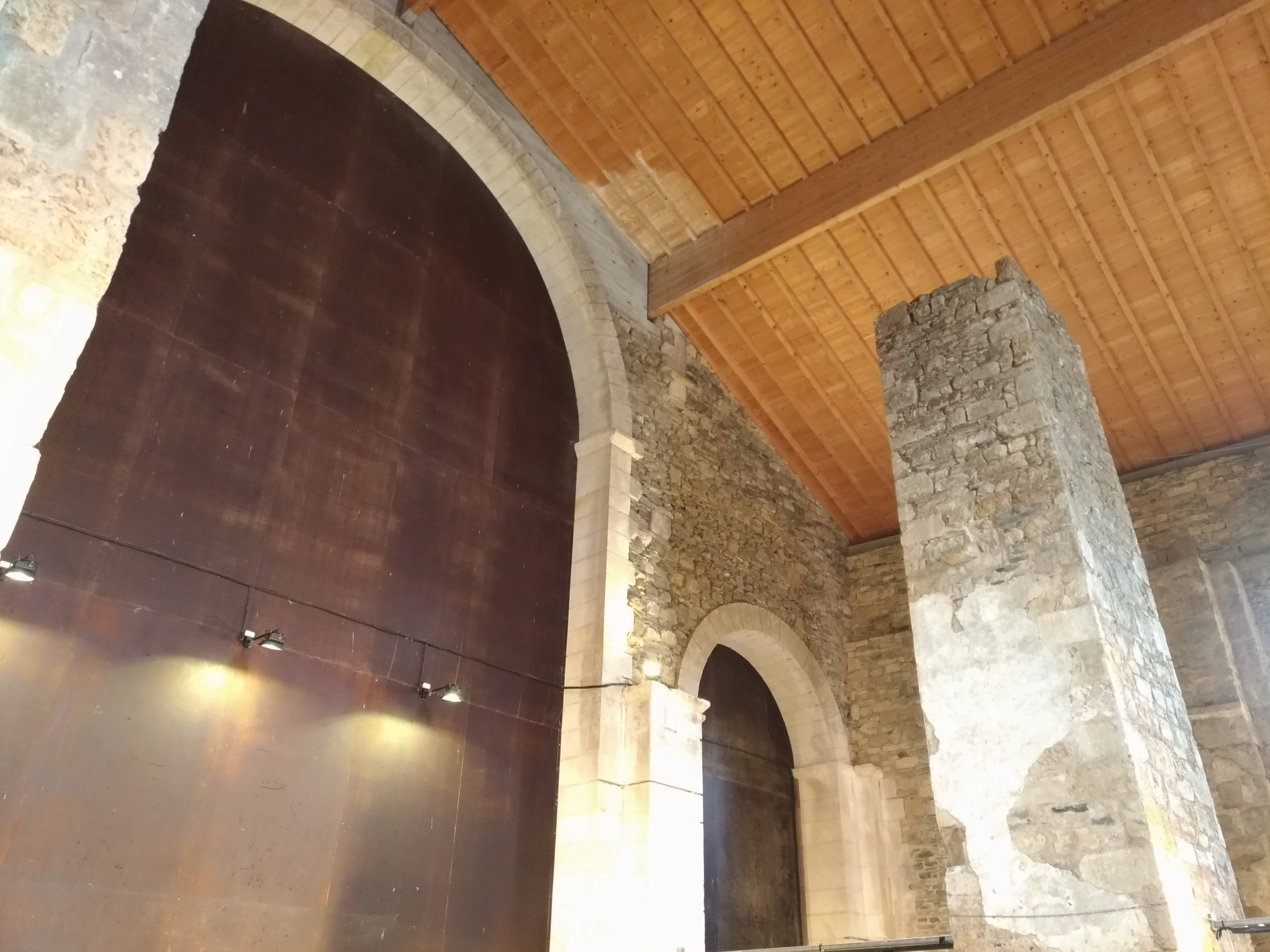
La cloison provisoire en 2019.

La tour Mélusine (donjon de l'ancien château) à la fin du XIXe siècle
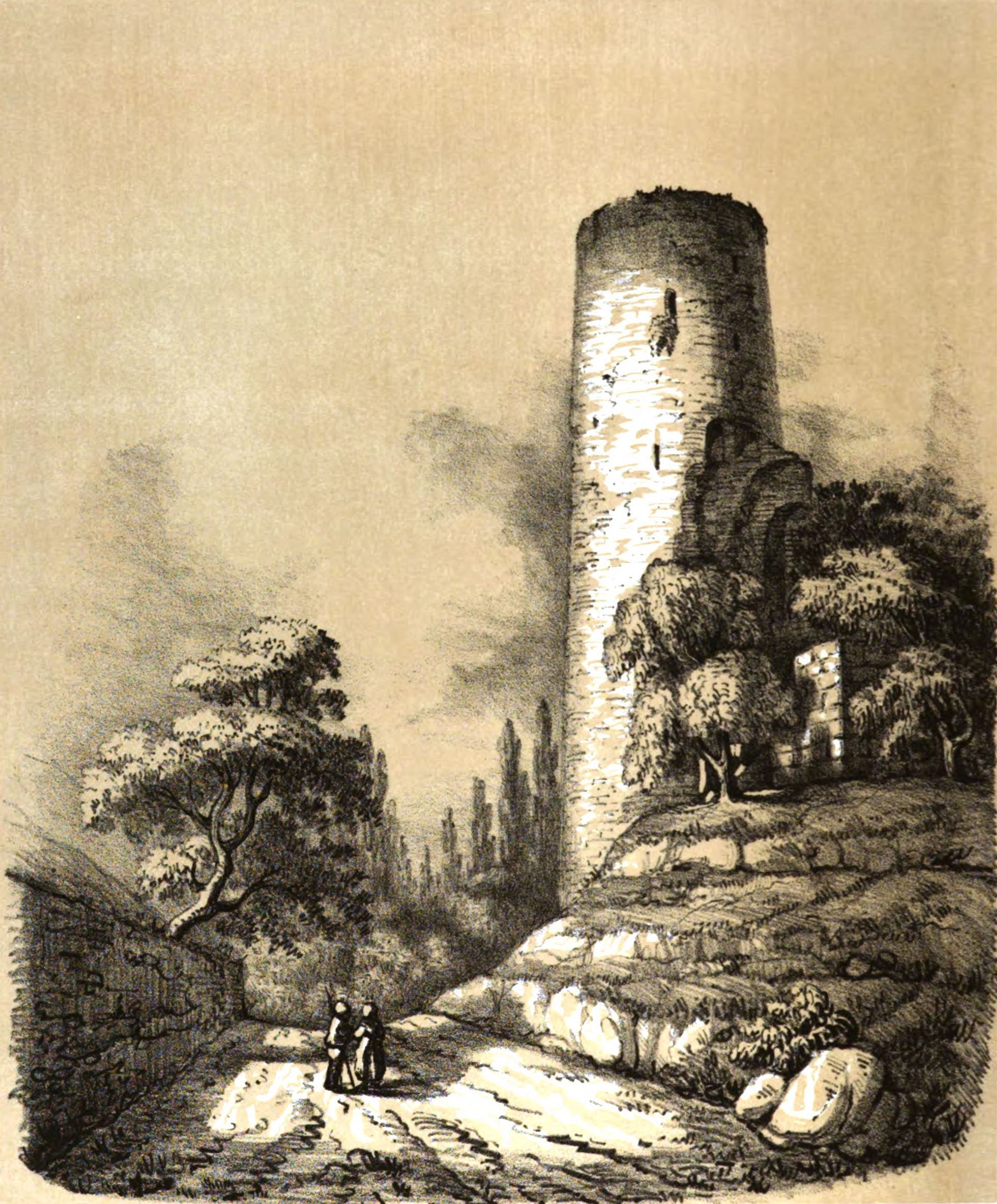
Tour Mélusine vue du fossé sec avant 1843, par le Comte Émilien Rorthay de Monbail..
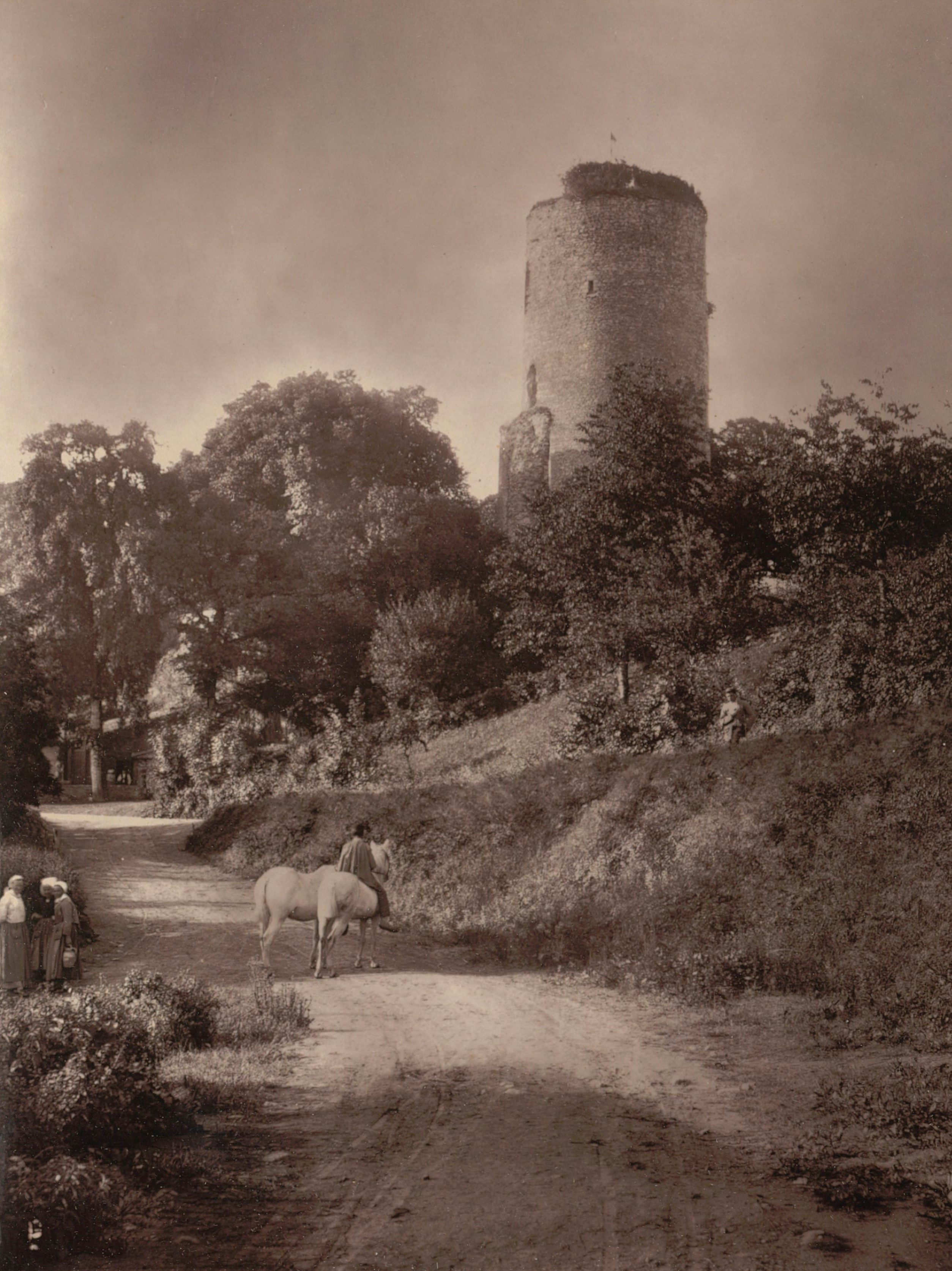
La tour Mélusine vue du nord-est.
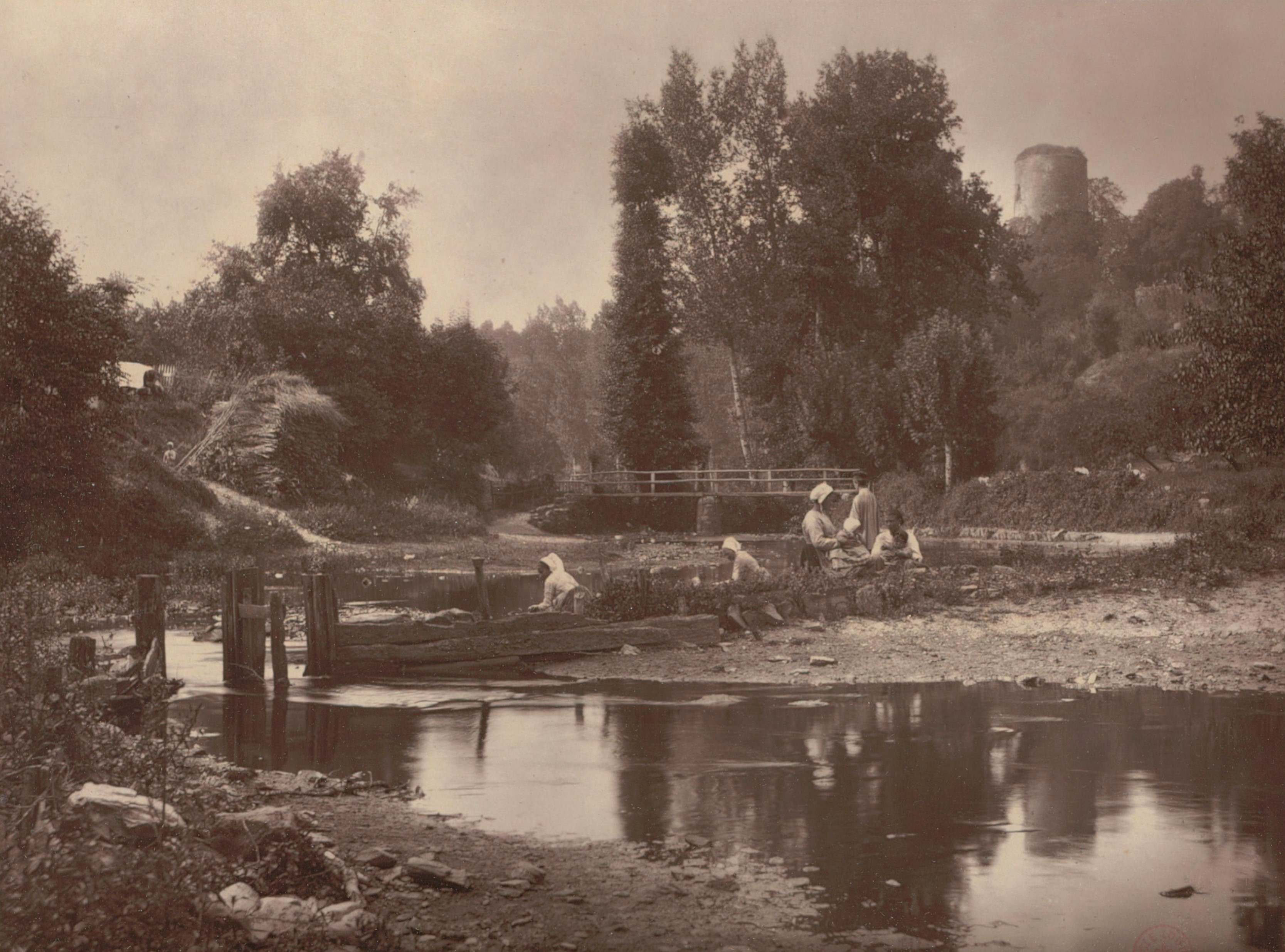
La tour vue de la vallée du Petit-Château.
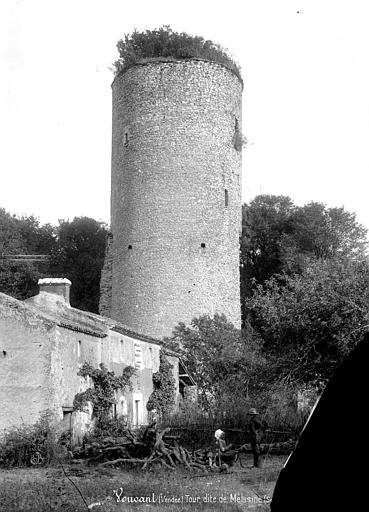
La tour vue du Château-Neuf (nord-ouest) en 1890.

### Époque contemporaine

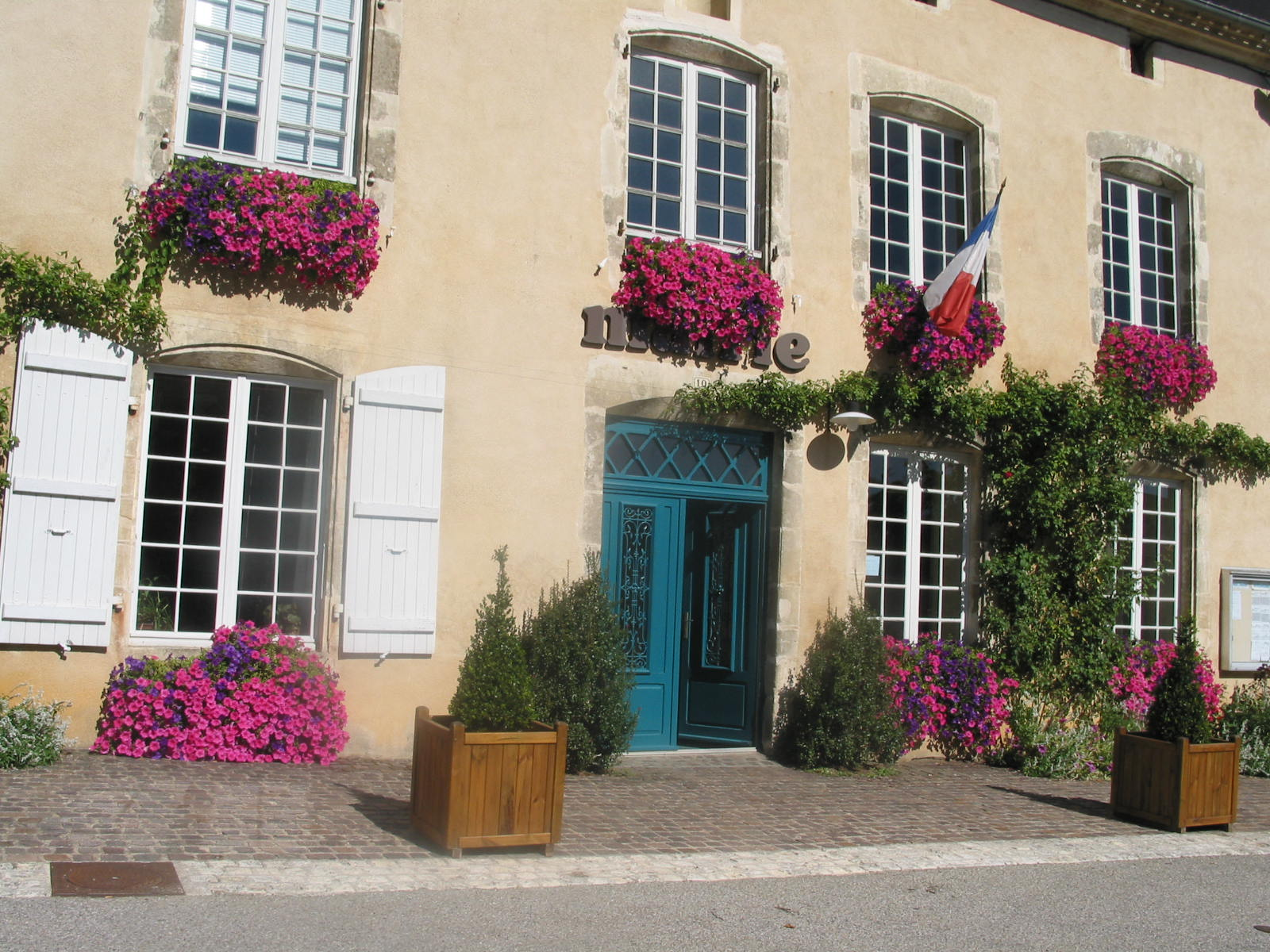
Façade de la mairie actuelle donnant sur la place de l'Église.

Dans les années 1920, la mairie de Vouvant est délocalisée dans le bâtiment actuel situé place de l'Église. Ce bâtiment, construit au XVIIIe siècle et légué à l'évêché de Luçon en 1855 pour la fondation d'une école, héberge l'école privée de filles de la fin du XIXe siècle au début du XXe siècle,. La mairie quitte alors le bâtiment rue Théodelin (actuelle salle des fêtes) pour s'installer, avec la nouvelle école publique mixte, dans cette bâtisse localisée en plein centre-bourg.
En 1923, un monument commémoratif à la mémoire des Vouvantais tombés au cours de la première Guerre mondiale est érigé place de l'Église. Il se compose d'un piédestal avec palme surmonté d'une reproduction de la statue d'Eugène Bénet, Le Poilu Victorieux.
Le 12 février 1927, le vieux pont médiéval et la tour Mélusine sont inscrits à l'inventaire supplémentaire des monuments historiques,.

Vue sur le marché couvert et l'église Notre-Dame en 1931.

En 1933, le bourg de Vouvant est électrifié.
Le 2 mars 1940, un bâtiment contigu au chevet de l'église Notre-Dame est classé au titre des monuments historiques. Celui-ci avait été acheté le 16 novembre 1939 par la municipalité,.
En juin 1940, les sœurs de l'ordre de la Visitation fuient la ville de Dreux bombardée et s'installent en juillet 1941 à Vouvant dans une vaste bâtisse localisée place Saint-Louis. Le Monastère de la Visitation prend forme les années suivantes avec l'ajout d'un étage et la construction d'un cloître ainsi que d'une chapelle. En novembre 1997, l'ordre de la Visitation est transféré dans le monastère de La Roche-sur-Yon,.
Le 30 septembre 1942, le terrain sur lequel est bâtie l'église Notre-Dame est classé au titre des monuments historiques.
Entre 1943 et 1947, un projet de reconstruction de l'église Notre-Dame voit le jour. Celui-ci vise à reconstruire les trois travées de la nef du XIe siècle en ruine et à les raccorder avec la partie dédiée au culte. Cependant, le projet n'a pas de suite puisque le curé de Vouvant ne dispose que de 100 000 francs tandis que le projet s'élève à 6 146 000 francs.
Le 28 mai 1954, le barrage-écluse de Vouvant situé en bas de la porte de la Poterne est inauguré par le maire monsieur Baudry. Ce barrage-écluse est par la suite détruit du fait de la mise en service, en 1978, du barrage situé à l'ouest du bourg.
En 1958, la grotte de Vouvant est construite face aux remparts sud-est, de l'autre côté de la rivière Mère. Elle est érigée par des Vouvantais à la demande de l'Abbé Guéry, curé du village, afin de fêter le centenaire des apparitions survenues à Lourdes en 1858. La reproduction de la grotte de Lourdes est bénie le 23 mars 1958 par l'évêque de Luçon Mgr Antoine-Marie Cazaux.
En 1978, le barrage de Vouvant est mis en service sur la rivière Mère à l'ouest du bourg. Ce barrage, permettant la création d'une retenue de 300 000 m3 pour une hauteur d'eau de 5,5 m, entraîne alors la disparition des nombreux moulins à eau implantés sur la Mère et ses affluents.

#### Le renouveau lié à la mise en valeur du patrimoine (depuis les années 1980)
En juin 1982, la maire, Andrée Bourseguin, fait consolider la tour Mélusine, alors que le sommet de cette dernière est envahi d'arbres.
De 1983 à 1986/87,, Vouvant connait un nouveau tournant : la commune (par le biais de sa maire, Andrée Bourseguin), lance l'« Opération Village » grâce à l'opportunité donnée par la Délégation Régionale à l'Architecture et l'Environnement (DRAE) ; cette opération consiste en la revitalisation du bourg par la mise en valeur des nombreux monuments de la commune ainsi que par la rénovation des façades des maisons particulières et petits commerces dans le but de redonner à ces édifices leur style ancien,. Ces grandes transformations se concrétisent par l'obtention du label « Un des Plus Beaux Villages de France » en 1988,. Depuis 1986, Vouvant poursuit cette dynamique en misant sur la pérennité et le développement des petits commerces ainsi que sur la préservation et la mise en valeur de son patrimoine.
Le 26 novembre 1984, les parties subsistantes de l'enceinte fortifiée (dont la place du Bail, les remparts entourant le bourg, ainsi que les tours de l'enceinte fortifiée du Château Neuf), à l'exception des constructions ajoutées ultérieurement, sont inscrites à l'inventaire supplémentaire des monuments historiques.
En 1985, une large zone située sur les communes de Antigny et Vouvant devient un site inscrit sous le nom de « La ville de Vouvant et la vallée de la Mère » (référence 85 SI 29). Ce site pittoresque, d'une superficie de 305,43 ha, est inscrit par arrêté ministériel du 13 février 1985,,,.
À partir de 1987, plusieurs restaurations sont effectuées à l'initiative de la municipalité : réfection des remparts (novembre 1987), maçonnerie de la porte de la Poterne (décembre 1989), consolidation des remparts (avril 1991), rénovation de l'extérieur de la tour Mélusine (novembre 1991), mise hors d'eau de l'église (avril 1995).
En juin 1992, le site de la tour Mélusine et de ses abords est intégré au programme « Patrimoine 2000 »,,. Ce dernier est mis en place par l'assemblée départementale de la Vendée dans un but de mise en valeur du patrimoine touristique et culturel. Pour le village de Vouvant, cela consiste en la restauration de la tour Mélusine et de la maison du Bail (située place du Bail) par le Conseil général de la Vendée. Les travaux de restauration et d'aménagement de la tour, entrepris dès 1992, sont achevés au cours de la première moitié de l'année 1993,,. Ceux-ci permettent l'ouverture de la tour aux visiteurs au cours de la saison touristique 1993. Restauré au début de l'année 1994, le rez-de-chaussée de la maison du Bail est ouvert aux visiteurs dès la saison estivale de la même année. En septembre 1994, la municipalité de Vouvant sollicite le Conseil général afin de restaurer le rez-de-chaussée bas ainsi que l'étage de la maison du Bail. Cette dernière phase de travaux est autorisée par délibération et est lancée très rapidement.
En 1994, Andrée Bourseguin fait recouvrir la nef Théodelin (seule partie subsistante de l'église priorale du XIe siècle) jusqu'alors découverte,. Ainsi, du 7 février 1994 au 31 août 1994, une opération archéologique de sauvetage urgent de la nef en ruine de l'église Notre-Dame-de-l'Assomption est effectuée. Lors de ce sauvetage, des fouilles archéologiques ont lieu dans les trois travées occidentales de la nef en ruine. Celles-ci révèlent la présence d'un ensemble d'ateliers de fondeurs de cloches ainsi que de 117 sépultures. Les inhumations semblent dater du XVIIe siècle et du XVIIIe siècle de par les pratiques de mise en terre employées et les objets mobiliers retrouvés. L'ensemble d'ateliers de fondeurs de cloches est quant à lui révélé par la présence de trois fours, sept moules à cloches ainsi que de trois moules construits hors-sol. Cet ensemble est localisé à l'ouest du vaisseau central de la nef et à une profondeur d'au moins 1 m sous le niveau du sol actuel. Les fouilles menées permettent également de mettre au jour un sol aménagé de tomettes qui semble dater de la période correspondant aux destructions subies par l'église au cours du XVIIe siècle (effondrement des voûtes).
En 1996, l'association loi de 1901 des « Petites Cités de Caractère de la Vendée » voit le jour dans le département de la Vendée à l'initiative des communes de Foussais-Payré, Vouvant et Nieul-sur-l'Autise.
Entre les années 1997 et 2002, un dispositif de la région Pays de la Loire est mis en place afin de subventionner des travaux de propriétaires habitant dans le centre ancien protégé de la commune. Durant cette période de cinq ans, 68 demandes sont enregistrées. Le total des subventions accordées s'élève à 266 943 €.
Du 22 juillet au 2 août 1998, le festival des « contes et légendes de Vouvant » est organisé au pied de la tour Mélusine ainsi que dans la nef ruinée du XIe siècle de l'église Notre-Dame.
Lors de la séance du 23 juin 2000, le Conseil général de la Vendée décide de faire réaliser une étude dans le cadre de la restauration future des remparts de Vouvant. Cette étude préalable vise alors à constater l'état sanitaire du monument, et notamment celui des tours situées dans la propriété de la Recepte. En effet, contrairement aux remparts du château (place du Bail) et de la porte de la Poterne (partie ouest de l'enceinte), les remparts qui cernent la partie est du bourg n'ont pas encore été consolidés et restaurés. Ainsi, pour un coût total estimé à 200 000 F, le Conseil général décide d'inscrire 150 000 F après délibération sachant que la participation forfaitaire de la commune de Vouvant s'élève à 10 000 F. Le rapport de l'étude réalisée par Marie-Pierre Baudry-Parthenay, Nicolas Prouteau et Laurent Prysmicki est publié en mai 2003 par l'association Atemporelle sous le titre Étude préalable à la restauration de l'enceinte de Vouvant : Étude documentaire, historique et architecturale.
Par arrêté préfectoral du 19 octobre 2001, une zone importante comprenant l'ensemble du bourg de Vouvant ainsi que les abords de la rivière Mère se constitue comme une Zone de Protection du Patrimoine Architectural, Urbain et Paysager (ZPPAUP),,.
Début 2007, quatre pans de remparts situés sur le domaine privé s'écroulent en raison de la forte humidité de l'hiver 2006/2007. Les travaux de remise en état de ces parties du mur d'enceinte sont effectués les mois suivants.
En 2014, la commune de Vouvant est sélectionnée pour participer à l'émission Le Village préféré des Français. À cette occasion, le village est choisi par la production pour y tourner trois séquences en présence de Stéphane Bern : la première au sommet de la tour Mélusine ainsi que dans le jardin public qui surplombe la Poterne, la deuxième dans le jardin du prieuré ainsi qu'à cheval le long des remparts (rue des Rangies) et enfin la troisième dans la cour du Miracle pour y découvrir le préfou vendéen avec le boulanger du village,. À l'issue de l'émission, Vouvant se classe 8e du classement final opposant les 22 villages sélectionnés.
Début février 2014, un pan de rempart situé sur la place du Bail s'effondre en raison de nombreuses précipitations, cette zone de la place étant très concernée par l'accumulation des eaux de pluie,. La municipalité fait reconstruire ce pan de rempart début 2017,.
Le 30 avril 2014, la tour Mélusine est fermée au public. En effet, l'escalier en pierre permettant l'accès à l'entrée de la tour présente un ventre important avec un détachement du parement provoquant des ouvertures dans les joints et des fissures. L'accès est de nouveau autorisé en août 2014, avec la consolidation provisoire de l'escalier par l'étaiement du mur de soutènement.
En 2015, l'église est partiellement rénovée : restauration partielle des couvertures de la nef et des bas-côtés et restauration ponctuelle des contreforts des bas-côtés.
Par la loi du 7 juillet 2016, la ZPPAUP de Vouvant devient un Site Patrimonial Remarquable (SPR).
Du 1er au 15 août 2016, une exposition sur l'historique de l'occupation du site de Vouvant est proposée par l'association Patrimoines du Vouvantais dans la nef Théodelin,. L'exposition, intitulée « Vouvant, d'un millénaire à l'autre », permet d'appréhender les divers éléments fortifiés ainsi que la chronologie de ceux-ci à travers la présence de kakemonos et d'aquarelles historiques permettant de reconstituer le site castral à diverses périodes.
Par l'arrêté préfectoral du 17 novembre 2016 (arrêté no 608), l'ensemble du territoire communal de Vouvant est délimité comme une Zone de Présomption de Prescription Archéologique (ZPPA) par la direction régionale des Affaires culturelles (DRAC). Cette zone se compose de plusieurs entités archéologiques elles-mêmes comprises dans des Zones de Sensibilité Archéologique (soit une Zone de Sensibilité Archéologique pour une voire plusieurs entités en ce qui concerne le bourg de Vouvant).
En mai 2017, la maçonnerie d'une portion de remparts comprise dans une propriété privée située rue Malicorne est restaurée.
Le 4 juillet 2017, la pendule de l'église est remplacée. L'ancien cadran en bois recouvert d'une tôle et cerclé de zinc, conçu par un habitant du village, datait de 1908.

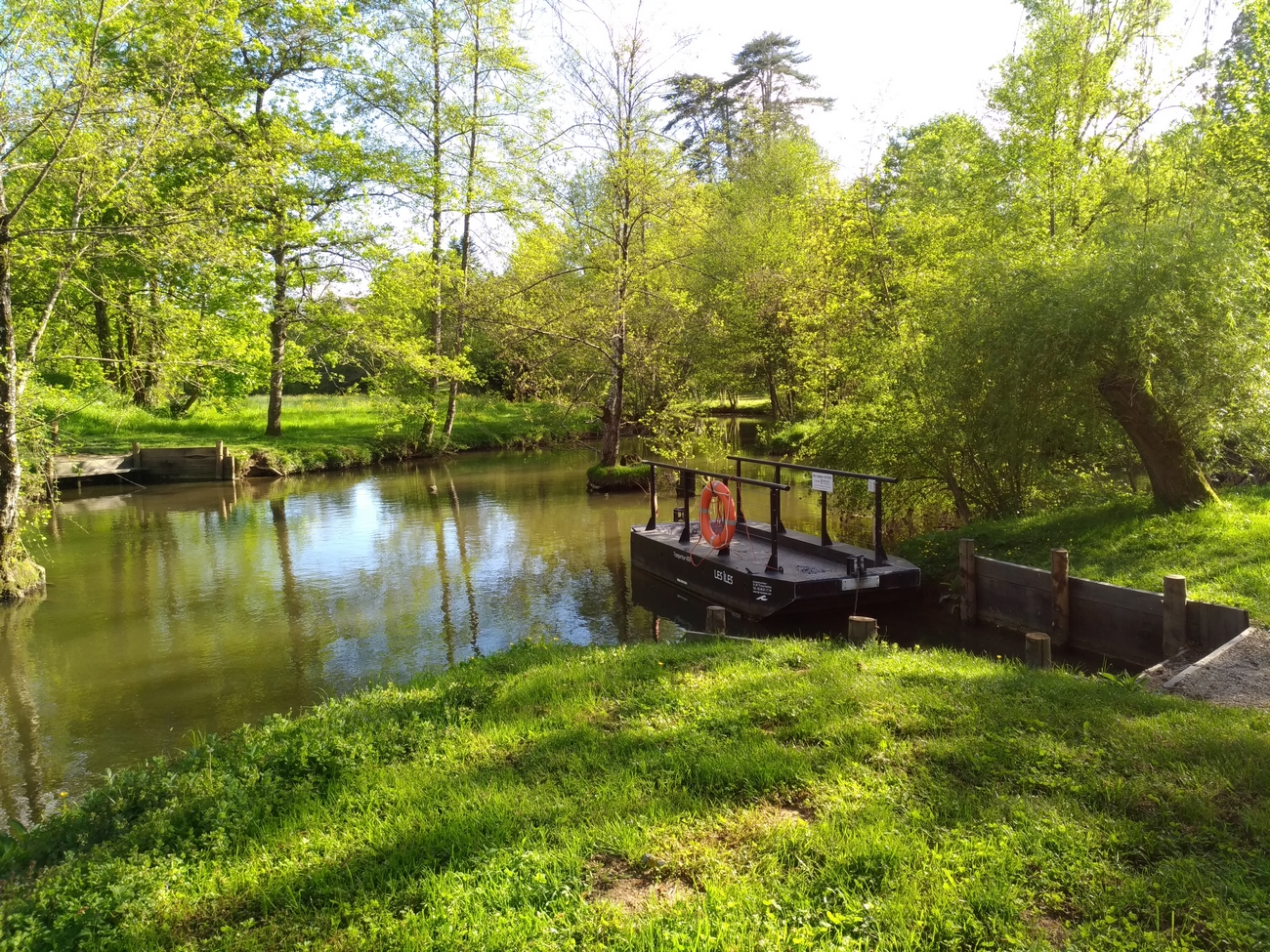
Bac à chaîne « Les Îles ».

Le 12 juillet 2017, un bac à chaîne, baptisé « Les Îles », est inauguré par Cécile Barreau (vice-présidente du conseil départemental de la Vendée) et Jacky Roy (maire de la commune). Ce bac, installé sur l’espace naturel sensible des « rives de la Mère », permet la traversée de la rivière au niveau du nord-est du bourg, à proximité du château de la Recepte. Il est ainsi possible de faire le tour de la cité médiévale, en longeant les remparts et le cours d’eau.
Le 18 mars 2016, la municipalité organise une réunion publique afin de connaître l'avis des habitants sur la possibilité de la création d'une commune nouvelle. Ainsi, deux tiers des habitants présents s'expriment en faveur d'une fusion, en indiquant comme arguments principaux de réunification la relation avec le massif forestier et la valorisation du patrimoine architectural. Par la suite, quatre communes manifestent leur intérêt de se regrouper avec la commune de Vouvant : Faymoreau, Foussais-Payré, Mervent et Puy-de-Serre. Cependant, à la suite d'une réunion intercommunale organisée en novembre 2017, la commune de Mervent annonce vouloir attendre le prochain mandat avant de réfléchir à une possible fusion. Le 28 mars 2018, lors d'une réunion organisée par l'association des maires de France, le regroupement communal reste d'actualité et se précise. En effet, lors de cette réunion, les élus des quatre communes votent à la majorité en faveur d'un regroupement, avec la volonté de la création d'une commune nouvelle entre Faymoreau, Foussais-Payré, Puy-de-Serre et Vouvant effective au 1er janvier 2019,. En avril 2018, la Commission nationale de toponymie propose le nom de (La) Forêt-sur-Vendée comme toponyme de la commune nouvelle,,. Lors d'une réunion du 23 juillet 2018 durant laquelle les maires et adjoints des quatre communes sont réunis, le projet concernant la création de la commune nouvelle est reporté au prochain mandat,.
En janvier 2018, la cité médiévale de Vouvant est sélectionnée par le conseil régional des Pays de la Loire dans le cadre d'un nouveau dispositif d'aide à la réhabilitation de biens de particuliers dans les centres anciens protégés des communes labellisées « Petites Cités de Caractère ». Ces aides permettent aux propriétaires privés, souhaitant effectuer des travaux de rénovation (façades, toitures, ouvertures), de bénéficier de 25 % de subventions,,. Le 28 mai 2018, la convention de mise en œuvre du programme d'aide est signée à la mairie de Vouvant. Le dispositif est mis en place pour une période de deux ans, soit de 2018 à 2020.
En 2018, deux projets sont lancés dans la commune : rénovation de l'église Notre-Dame et création du lotissement du Bocage à l'ouest du bourg. Lors du dégagement d'une baie romane présente dans la nef Théodelin, des vestiges de décors peints sont découverts. À la suite de cette trouvaille, des travaux sont prévus afin de consolider et sauvegarder ces décors. Le réaménagement d'une partie du centre-bourg est également effectué de décembre 2018 à avril 2019 : pavage de la place du Corps de Garde, réfection de la rue Malicorne, de la rue Basse des Remparts (jusqu'au chemin menant à la porte de la Poterne) et de l'entrée de la place du Bail.

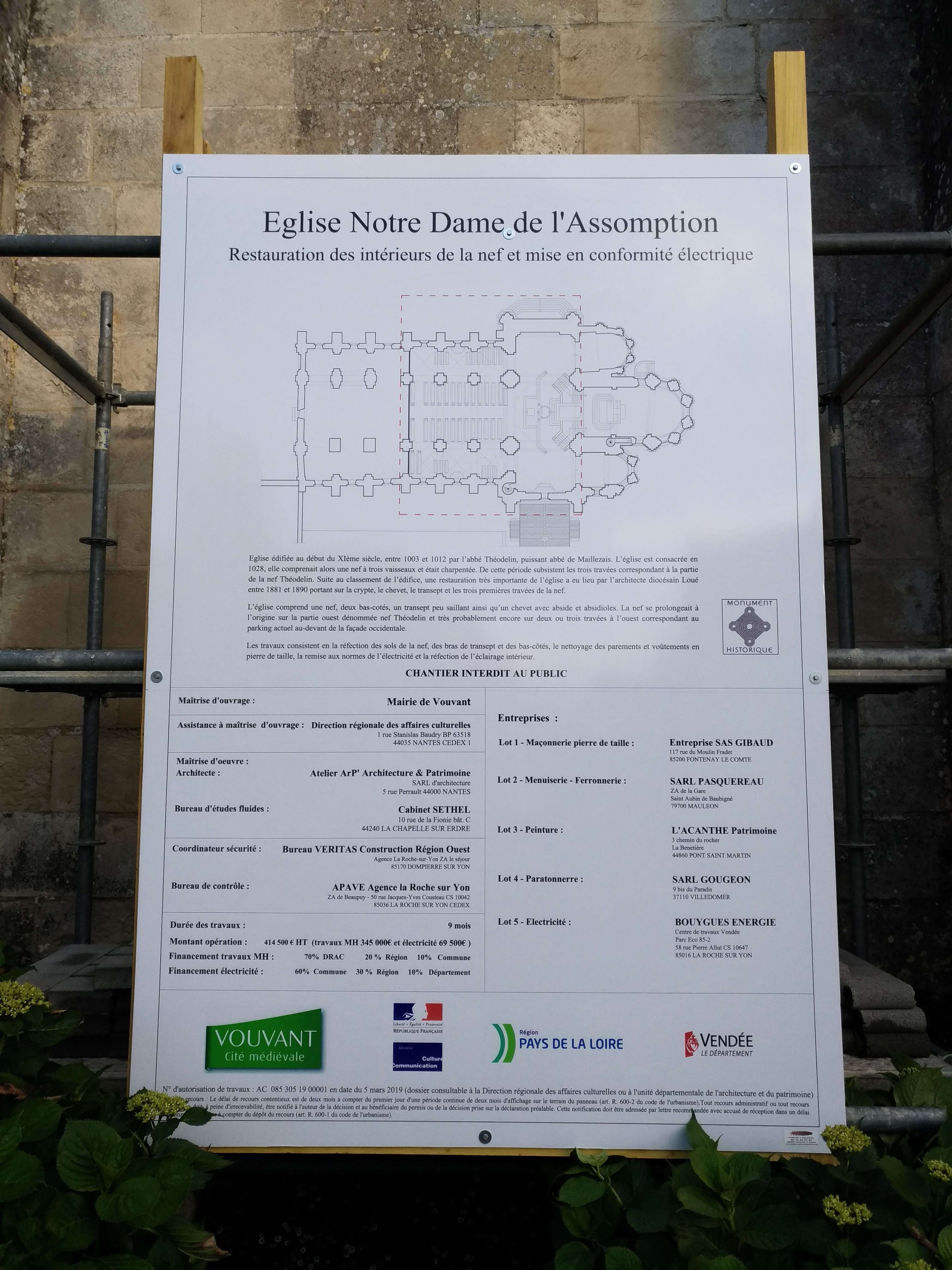
Panneau d'information concernant la première phase de travaux.

Afin de réaliser la première tranche de travaux prévus dans l'église Notre-Dame, cette dernière est totalement fermée au public au cours de la période allant du 6 mai 2019 au mois de février 2020,,. Cette première tranche concerne la réfection totale de l'installation électrique, la création d’un éclairage intérieur, la rénovation du sol de la nef dédiée au culte ainsi que la restauration du mobilier présent dans l'édifice.

L'église Notre-Dame après les restaurations de mai 2019-février 2020
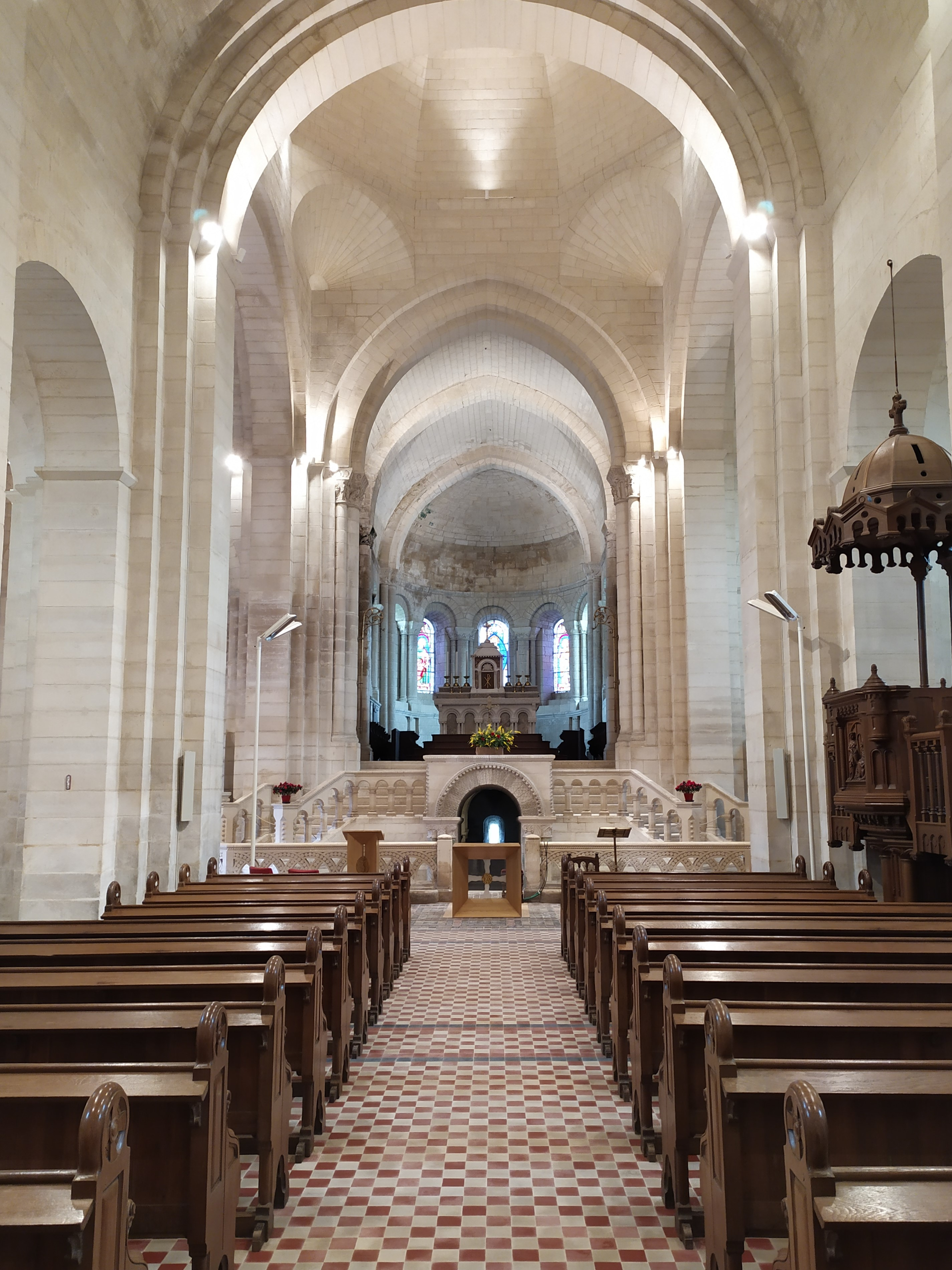
Vue d'ensemble avant l'installation de l'orgue.
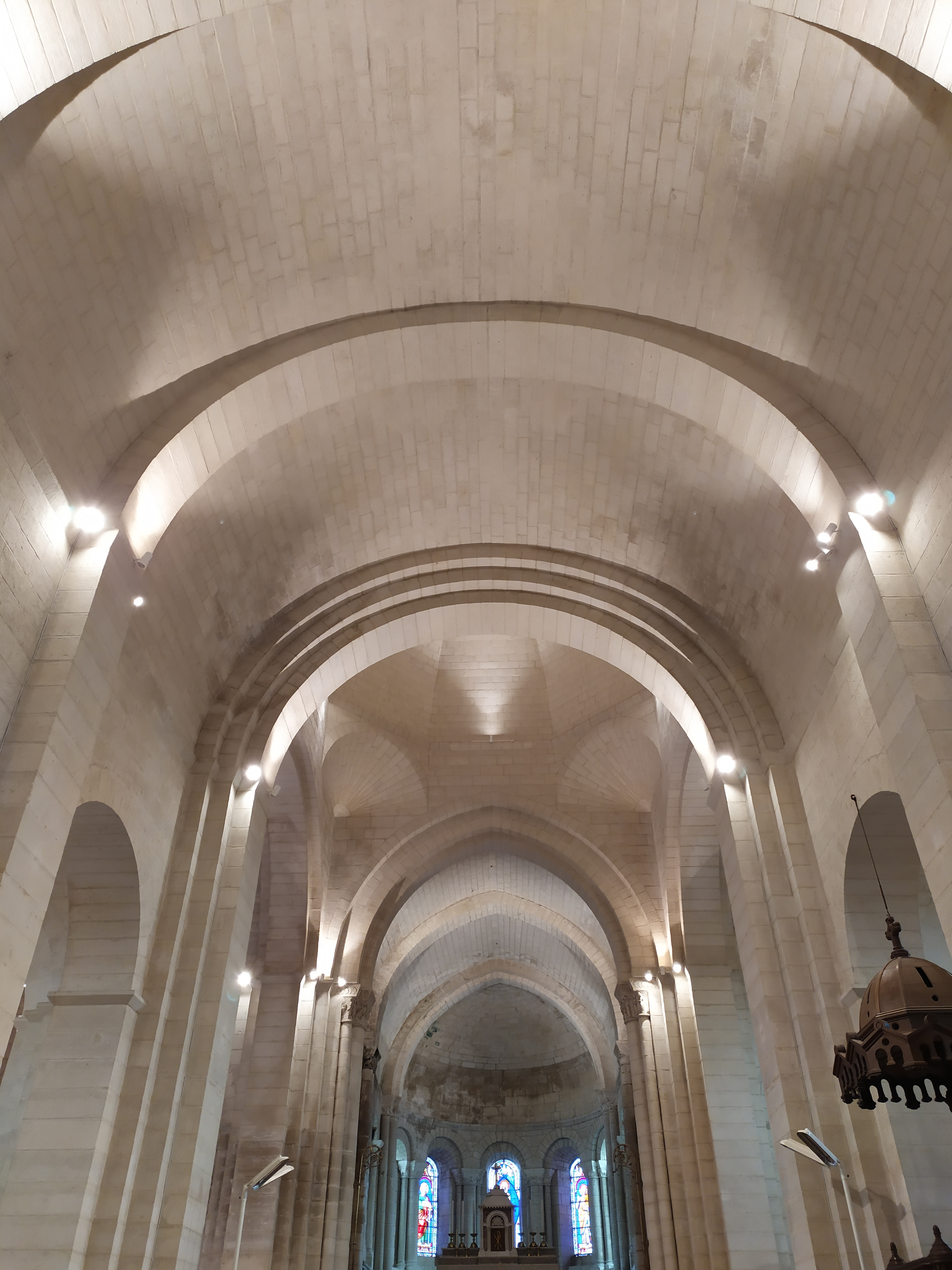
Voûtes de la nef dédiée au culte.
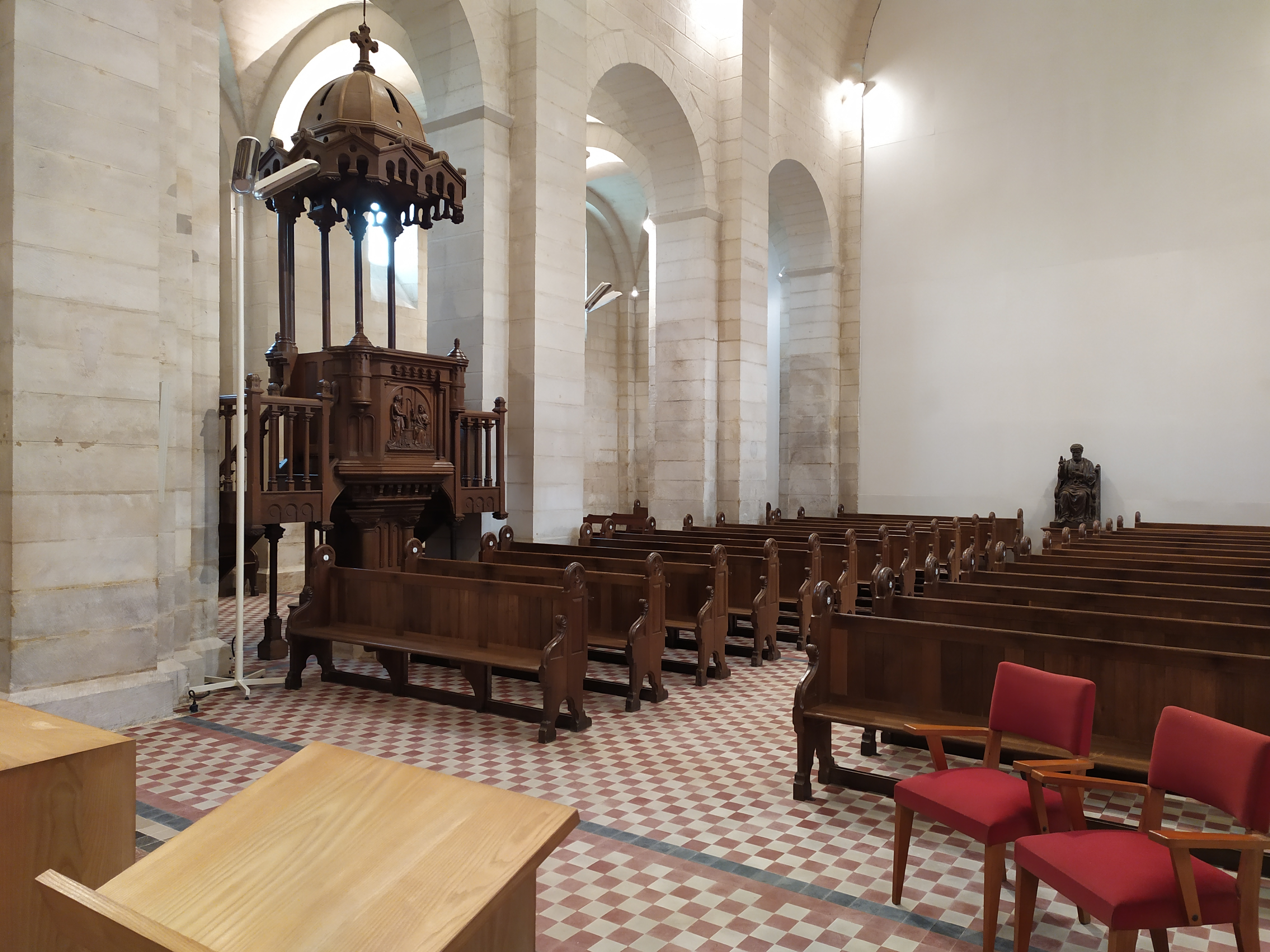
Nef dédiée au culte.

À l'occasion de la célébration du millénaire de Vouvant en 2019 (la date maximale de la fondation du bourg castral de Vouvant étant fixée à 1019), un grand projet est décidé afin de doter l'église Notre-Dame d'un orgue,. Ce projet est initié par l'organiste Yves Rousseau (habitant de Vouvant et ancien responsable artistique au Conservatoire national supérieur de musique de Paris) et est porté par l'association Orgue & Musique à Vouvant créée le 16 novembre 2016 à la suite de la concrétisation du projet. L'orgue de l'église de Vouvant est installé entre deux piliers de la nef dédiée au culte et se compose d'un pédalier (comportant 18 jeux et 42 registres), de trois claviers ainsi que de plus d'un millier de tuyaux. Conçu dès la fin 2018 par la manufacture Yves Fossaert localisée en Seine-et-Marne, il est financé en quasi-totalité par des dons et du mécénat (le coût total étant de 427 000 €) et est assemblé dans l'église après la réalisation de la première tranche de travaux.

L'orgue de l'église Notre-Dame installé en 2020
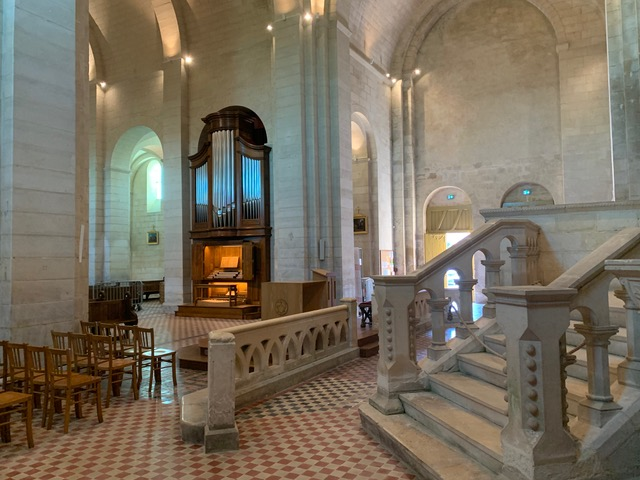
Vue depuis l'entrée de la sacristie.
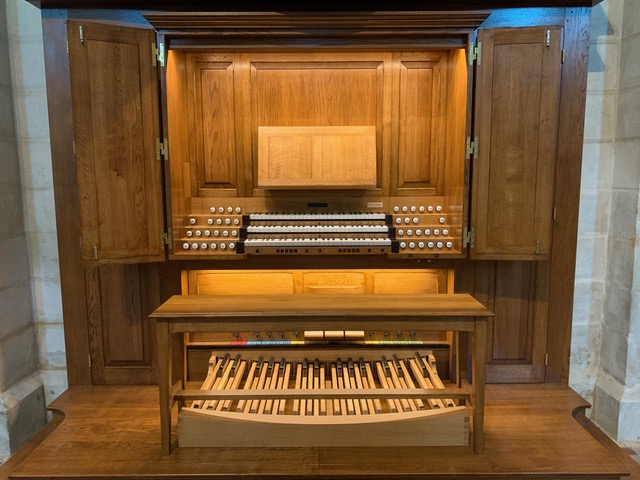
Vue sur la console.
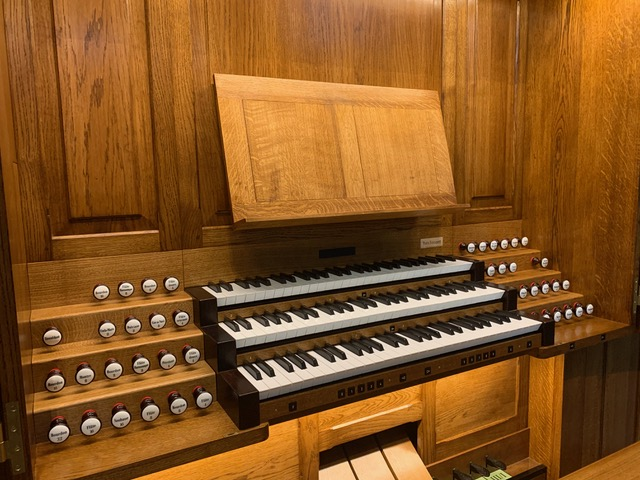
Console.

Pour célébrer le millénaire de la cité médiévale, de nombreuses animations sont organisées tout au long de l'été 2019 à l'initiative de nombreuses associations et de la municipalité,. Aussi, le portail de l'église Notre-Dame fait l'objet d'une mise en valeur à l'aide de la technologie de mapping vidéo (spectacle lumineux pérenne),,,. Le spectacle lumineux d'une douzaine de minutes, dénommé « Mélusine, entre ombre et lumière », est diffusé les vendredis et samedis en juillet puis tous les jours entre le 1er août et le 21 septembre 2019 ([vidéo] « Visionner le teaser du spectacle », sur YouTube). Une animation lumineuse est également diffusée de manière quotidienne à la tombée de la nuit sous la forme d'une boucle de 3 minutes,.

Spectacle lumineux (mapping vidéo) « Mélusine, entre ombre et lumière »
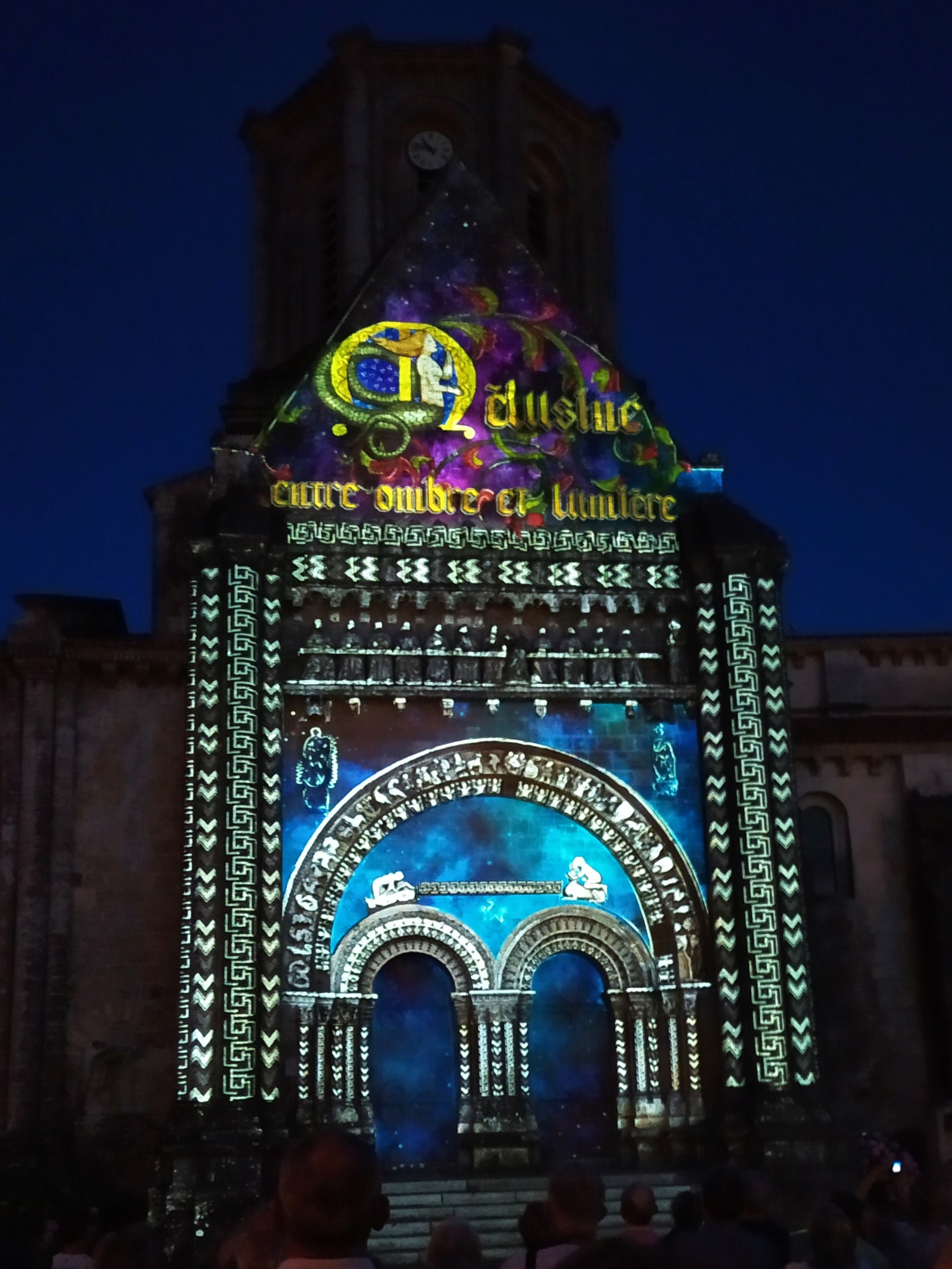
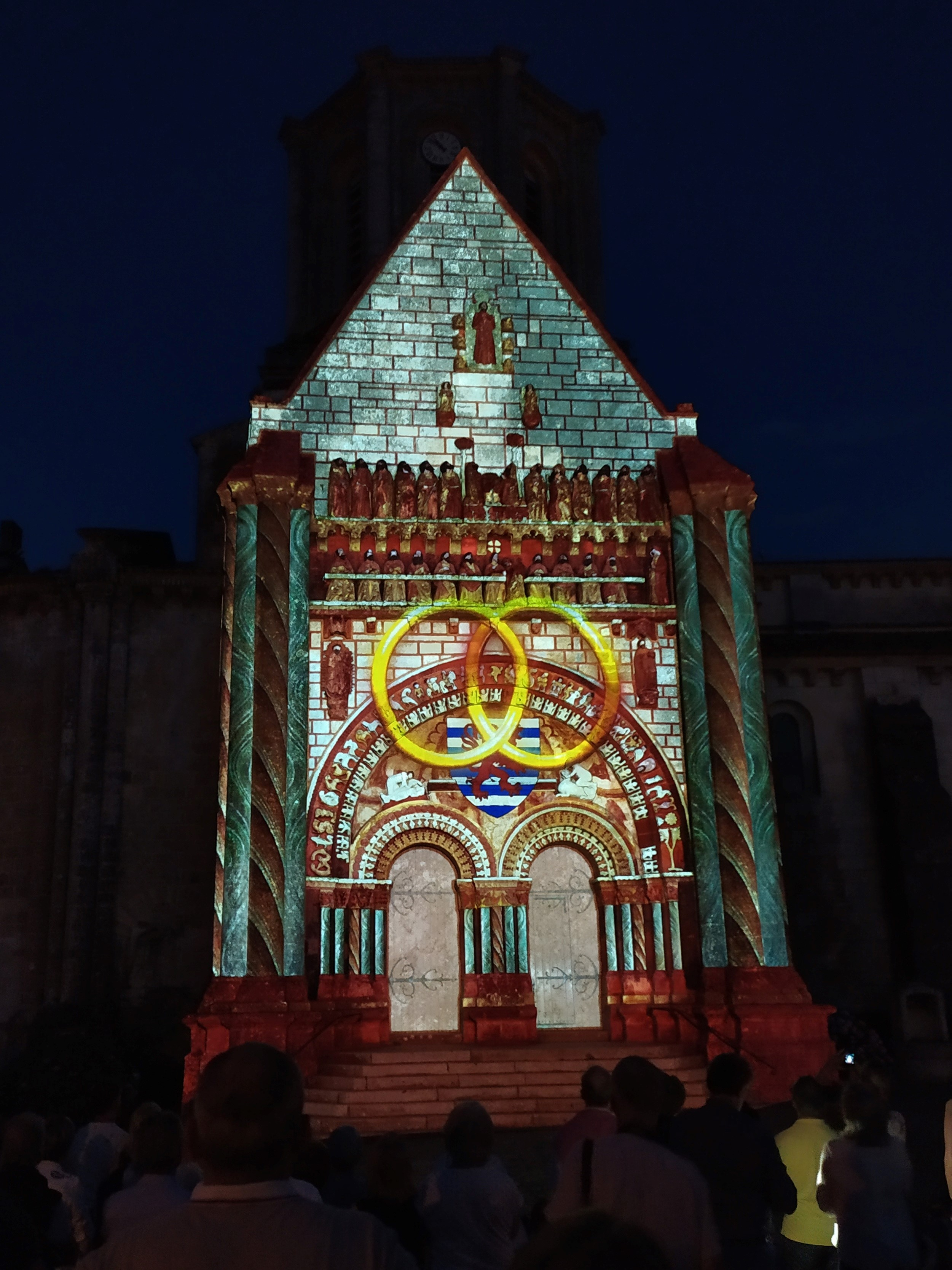
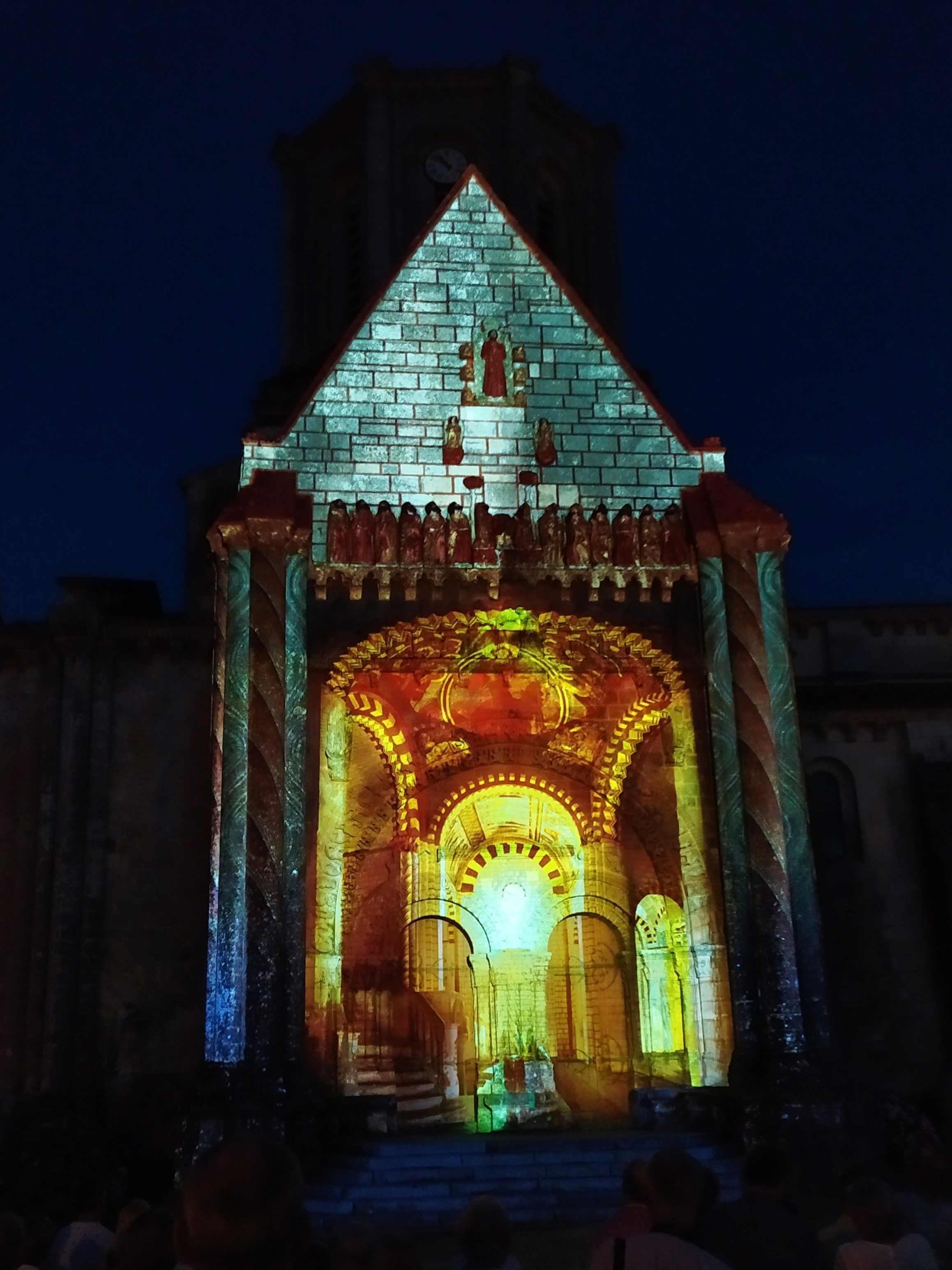

## Politique et administration

### Jumelage
La commune de Vouvant n'est pas jumelée.

## Population et société

### Démographie

#### Évolution démographique
L'évolution du nombre d'habitants est connue à travers les recensements de la population effectués dans la commune depuis 1793. Pour les communes de moins de 10 000 habitants, une enquête de recensement portant sur toute la population est réalisée tous les cinq ans, les populations de référence des années intermédiaires étant quant à elles estimées par interpolation ou extrapolation. Pour la commune, le premier recensement exhaustif entrant dans le cadre du nouveau dispositif a été réalisé en 2006.

En 2022, la commune comptait 823 habitants, en évolution de −4,3 % par rapport à 2016 (Vendée : +5,33 %, France hors Mayotte : +2,11 %).
| 1793 | 1800 | 1806 | 1821 | 1831  | 1836  | 1841  | 1846  | 1851  |
| ---- | ---- | ---- | ---- | ----- | ----- | ----- | ----- | ----- |
| 462  | 892  | 898  | 997  | 1 180 | 1 185 | 1 187 | 1 256 | 1 300 |

| 1856  | 1861  | 1866  | 1872  | 1876  | 1881  | 1886  | 1891  | 1896  |
| ----- | ----- | ----- | ----- | ----- | ----- | ----- | ----- | ----- |
| 1 321 | 1 331 | 1 314 | 1 307 | 1 312 | 1 340 | 1 556 | 1 379 | 1 365 |

| 1901  | 1906  | 1911  | 1921  | 1926  | 1931  | 1936  | 1946  | 1954  |
| ----- | ----- | ----- | ----- | ----- | ----- | ----- | ----- | ----- |
| 1 302 | 1 296 | 1 255 | 1 089 | 1 054 | 1 070 | 1 022 | 1 020 | 1 042 |

| 1962  | 1968 | 1975 | 1982 | 1990 | 1999 | 2006 | 2011 | 2016 |
| ----- | ---- | ---- | ---- | ---- | ---- | ---- | ---- | ---- |
| 1 006 | 935  | 835  | 777  | 829  | 867  | 789  | 844  | 860  |

| 2021 | 2022 | - | - | - | - | - | - | - |
| ---- | ---- | - | - | - | - | - | - | - |
| 834  | 823  | - | - | - | - | - | - | - |

#### Pyramide des âges
La population de la commune est relativement âgée.
En 2018, le taux de personnes d'un âge inférieur à 30 ans s'élève à 27,2 %, soit en dessous de la moyenne départementale (31,6 %). À l'inverse, le taux de personnes d'âge supérieur à 60 ans est de 36,5 % la même année, alors qu'il est de 31,0 % au niveau départemental.
En 2018, la commune comptait 405 hommes pour 471 femmes, soit un taux de 53,77 % de femmes, largement supérieur au taux départemental (51,16 %).
Les pyramides des âges de la commune et du département s'établissent comme suit.
| Hommes | Classe d’âge | Femmes |
| ------ | ------------ | ------ |
| 1,2    | 90 ou +      | 6,6    |
| 13,6   | 75-89 ans    | 16,5   |
| 19,1   | 60-74 ans    | 15,6   |
| 23,4   | 45-59 ans    | 22,0   |
| 15,5   | 30-44 ans    | 12,1   |
| 10,6   | 15-29 ans    | 13,2   |
| 16,6   | 0-14 ans     | 14,0   |

| Hommes | Classe d’âge | Femmes |
| ------ | ------------ | ------ |
| 0,8    | 90 ou +      | 2,2    |
| 8,7    | 75-89 ans    | 11,1   |
| 20,3   | 60-74 ans    | 21,3   |
| 20     | 45-59 ans    | 19,4   |
| 17,5   | 30-44 ans    | 16,8   |
| 15     | 15-29 ans    | 13,2   |
| 17,7   | 0-14 ans     | 16,1   |

### Enseignement
La commune de Vouvant possède deux établissements d'enseignement :
- l'école primaire publique des Acanthes, localisée place de l'Église, à côté de la mairie[233].
- une maison familiale rurale, située route d'Antigny[234].

### Lieux culturels
Divers établissements à vocation culturelle sont implantés dans la commune,, :
- la tour Mélusine, dont l'accès payant est possible aux horaires d'ouverture de l'office de tourisme situé place du Bail ;
- l'église Notre-Dame-de-l'Assomption, dont l'orgue a été inauguré en 2021 ;
- la nef Théodelin, partie de la nef de l'église Notre-Dame datant du XIe siècle transformée en lieu d'expositions temporaires ;
- l'Espace Lusignan, ancienne école privée, accueillant notamment la bibliothèque municipale ;
- l'« Antre de Mélusine », située au premier étage de l'office de tourisme, qui présente la légende de la fée Mélusine (visionner la version accessible de la muséographie)[237] ;
- et divers ateliers d'artistes implantés dans le village.

### Manifestations culturelles et festivités

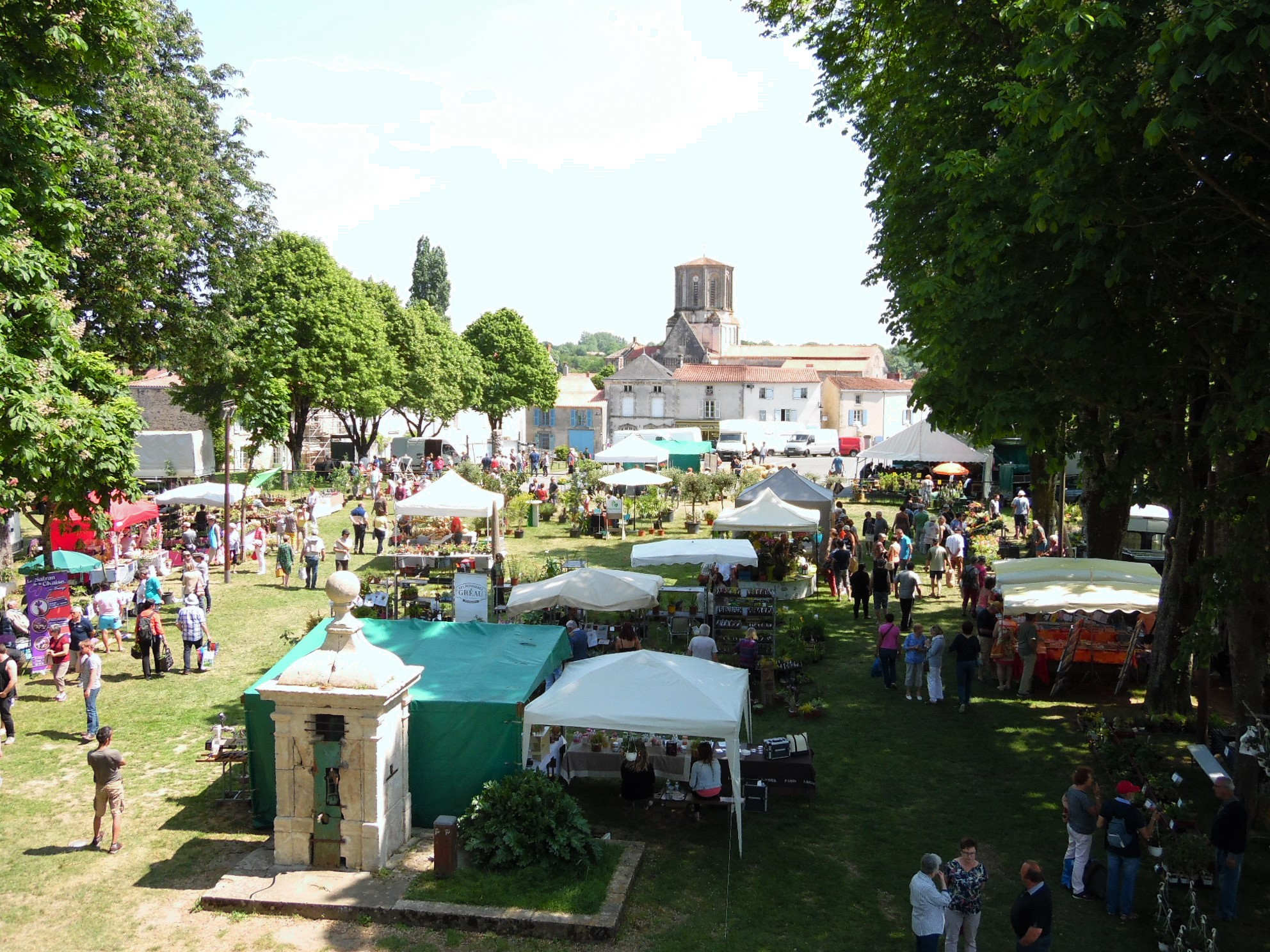
Fête des plantes et du jardin 2018.

De nombreux événements sont organisés tout au long de l'année,,, :
- La dégustation de la galette des rois, organisée en janvier par l'Amicale Laïque de Vouvant.
- Une course d'orientation organisée en février par l'association Les échappés de Mélusine.
- Les expositions de l'association Vouvant Village de Peintres, organisées d'avril à septembre dans la nef Théodelin.
- Le festival d'orgue de Vouvant, organisé dans l'église de mai à novembre par l'association Orgue & Musique à Vouvant.
- La marche du muguet, organisée le 1er mai par l'USVBC (club de football Union Sportive Vouvant Bourneau Cezais) avec l'organisation de plusieurs parcours de randonnée.
- La fête des plantes et du jardin, organisée sur la place du Bail durant un dimanche de la fin du mois de mai par le comité des fêtes de Vouvant.
- Le Raid Mélusine, organisé durant le dernier week-end du mois de juin par l'équipe des échappées de Mélusine.
- La fête de la musique, organisée dans l'église et sur la place du Bail autour du 21 juin.
- Le vide grenier, organisé sur la place du Bail le premier dimanche du mois de juillet par l'Amicale Laïque de Vouvant.
- La fête du 14 juillet, organisée pendant l'ensemble de la journée avec des animations sur la place du Bail. Un feu d'artifice est tiré près de la rivière Mère à la tombée de la nuit.
- Les Journées européennes du patrimoine, mi-septembre, avec un accès gratuit à la tour Mélusine et des visites guidées notamment.
- Le marché de Noël, organisé fin novembre dans le centre du bourg.

### Santé
Plusieurs services de santé sont présents, :
- un cabinet médical,
- un cabinet infirmier,
- une pharmacie,
- un EHPAD,
- un service ambulancier,
- divers services de kinésithérapie.

## Tourisme
Vouvant attire en moyenne 110 000 visiteurs par an.
En 2015, l'office de tourisme de Vouvant enregistre un record d'affluence, avec près de 11 000 passages (dont 8 300 durant les mois de juillet et août). Ainsi, l'augmentation se situe à plus de 4 % (plus 2 % de Français et plus 12 % d'étrangers.
|                                              | 2012   | 2013  | 2014   | 2015   | 2016   | 2017  | 2018   |
| -------------------------------------------- | ------ | ----- | ------ | ------ | ------ | ----- | ------ |
| Entrées de la tour Mélusine (en €)           | 5 353  | 4 166 | 2 064  | 3 200  | 3 630  | 5 181 | 4 728  |
| Nombre de visiteurs à l'office de tourisme   | 11 266 | 7 959 | 10 672 | 10 947 | 11 103 | 8 355 | 12 715 |
| Nombre de nuitées au terrain de camping-cars | 644    | 495   | 751    | 701    | 751    | 826   | 1 048  |

## Lieux et monuments

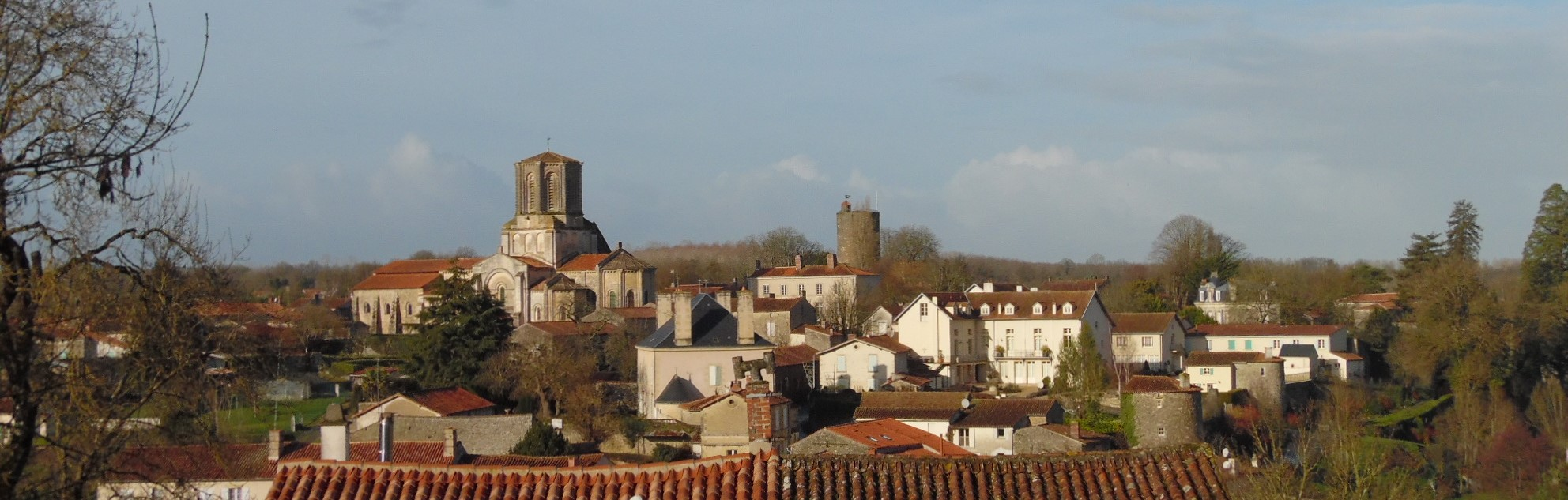
Vue générale de la cité médiévale depuis le calvaire de Montfort.

### Enceinte fortifiée duXIIesiècle-XIIIesiècle
Au XIe siècle, les premiers remparts sont construits en terre et en bois. Ceux-ci sont par la suite remplacés par des fortifications en pierres.
Les remparts que l'on peut actuellement observer datent de la fin du XIIe siècle ou du début du XIIIe siècle,. C'est à cette époque que la famille Lusignan construit un nouveau château (aujourd'hui place du Bail) et édifie les remparts flanqués d'une trentaine de tours.
En 1526, d'après une description détaillée, la cité médiévale de Vouvant est composée de plusieurs bâtiments dont une tour carrée, une chapelle, deux puits, une douve sèche séparant le château-fort du village et une poterne permettant l'accès à l'enceinte fortifiée du Château Neuf par le donjon (tour Mélusine).
Les parties subsistantes de l'enceinte fortifiée sont inscrites à l’inventaire supplémentaire des monuments historiques depuis le 26 novembre 1984.

Les fortifications
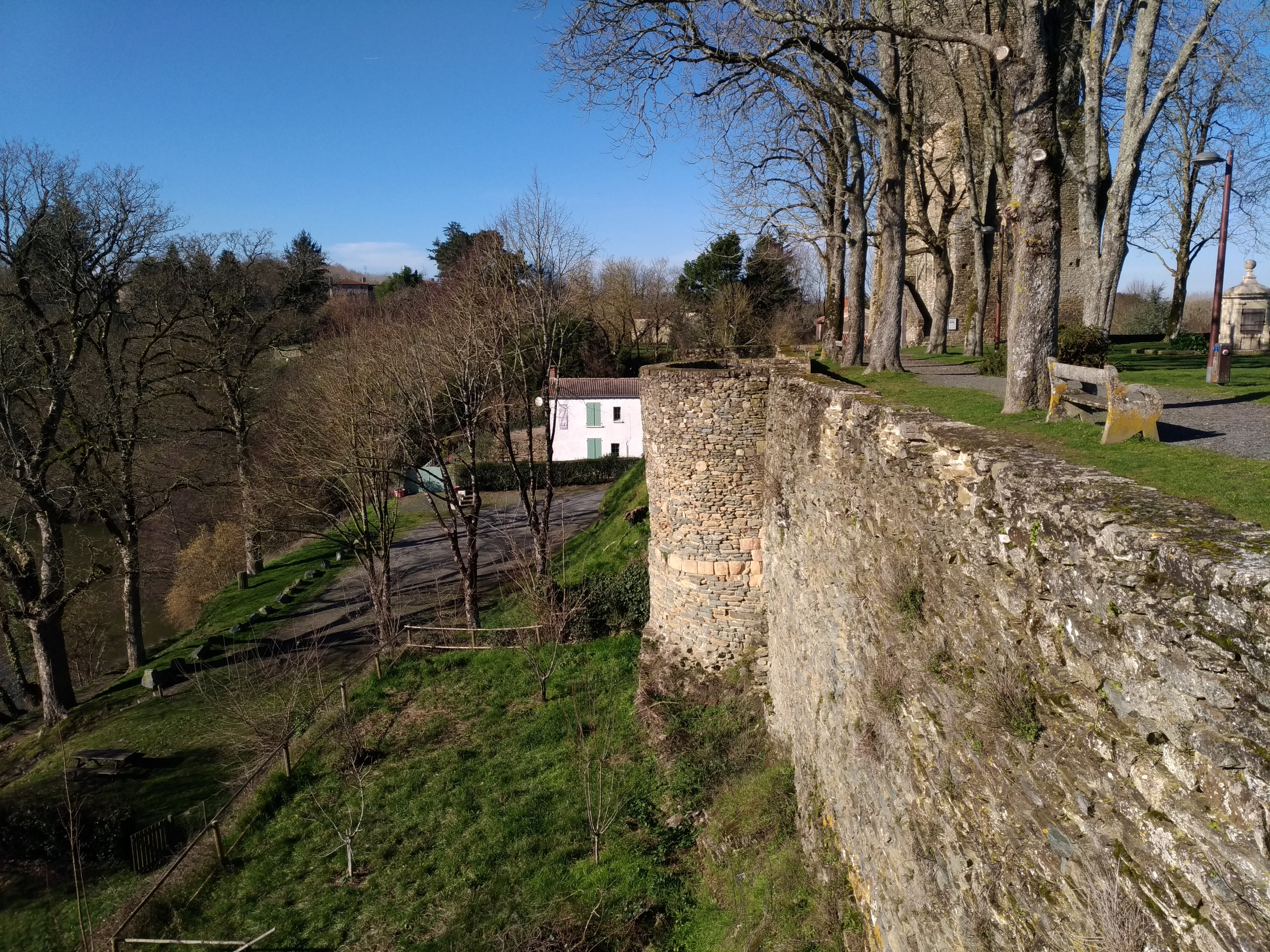
Remparts ouest du château-fort (tour la plus au nord).
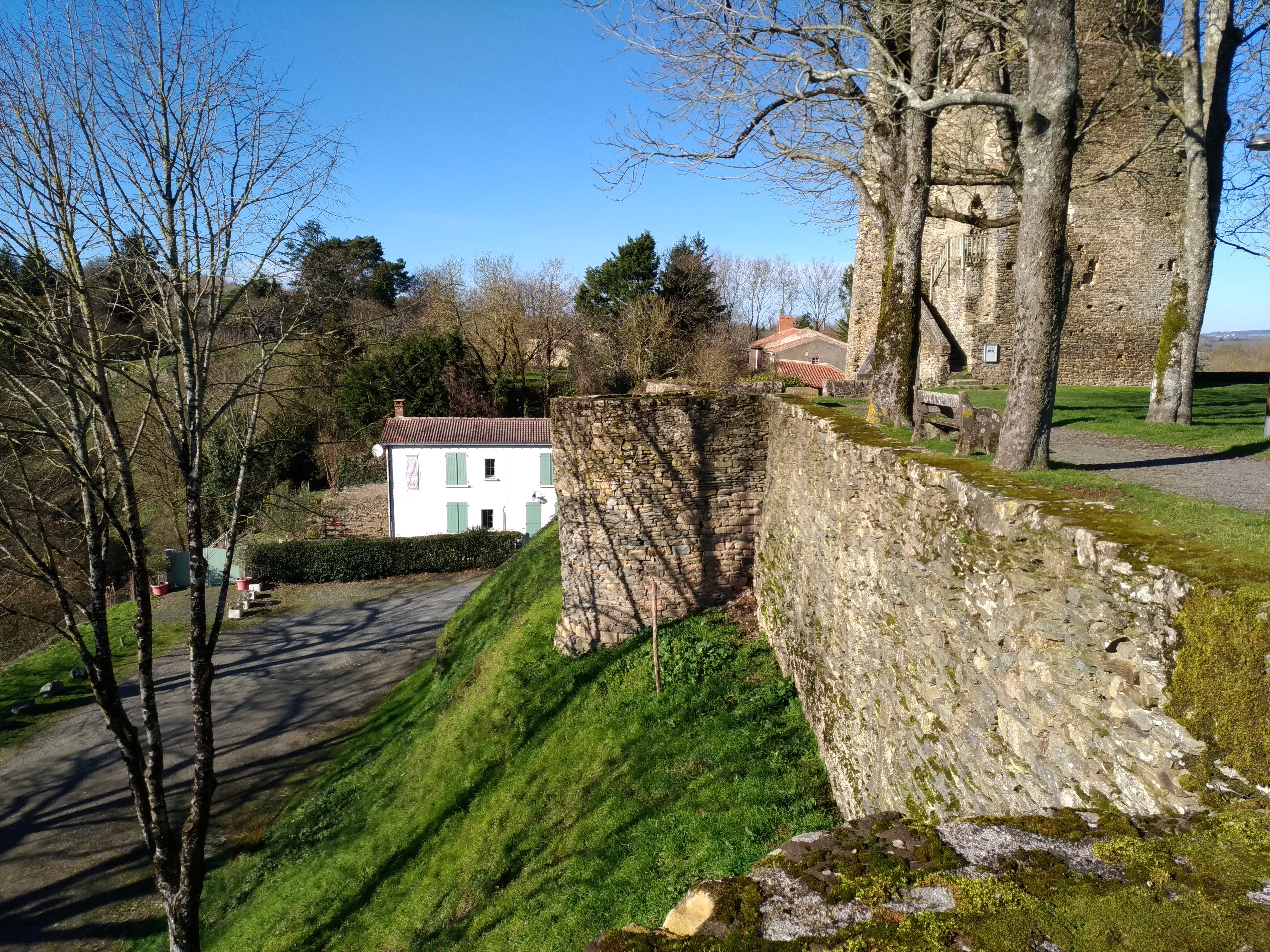
Remparts ouest du château-fort (tour la plus au sud).
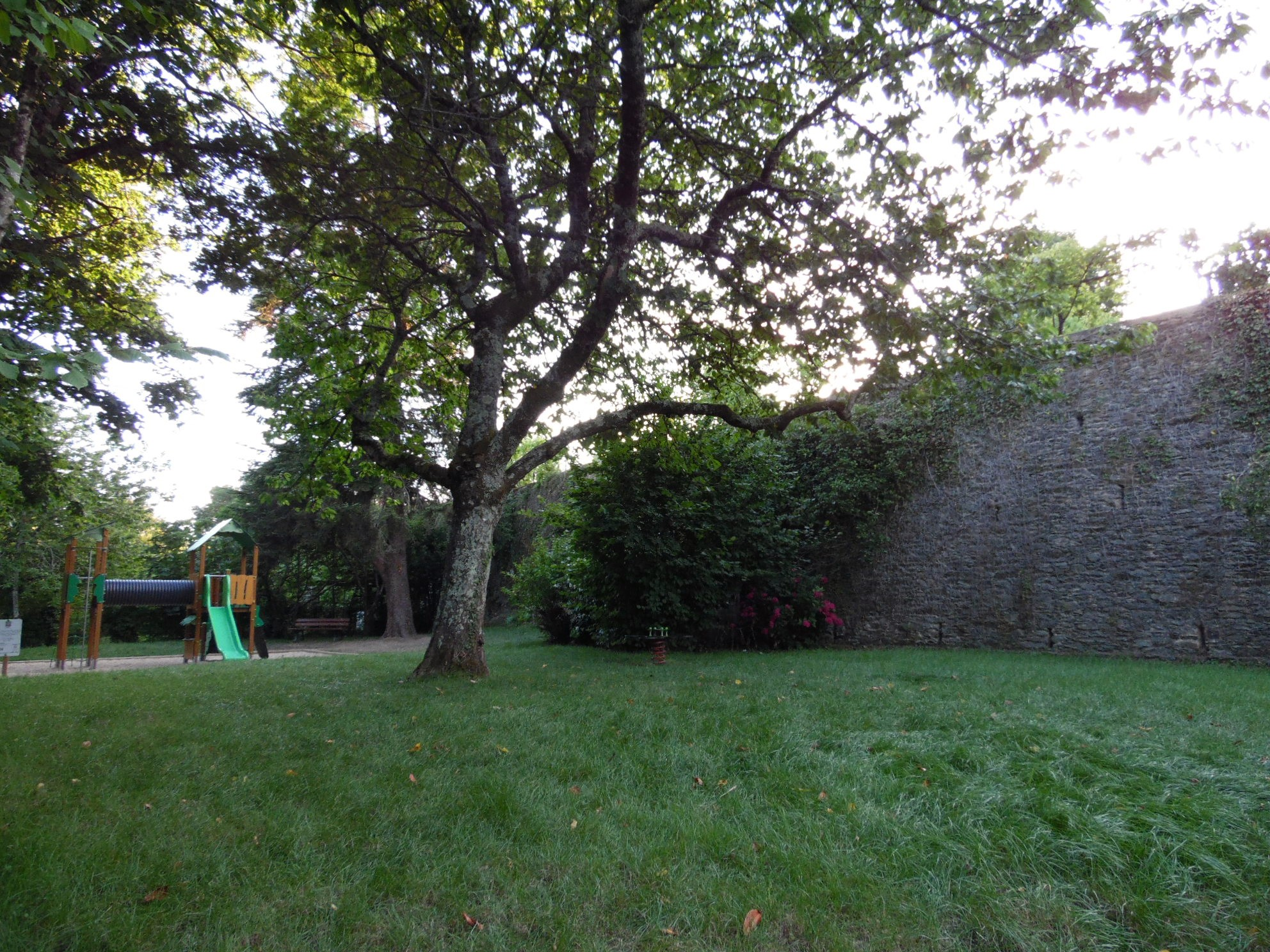
Remparts de ville sud.
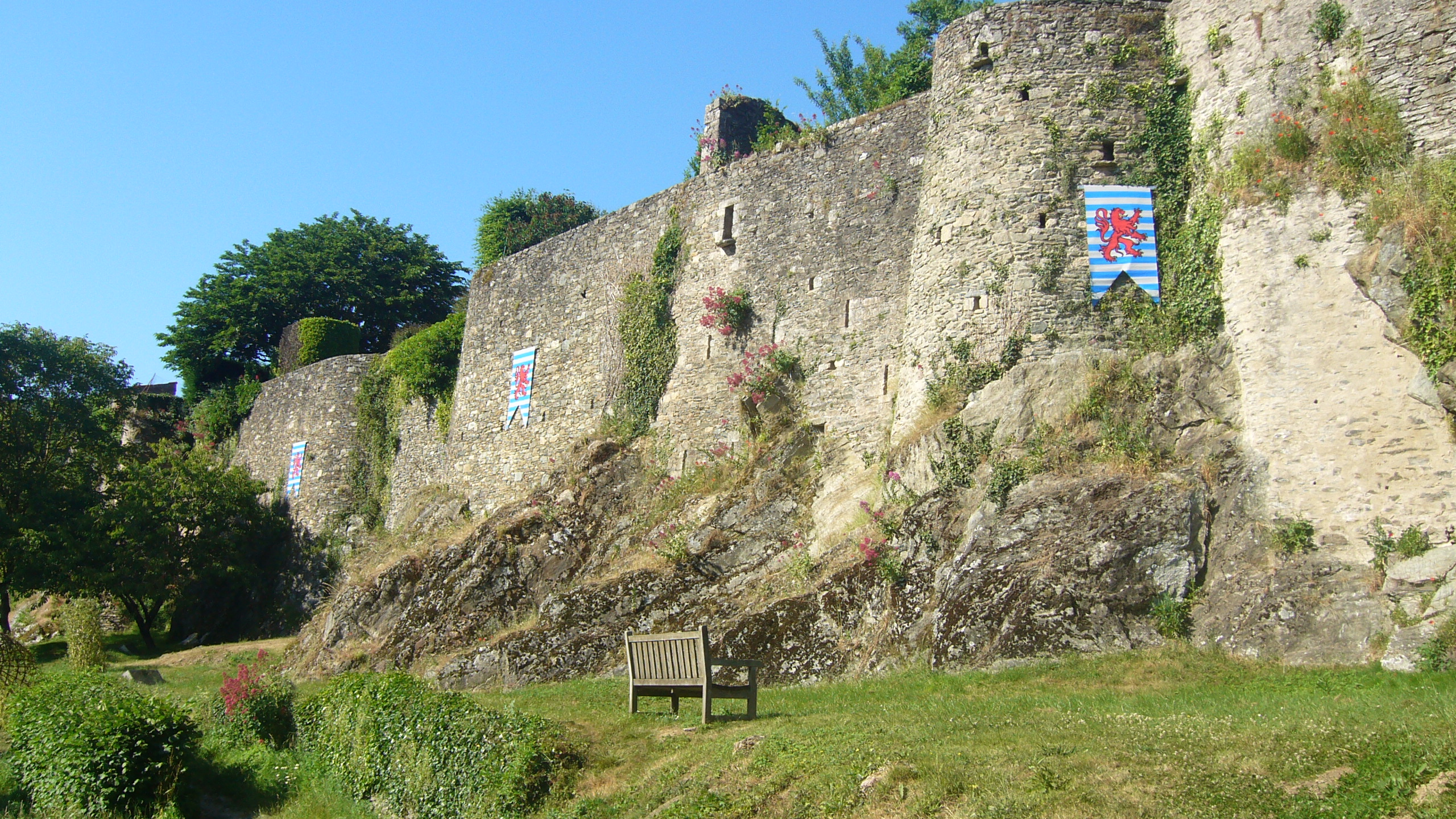
Remparts de ville ouest.
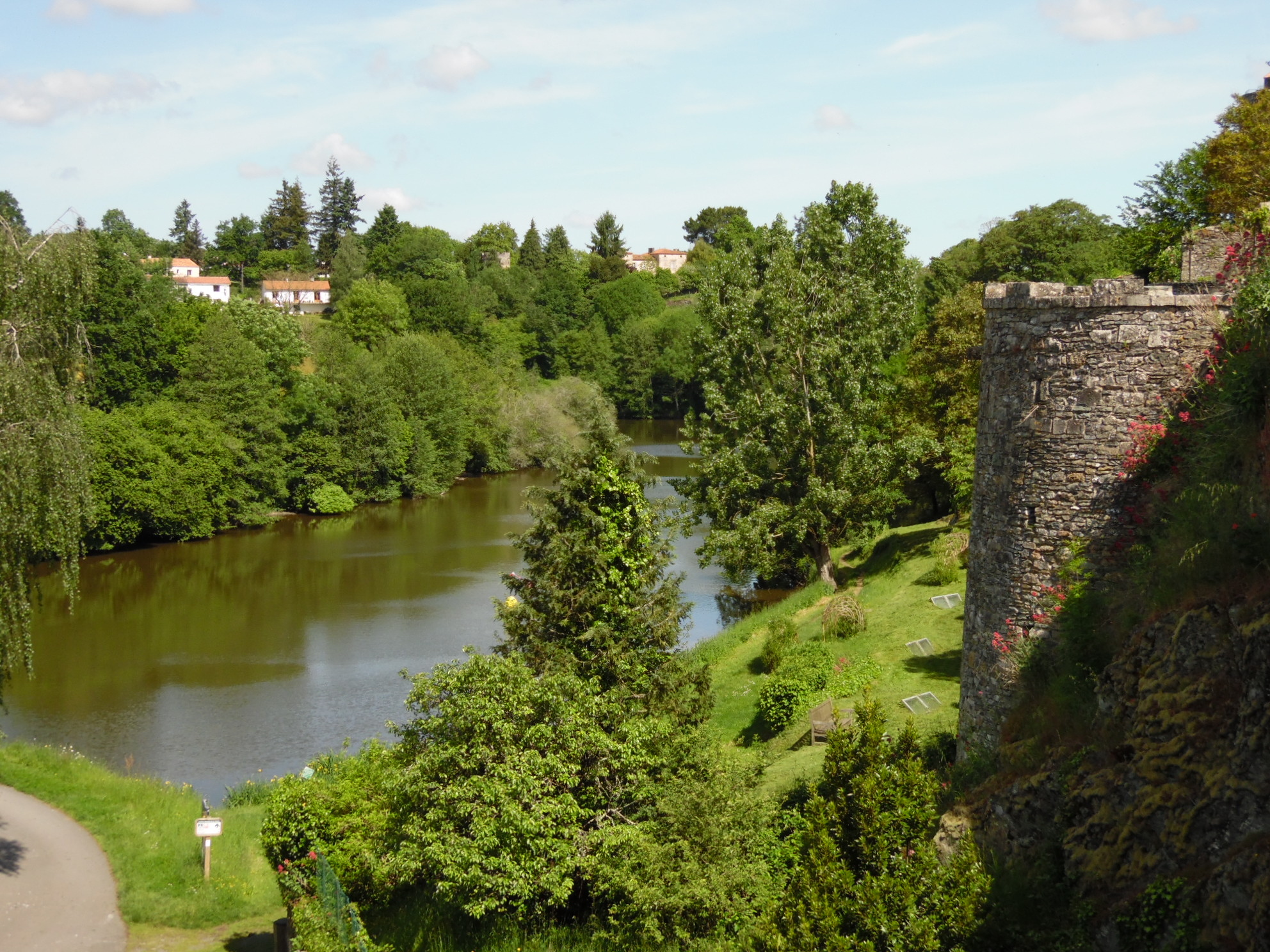
Vue du haut de la Porte de la Poterne.
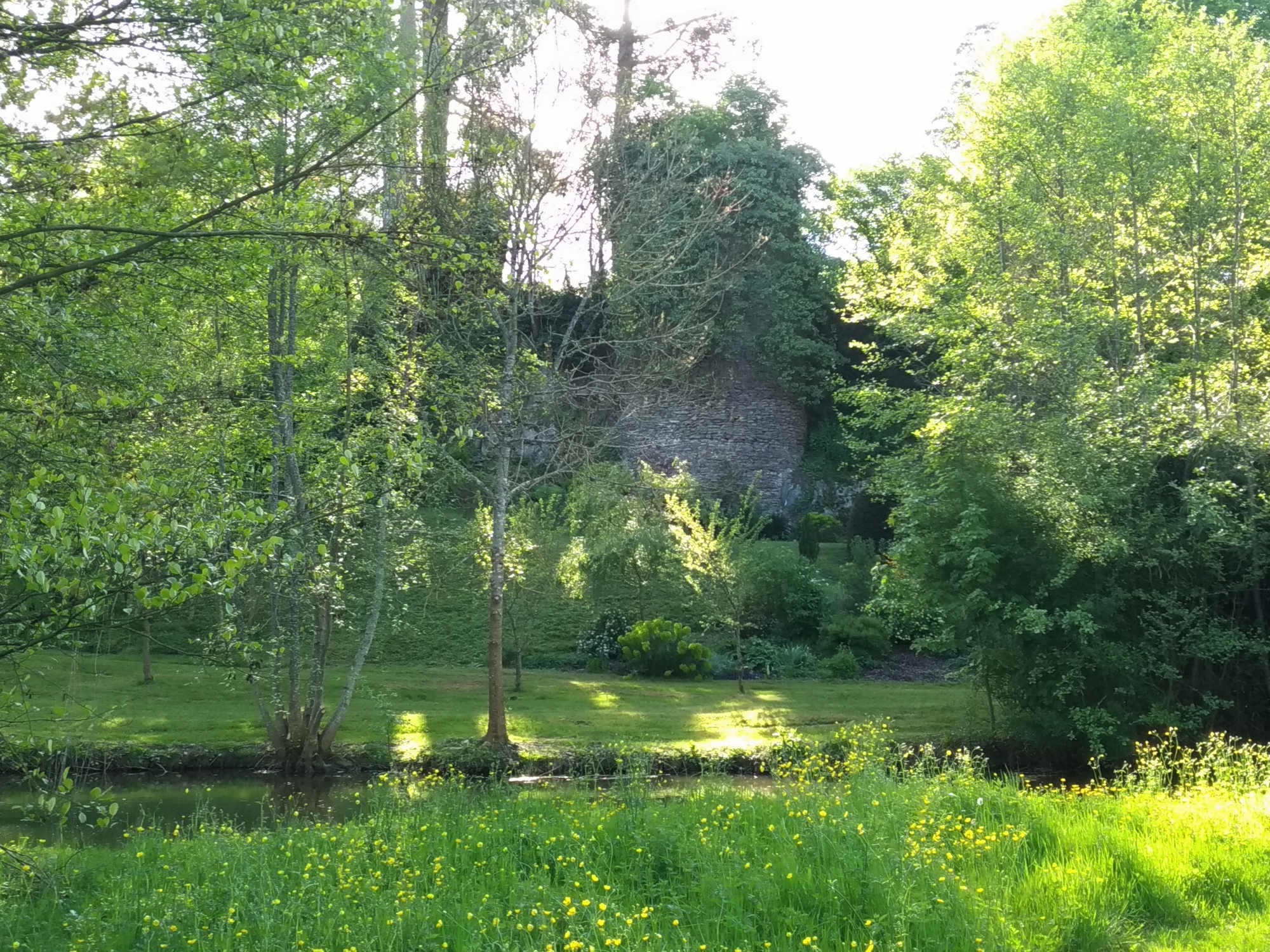
L'une des tours comprises dans la propriété de la Recepte (fortifications orientales).

#### Tour Mélusine
La tour Mélusine, donjon circulaire daté entre la fin du XIIe siècle et le début du XIIIe siècle,,,,, est le seul vestige de l'ancien château-fort des Lusignan, qui était séparé du bourg fortifié de Vouvant par un fossé sec. Cette tour s'élève à 36 m au-dessus du fossé nord du château.
Selon la légende, elle est construite, comme le reste de la forteresse, en une nuit, par la fée Mélusine de « trois dornées de pierre et d’une goulée d’Ève ».
La tour Mélusine est inscrite à l’inventaire supplémentaire des monuments historiques depuis le 12 février 1927.

Tour Mélusine
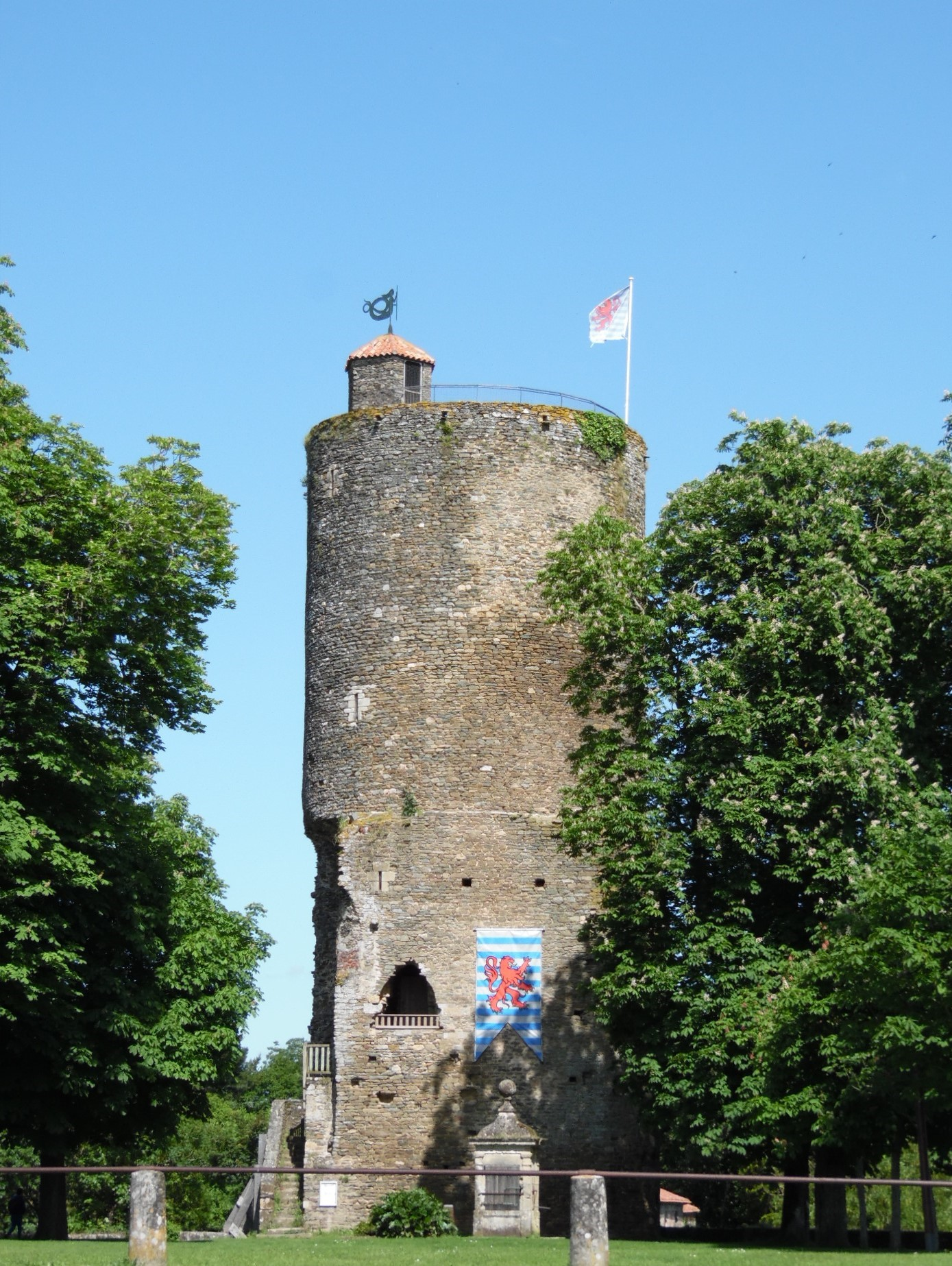
La tour Mélusine vue de la place du Bail, ancienne cour du château-fort.
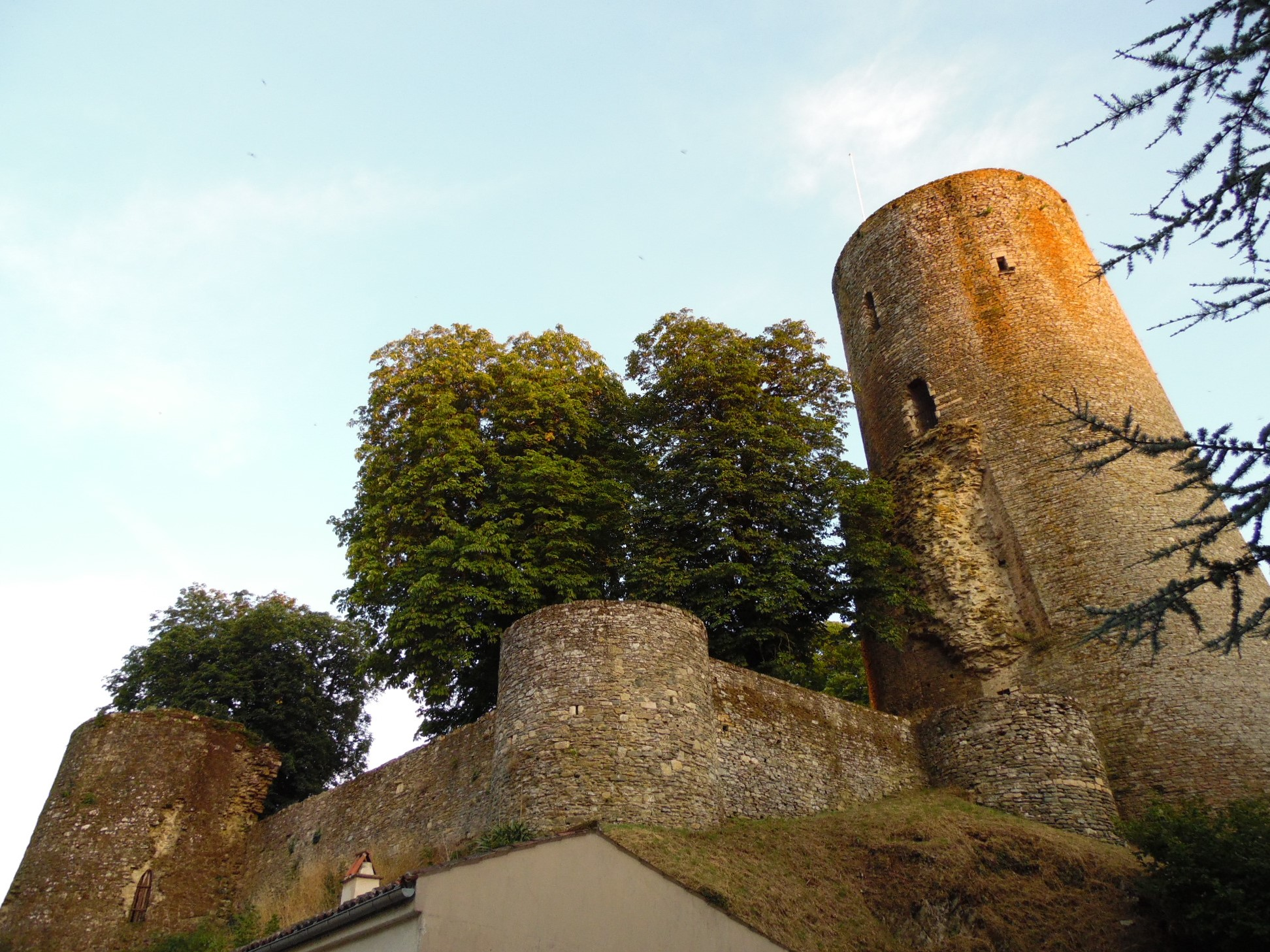
L'ancien château-fort vu du bas du fossé.
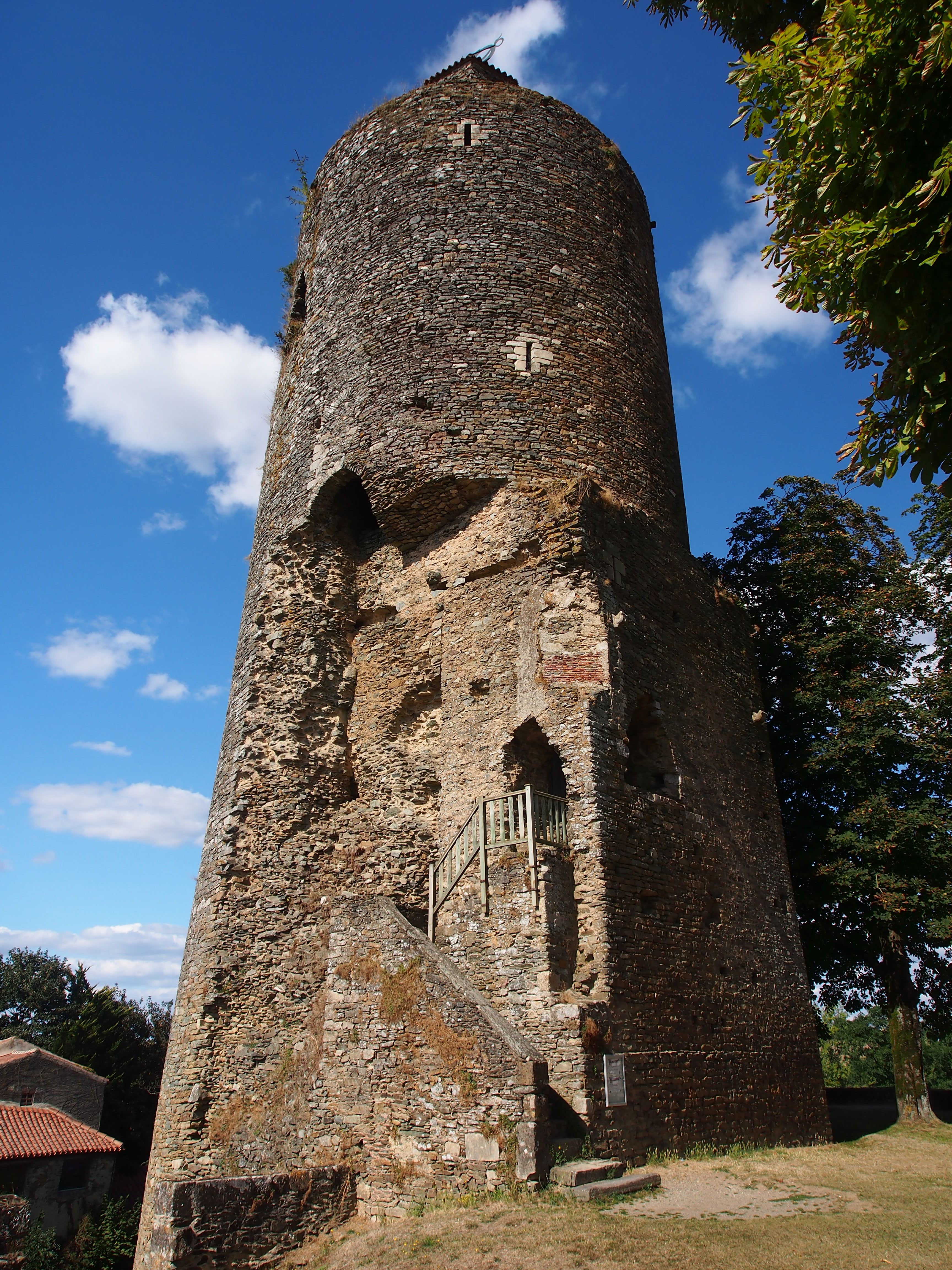
Vue de son pied.
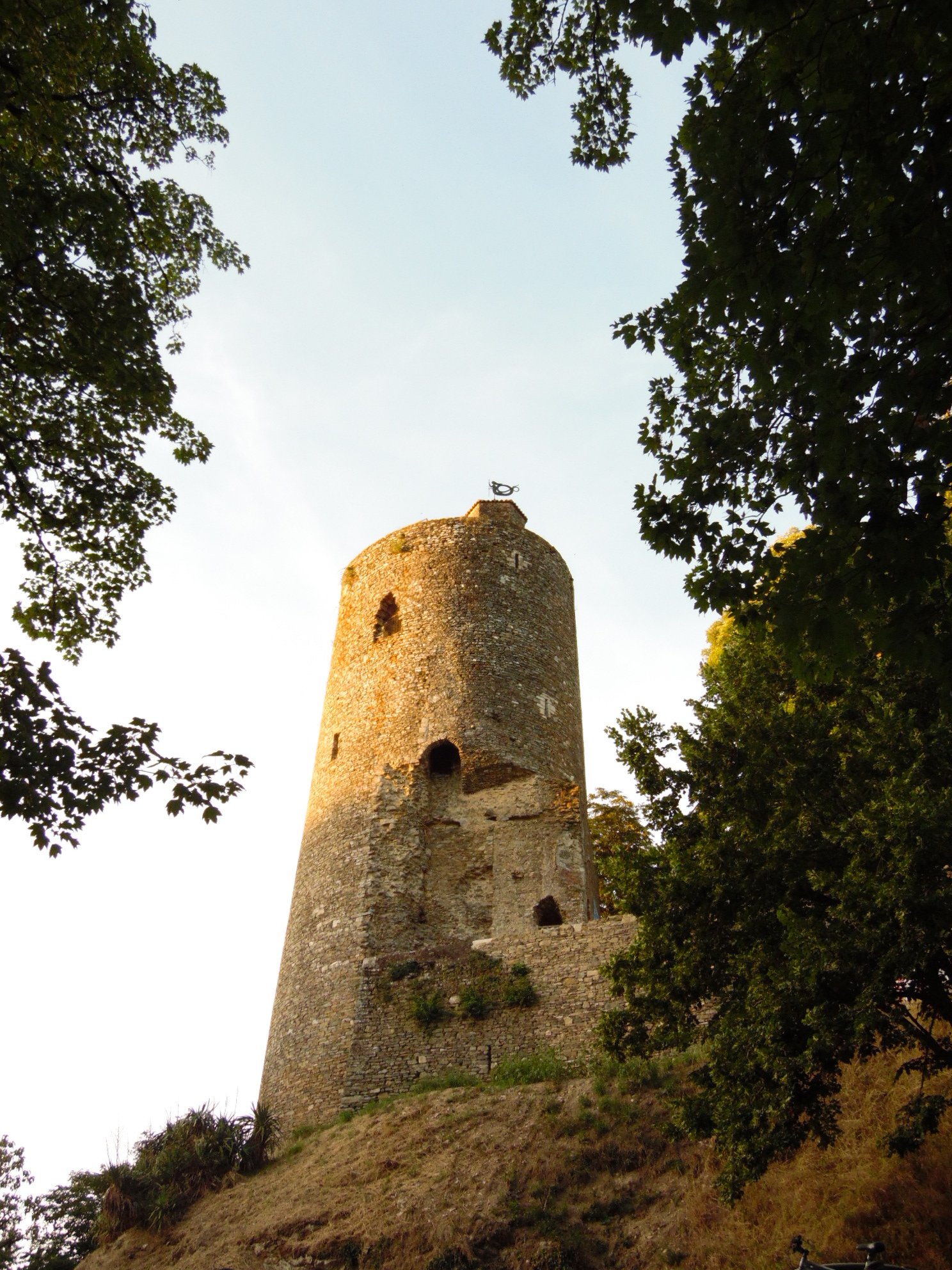
Vue de l'ouest.
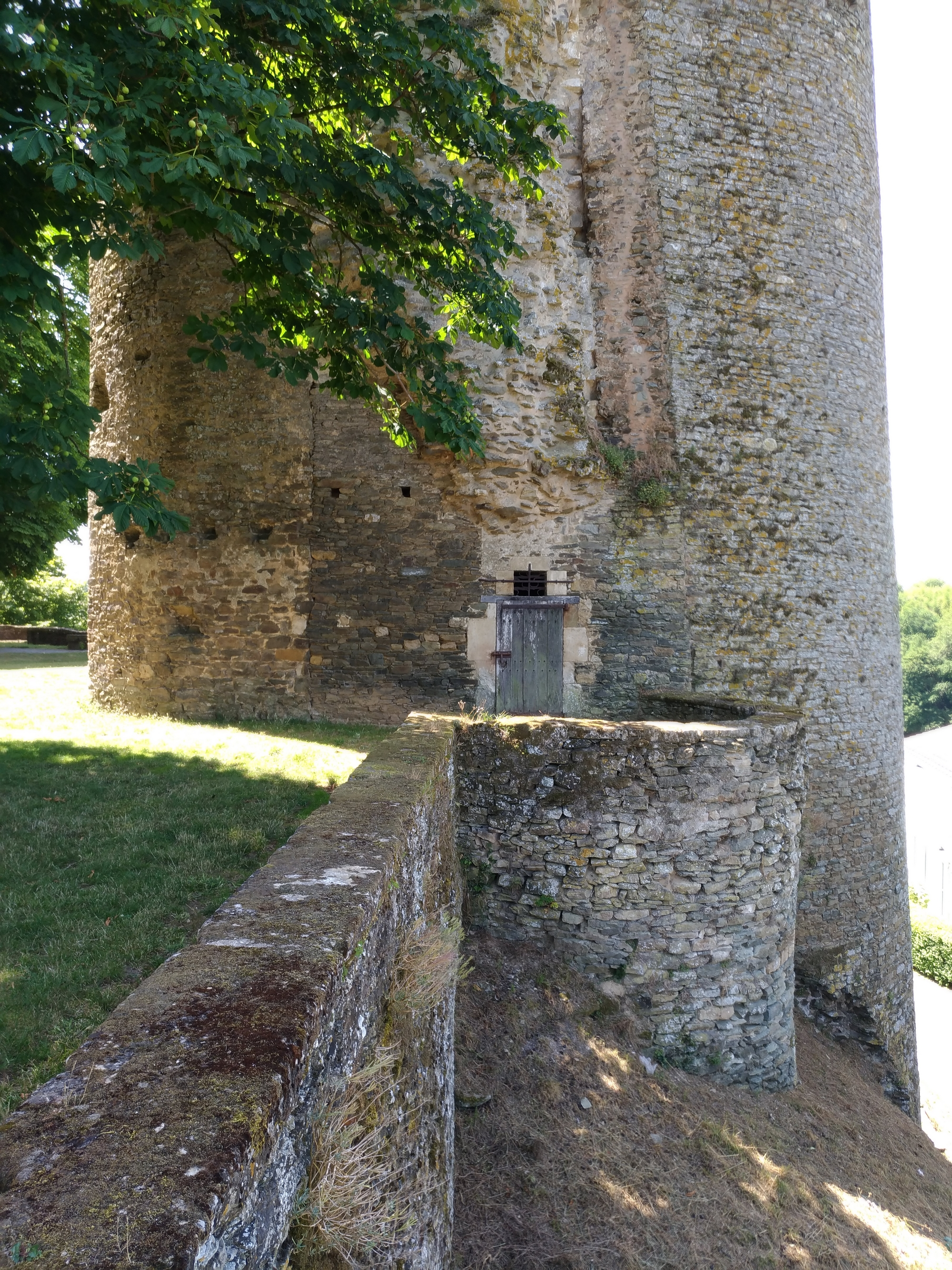
Porte donnant accès au rez-de-chaussée de la tour où étaient conservées les denrées alimentaires.
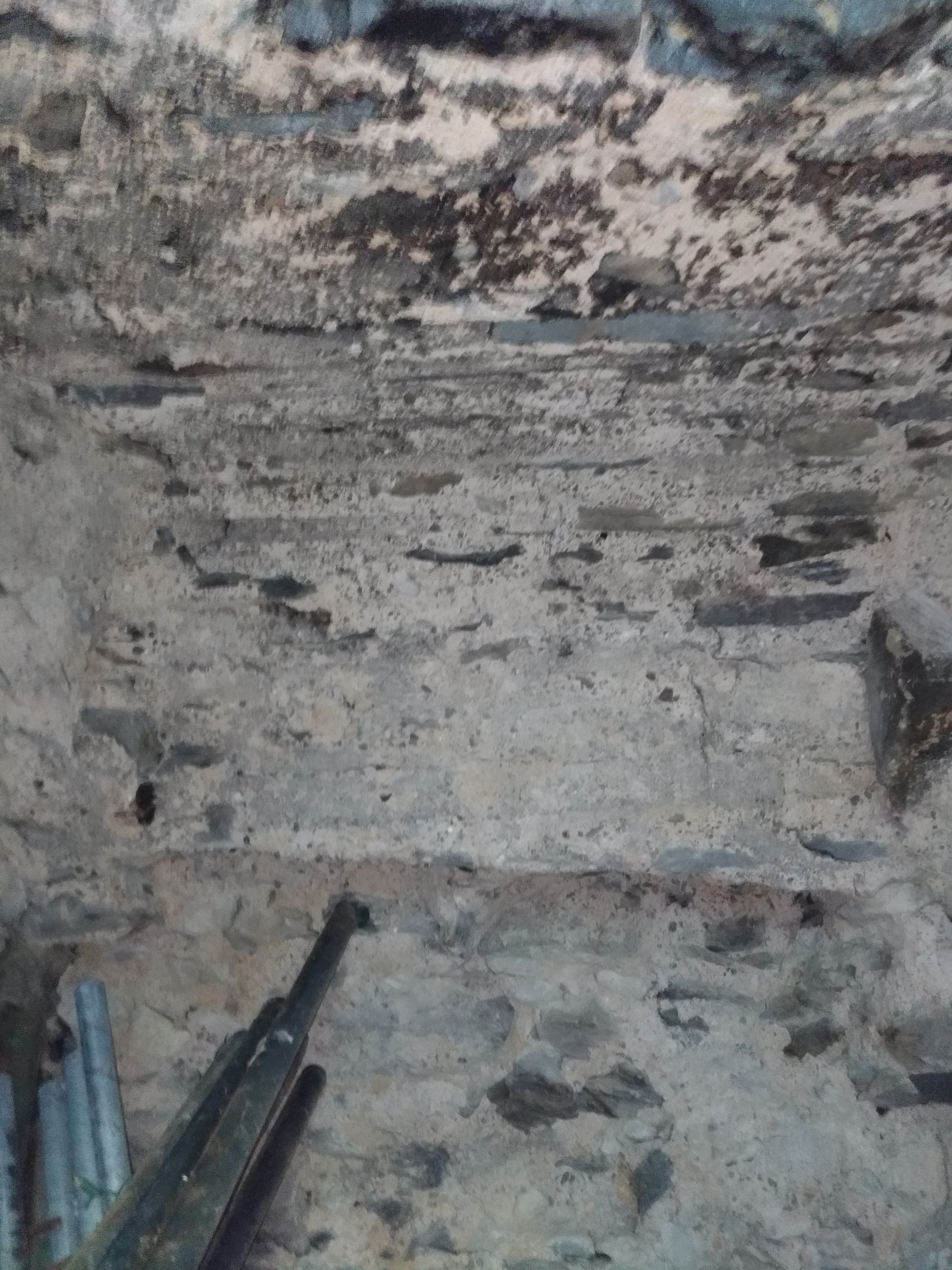
Vestiges de la voûte de la salle du rez-de-chaussée actuel (vue de dessous).

#### Tour des Gardes
La tour des Gardes est une tour de défense flanquant la partie est des remparts du château fort de Vouvant. C'est la seule tour d'enceinte du château qui possède encore une salle. L'accès à cette salle voûtée en berceau brisé se fait très en dessous du sol actuel, ce qui indique que ce dernier a largement été rehaussé par rapport au niveau d'origine. La tour conserve trois archères dont les encadrements ont été arrachés. Ces ouvertures ont très probablement fait l'objet d'un élargissement au cours du XVIe siècle afin de permettre l'utilisation de petites armes à feu. Enfin, le sommet ruiné de la tour des Gardes laisse apparaître la présence d'un escalier circulaire rampant.

La salle voûtée de la tour des Gardes est actuellement utilisée par la municipalité en tant qu'espace de stockage.

Tour des Gardes
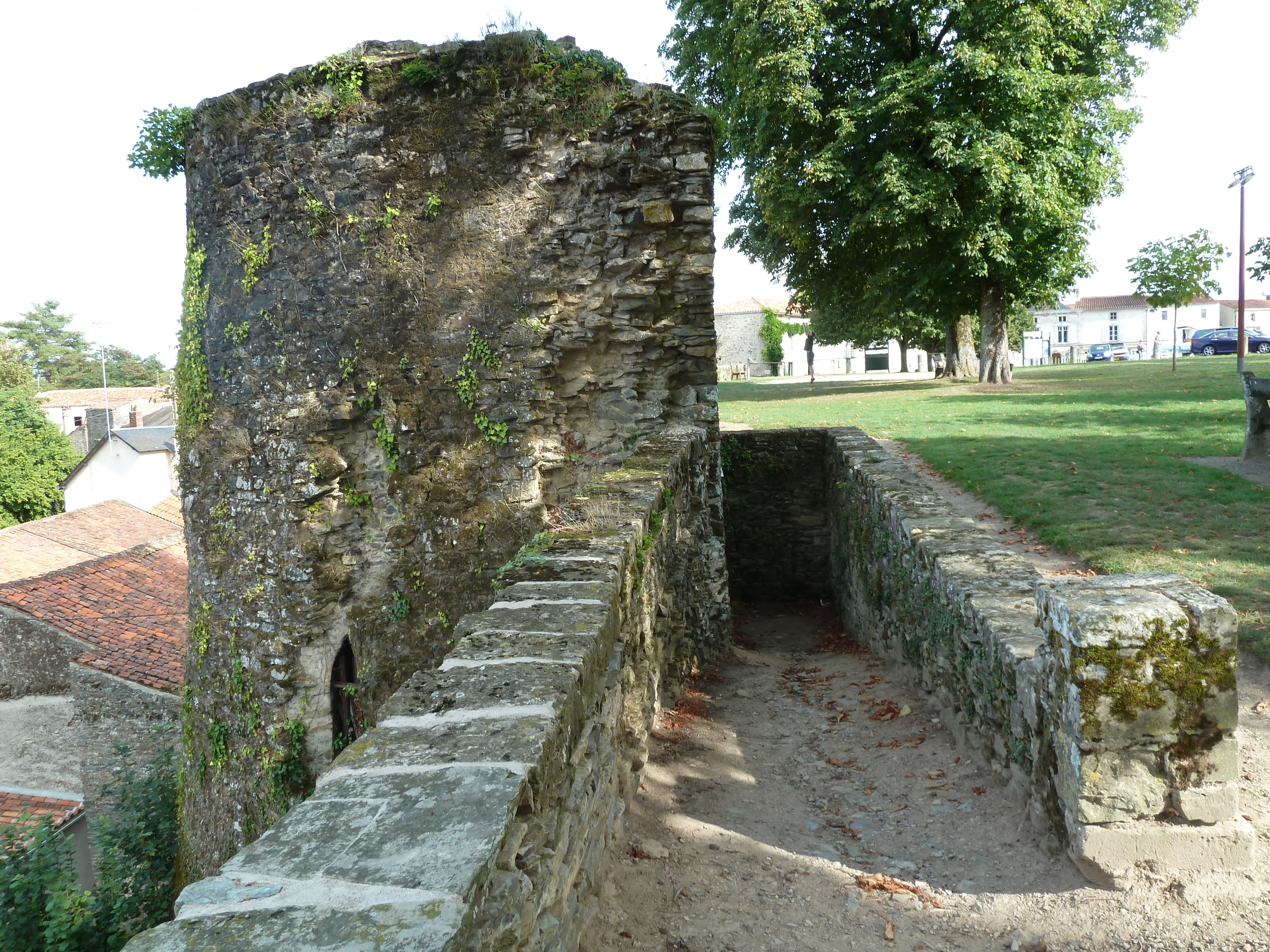
Vue d'ensemble depuis le nord.
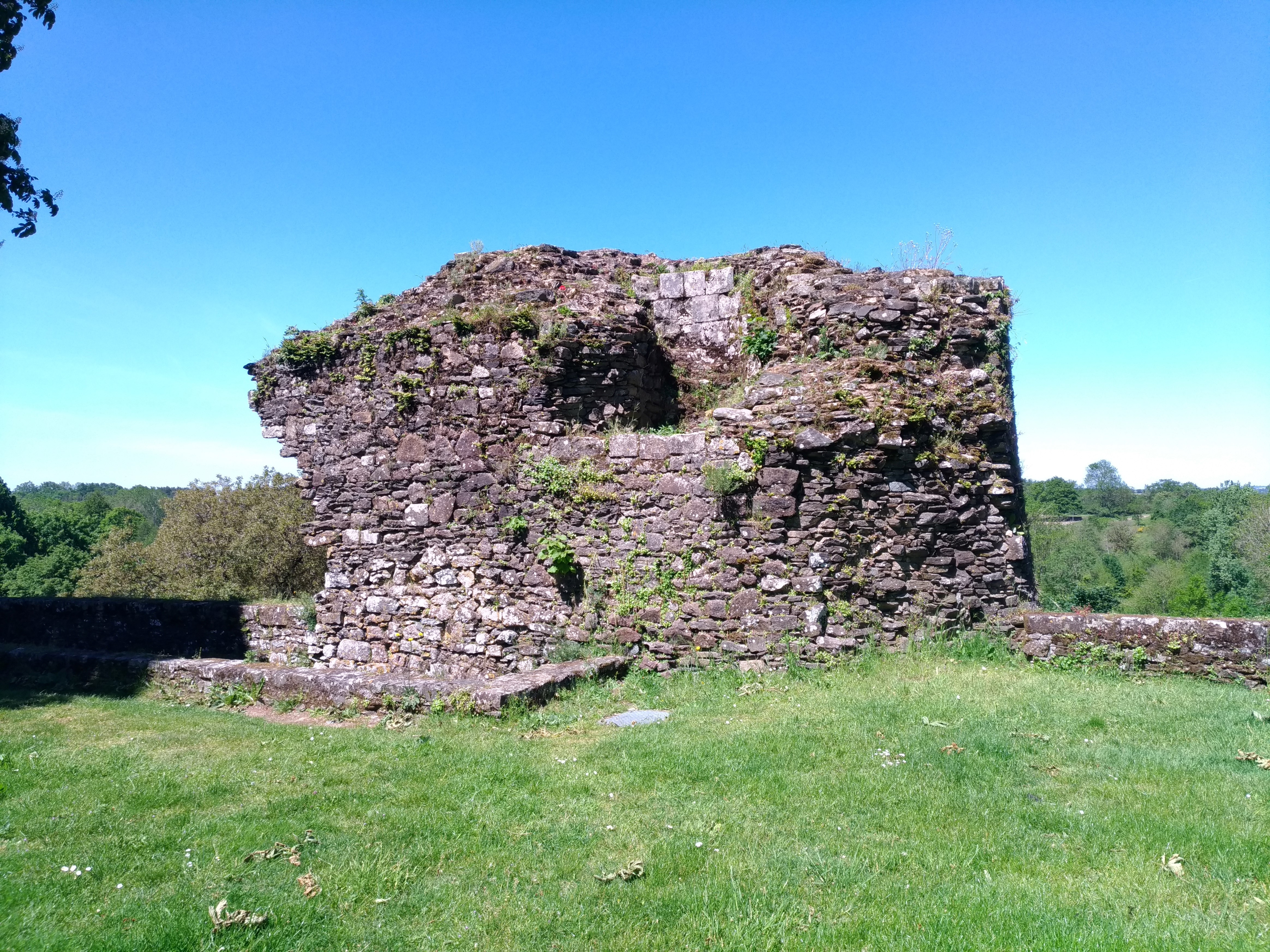
Vue d'ensemble depuis l'ancienne cour du château.
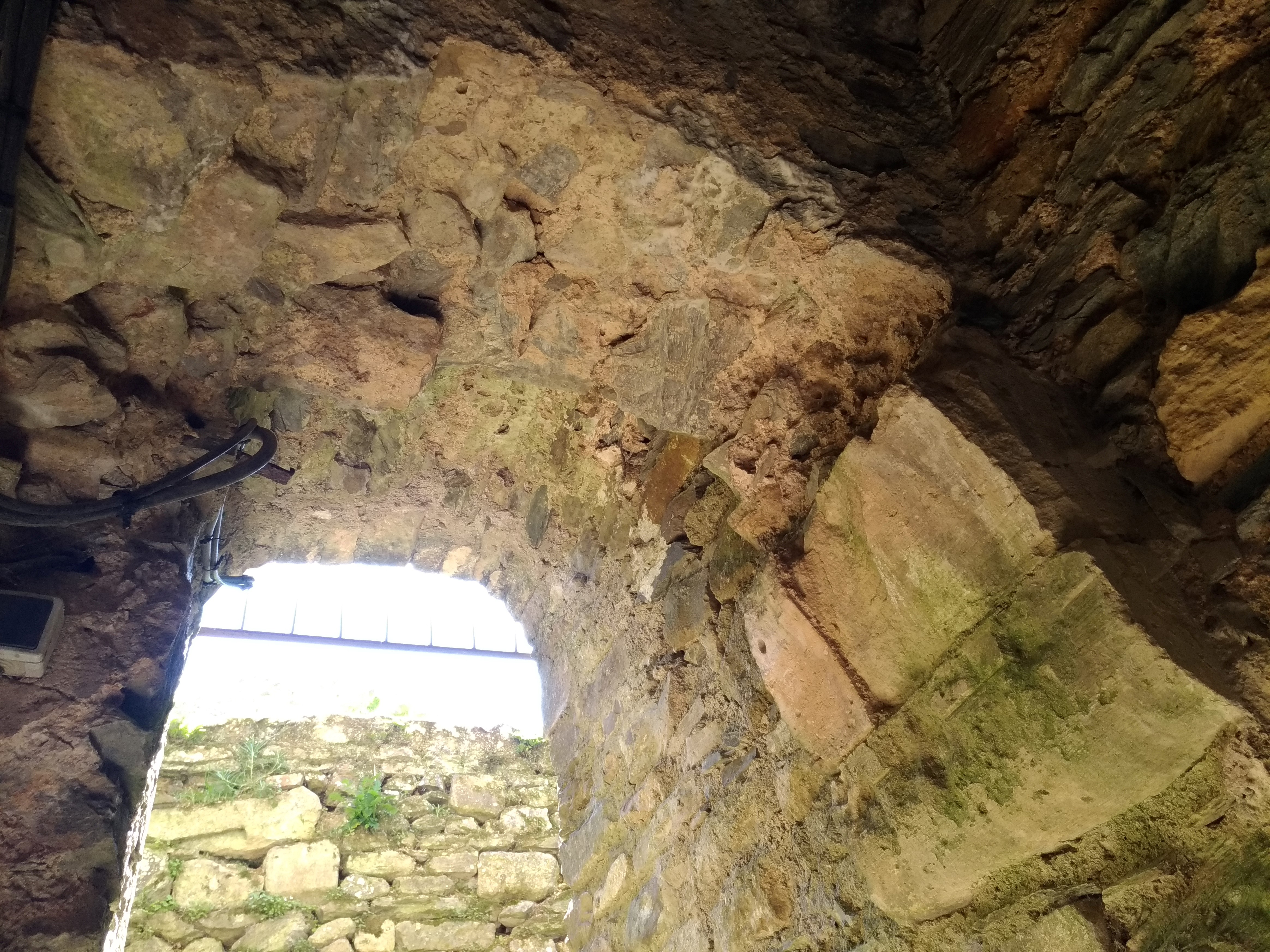
Entrée de la salle.
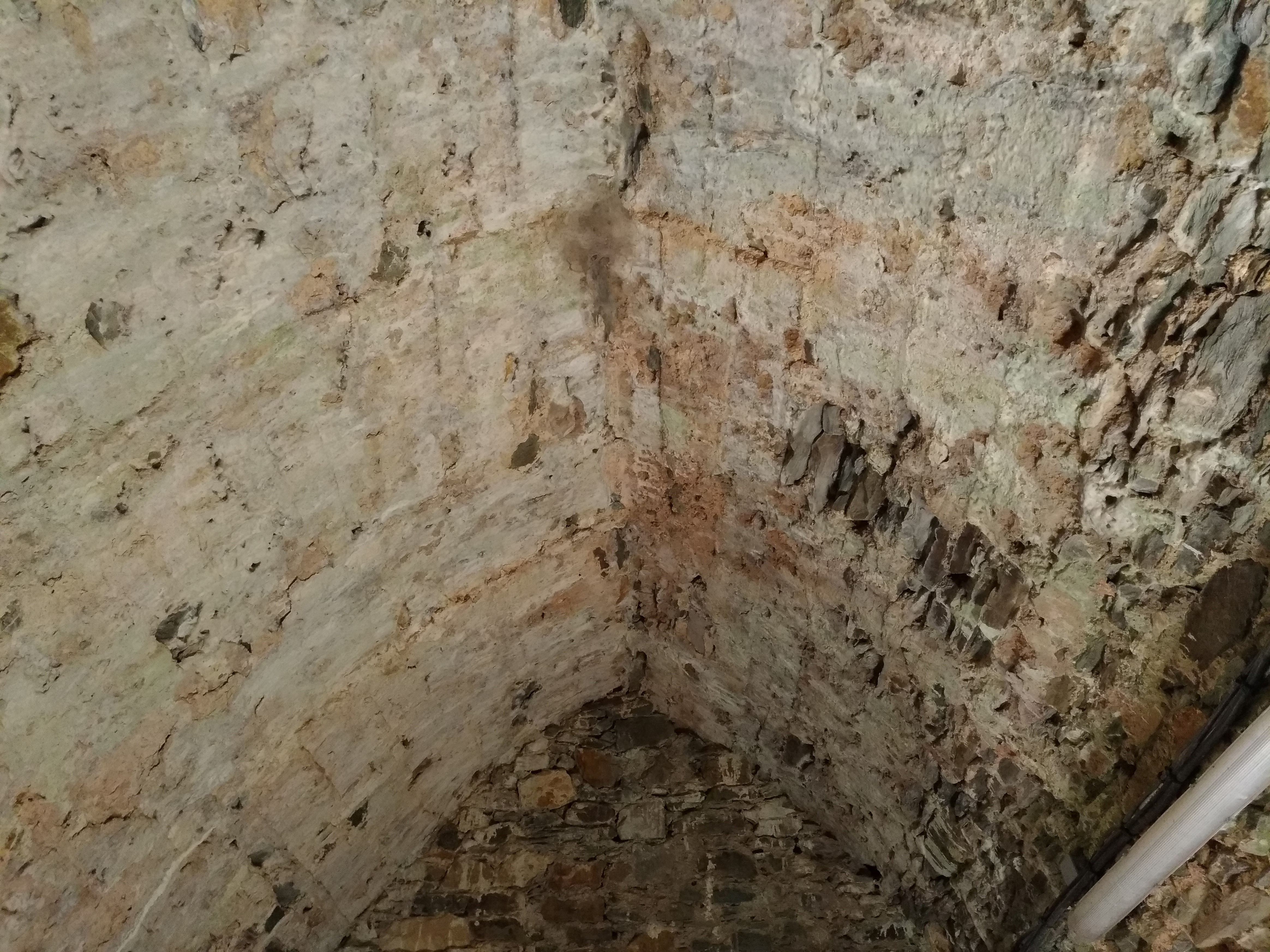
Voûte en berceau brisé.
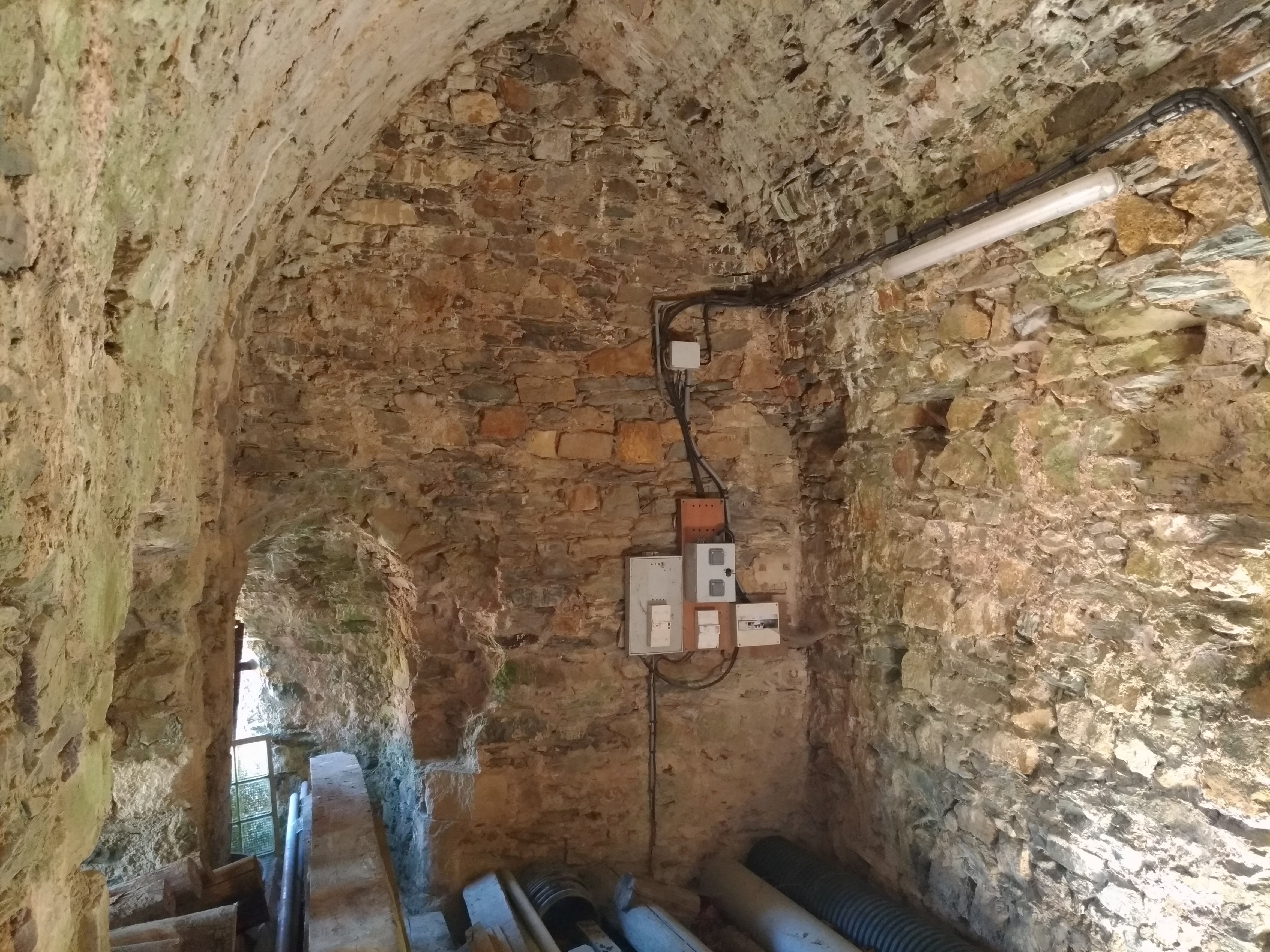
Vue vers le sud de la salle.
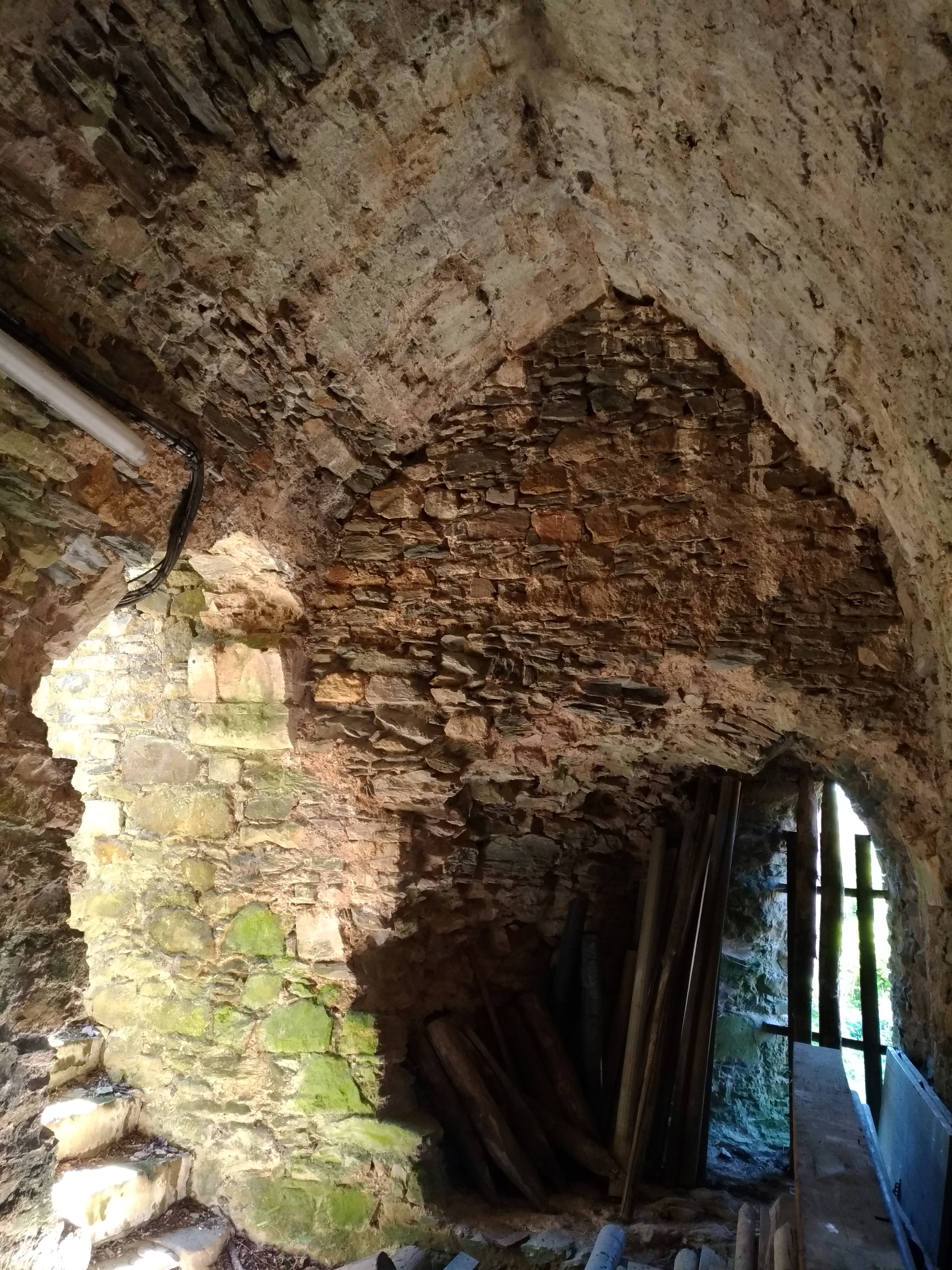
Vue vers le nord de la salle.

#### Tour du Couvent ou de la Visitation

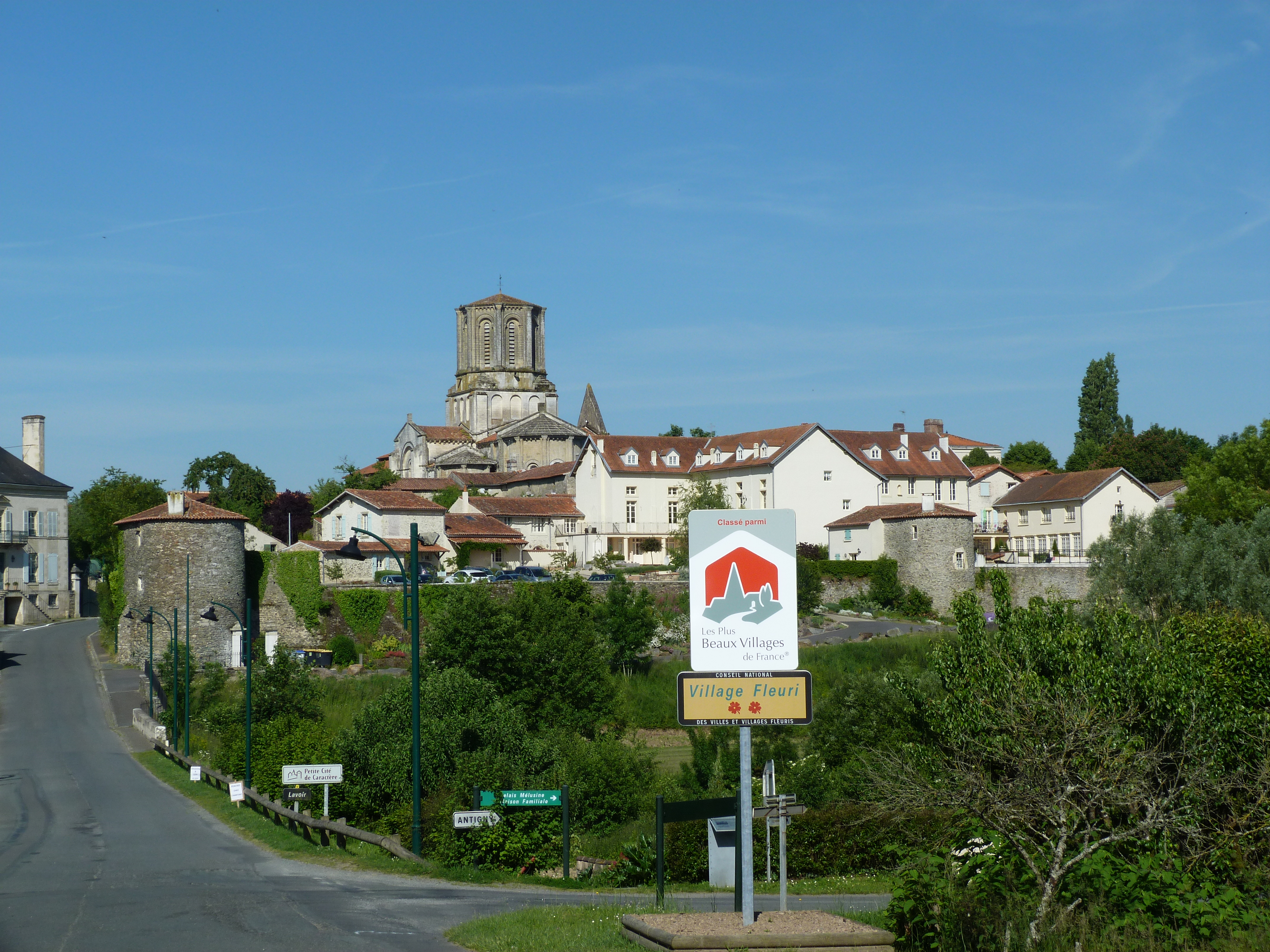
Une partie des remparts situés à l'est du bourg de Vouvant, avec la tour du Couvent (ou de la Visitation) à gauche.

La tour du Couvent, appelée aussi tour de la Visitation, est une tour demi-circulaire flanquant la partie est des remparts du bourg fortifié. Malgré la démolition d'une partie des remparts situés à proximité immédiate de la tour au XIXe siècle, elle est l'une des tours les mieux conservées de l'enceinte. La tour est érigée, comme le reste des remparts, entre la fin du XIIe siècle et le début du XIIIe siècle,. Le nom donné à cette tour d'enceinte provient de son appartenance au monastère de la Visitation (installé à Vouvant entre 1941 et 1997),. Elle est, depuis cette période, aménagée en tant qu'habitation.

#### Porte de la Poterne
La porte de la Poterne ou, plus simplement, la Poterne, (appelée parfois porte Saint-Louis,) est l'unique point d'accès du bourg fortifié encore conservé. Cette porte, située à l'est, était utilisée secondairement pour accéder au bourg castral. Il s'agit en réalité d'une poterne (d'où son appellation locale de « Poterne ») dissimulée dans les fortifications et protégée par une tour carrée.

Les remparts ouest, où se situe la porte de la Poterne, sont longés par le chemin des Rangies (échelles sommaires utilisées par les assaillants pour franchir les remparts),.

Porte de la Poterne
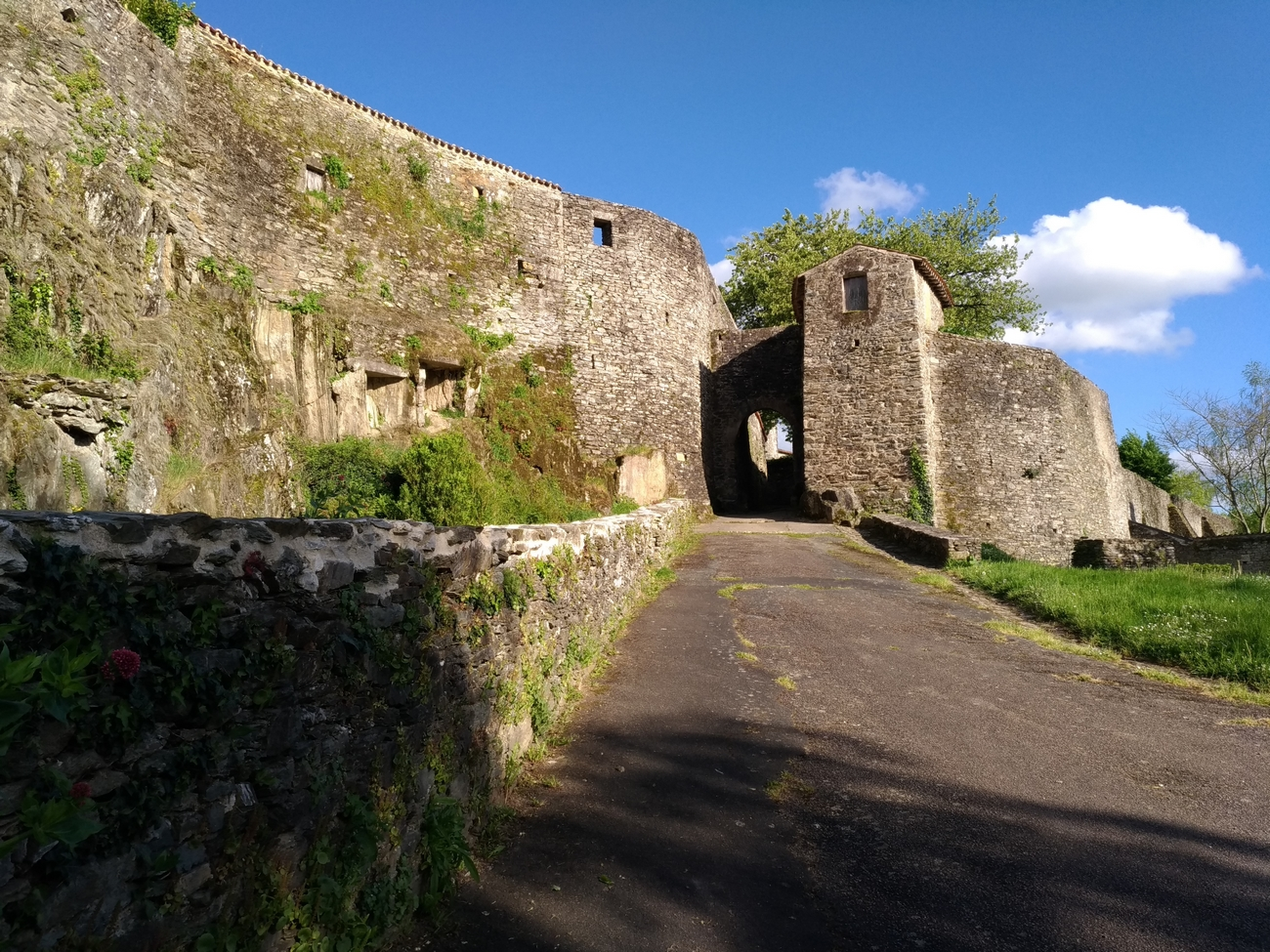
Porte de la Poterne protégée par une tour carrée (vue extra-muros).
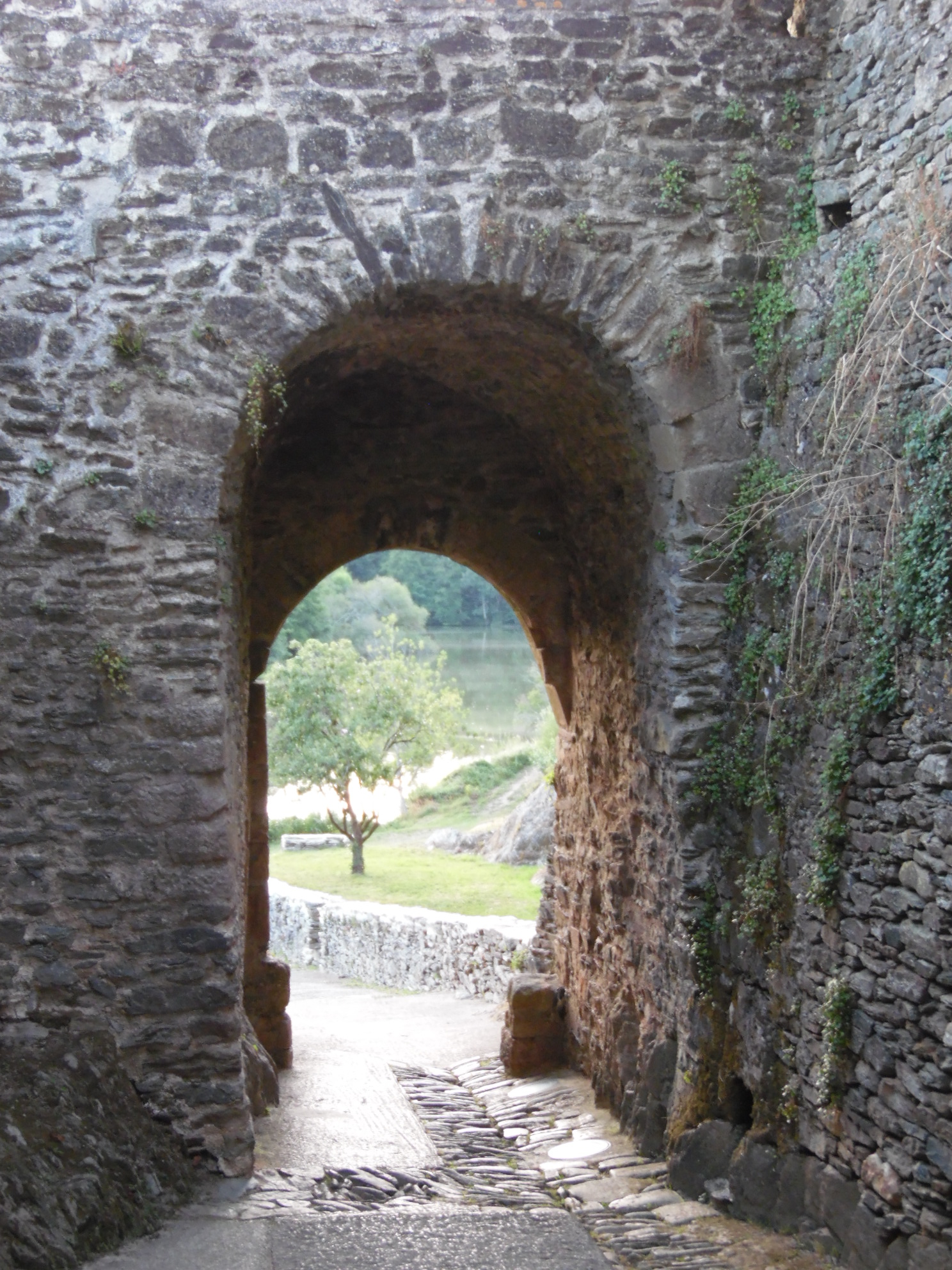
Porte de la Poterne (vue intra-muros).
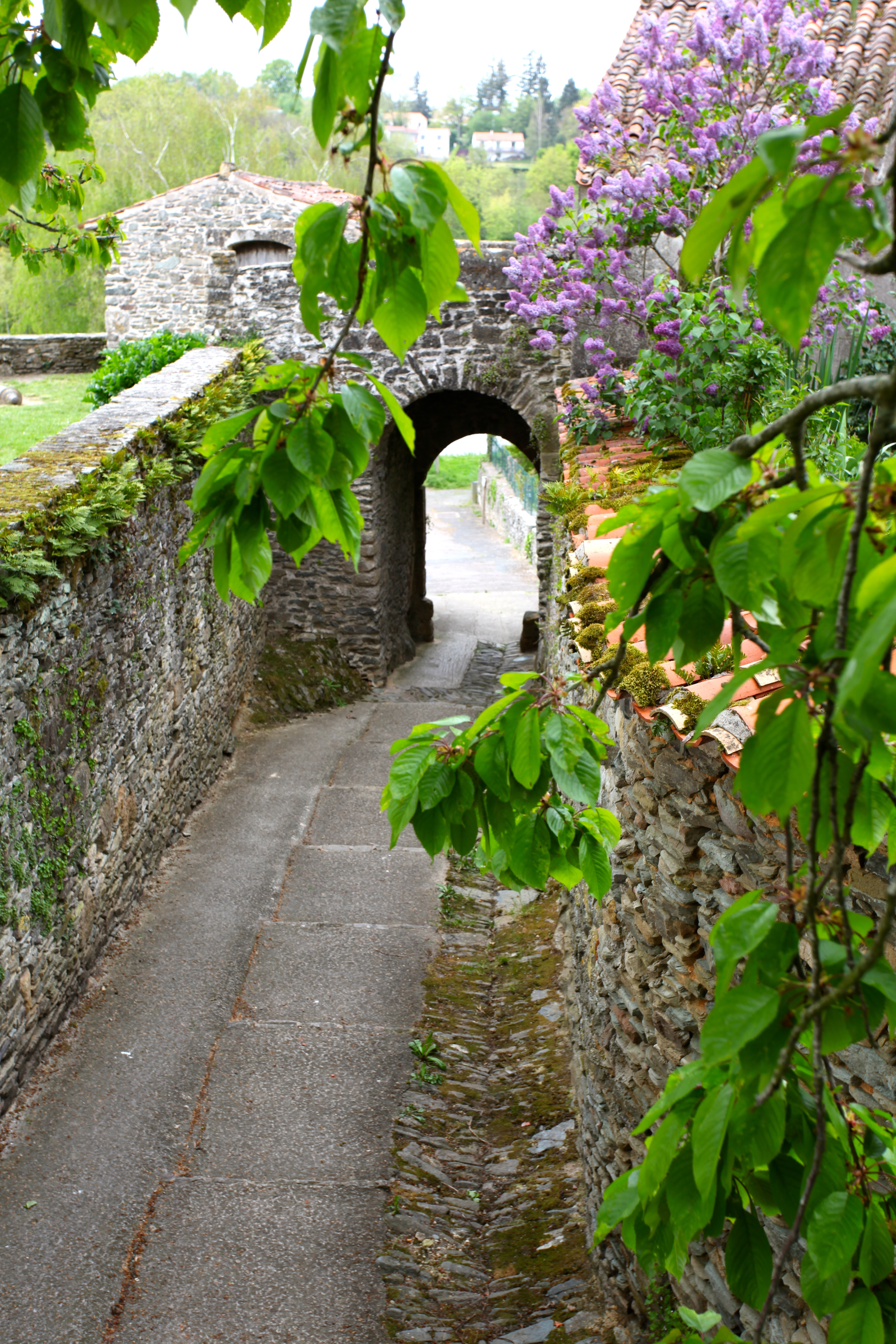
Porte de la Poterne (vue intra-muros).

### Tours du Château Neuf
Les tours du Château Neuf, situées à l'entrée ouest du bourg, constitueraient les seuls vestiges de l'enceinte fortifiée du Château Neuf peut-être érigée au XVe siècle par Arthur de Richemont au nord-ouest du château-fort,. Le cadastre napoléonien datant de 1835 laisse apparaître que deux des quatre tours présentes sont construites sur des bases d'origine tandis que les deux autres ont été (re)construites en 1941-43 par monsieur Baudry, notaire et maire de la commune.
Tout comme l'enceinte fortifiée du bourg castral datant de la fin du XIIe siècle ou du début du XIIIe siècle, les vestiges de l'enceinte du Château Neuf datant du XVe siècle sont inscrits à l’inventaire supplémentaire des monuments historiques depuis le 26 novembre 1984.

Vestiges de l'enceinte fortifiée du Château Neuf
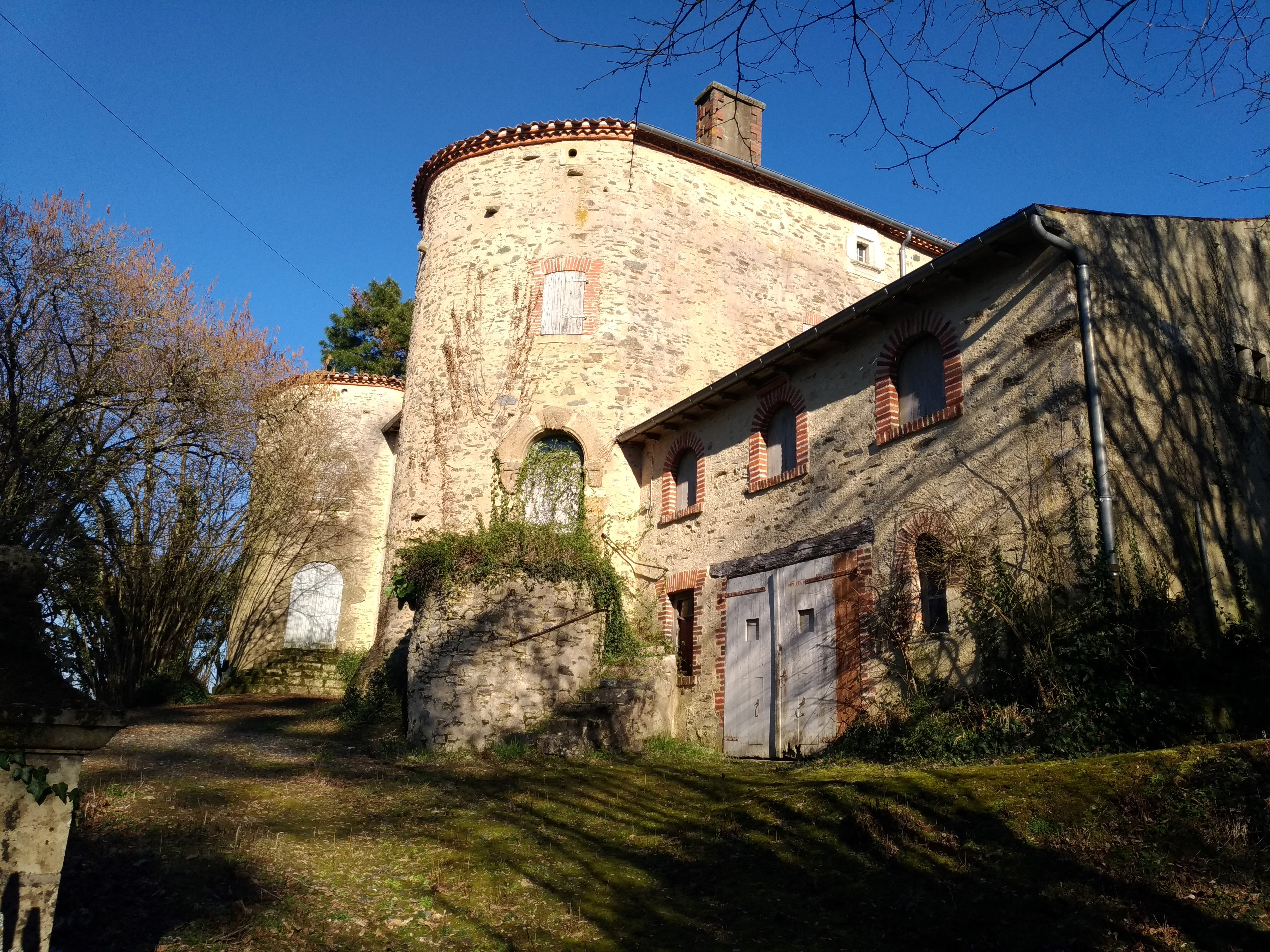
Rue Gâte Bourse. La tour à gauche (tour nord-est) est construite en 1941-43.
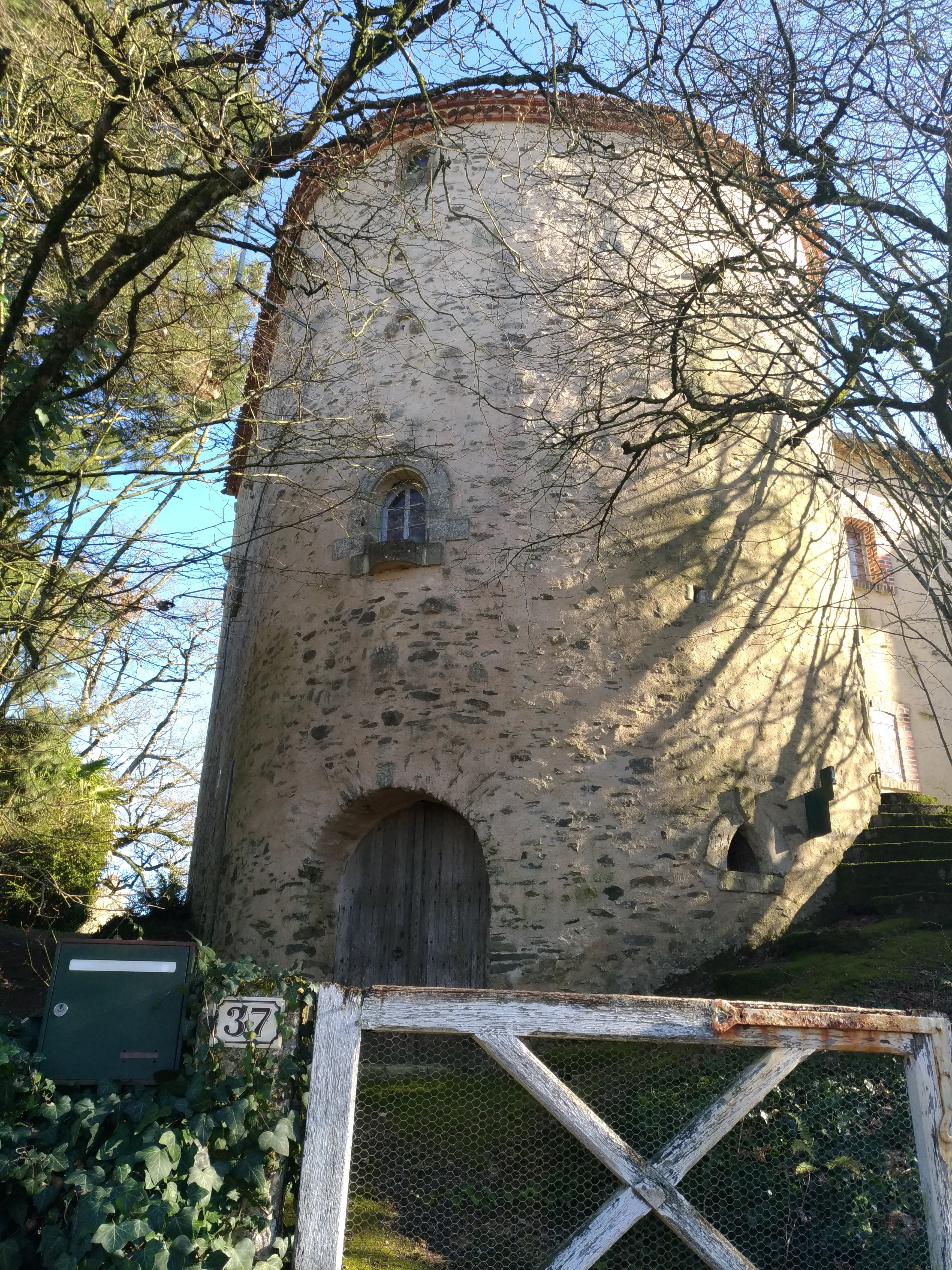
Tour construite en 1941-43.
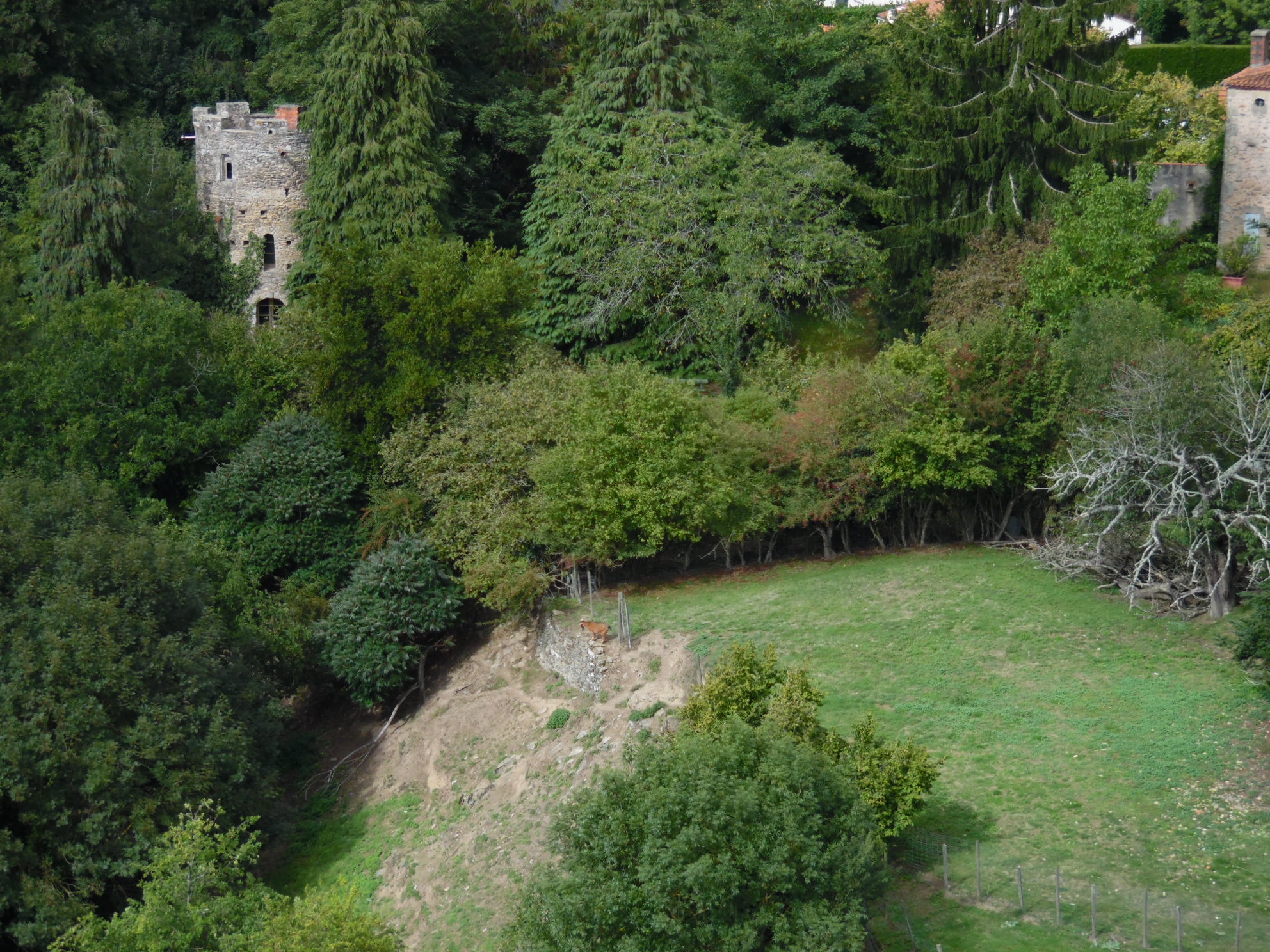
Tour d'angle côté rivière, (re)construite en 1941-43.
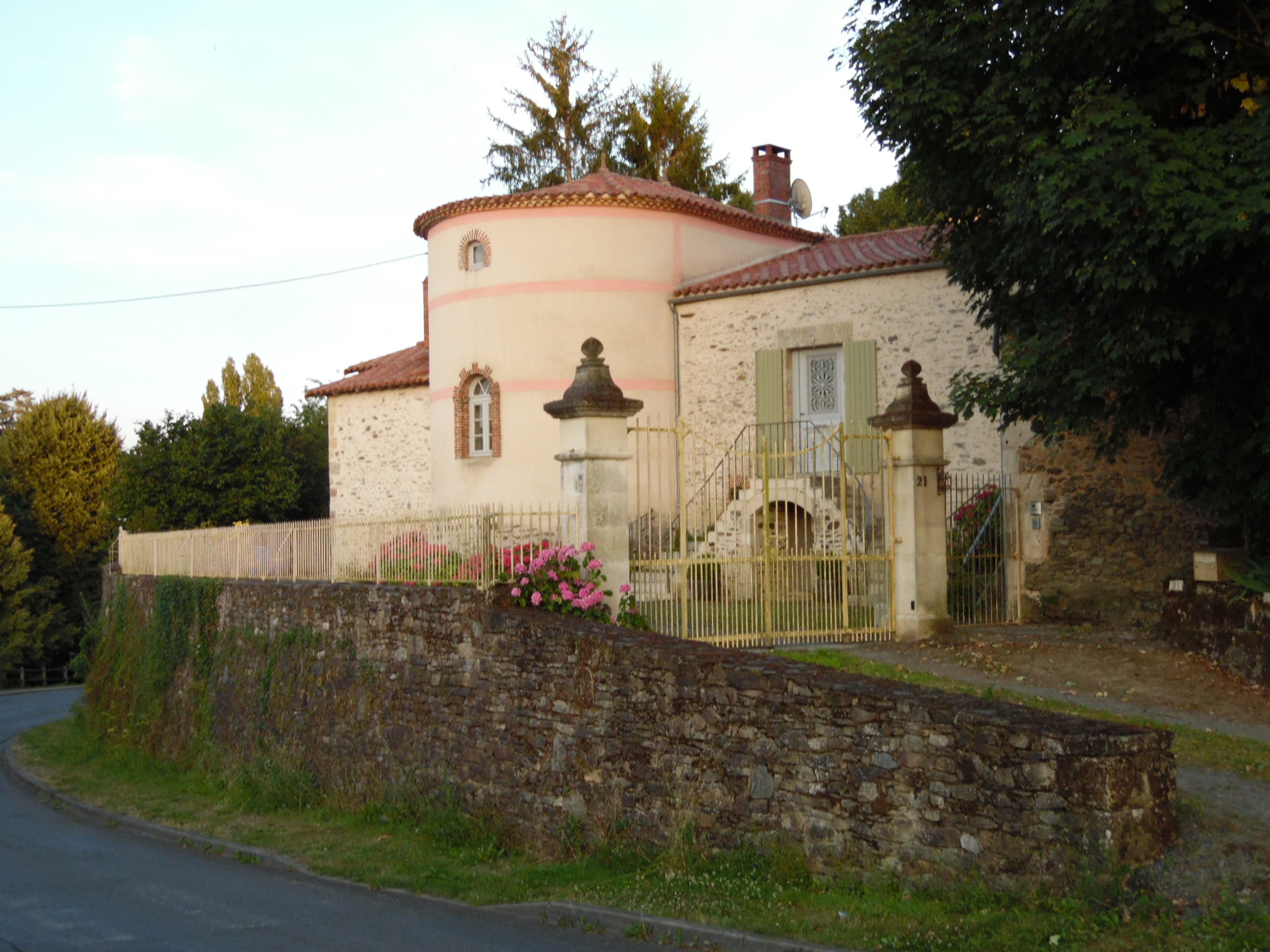
L'une des tours d'origine aménagée en maison et localisée au no 21 rue du Château Neuf.

### Église Notre-Dame-de-l'Assomption
L'église Notre-Dame-de-l'Assomption, classée monument historique en 1840, est édifiée dès le XIe siècle sous l'impulsion de Guillaume le Grand d'Aquitaine.
Les différentes parties de l'église sont datées comme suit,,, :
- Nef Théodelin : XIe siècle.
- Crypte (hors voûtes) : construite une première fois au XIe siècle avant d'être modifiée lors de la seconde moitié du XIIe siècle.
- Partie basse carrée du portail nord et chevet (chœur, abside et absidioles) : seconde moitié du XIIe siècle.
- Partie haute triangulaire du portail nord : XVe siècle.
- Façade occidentale (érigée à la suite de la destruction du prolongement ouest de l'édifice) : XVIIe siècle.
- Transept, parties hautes de la crypte (voûtes), clocher octogonal ainsi que les trois premières travées de la nef (nef dédiée au culte) : reconstruction au cours des travaux de restauration des années 1882-1890.

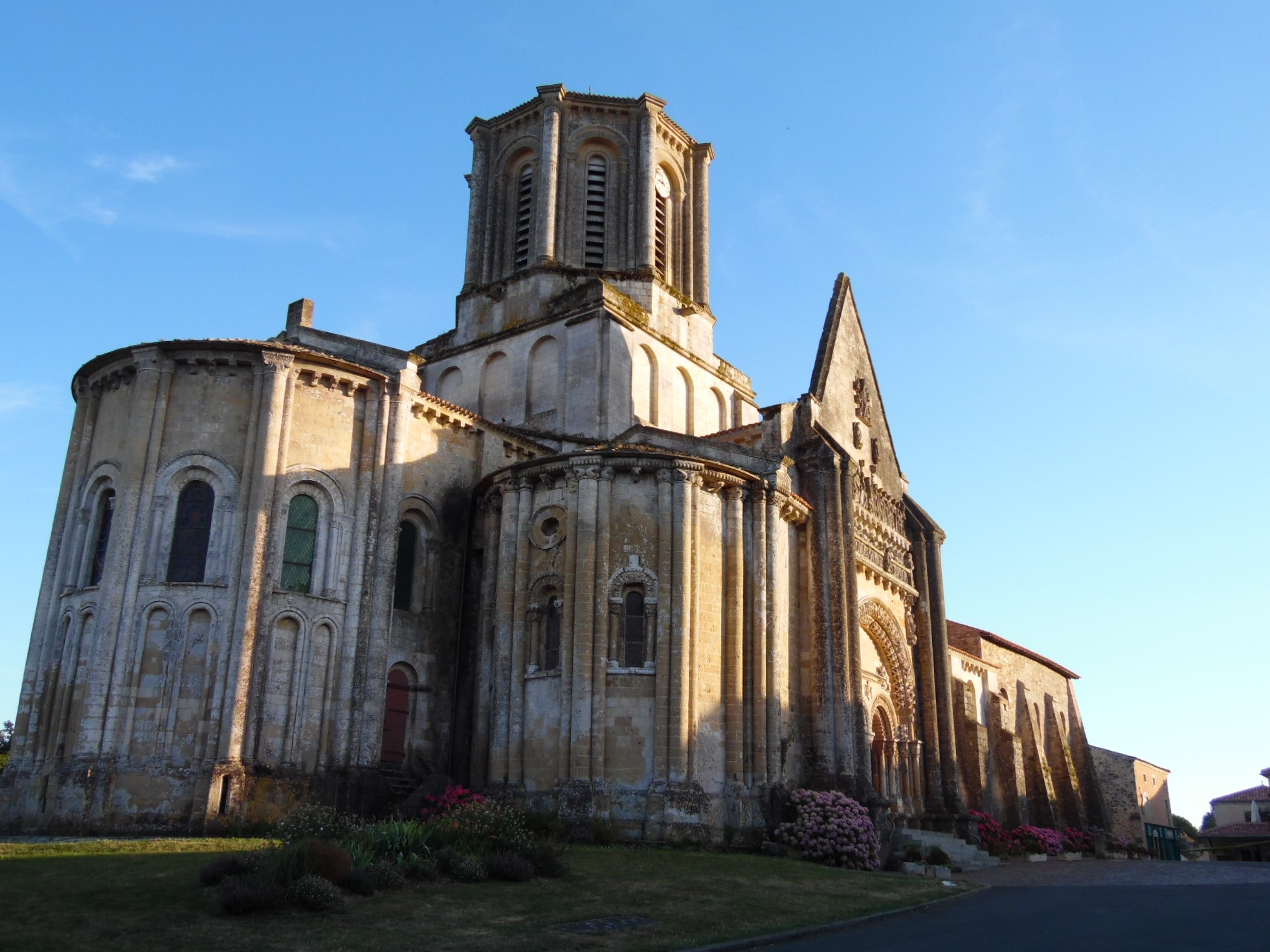
Vue d'ensemble de l'édifice.
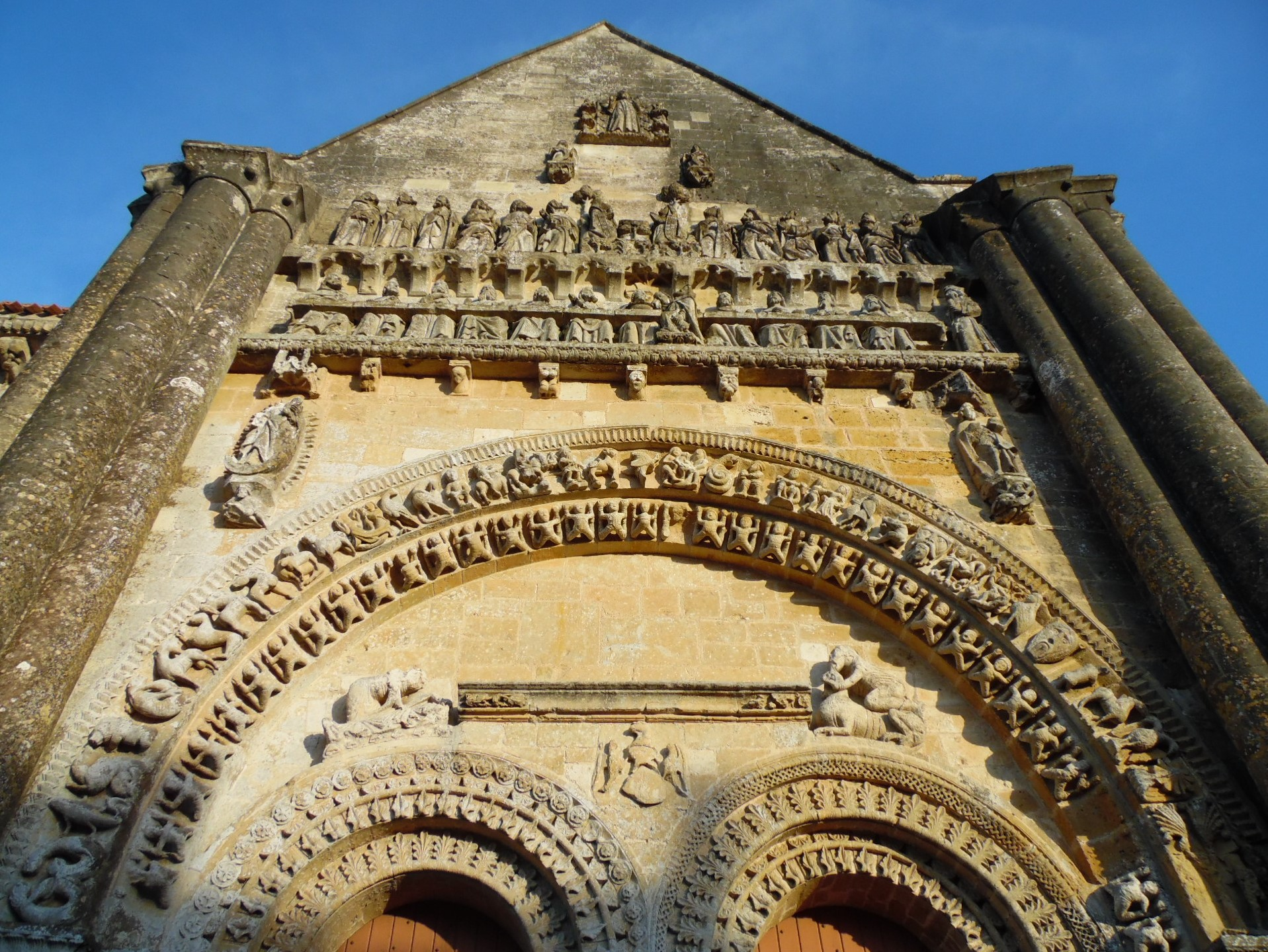
Portail nord.
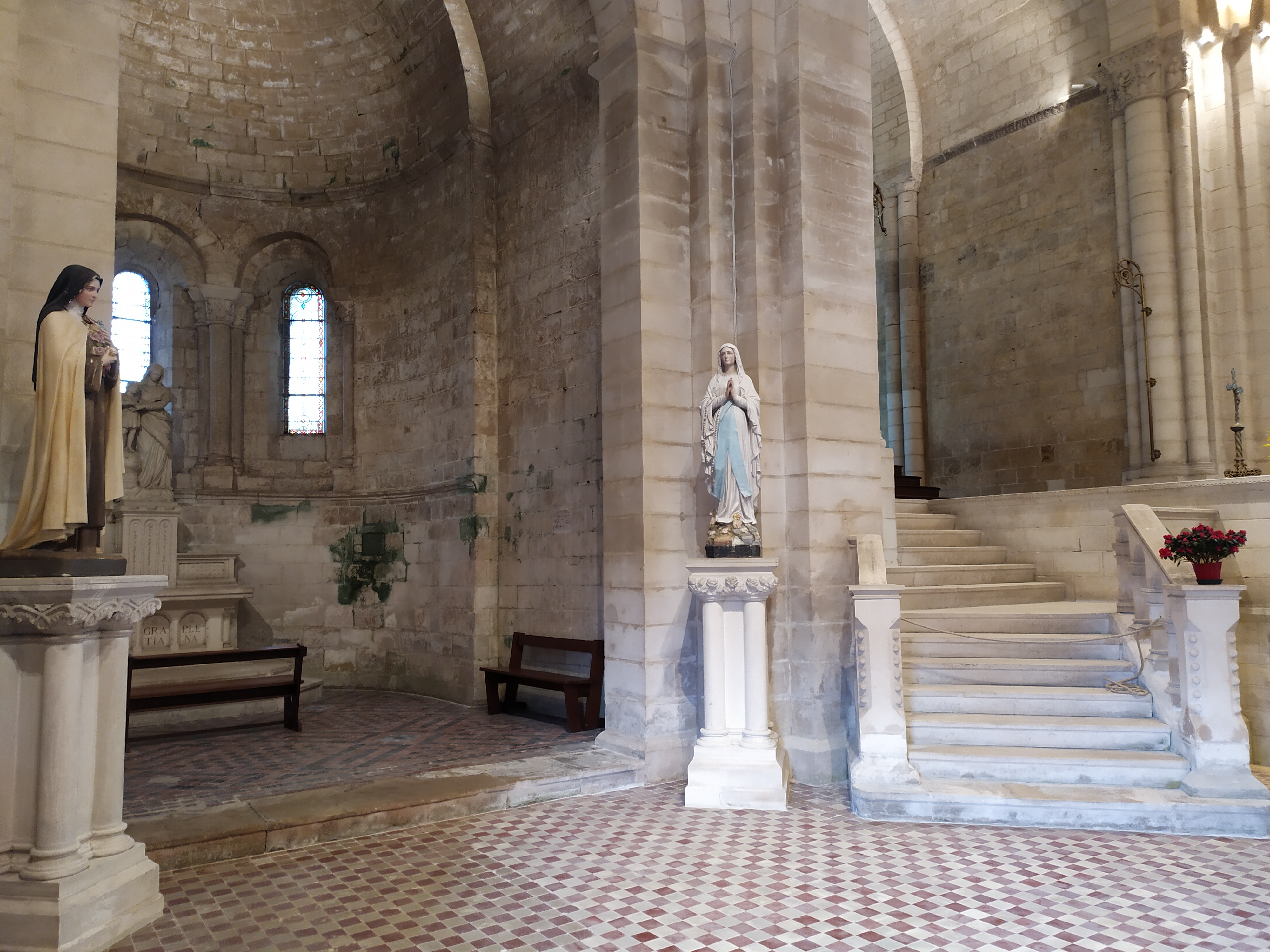
Intérieur.
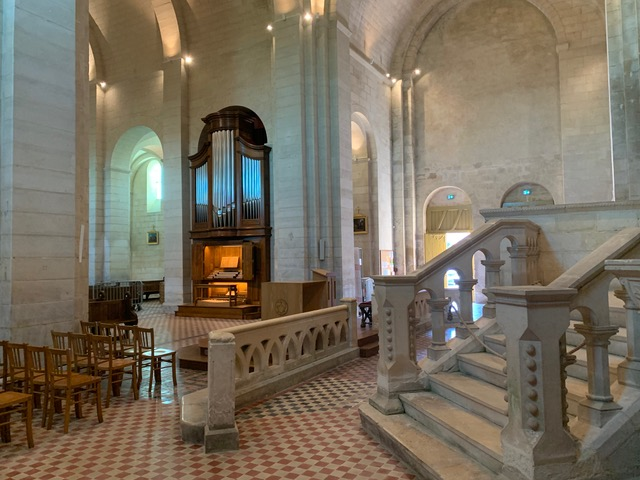
Orgue installé en 2020.
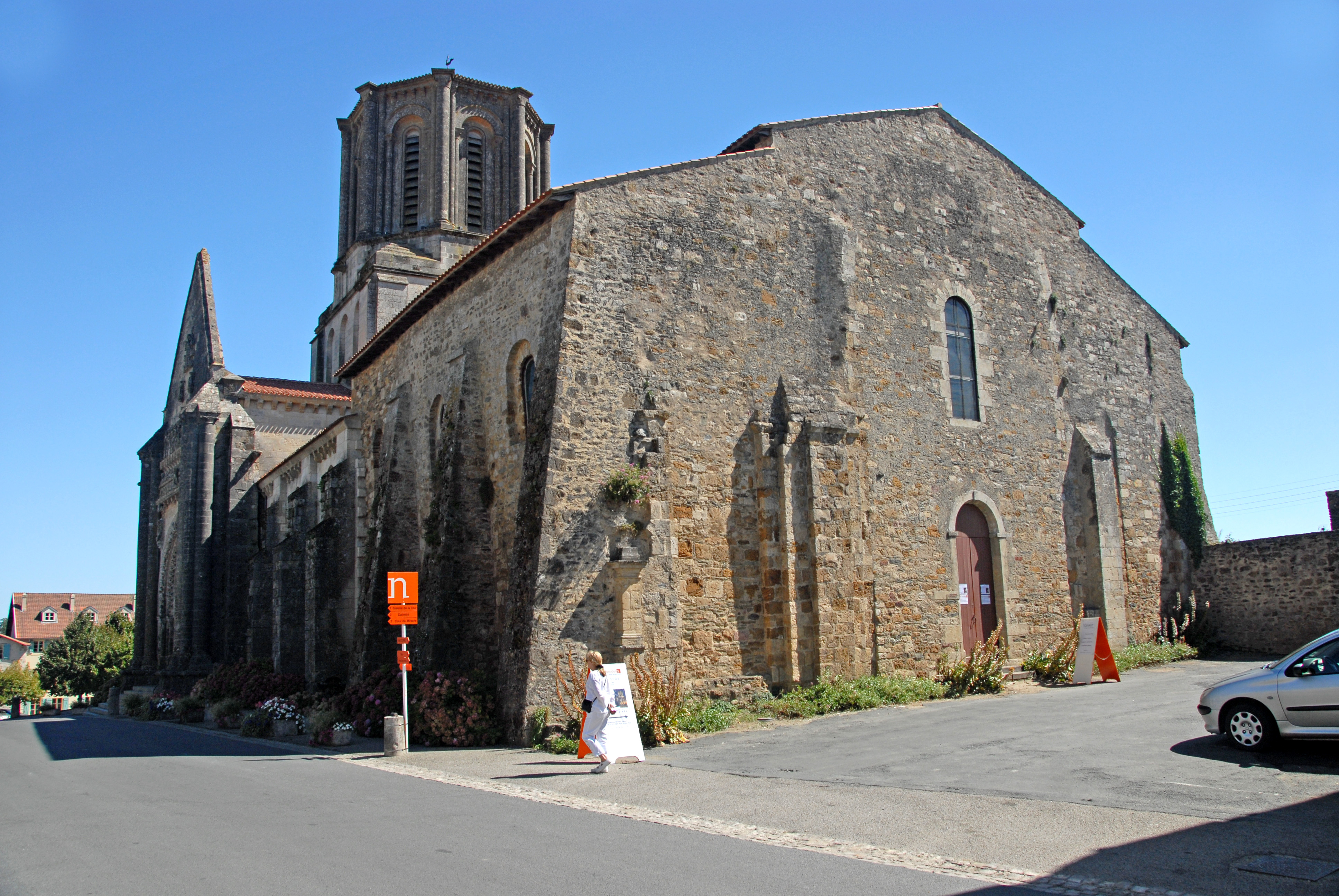
Nef Théodelin.
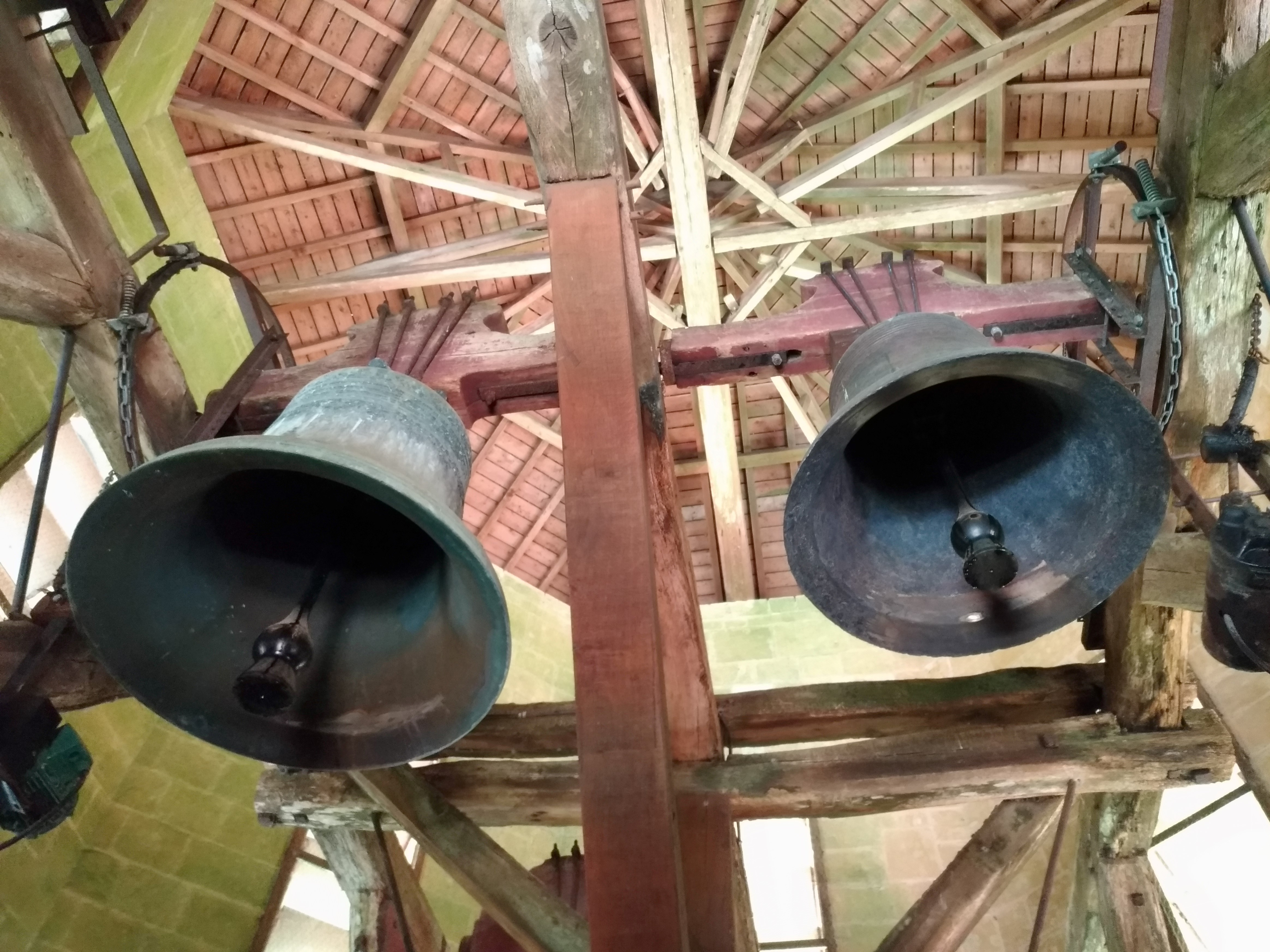
Salle des cloches.
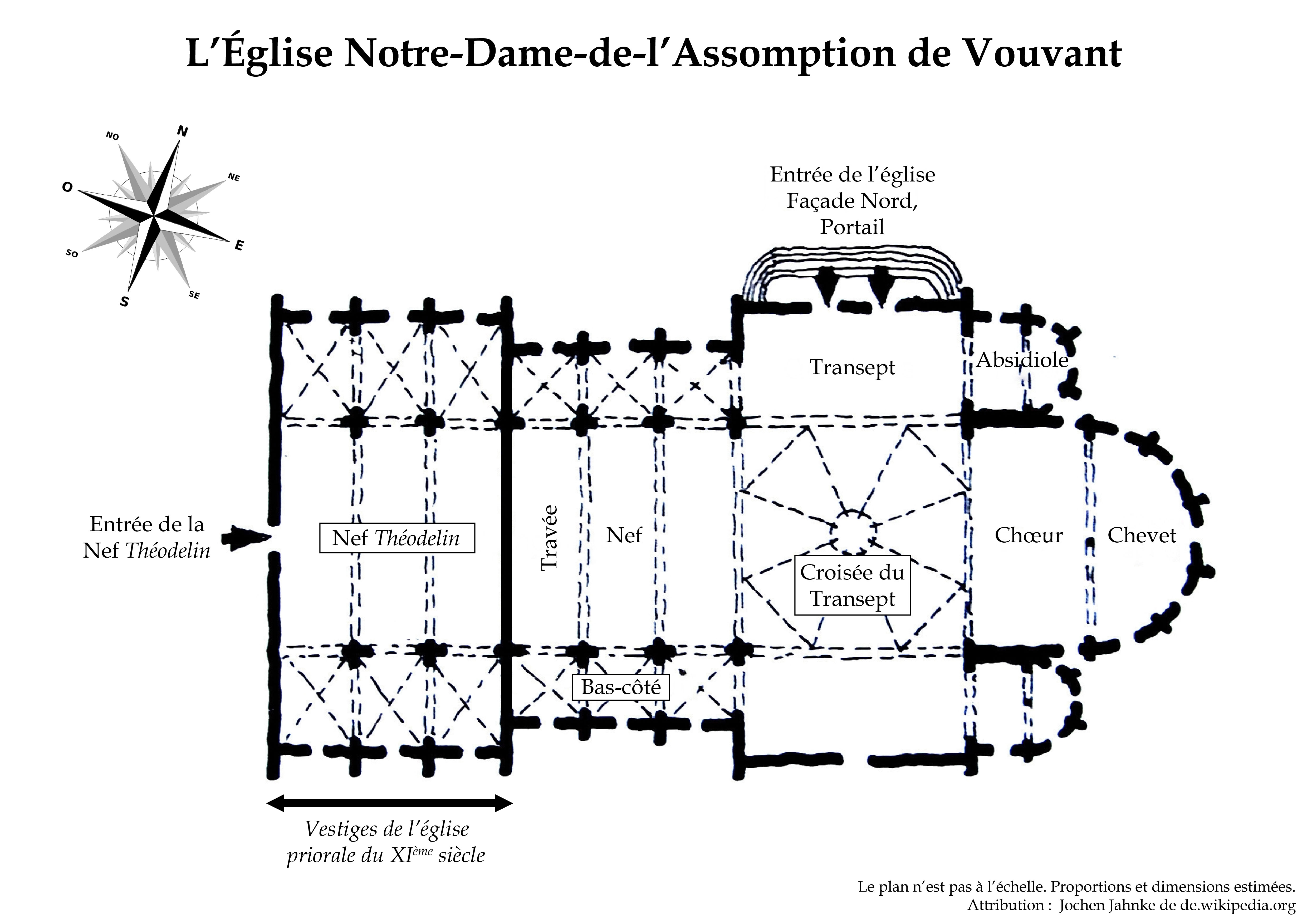
Plan.

### Vieux pont médiéval
Daté entre le XIIIe siècle et le XVe siècle pour les parties anciennes, le vieux pont de Vouvant (appelé localement le pont roman) est inscrit à l'inventaire des monuments historiques depuis le 12 février 1927.

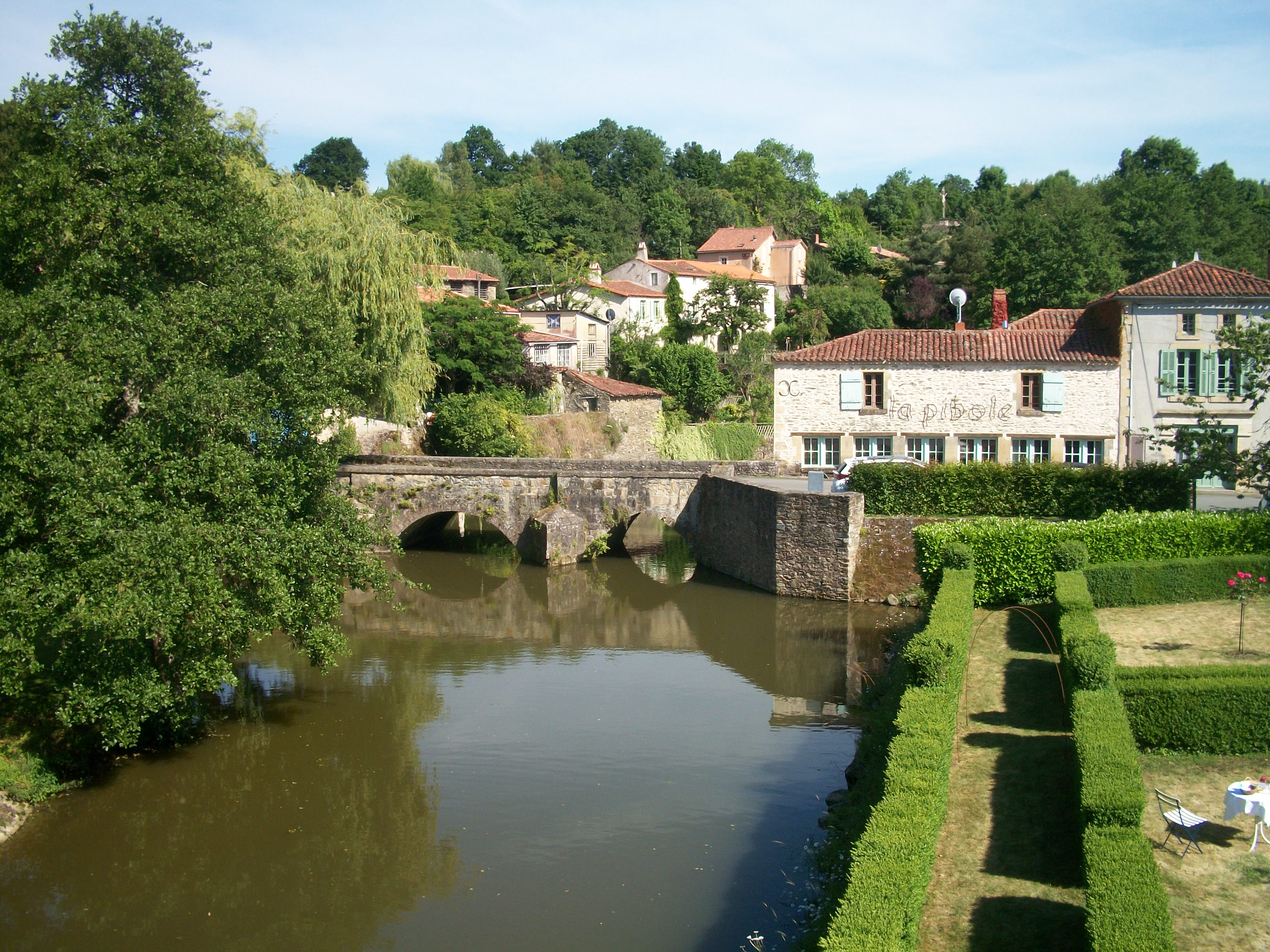
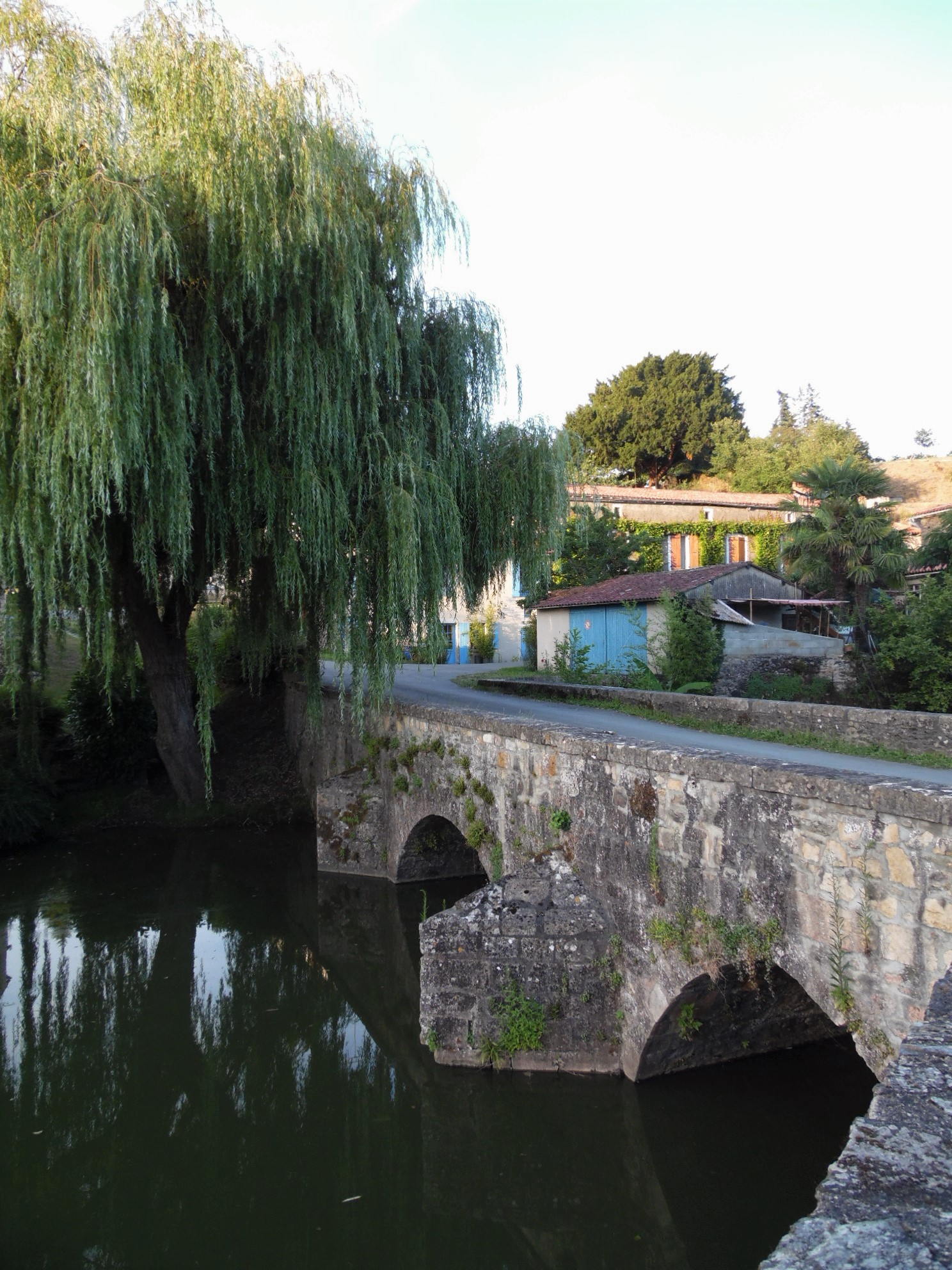

### Motte castrale du Château Neuf

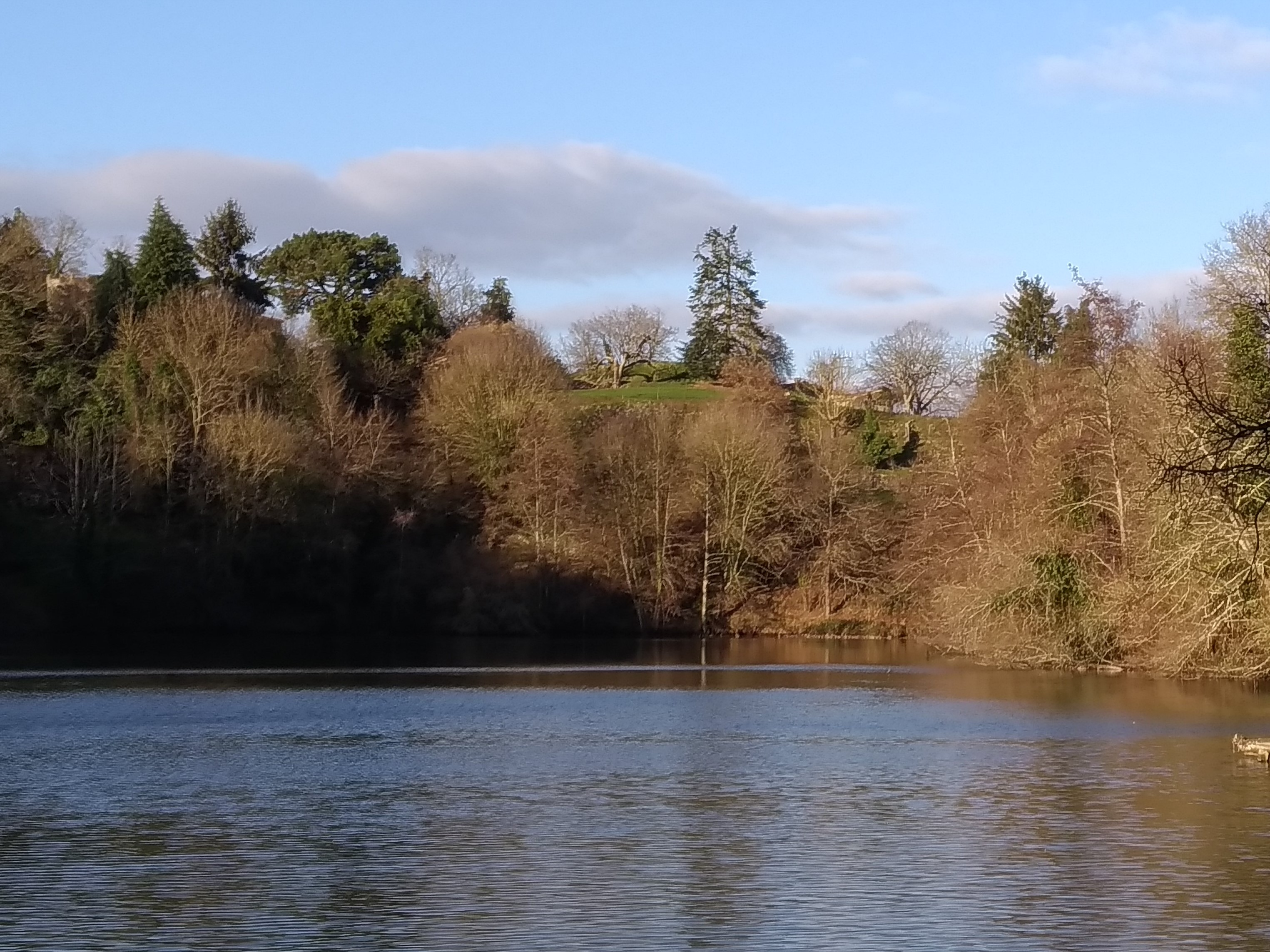
Motte castrale du Château Neuf.

La motte castrale du Château Neuf est une motte féodale peut-être érigée dès le XIe siècle. Cet élément défensif permettait de protéger le bourg castral de Vouvant au nord-ouest, c'est-à-dire au niveau de la seule zone non entourée par la rivière Mère.

Cette motte est encore très bien conservée au XXIe siècle : elle s'étend sur une quarantaine de mètres de circonférence et possède une hauteur maximale d'environ 4 à 5 m.

### Grotte

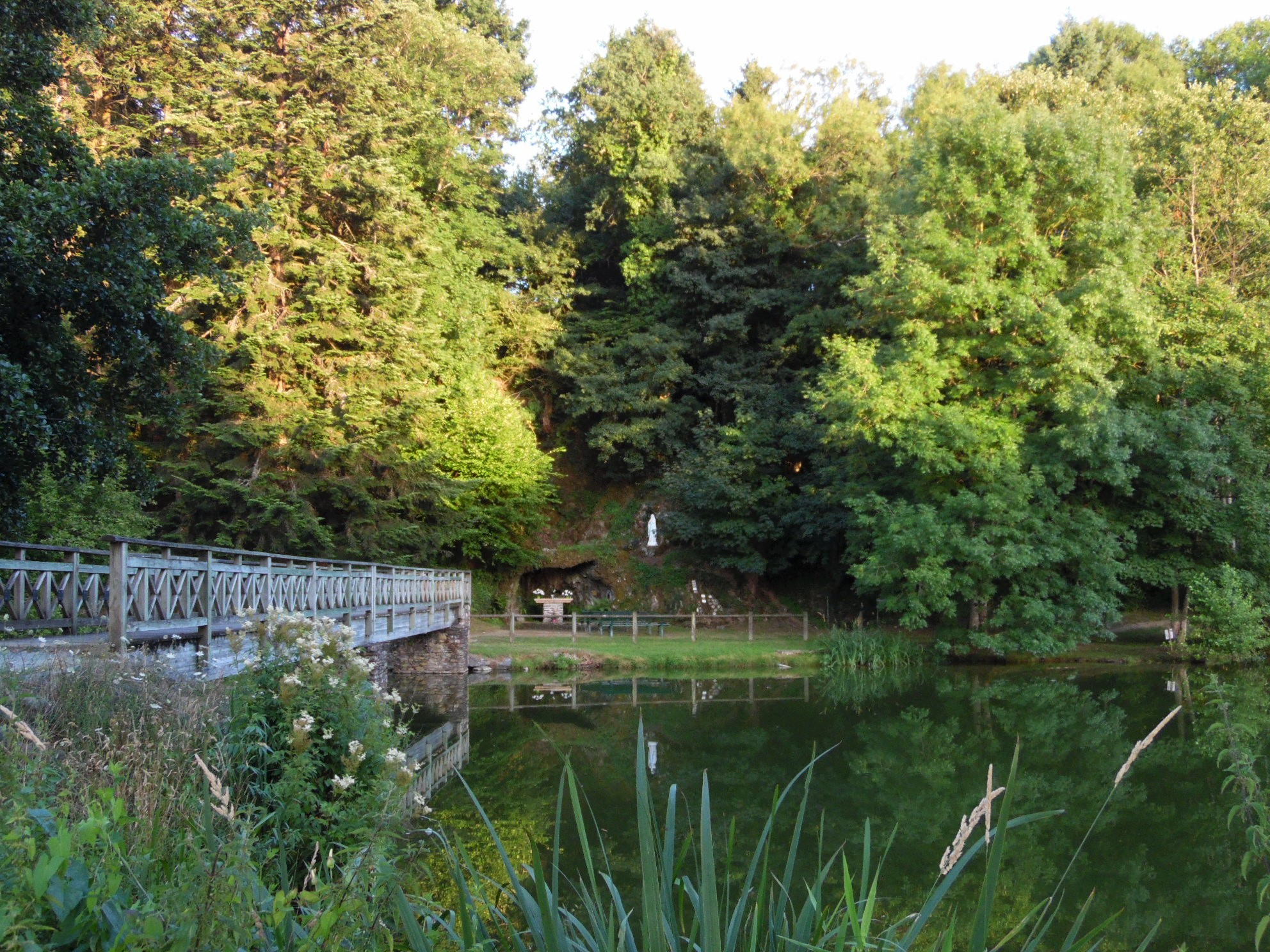
La réplique de la grotte de Lourdes.

La grotte de Vouvant est une reproduction de la grotte de Lourdes réalisée sous l'impulsion de la mission de 1958. Elle est située au sud-est du bourg de Vouvant, sur une berge de la Mère, et est accessible par une passerelle de bois. Une source d'eau potable est présente à proximité. La pierre de l'autel provient de l'ancienne chapelle située au manoir de la Grande Rhée.

### Lavoir public

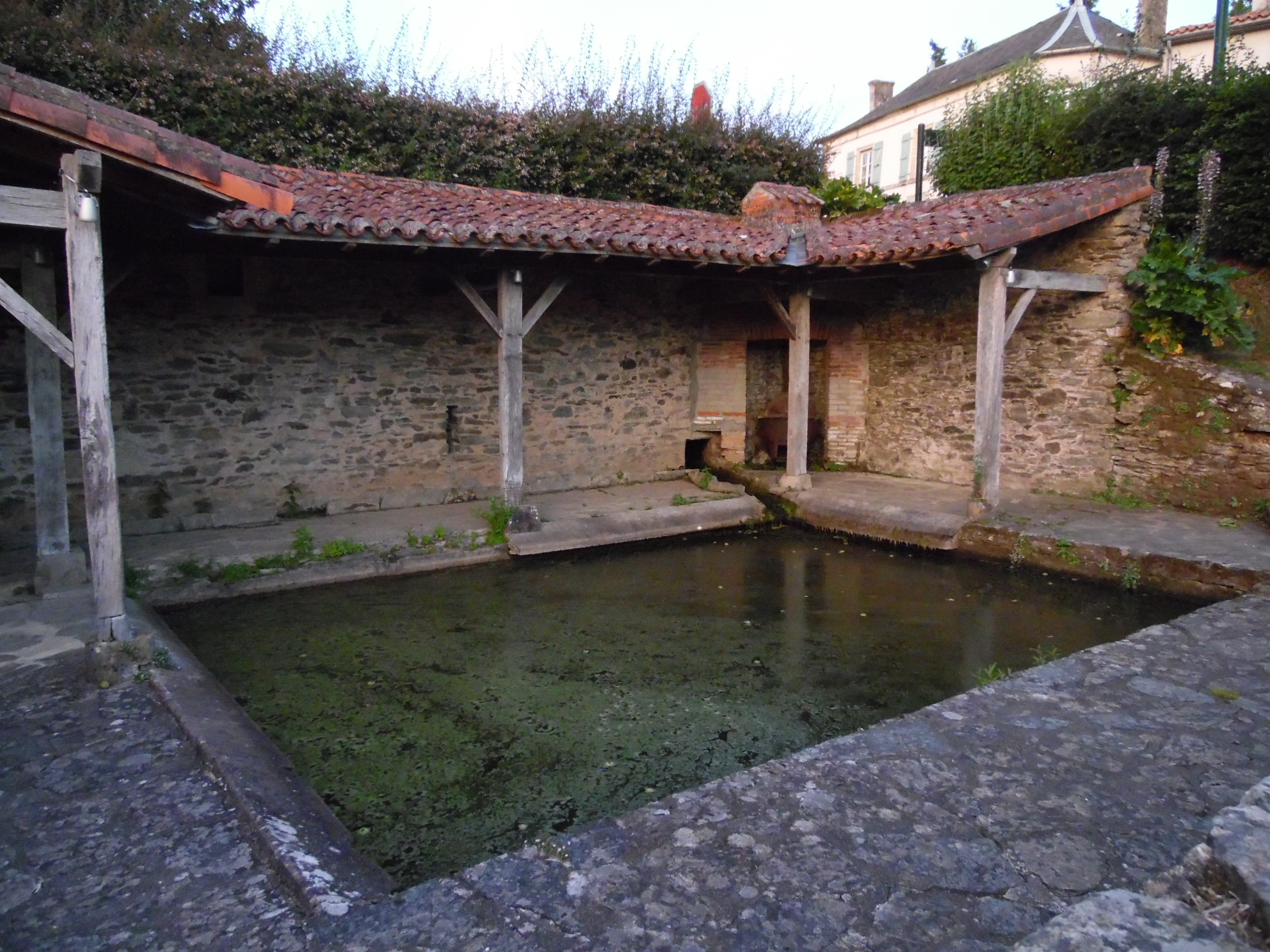
Le lavoir.

Le lavoir public, construit au XIXe siècle et restauré au XXe siècle, est utilisé par les lavandières jusque dans les années 1970. Il subsiste deux vestiges de son utilisation : la cheminée et la cuve en fonte à bouillir le linge.

### Massif forestier de Mervent-Vouvant

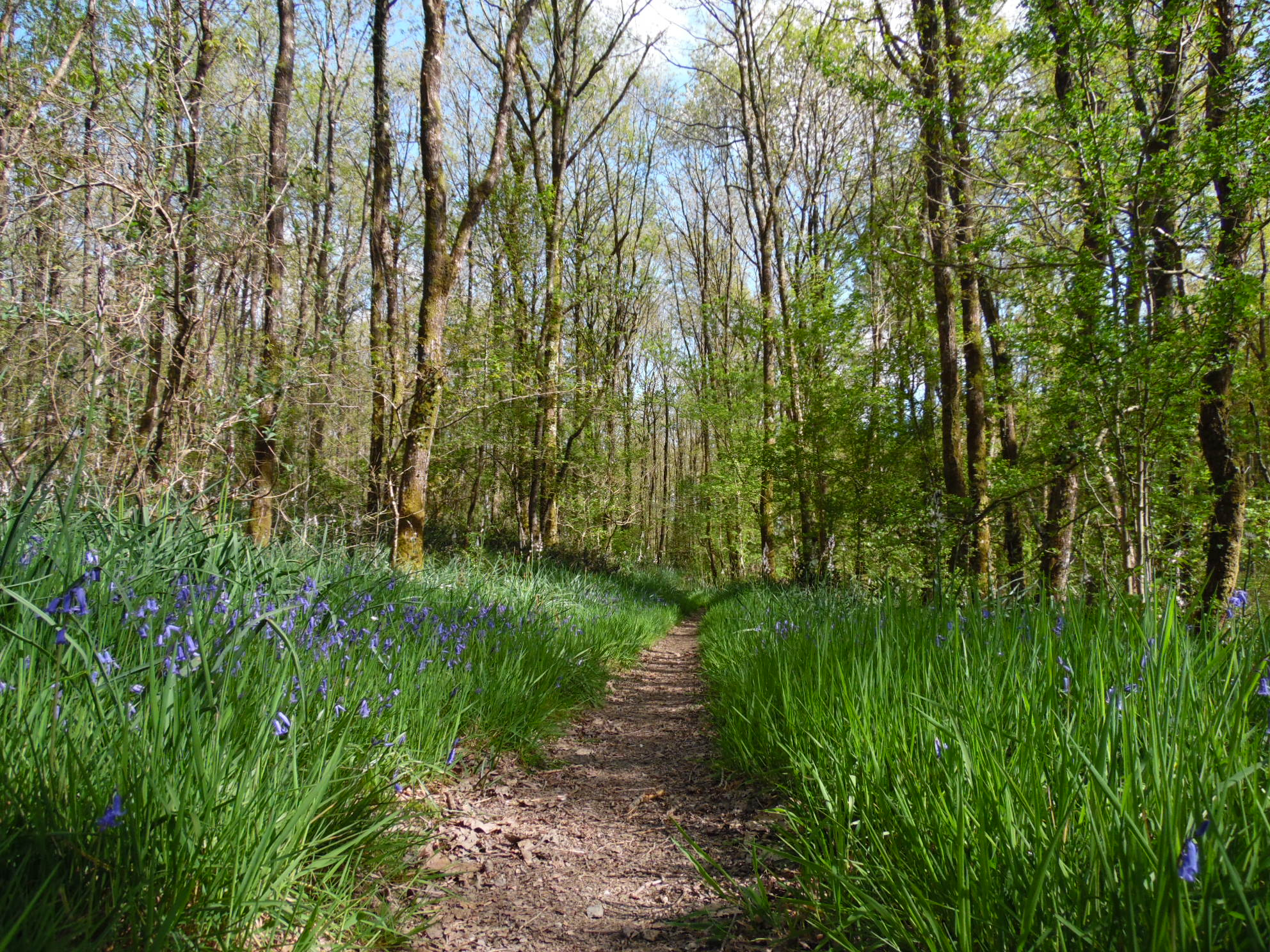
Le massif forestier de Mervent-Vouvant.

Le massif forestier de Mervent-Vouvant est une forêt de 5 518 ha couvrant 25 % du territoire de la commune de Vouvant (519 ha). C'est la forêt la plus importante de Vendée, où le chêne est majoritairement présent. Ce massif forestier est traversé par deux cours d'eau, la Mère et la Vendée, qui se rejoignent sur la commune de Mervent.
La présence de la forêt de Vouvant est attestée dès 1059 sous les noms Volventis silva et Vulventis silva.
Ce massif forestier connaît plusieurs appellations au fil du temps : Forêt Royale de Vouvant, Forêt Impériale de Vouvant, puis, en 1965, massif forestier de Mervent-Vouvant, à la suite de la création de l'Office national des forêts.
L'on y trouve le Natur'Zoo, le parc d'attractions de Pierre Brune, une base de loisirs, des lieux de pèche, etc.

### Jardins
Plusieurs jardins sont présents dans la commune :
- le jardin du prieuré, créé en 2007 à l'emplacement de l'ancien prieuré Notre-Dame ;
- le jardin de l'ancien presbytère, à proximité de la salle des fêtes ;
- le jardin public, surplombant la porte de la Poterne et l'enceinte urbaine ;
- le jardin des sens, créé en 2010 par l'association « Pêche, sport, nature », puis entretenu par l'association « Graine de nature », le long du chemin des Rangies, en bas des remparts sud ;
- le jardin du fournil (privé), à proximité du vieux pont[252],[34] et d'un fournil.

Les jardins
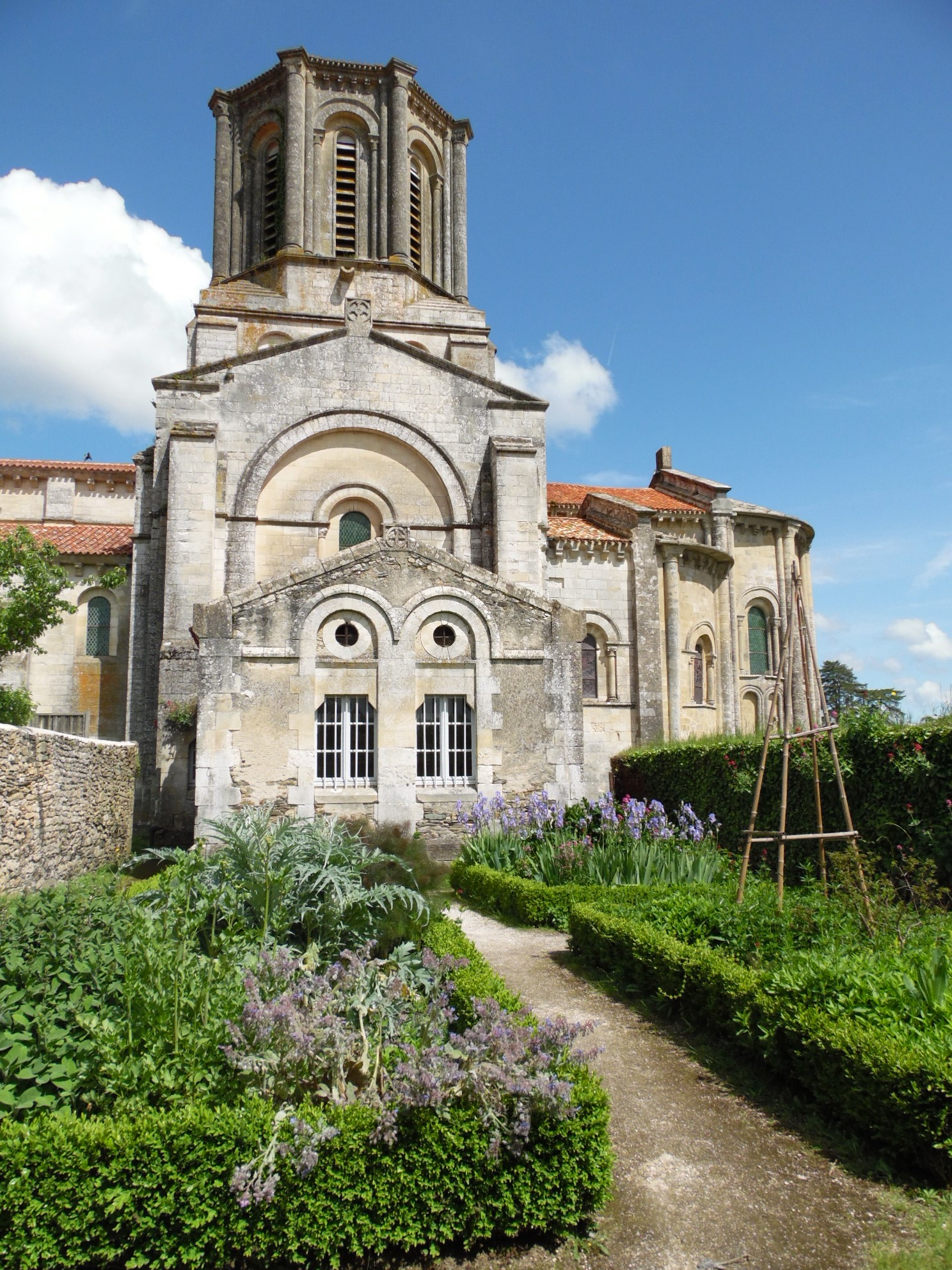
Le jardin du prieuré.
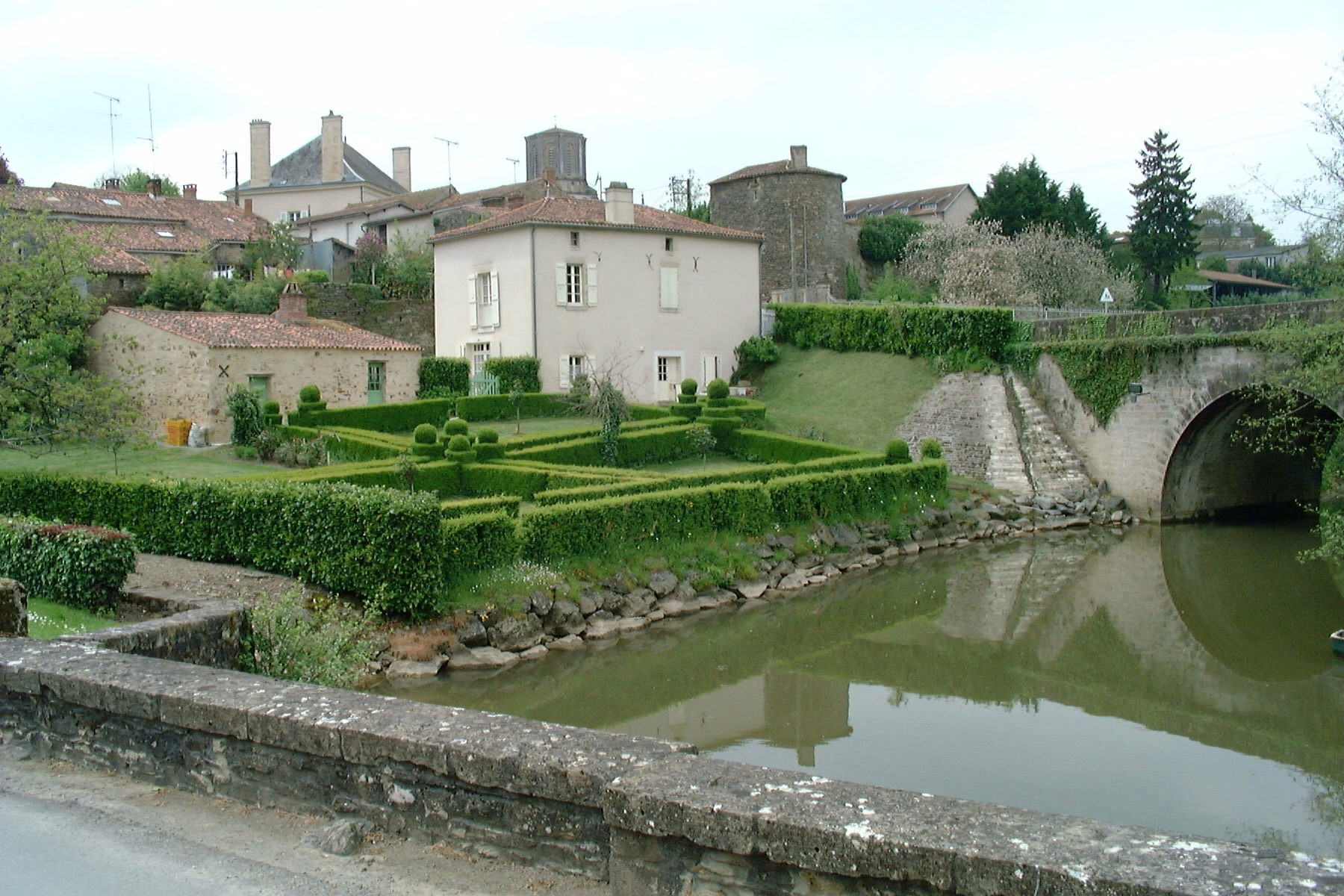
Le jardin du fournil.
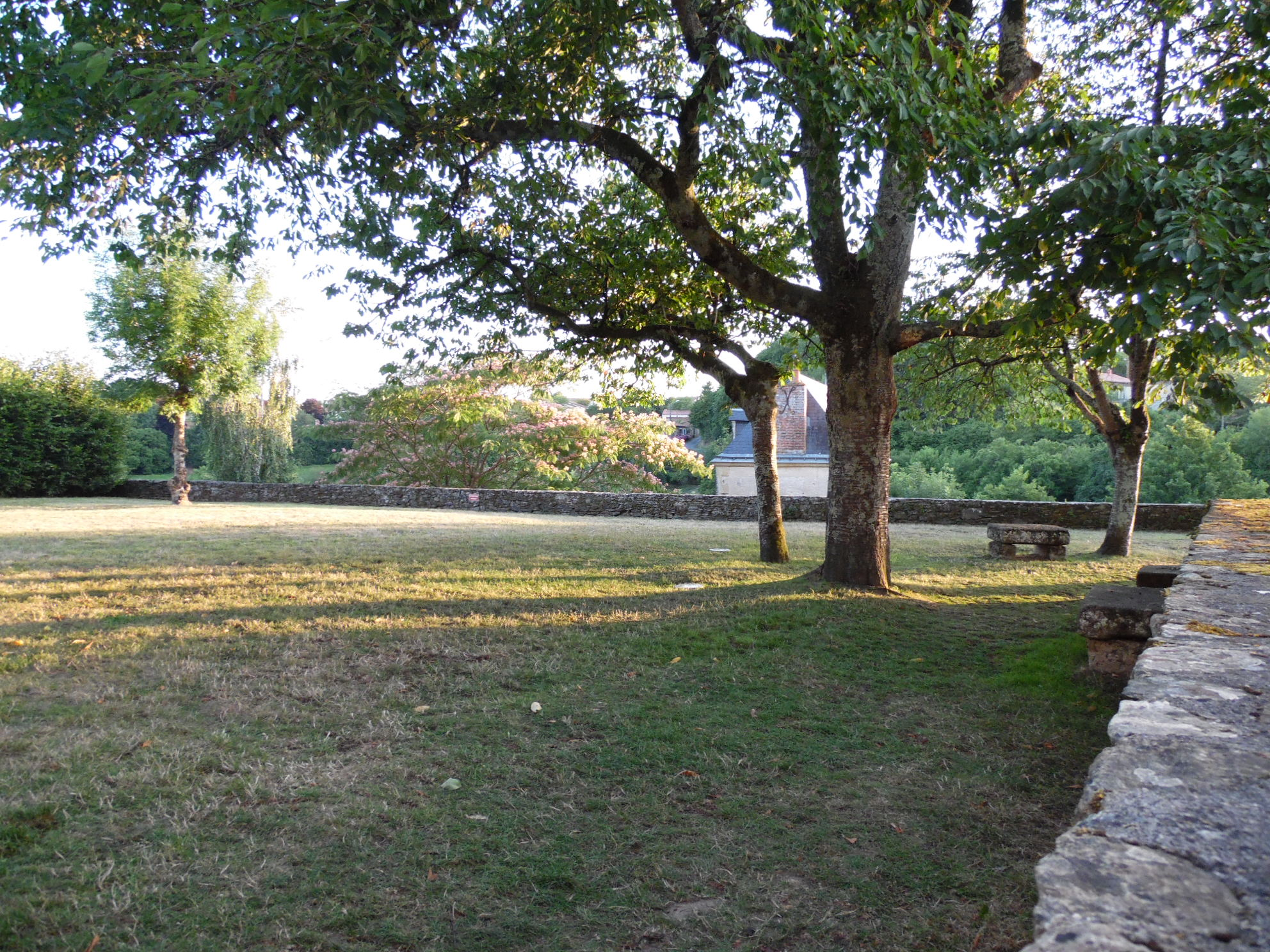
Le jardin public.
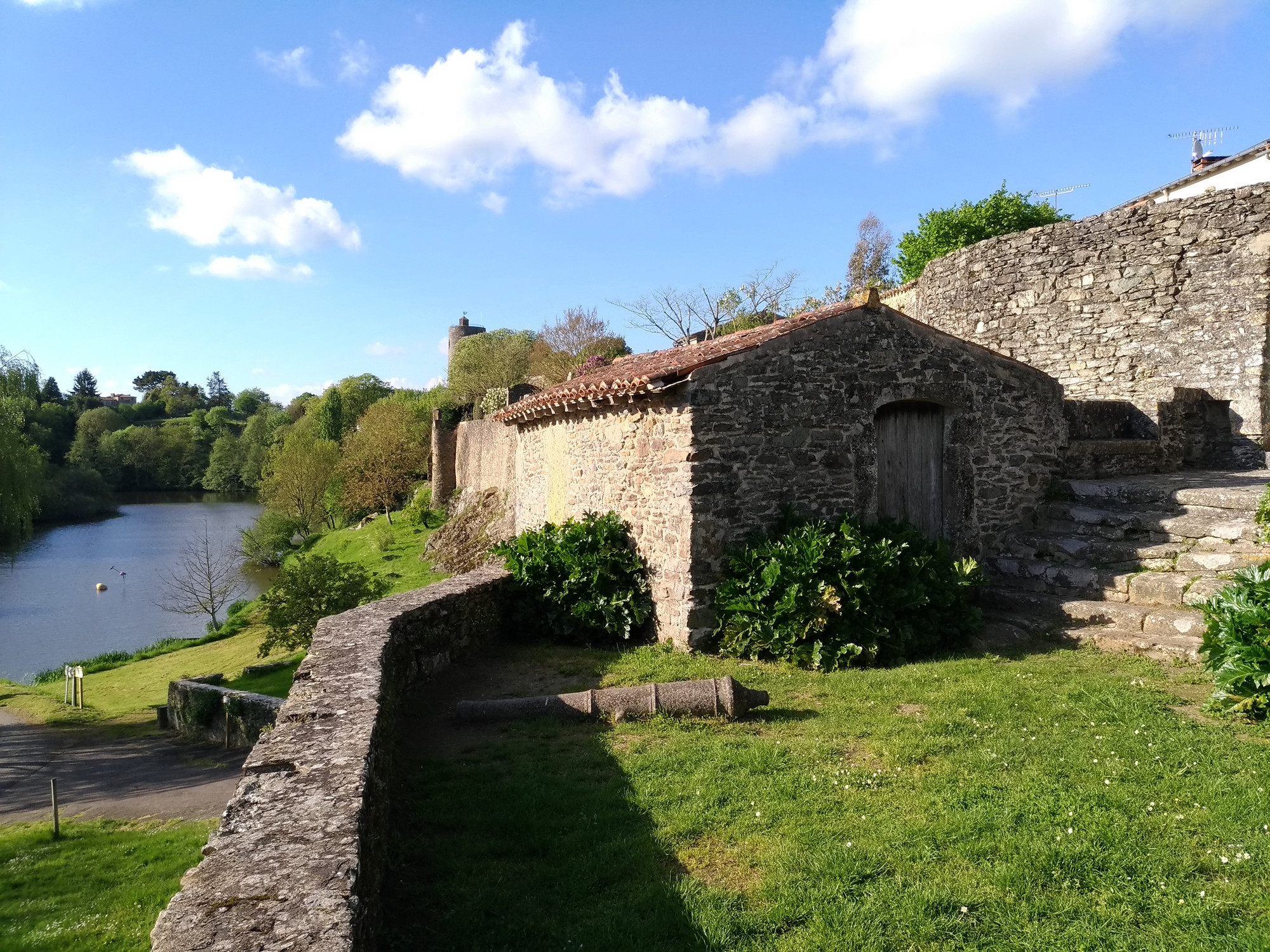
Le jardin public, avec vue sur les fortifications.
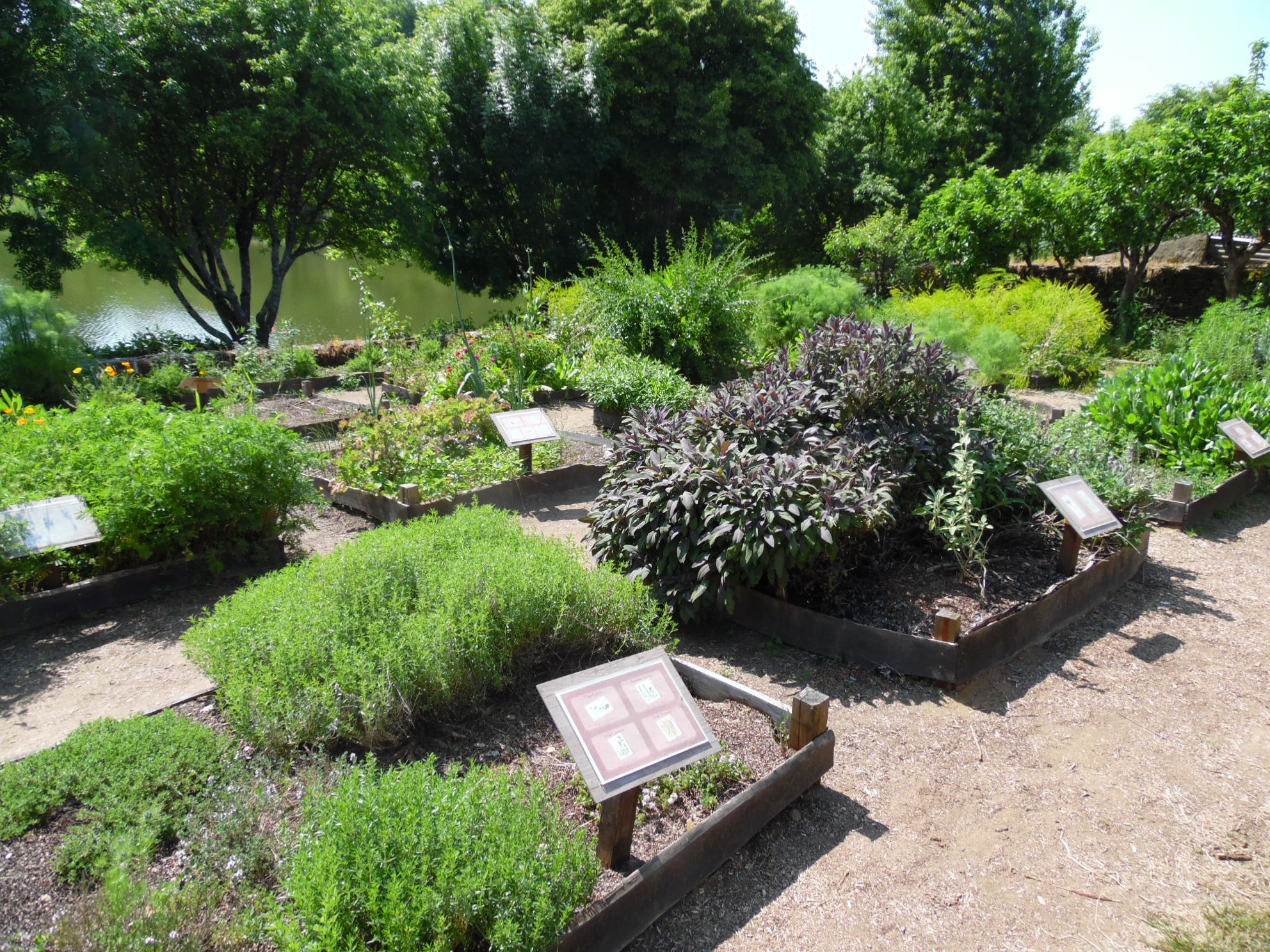
Le jardin des sens.

### Châteaux privés
- Le château de la Recepte ou de la Recette, situé au nord-est du bourg et construit au XIXe siècle à même les remparts dont il emprunte une tour[34]. D'une surface d'environ 650 m2, le château est érigé au sein d'un parc de 1,37 ha surplombant les remparts est et nord de la cité médiévale[253]. Le premier propriétaire connu est Félix Chaigneau, maire de Vouvant au milieu du XIXe siècle[254].
- Le château de la Grignonnière[7], situé au sud du territoire communal, le long de la rivière Mère. Datant probablement des guerres de Religion, le château actuel est restauré trois fois comme il l'est indiqué sur une pierre gravée : en 1588, 1703 et 1805 (brûlé en partie durant la Révolution[91])[255]. Les premiers seigneurs de la Grignonnière sont les Grignon : les archives indiquent trois seigneurs de cette famille entre 1380 et 1420[255]. Il est ensuite habité par la famille Gauthier au XVe siècle, par la famille Tiraqueau du XVIe siècle au XVIIe siècle, puis par la famille de Hillerin à la fin du XVIIIe siècle[255]. La bâtisse se présente sous la forme d'un manoir-ferme entourant une cour carrée avec un puits en son centre. Le domaine comprend trois cours : la cour intérieure, une grande cour devant le château et une ferme en basse-cour. Le château en lui-même se compose d'un corps de logis flanqué sur les côtés par deux grosses tours rondes couvertes de tuiles. Deux ailes, possédant à chacune des extrémités une tour ronde couverte d'ardoises, prolongent le corps afin d'entourer la petite cour intérieure. Une chapelle est construite vers 1850 par Louis Esserteau et Louis Pallardy à l'emplacement des bâtiments fermant le pavillon carré côté sud[255].
- Le château de la Loge, dont quelques bâtiments sont aujourd'hui transformés en gîte[256], est situé au nord du château de la Grignonnière. Le pavillon central du château est érigé au cours du XVIIIe siècle afin de servir de pavillon de chasse au château de la Grignonnière[254]. C'est au début du XIXe siècle que le château est agrandi par la famille Rousse : une aile est ajoutée de chaque côté du pavillon central et deux tourelles sont construites entre chacune des deux ailes et le pavillon central[254]. Depuis le début du XXe siècle, le château de la Loge appartient à la famille de la Pintière[254].

Les châteaux privés
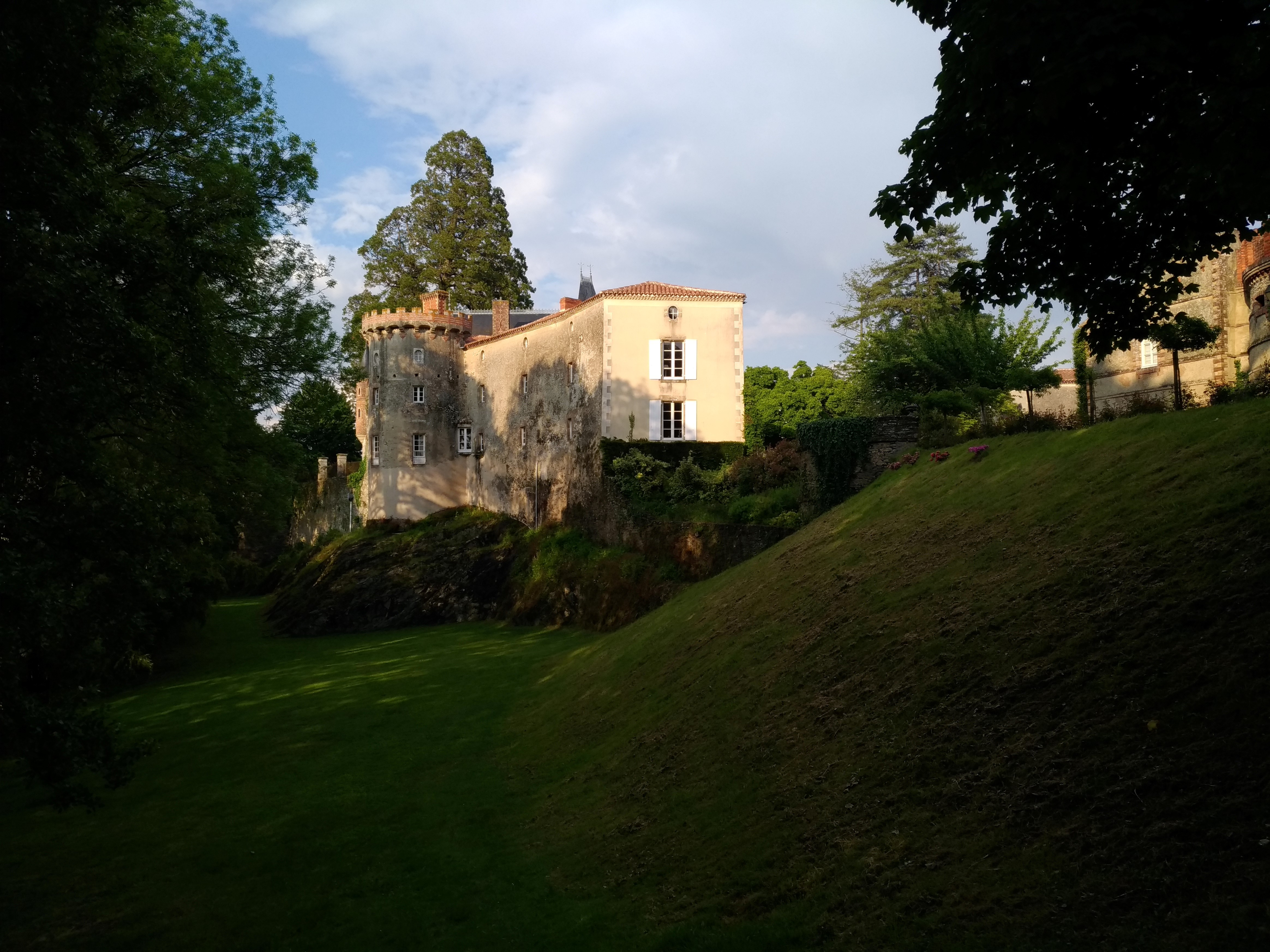
Château de la Recepte.
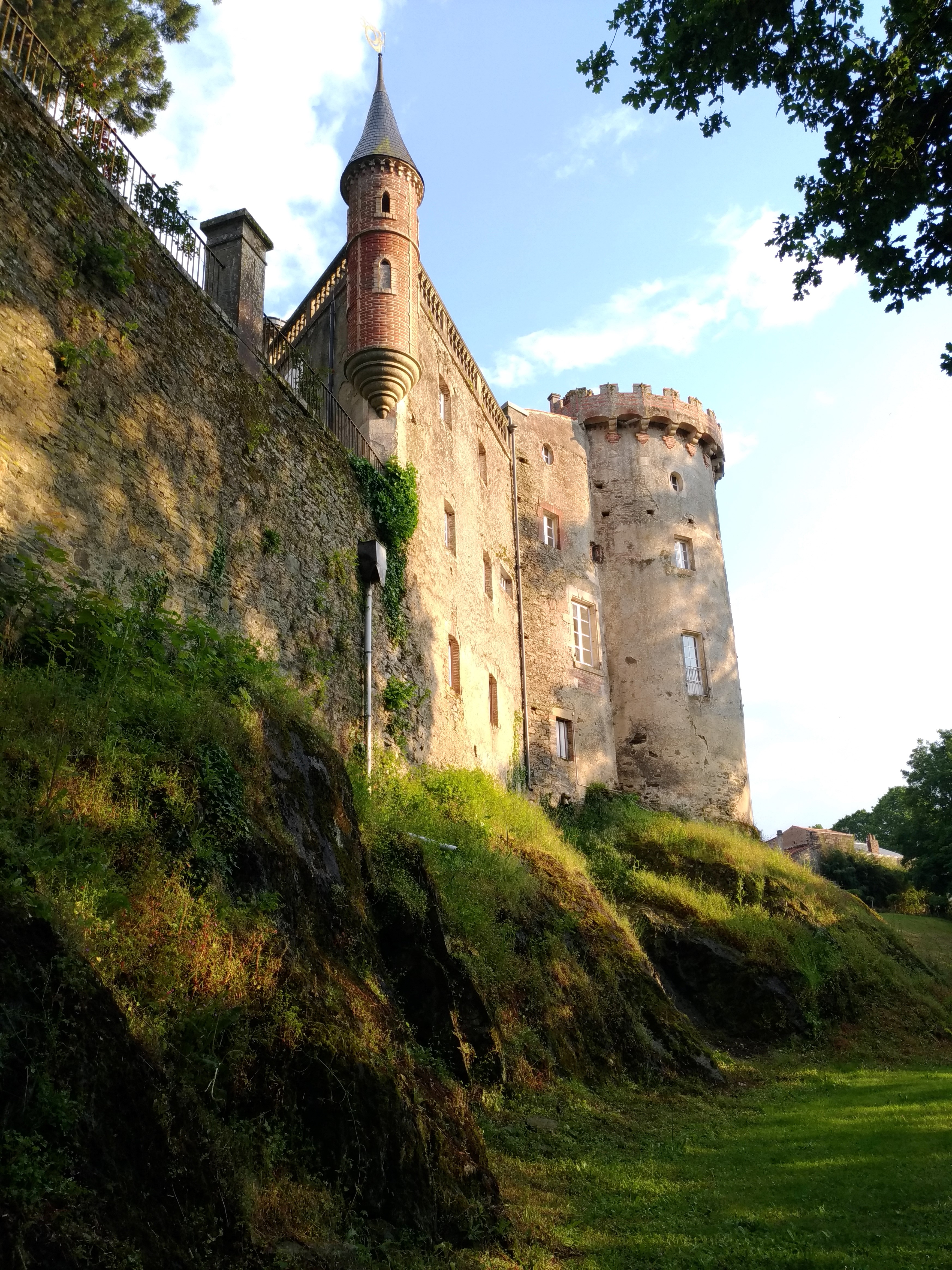
Tour et échauguette de la Recepte.
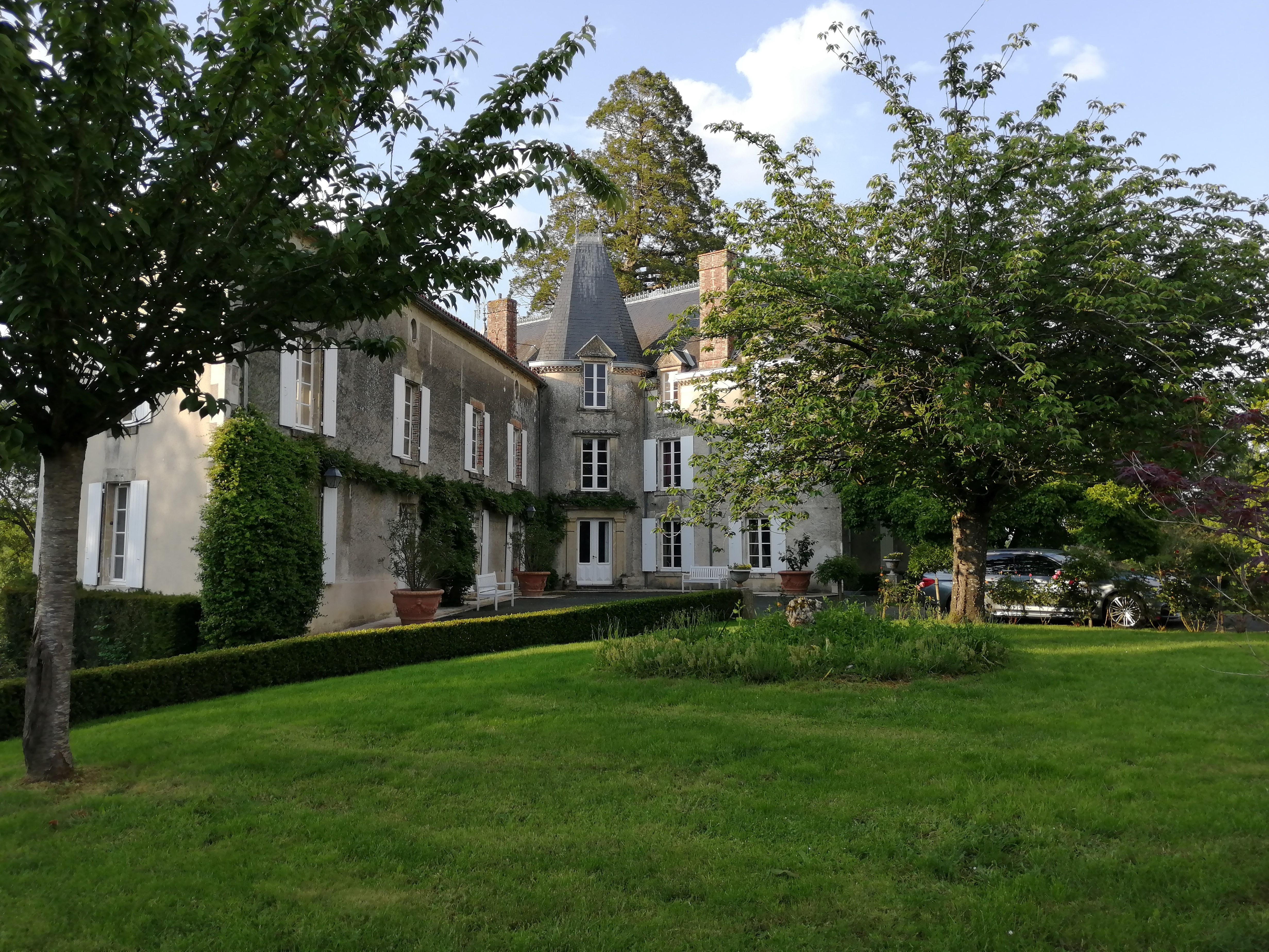
Cour intérieure de la Recepte.
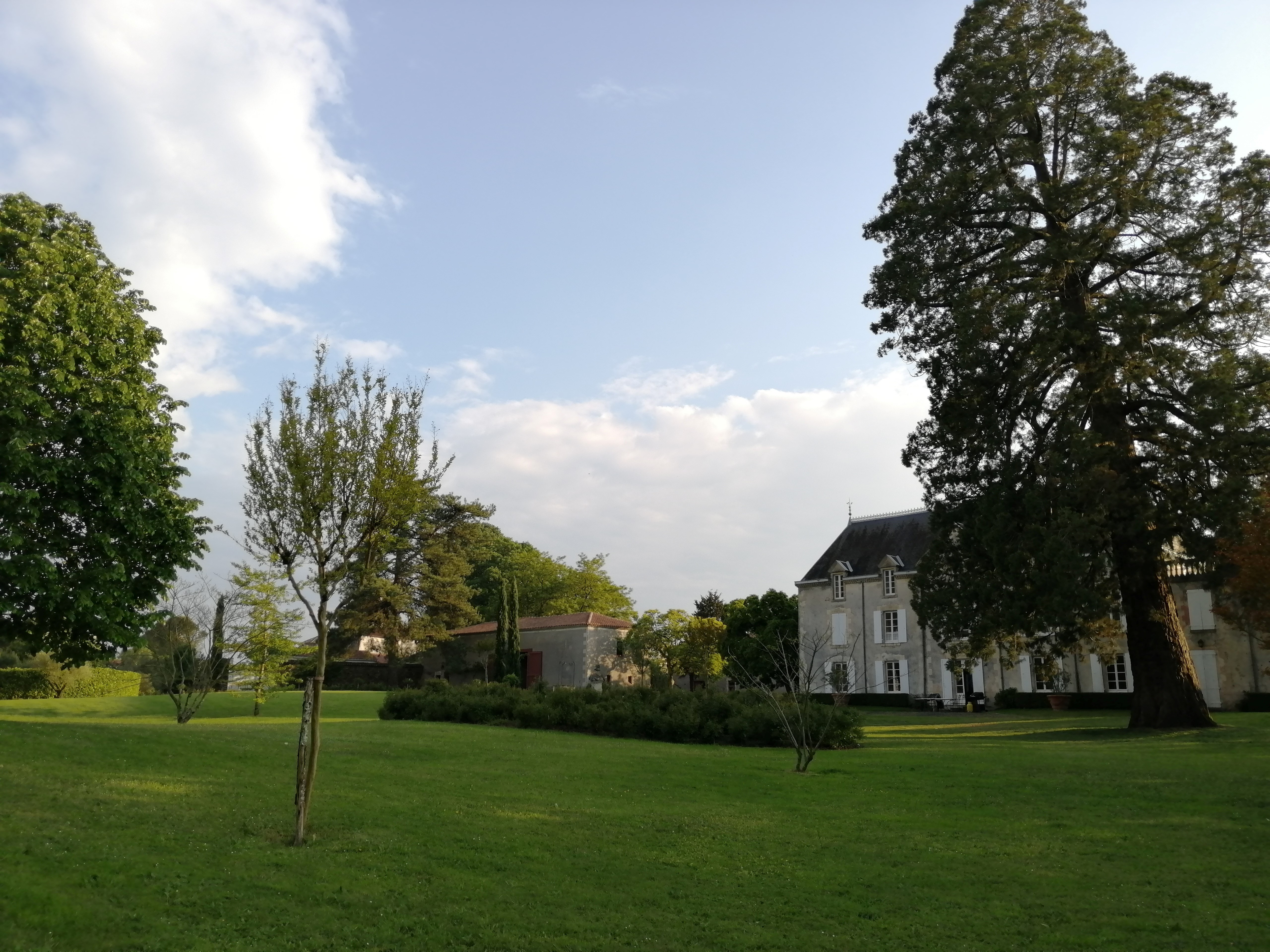
Propriété de la Recepte.
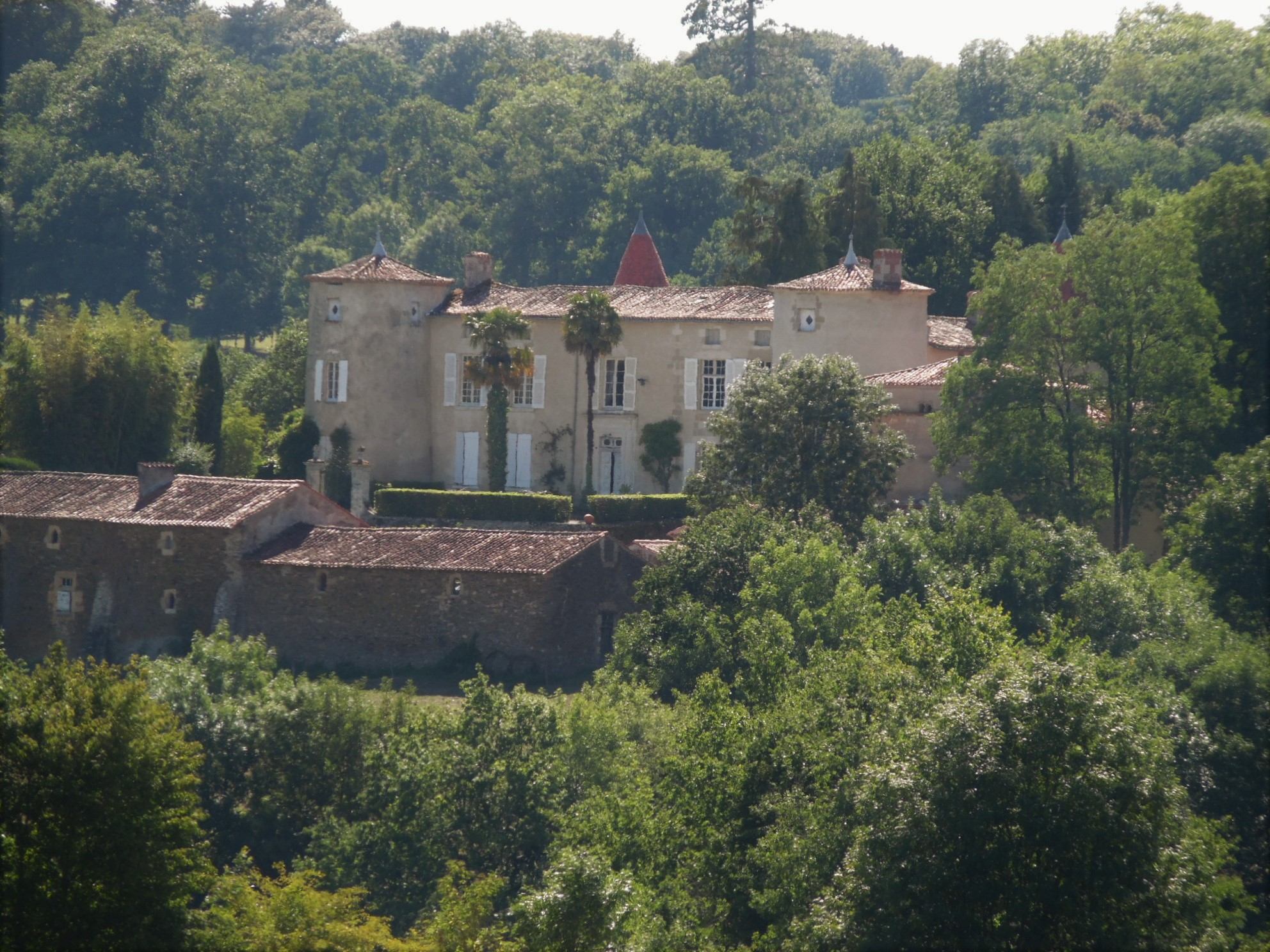
Château de la Grignonnière.

### Puits de la place du Bail
Ce puits, situé dans l'ancienne cour du château-fort, est taillé dans le roc et possède une profondeur de 32 m. Il semblerait que le fond y soit très large et communiquerait avec des souterrains construits par les Chabot ou les Lusignan,. La partie extérieure du puits a certainement été aménagée en 1842, comme l'indique l'inscription présente sur l'une des pierres de taille.

Puits de la place du Bail
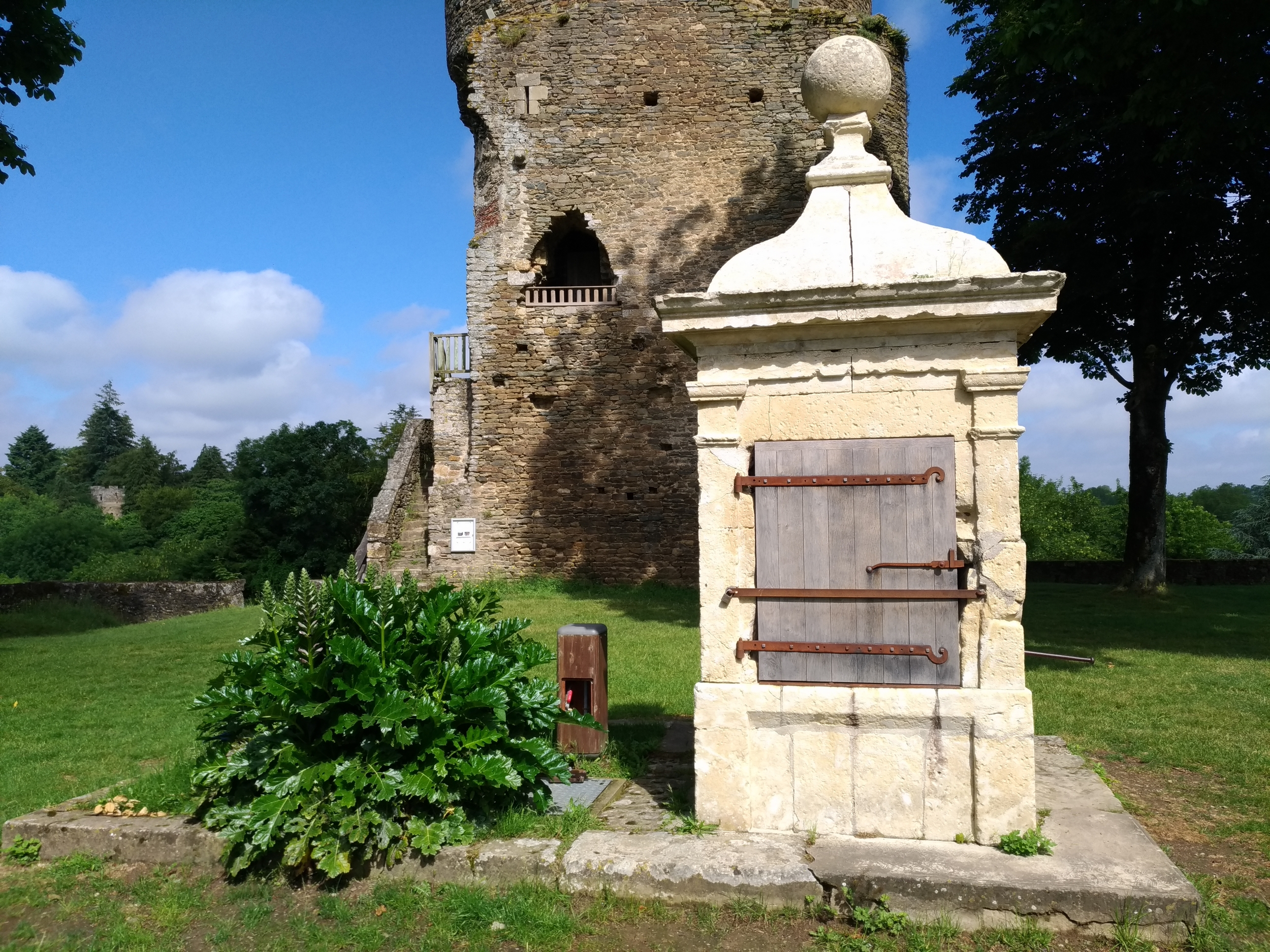
Puits situé à l'emplacement du puits de l'ancienne cour du château-fort.
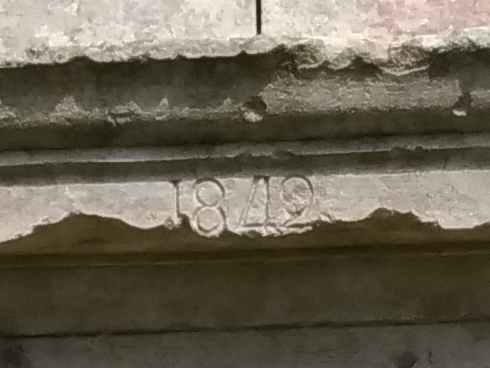
Inscription présente sur le puits, donnant sa date de construction.

### Logis de la Vieille Cure
Le logis de la Vieille Cure, situé au no 16 de la rue de l'Ancienne-Cure, est édifié au XVIIIe siècle (date de la façade donnant sur la cour intérieure). À l'emplacement de la bâtisse actuelle s'élevait une grande demeure seigneuriale au Moyen Âge. Elle était alors localisée à l'intérieur du bourg castral (« castrum ») de Vouvant et était elle-même entourée d'une enceinte carrée. Il s'agissait très probablement du site de la Prévôté (viguerie) qui était un fief mouvant de la baronnie de Vouvant (il est fait mention de ce site de la Prévôté en 1399). Ce fief, tenu pendant une longue période par la famille du Puy-du-Fou, administre la ville de Vouvant au civil et au pénal jusqu'au XVIe siècle.
La bâtisse possède divers statuts au fil des siècles suivants :
- il s'agit peut-être de la demeure où s'est implanté le siège royal du bailliage de Vouvant en 1698 ;
- une sorte d'administration municipale s'y installe au XVIIIe siècle avant d'accueillir la municipalité révolutionnaire jusqu'en 1828.

Le logis est nommé « logis de la Vieille Cure » uniquement depuis le XIXe siècle.

### Manoir de la Grande Rhée
Le manoir de la Grande Rhée, Grand-Rhée, Grande Rhé ou bien Grande-Arée, tire son nom de l'« araire » (charrue de bois primitive servant à gratter le sol superficiellement). C'est cet outil qui fut utilisé pour défricher les terres sur lesquelles se trouve la propriété, en bordure de la forêt de Mervent-Vouvant.
À l'époque féodale, cette bâtisse est probablement un relais, un lieu de refuge ou d'asile pour les voyageurs de passage (chevalier, pèlerin, etc.).
En 1890, la description de la Grande-Rhée la fait apparaître comme « une maison forte du XIIe siècle et XIIIe siècle, par ses murs épais et la disposition des bâtiments ». En effet, la propriété est, à l'époque, entourée d'une enceinte, de douves et de portails d'entrée aujourd'hui disparus. Des remaniements sont effectués aux XVIe siècle et XVIIe siècle. À la fin du XIXe siècle, le lieu semble abandonné.
Le manoir comporte des détails architecturaux particulièrement intéressants, : la porte d'entrée surmontée des armes des « du Fougeroux », une tourelle de défense, un large escalier en pierre, deux cheminées Louis XII, une chapelle du XIIIe siècle (aujourd'hui transformée en remise ; la pierre d'autel fut récupérée et transportée à la grotte de Vouvant), des murs principaux de 1,20 m de large, une fontaine en faïence de Rouen, et un bénitier en bronze.
Un souterrain (à présent muré) semble partir du manoir de la Grande-Rhée, pour réunir la cour du Nay, et la Citardière, en passant par le fort de Chantoizeau (aujourd'hui disparu).

Le manoir de la Grande Rhée
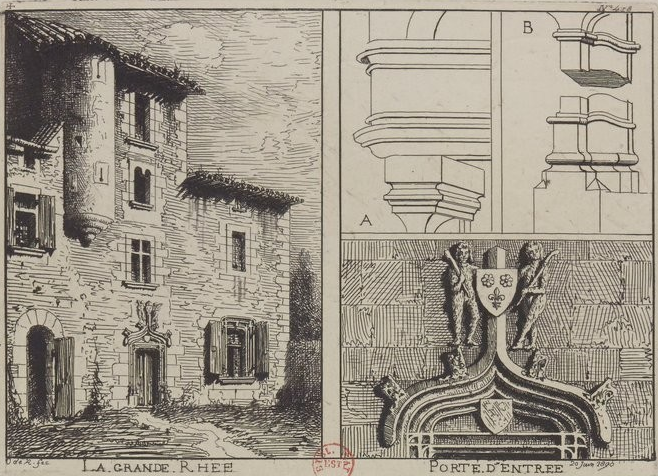
En 1890.
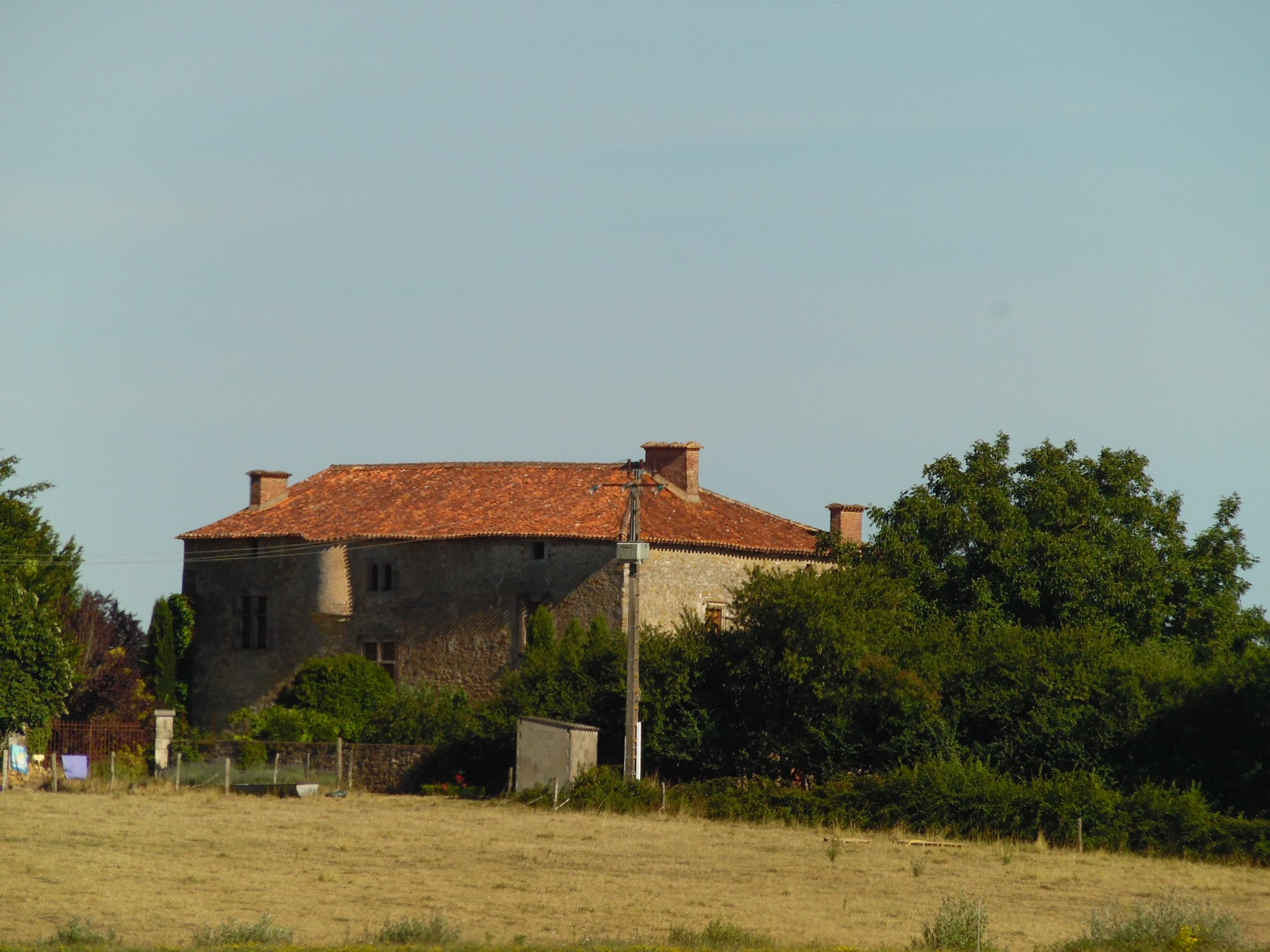
En 2017.

### Maison la Grand'Dent
La maison la Grand'Dent, située place Saint-Louis, est construite dès le XIVe siècle et remaniée au XVIIe siècle. Appelée « Maison des 3 Rois » avant la Révolution française, elle prend son nom actuel en référence au redoutable personnage de Geoffroy la Grand'Dent issu de la légende de la fée Mélusine. La maison possède notamment un escalier original de par sa disposition particulière et ses marches en chêne massif.

### Maison à pans de bois
La maison à pans de bois située à côté de la place du Corps de Garde est l'unique maison de ce type encore conservée dans le village. Datée de 1583, elle était très probablement la propriété d'un maréchal ferrant. En effet, un fer à cheval est sculpté au-dessus de la porte d'entrée.

Maison à pans de bois
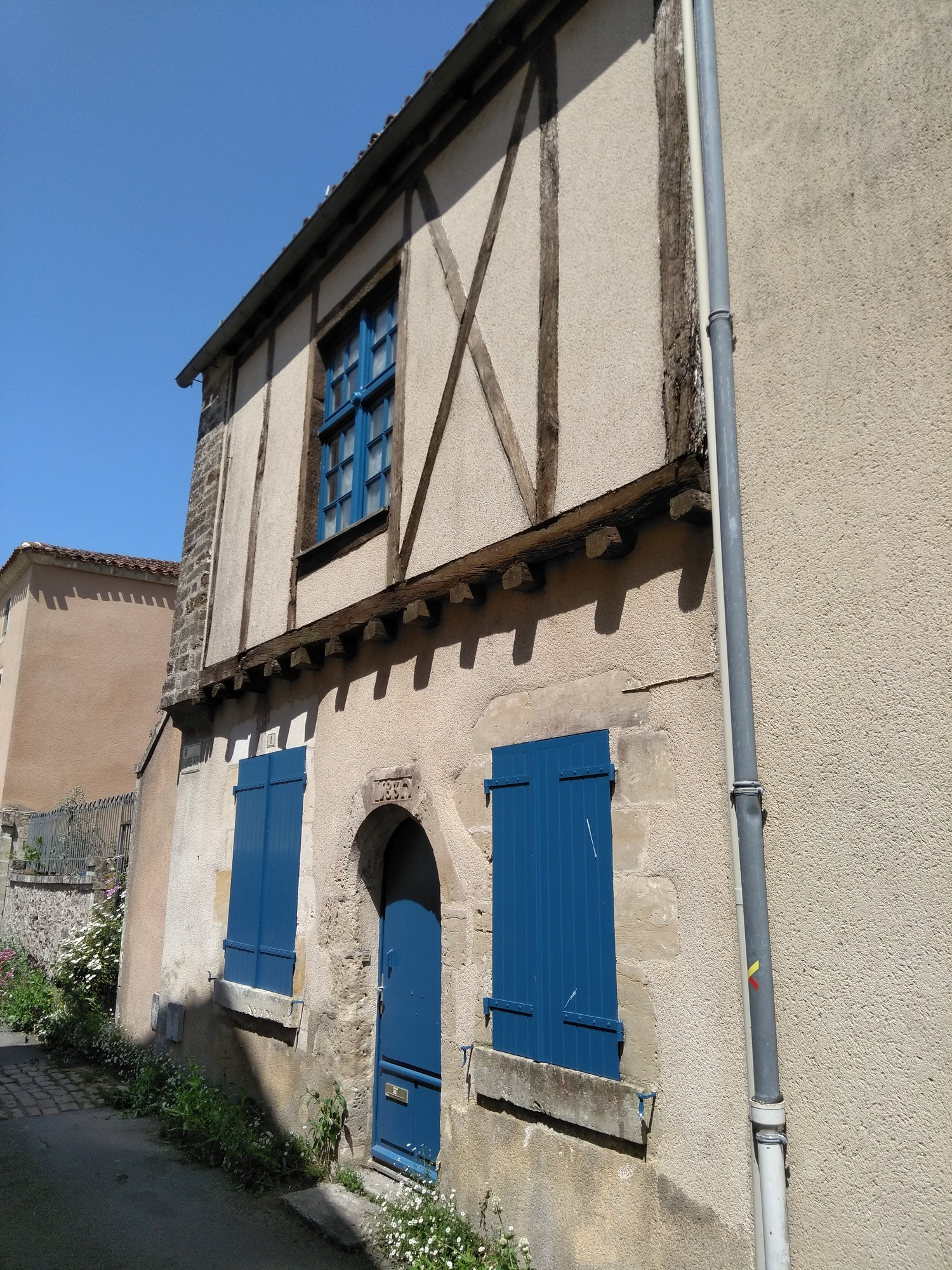
Façade donnant sur la Grande Rue.
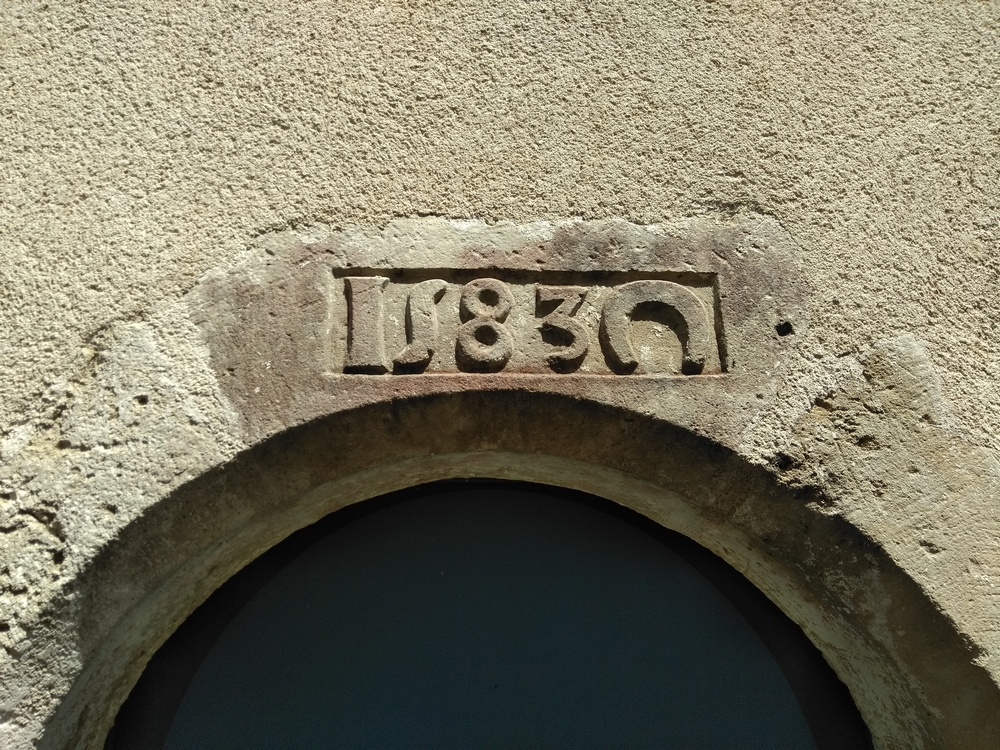
Inscription présente au-dessus de la porte.

### Maison de Mélusine

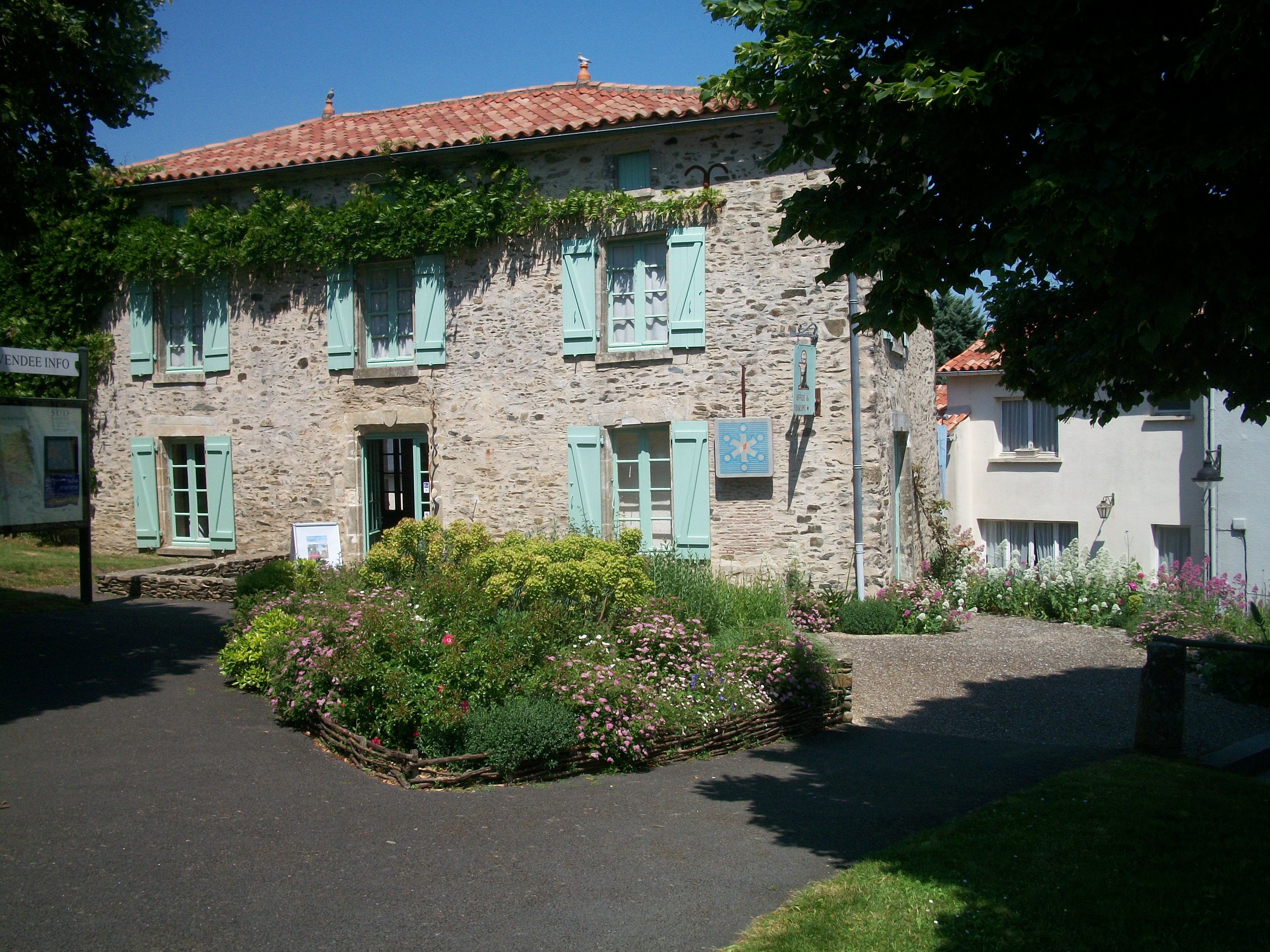
La maison de Mélusine.

Abritant au départ un café, la maison de Mélusine (appelée aussi maison du Bail) accueille aujourd'hui l'office de tourisme de la commune. La bâtisse est construite en schiste de pays au cours de l'année 1837 à l'emplacement d'une partie des remparts de l'ancien château-fort.

### Autres maisons

#### Maison auno18rue de la Visitation
La demeure située au no 18 rue de la Visitation est construite en 1854 puis remaniée à la fin du XXe siècle. Propriété de notaires jusqu'à la fin du XIXe siècle, elle passe ensuite dans la famille de pharmaciens Manteau Lagaille.

#### Moulin Froment
Cet ancien moulin à froment, situé au nord du bourg de Vouvant, est présent dans l'inventaire de 1694 établi lors du passage de la châtellenie de Vouvant dans le domaine royal. L'ancien moulin est aujourd'hui partiellement converti en gîte.

### Calvaires
- Le calvaire de Montfort[155], construit en 1715, comme le voulait Louis-Marie Grignon de Montfort, modifié et reconstruit jusqu'en 1990 ; localisé le long de la rue du Calvaire, au sud-est du bourg.
- Le calvaire des Orettes[155], construit à Pâques 1914 ; localisé à l'entrée ouest du bourg.

### Ponts
- Le nouveau pont permettant l'accès par l'est au bourg de Vouvant. Construit au XIXe siècle au moment de l'ouverture effectuée dans les remparts est, il est érigé afin de faciliter la circulation dans la cité[245].
- Le pont-viaduc de Baguenard, de 196 m de long et 35 m de hauteur, construit en fer et en pierre avant 1890[7],[34],[260]. Sa construction est approuvée le 13 octobre 1884 par le ministre des Travaux Publics. L'ouvrage se compose de deux travées de rive de 44 m ainsi que de deux travées centrales d'une longueur de 54 m. Utilisé pour la première fois le 28 octobre 1888, il se situe à la limite communale avec Bourneau et enjambe le ruisseau du Petit Fougerais[5]. Ce viaduc permettait le passage de la voie ferrée entre les gares de Vouvant-Cezais et de Bourneau-Mervent. La dernière utilisation du pont-viaduc de Baguenard, avant la désaffectation de la voie ferrée, date de 1954[34].
- Deux ponts construits en plein cœur de la forêt à la fin du XIXe siècle lors de la création de la route forestière no 1, localisés à la limite communale avec Mervent[261],[262] :
  - le pont du Déluge, enjambant le ruisseau des Verreries, est construit vers 1860. Il porte les initiales de M. de Villeneuve (ingénieur des Eaux et Forêts) qui en dirige sa construction ;
  - le pont de Diet, sur la rivière Mère. Il est composé de deux arches et sa pile centrale porte un médaillon daté de 1863.

Les ponts
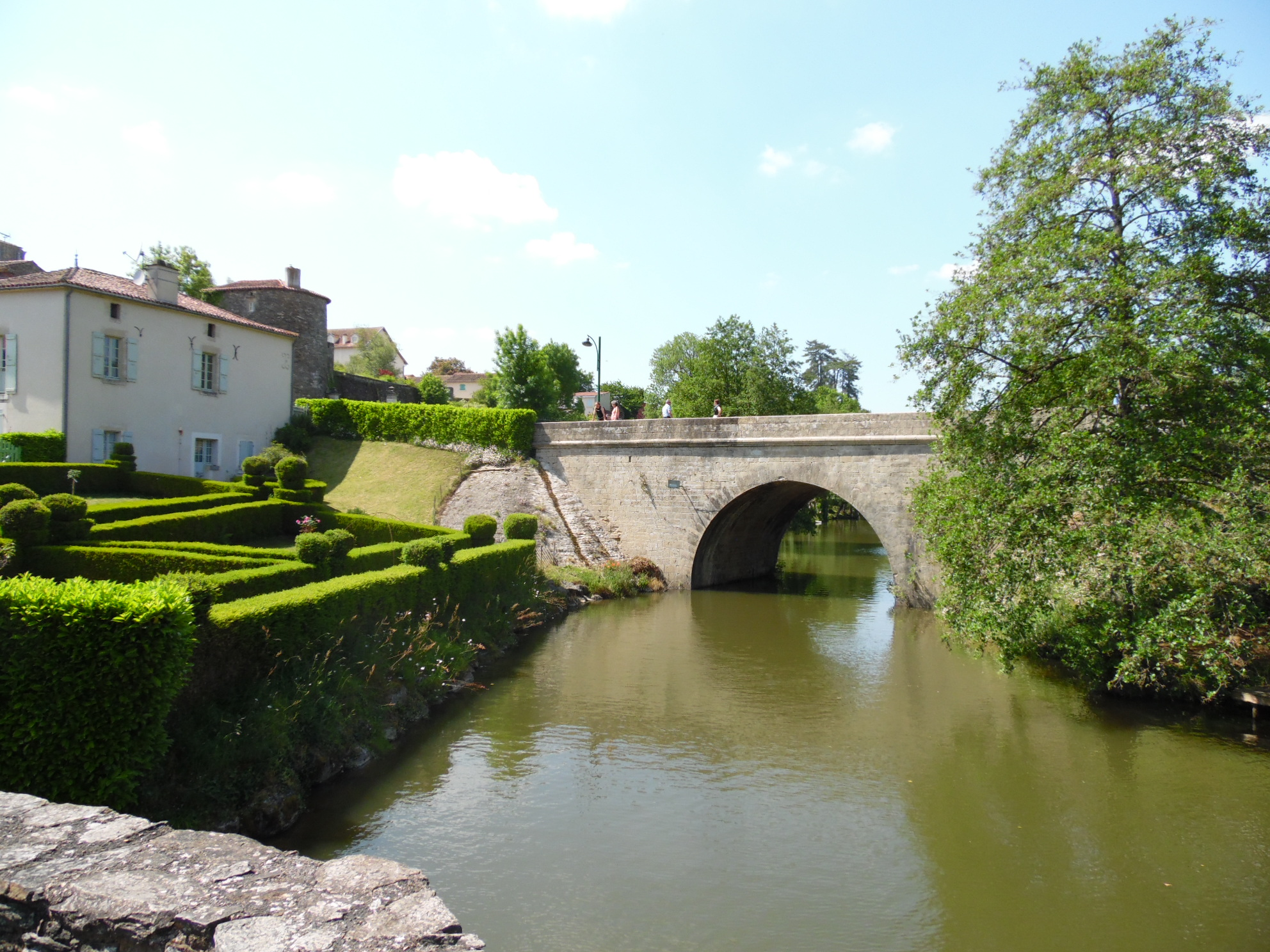
Nouveau pont construit au XIXe siècle.
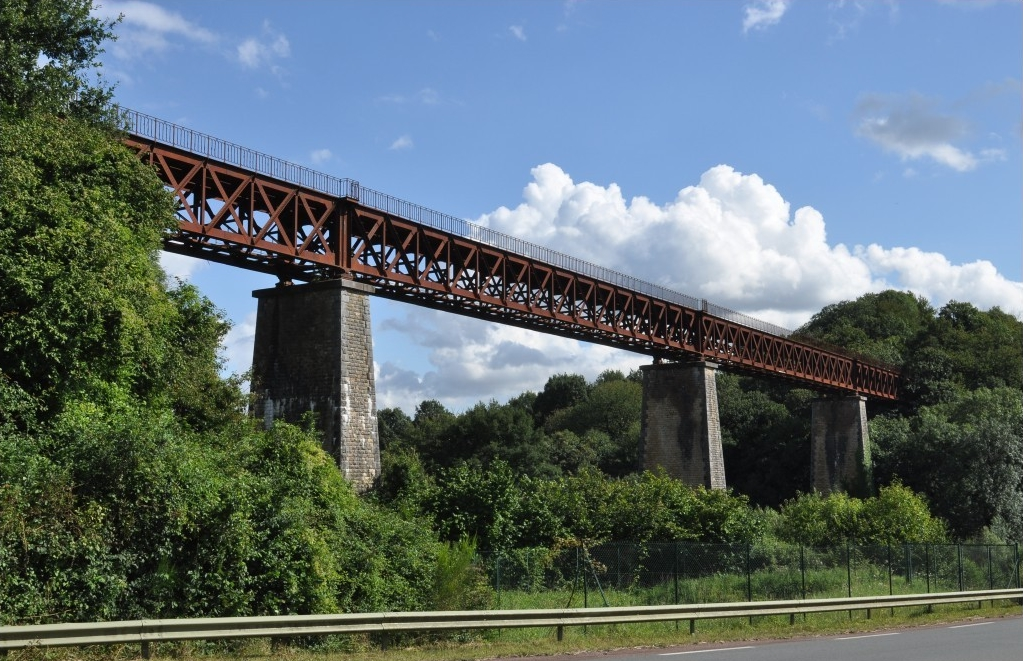
Pont-viaduc de Baguenard.
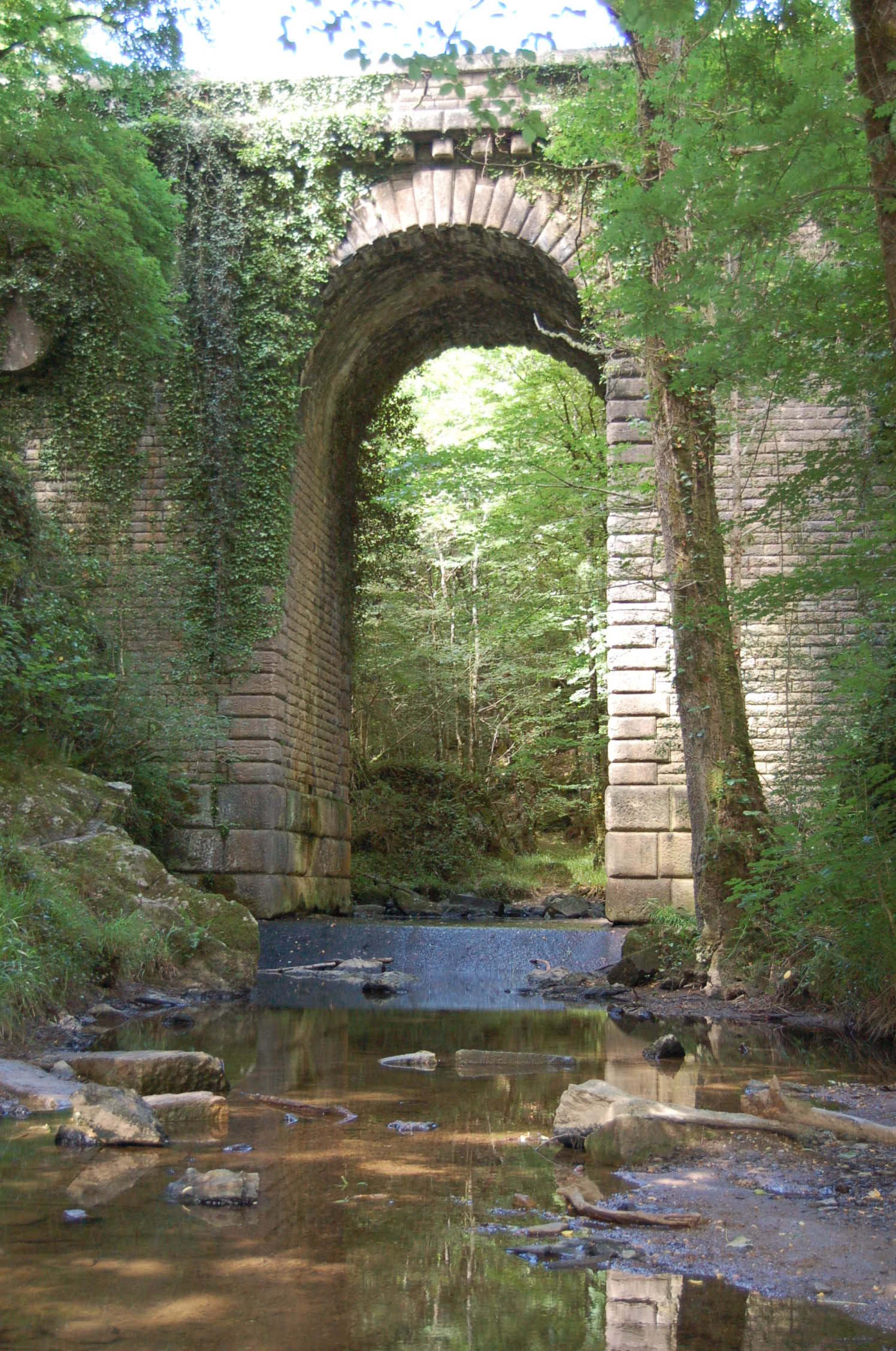
Pont du Déluge.
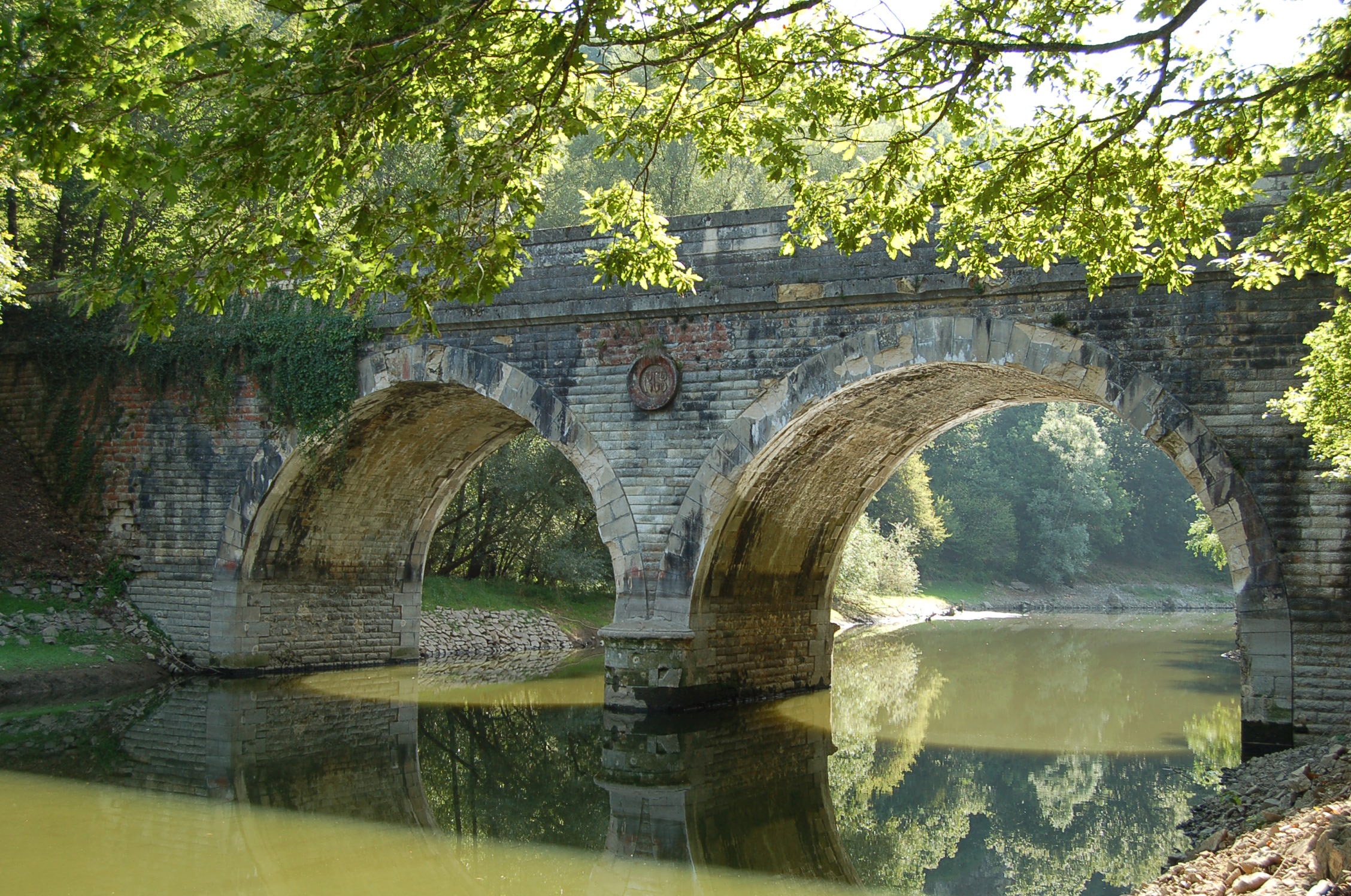
Pont de Diet.

### Fort de Chantoizeau
Le fort de Chantoizeau se trouve dans la forêt de Mervent-Vouvant, près du carrefour de l'allée de la Millargue et de la Petite Rhée, en bordure de fossé. Malgré le fait qu'il soit difficile de le repérer aujourd'hui, en 1893, sa description rend compte « d'une enceinte de forme ovale de 124 mètres de tour (périmètre), de 44 mètres de largeur du nord au sud, et avec des remparts de terre de hauteur allant de 2,20 à 1,50 mètres ». Ce lieu de défense serait antérieur à l'époque féodale. Les restes nous parvenant ne sont plus qu'une butte ovale et avec, par endroits, des fossés assez profonds (leurs altérations étant principalement dues à la non-gestion et à l'envahissement de la forêt).
Cet endroit situé dans les bois appartenant anciennement à la Grande Rhée fait référence à un fort, qui a pris le nom d'un certain capitaine Chantoizeau. Celui-ci y aurait, en effet, établi son quartier général vers 1450. C'est un bandit de grand chemin qui faisait régner la terreur dans le voisinage, certains le comparant au « Gilles de Retz de la région ». Une autre personnalité prend, à priori, sa succession vers 1557 : le sire du Couldray. La forêt de Mervent-Vouvant sous son influence redevient un « repaire de bandits ».

### Les cinq jumeaux
Chêne mort depuis 1996, il présente cinq rejets, ce qui en fait un arbre remarquable à cinq troncs. Il doit aujourd'hui sa renommée au sculpteur Sébastien Krampe, qui a sculpté chacun des troncs. Il est situé dans la forêt de Mervent-Vouvant, près du lieu-dit de la Grande Rhée,.

### Maison de la Vau-Dieu
La maison de la Vau-Dieu est un ancien prieuré religieux fondé par les seigneurs-barons du Petit-Château de Vouvant, dont il ne reste aujourd'hui rien mis à part les débris d'une ancienne chapelle (transformée en servitude) renfermant un tombeau datant du XIVe siècle. L'époque de construction n'est pas connue, mais il est fait référence, dans une déclaration faite à Fontenay-le-Comte par Pierre Guillon (abbé du monastère de Nieul-sur-l'Autise) le 29 octobre 1492 d'une maison de la Vaudieu « située entre Vouvent et Bourneau et donnée au XIIIe siècle par les comtes de Chabot à l'abbaye de Nieul ». La localisation de cet ancien édifice se situe actuellement à l'emplacement d'« une ferme et d'une maison de campagne » sur la commune de Bourneau au lieu-dit de la Vaudieu, près de la limite communale avec Vouvant.

### Four de verrier
Lors de la vidange décennale du barrage de Pierre-Brune de 1989, la présence d'un ancien four de verrier est mise au jour. Celui-ci témoigne ainsi de l'existence d'une activité verrière médiévale sur les rives de la rivière Mère au cœur de la forêt de Mervent-Vouvant. Lors des fouilles, la découverte de débris de verre permet d'affirmer que des « coupes évasées à pied conique côtelé » étaient produites, parmi d'autres objets en verre, sur le site.
La localisation de ce four est indiquée par les noms donnés à deux lieux-dits situés à proximité : les « Grandes verreries » et les « Vielles-Verreries »,.

### Monument aux morts
Érigé en 1923 après la première Guerre mondiale, le monument est surmonté de la statue du Poilu victorieux. Il se trouve sur la place de l'Église.

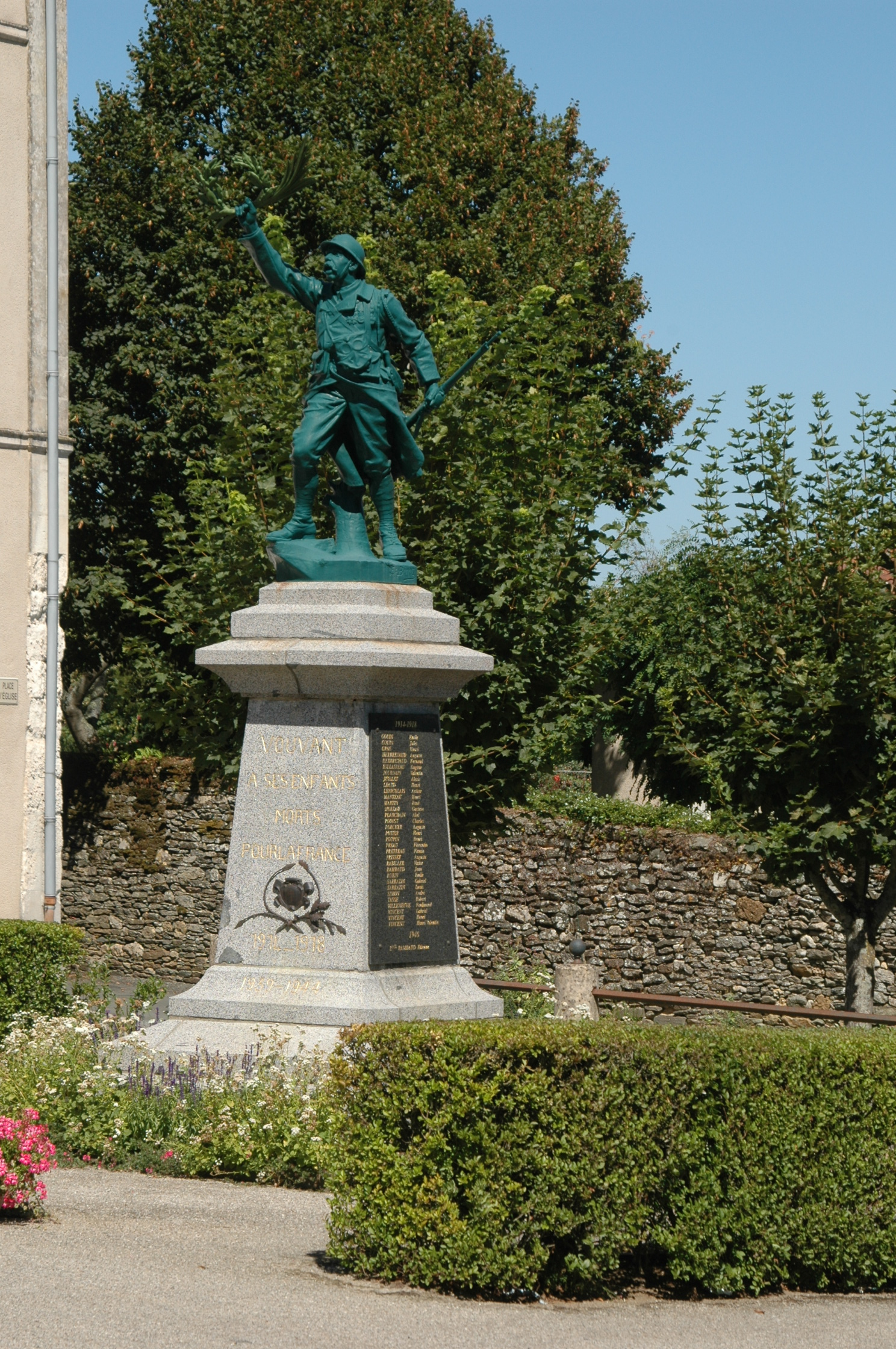
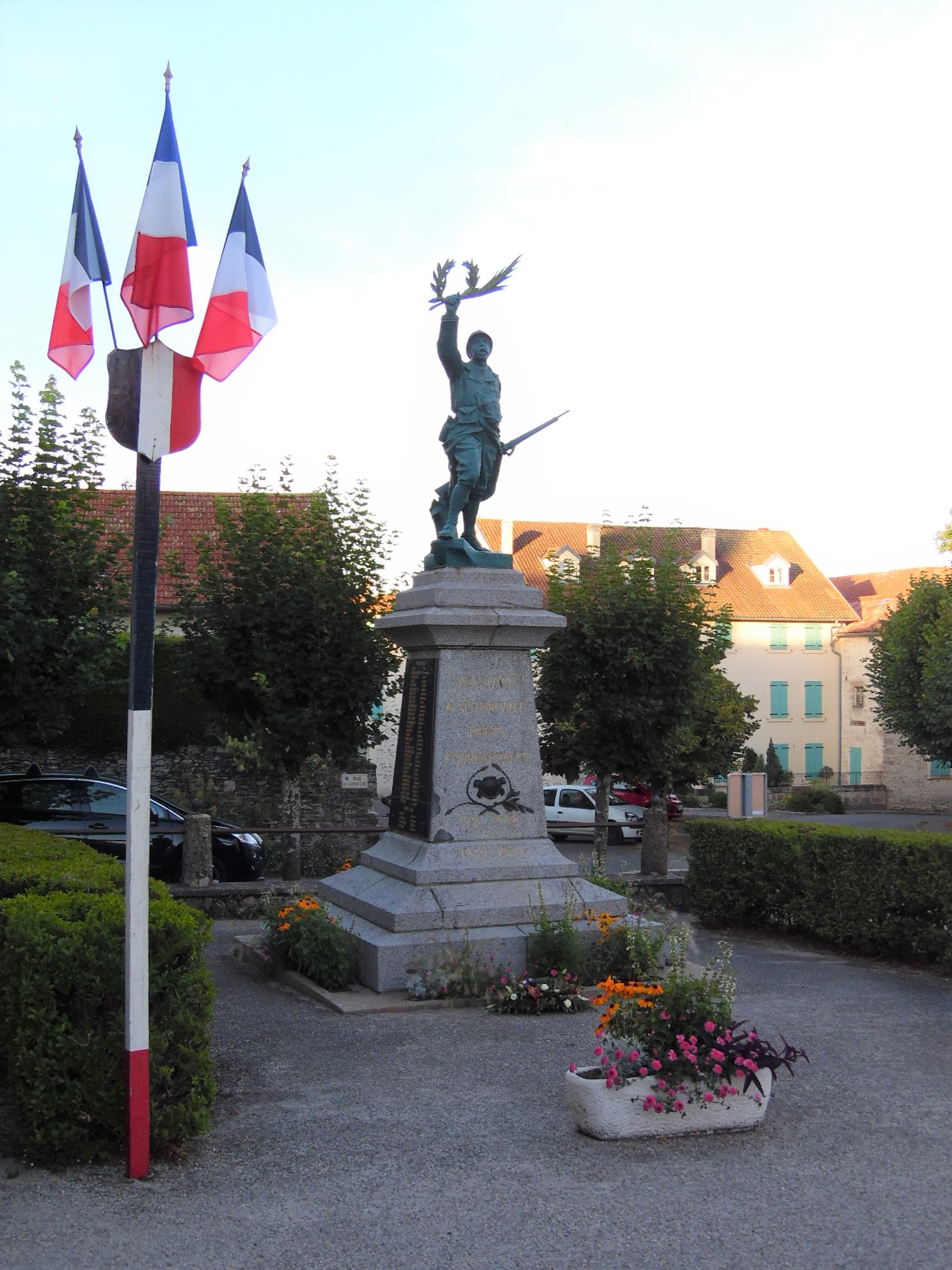

## Archéologie
L'ensemble du territoire communal de Vouvant est délimité comme une Zone de Présomption de Prescription Archéologique (ZPPA) par l'arrêté préfectoral no 608 du 17 novembre 2016.

### Opérations archéologiques
Plusieurs opérations archéologiques ont été effectuées, :
- du 1er juillet 1987 au 30 novembre 1987 : prospection diachronique du massif forestier de Mervent-Vouvant ;
- du 20 septembre 1989 au 30 novembre 1989 : sauvetage urgent des prés de la Pierre-Brune ;
- du 7 février 1994 au 31 août 1994 : sauvetage urgent de la nef en ruine de l'église Notre-Dame-de-l'Assomption ;
- du 15 septembre 1999 au 29 février 2000 : évaluation en vue de l'aménagement de la déviation RD938ter ;
- du 13 mars 2006 au 16 mars 2006 : diagnostic archéologique précédant la création du lotissement du Clos de l'Espérance à l'entrée sud-est du bourg ;
- le 3 septembre 2015 : étude de bâti programmée d'un mur de soutènement découvert au niveau d'une habitation située impasse du Petit-Château[267].

### Entités archéologiques
Vouvant possède de nombreuses entités archéologiques sur son territoire communal :
- la tour Mélusine,
- le bourg castral de Vouvant,
- l'église Notre-Dame (vestiges : cimetière, église, moule à cloches, atelier métallurgique et four),
- un mur de soutènement localisé au lieu-dit du Petit-Château,
- l'enclos du Vignaud,
- l'enclos de Chantoiseau,
- le site d'extraction et le four de la Millarge,
- l'enclos de l'allée de la Belle Cépée,
- le parcellaire de l'allée de la Pierre Blanche,
- l'atelier de verrier des Verreries,
- l'atelier de verrier des Petites-Verreries,
- et la maison forte de la Grignonnière.

## Labellisation
- Vouvant est la seule commune de Vendée classée parmi Les Plus Beaux Villages de France[268]. Elle obtient ce label en 1988 après l'« Opération Village » pour la rénovation des façades menée de 1983 à 1987[3],[4].
- Le village est également classé comme une Petite Cité de Caractère depuis 2000[269].
- Vouvant obtient deux fleurs au concours des villes et villages fleuris[270].

## Apparitions médiatiques
Le village de Vouvant apparaît dans plusieurs programmes documentaires et émissions télévisées :
- Le 25 novembre 2013 : Les Carnets de Julie - La Vendée, entre Terre et Mer (France 3), programme documentaire présenté par Julie Andrieu[271] ([vidéo] « Visionner la vidéo », sur YouTube).
- Le 1er juillet 2014 : Le Village préféré des Français (France 2), émission présentée par Stéphane Bern et produite par Morgane Production ([vidéo] Le Pays préféré des français, « Visionner la vidéo », sur YouTube). À l'issue de l'émission, le village de Vouvant se classe 8e sur les 22 villages sélectionnés[182].
- Le 21 mai 2016, le 7 août 2016 (rediffusion) et le 5 août 2018 (rediffusion) : Les 100 lieux qu'il faut voir : la Vendée, des Sables-d'Olonne au marais poitevin - Saison 3 - Épisode 7 (France 5), programme documentaire produit par Morgane Production[272].
- Le 12 octobre 2016 : un reportage consacré à Vouvant, intitulé Visite dans le dernier village fortifié de Vendée, est diffusé lors du journal de 13h (TF1) présenté par Jean-Pierre Pernaut[273] ([vidéo] Visionner la vidéo sur LCI).
- Le 17 janvier 2018 et le 17 juillet 2019 (rediffusion) : Des racines et des ailes - Passion patrimoine : terre de Vendée (France 3), programme documentaire produit par Troisième Œil Productions[274] ([vidéo] Des Racines et des Ailes, « Visionner la vidéo », sur YouTube).

## Personnalités liées à la commune
- Guillaume V d'Aquitaine, dit Le Grand (né vers 969 et décédé en 1030), comte de Poitiers et duc d'Aquitaine, créateur de Vouvant ;
- Théodelin, abbé de Maillezais, à l'origine (à la demande Guillaume le Grand) de l'édification de l'église priorale et du prieuré de Vouvant au début du XIe siècle ;
- Geoffroy Ier de Lusignan (né vers 1150 et décédé en 1216), marié à Eustach(i)e Chabot avant 1200, seigneur de Vouvant de la fin du XIIe siècle à sa mort en 1216/24 ;
- Eustach(i)e Chabot (née vers 1160 et décédée en 1229), dame de Vouvant et Mervent de la fin du XIIe siècle au début du XIIIe siècle ;
- Geoffroy II de Lusignan (né vers 1198/99 et décédé en 1247/48), seigneur de Vouvant de 1216/24 à sa mort en 1247/48 ;
- Hugues II de Parthenay-l'Archevêque (décédé en 1271), marié à Valence de Lusignan (héritière de Geoffroy II, son oncle) en 1247, seigneur de Vouvant de 1248 à sa mort en 1271 ;
- Arthur de Richemont (1393-1458), possesseur de Vouvant entre 1427 et 1458 ;
- Jean de Dunois (1403-1468), possesseur de Vouvant de 1458 à 1468 ;
- Louis-Marie Grignion de Montfort (1673-1716) ;
- Émile-Armand Chaigneau (1795-1881), député de la monarchie de Juillet, natif de Vouvant ;
- Maurice de La Pintière (1920-2006), illustrateur né à Vouvant ;
- Pierre Rézeau (1938-), philologue né à Vouvant ;
- Mireille Nègre (1943-), danseuse, écrivain et pianiste, a vécu quelque temps à Vouvant au monastère de la Visitation.
- Dominique Rézeau (1947-), prêtre catholique, diplomate et historien français.

## Héraldique, devise et logotype

### Héraldique

#### Armoiries utilisées depuis juin 1991
| Blason de Vouvant | Blason  | Burelé d'argent et d'azur, à deux serpents de gueules. |
| Blason de Vouvant | Détails | Ce blason adopté lors de la séance du Conseil Municipal du 4 juin 1991 correspond aux armes acquises par la seigneurie de Vouvant-Mervent au moins dès le début du XVIe siècle. Ces armes étaient décrites comme suit dans un ouvrage réalisé entre 1524 et 1534 par Jean de Baudreuil pour Louis II d'Orléans-Longueville : « ung escu burelé d'argent et d'azur à deux serpents de gueulles ». Le burelé est inversé notamment sur les plaques de rue tel que : burelé d'azur et d'argent. Le statut officiel du blason reste à déterminer. |

### Devise
La commune de Vouvant ne possède pas de devise.

### Logotype

Logo de Vouvant (2016-début 2020).
Version issue du site internet (2016-début 2020).
Logo de « L'esprit Vouvant » (décembre 2020-mars 2021).
Logo de « L'esprit Vouvant » (depuis mars 2021).

#### Ouvrages qui présentent l'acte de donation portant fondation de Vouvant
- (la) Jean Besly, Histoire des comtes de Poictou et ducs de Guyenne, Paris, G. Alliot, 1647 (lire en ligne), p. 307 à 308 (acte certainement transcrit à partir du document original issu des archives de l'abbaye de Maillezais)
- Louis-Étienne Arcère, Histoire de la ville de la Rochelle et du pays d'Aulnis, composée d'après les auteurs & les titres originaux, & enrichie de divers plans, René-Jacob Desbordes, 1757, 722 p. (lire en ligne), p. 666 à 668 (copie réalisée à partir de l'acte transcrit par Jean Besly ainsi que certainement une autre copie de Besly à laquelle il fait référence : présence d'annotations supplémentaires à l'acte transcrit dans l'Histoire des comtes de Poictou)
- Abbé Lacurie, Histoire de l'Abbaye de Maillezais depuis sa fondation jusqu'à nos jours, suivie de pièces justificatives la plupart médites, Edm. Fillon, 1852, 593 p. (lire en ligne), p. 202 à 205 (copie de l'acte transcrit par Arcère dans l'Histoire de la ville de la Rochelle et du pays d'Aulnis)
- Cécile Treffort, « Le comte de Poitiers, duc d'Aquitaine, et l'Église aux alentours de l'an mil (970-1030) », Cahiers de Civilisation Médiévale, no 172 « Regards croisés sur l'An Mil »,‎ octobre-décembre 2000, p. 427 (lire en ligne) (traduction d'un extrait de l'acte en français à partir de la source latine de Jean Besly)
- Georges Pon et Yves Chauvin (trad. du latin), La fondation de l'abbaye de Maillezais : récit du moine Pierre, La Roche-sur-Yon, Centre vendéen de recherches historiques, 2001, 319 p. (ISBN 2-911253-09-4 et 9782911253096, OCLC 406932722), p. 215 à 220 (acte transcrit à partir de l'ensemble des sources disponibles et traduction de l'acte en français)

#### Ouvrages de référence sur l'histoire de Vouvant
- Comte Émilien Rorthay de Monbail, Notes et croquis sur la Vendée, Niort, Robin et Cie, 1843, 199 p. (lire en ligne [PDF]), p. 72 à 77
- René Valette, « Vouvent (Vendée) et la forêt », dans Jules Robuchon, Paysages et monuments du Poitou, t. X, Paris, Imprimerie May et Motteroz, 1892 (lire en ligne)
- Louis Brochet, La Forêt de Vouvent : son histoire et ses sites, avec eaux-fortes de M. O. de Rochebrune, Fontenay-le-Comte, Imprimerie L.-P. Gouraud, 1893, 198 p. (lire en ligne)
- Marie-Pierre Baudry-Parthenay, Nicolas Prouteau et Laurent Prysmicki (relevés d'ensemble : cabinet de géomètre Millet), Étude préalable à la restauration de l'enceinte de Vouvant : Étude documentaire, historique et architecturale. (Rapport d'étude), Atemporelle, mai 2003, 95 p.
- Gilles Bresson, Châteaux forts de Vendée : guide d'histoire et de visites, Saint-Sébastien-sur-Loire, Orbestier, 2013, 112 p. (ISBN 978-2-84238-152-3), p. 94 à 99
- Nicolas Prouteau (maître de conférences en archéologie médiévale à l'Université de Poitiers et directeur adjoint du Centre d'études supérieures de civilisation médiévale), kakemonos de l’exposition « Vouvant d'un millénaire à l'autre », entre le 1er et le 15 août 2016, Association Patrimoines du Vouvantais, 5 p. (lire en ligne [PDF])
- Pierre Rézeau, Vouvant, la cité millénaire : fragments d'histoire, La Roche-sur-Yon, Centre vendéen de recherches historiques (CVRH), coll. « racines de Vendée », juin 2019, 256 p. (ISBN 978-2-911253-94-2, EAN 9782911253942)

#### Ouvrages de référence sur l'église Notre-Dame de Vouvant
- Michel Dillange, « L'administration et la restauration des édifices anciens en Vendée au XIXe siècle », dans Société d'émulation de la Vendée, Annuaire départemental de la Société d'émulation de la Vendée, 1979 (lire en ligne), p. 262 à 263
- Michel Dillange, Eglises et abbayes romanes en Vendée, Marseille, Editions Jeanne Laffitte, 1983, 264 p. (ISBN 2-86276-074-9), p. 223 à 227
- Sylviane Van de Moortele, « L'église Notre-Dame de Vouvant », dans Société Française d'Archéologie, Congrès archéologique de France, 151e session, 1993, Vendée, Paris, Société Française d'Archéologie et Musée des Monuments Français, 1996, 288 p., p. 113 à 126
- Jean-Pierre Lecomte (Architecte du Patrimoine), Église Notre-Dame : VOUVANT (85) : Étude historique, architecturale et sanitaire. (Diagnostic), Antak, janvier 2018, 67 p.

#### Description des fortifications en 1526 et 1694
- Louis de La Boutetière, « Recherches historiques sur le département de la Vendée, un document par canton : La ville de Vouvent, en 1526 », dans Société d'émulation de la Vendée, Annuaire départemental de la Société d'émulation de la Vendée, vol. 5, La Roche-sur-Yon, L. Gasté, 1875, 222 p. (lire en ligne), p. 52 à 55

#### Autres ouvrages sur Vouvant
- Stéphane Bern, Le village préféré des français, 44 trésors incontournables, Paris, Albin Michel, octobre 2015, 256 p. (ISBN 978-2-226-25920-2), p. 54 à 59
- Pierrick Barreau, Vouvant : Cité de Mélusine, La Châtaigneraie, Au Loup, 2017, 58 p. (ISBN 979-10-93950-22-8, lire en ligne)